# 1964
Portal Geschichte | Portal Biografien | Aktuelle Ereignisse | Jahreskalender | Tagesartikel

◄ |
19. Jahrhundert |
20. Jahrhundert
| 21. Jahrhundert

◄ |
1930er |
1940er |
1950er |
1960er
| 1970er | 1980er | 1990er | ►

◄◄ |
◄ |
1960 |
1961 |
1962 |
1963 |
1964
| 1965 | 1966 | 1967 | 1968 | ► | ►►
Staatsoberhäupter · Wahlen · Nekrolog  · Literaturjahr · Musikjahr · Filmjahr · Rundfunkjahr · Sportjahr
| Januar | Januar | Januar | Januar | Januar | Januar | Januar | Januar |
| Kw     | Mo     | Di     | Mi     | Do     | Fr     | Sa     | So     |
| ------ | ------ | ------ | ------ | ------ | ------ | ------ | ------ |
| 1      |        |        | 1      | 2      | 3      | 4      | 5      |
| 2      | 6      | 7      | 8      | 9      | 10     | 11     | 12     |
| 3      | 13     | 14     | 15     | 16     | 17     | 18     | 19     |
| 4      | 20     | 21     | 22     | 23     | 24     | 25     | 26     |
| 5      | 27     | 28     | 29     | 30     | 31     |        |        |

| Februar | Februar | Februar | Februar | Februar | Februar | Februar | Februar |
| Kw      | Mo      | Di      | Mi      | Do      | Fr      | Sa      | So      |
| ------- | ------- | ------- | ------- | ------- | ------- | ------- | ------- |
| 5       |         |         |         |         |         | 1       | 2       |
| 6       | 3       | 4       | 5       | 6       | 7       | 8       | 9       |
| 7       | 10      | 11      | 12      | 13      | 14      | 15      | 16      |
| 8       | 17      | 18      | 19      | 20      | 21      | 22      | 23      |
| 9       | 24      | 25      | 26      | 27      | 28      | 29      |         |

| März | März | März | März | März | März | März | März |
| Kw   | Mo   | Di   | Mi   | Do   | Fr   | Sa   | So   |
| ---- | ---- | ---- | ---- | ---- | ---- | ---- | ---- |
| 9    |      |      |      |      |      |      | 1    |
| 10   | 2    | 3    | 4    | 5    | 6    | 7    | 8    |
| 11   | 9    | 10   | 11   | 12   | 13   | 14   | 15   |
| 12   | 16   | 17   | 18   | 19   | 20   | 21   | 22   |
| 13   | 23   | 24   | 25   | 26   | 27   | 28   | 29   |
| 14   | 30   | 31   |      |      |      |      |      |

| April | April | April | April | April | April | April | April |
| Kw    | Mo    | Di    | Mi    | Do    | Fr    | Sa    | So    |
| ----- | ----- | ----- | ----- | ----- | ----- | ----- | ----- |
| 14    |       |       | 1     | 2     | 3     | 4     | 5     |
| 15    | 6     | 7     | 8     | 9     | 10    | 11    | 12    |
| 16    | 13    | 14    | 15    | 16    | 17    | 18    | 19    |
| 17    | 20    | 21    | 22    | 23    | 24    | 25    | 26    |
| 18    | 27    | 28    | 29    | 30    |       |       |       |

| Mai | Mai | Mai | Mai | Mai | Mai | Mai | Mai |
| Kw  | Mo  | Di  | Mi  | Do  | Fr  | Sa  | So  |
| --- | --- | --- | --- | --- | --- | --- | --- |
| 18  |     |     |     |     | 1   | 2   | 3   |
| 19  | 4   | 5   | 6   | 7   | 8   | 9   | 10  |
| 20  | 11  | 12  | 13  | 14  | 15  | 16  | 17  |
| 21  | 18  | 19  | 20  | 21  | 22  | 23  | 24  |
| 22  | 25  | 26  | 27  | 28  | 29  | 30  | 31  |

| Juni | Juni | Juni | Juni | Juni | Juni | Juni | Juni |
| Kw   | Mo   | Di   | Mi   | Do   | Fr   | Sa   | So   |
| ---- | ---- | ---- | ---- | ---- | ---- | ---- | ---- |
| 23   | 1    | 2    | 3    | 4    | 5    | 6    | 7    |
| 24   | 8    | 9    | 10   | 11   | 12   | 13   | 14   |
| 25   | 15   | 16   | 17   | 18   | 19   | 20   | 21   |
| 26   | 22   | 23   | 24   | 25   | 26   | 27   | 28   |
| 27   | 29   | 30   |      |      |      |      |      |

| Juli | Juli | Juli | Juli | Juli | Juli | Juli | Juli |
| Kw   | Mo   | Di   | Mi   | Do   | Fr   | Sa   | So   |
| ---- | ---- | ---- | ---- | ---- | ---- | ---- | ---- |
| 27   |      |      | 1    | 2    | 3    | 4    | 5    |
| 28   | 6    | 7    | 8    | 9    | 10   | 11   | 12   |
| 29   | 13   | 14   | 15   | 16   | 17   | 18   | 19   |
| 30   | 20   | 21   | 22   | 23   | 24   | 25   | 26   |
| 31   | 27   | 28   | 29   | 30   | 31   |      |      |

| August | August | August | August | August | August | August | August |
| Kw     | Mo     | Di     | Mi     | Do     | Fr     | Sa     | So     |
| ------ | ------ | ------ | ------ | ------ | ------ | ------ | ------ |
| 31     |        |        |        |        |        | 1      | 2      |
| 32     | 3      | 4      | 5      | 6      | 7      | 8      | 9      |
| 33     | 10     | 11     | 12     | 13     | 14     | 15     | 16     |
| 34     | 17     | 18     | 19     | 20     | 21     | 22     | 23     |
| 35     | 24     | 25     | 26     | 27     | 28     | 29     | 30     |
| 36     | 31     |        |        |        |        |        |        |

| September | September | September | September | September | September | September | September |
| Kw        | Mo        | Di        | Mi        | Do        | Fr        | Sa        | So        |
| --------- | --------- | --------- | --------- | --------- | --------- | --------- | --------- |
| 36        |           | 1         | 2         | 3         | 4         | 5         | 6         |
| 37        | 7         | 8         | 9         | 10        | 11        | 12        | 13        |
| 38        | 14        | 15        | 16        | 17        | 18        | 19        | 20        |
| 39        | 21        | 22        | 23        | 24        | 25        | 26        | 27        |
| 40        | 28        | 29        | 30        |           |           |           |           |

| Oktober | Oktober | Oktober | Oktober | Oktober | Oktober | Oktober | Oktober |
| Kw      | Mo      | Di      | Mi      | Do      | Fr      | Sa      | So      |
| ------- | ------- | ------- | ------- | ------- | ------- | ------- | ------- |
| 40      |         |         |         | 1       | 2       | 3       | 4       |
| 41      | 5       | 6       | 7       | 8       | 9       | 10      | 11      |
| 42      | 12      | 13      | 14      | 15      | 16      | 17      | 18      |
| 43      | 19      | 20      | 21      | 22      | 23      | 24      | 25      |
| 44      | 26      | 27      | 28      | 29      | 30      | 31      |         |

| November | November | November | November | November | November | November | November |
| Kw       | Mo       | Di       | Mi       | Do       | Fr       | Sa       | So       |
| -------- | -------- | -------- | -------- | -------- | -------- | -------- | -------- |
| 44       |          |          |          |          |          |          | 1        |
| 45       | 2        | 3        | 4        | 5        | 6        | 7        | 8        |
| 46       | 9        | 10       | 11       | 12       | 13       | 14       | 15       |
| 47       | 16       | 17       | 18       | 19       | 20       | 21       | 22       |
| 48       | 23       | 24       | 25       | 26       | 27       | 28       | 29       |
| 49       | 30       |          |          |          |          |          |          |

| Dezember | Dezember | Dezember | Dezember | Dezember | Dezember | Dezember | Dezember |
| Kw       | Mo       | Di       | Mi       | Do       | Fr       | Sa       | So       |
| -------- | -------- | -------- | -------- | -------- | -------- | -------- | -------- |
| 49       |          | 1        | 2        | 3        | 4        | 5        | 6        |
| 50       | 7        | 8        | 9        | 10       | 11       | 12       | 13       |
| 51       | 14       | 15       | 16       | 17       | 18       | 19       | 20       |
| 52       | 21       | 22       | 23       | 24       | 25       | 26       | 27       |
| 53       | 28       | 29       | 30       | 31       |          |          |          |

| Januar | Januar | Januar | Januar | Januar | Januar | Januar | Januar |
| Kw     | Mo     | Di     | Mi     | Do     | Fr     | Sa     | So     |
| ------ | ------ | ------ | ------ | ------ | ------ | ------ | ------ |
| 1      |        |        | 1      | 2      | 3      | 4      | 5      |
| 2      | 6      | 7      | 8      | 9      | 10     | 11     | 12     |
| 3      | 13     | 14     | 15     | 16     | 17     | 18     | 19     |
| 4      | 20     | 21     | 22     | 23     | 24     | 25     | 26     |
| 5      | 27     | 28     | 29     | 30     | 31     |        |        |

| Februar | Februar | Februar | Februar | Februar | Februar | Februar | Februar |
| Kw      | Mo      | Di      | Mi      | Do      | Fr      | Sa      | So      |
| ------- | ------- | ------- | ------- | ------- | ------- | ------- | ------- |
| 5       |         |         |         |         |         | 1       | 2       |
| 6       | 3       | 4       | 5       | 6       | 7       | 8       | 9       |
| 7       | 10      | 11      | 12      | 13      | 14      | 15      | 16      |
| 8       | 17      | 18      | 19      | 20      | 21      | 22      | 23      |
| 9       | 24      | 25      | 26      | 27      | 28      | 29      |         |

| März | März | März | März | März | März | März | März |
| Kw   | Mo   | Di   | Mi   | Do   | Fr   | Sa   | So   |
| ---- | ---- | ---- | ---- | ---- | ---- | ---- | ---- |
| 9    |      |      |      |      |      |      | 1    |
| 10   | 2    | 3    | 4    | 5    | 6    | 7    | 8    |
| 11   | 9    | 10   | 11   | 12   | 13   | 14   | 15   |
| 12   | 16   | 17   | 18   | 19   | 20   | 21   | 22   |
| 13   | 23   | 24   | 25   | 26   | 27   | 28   | 29   |
| 14   | 30   | 31   |      |      |      |      |      |

| April | April | April | April | April | April | April | April |
| Kw    | Mo    | Di    | Mi    | Do    | Fr    | Sa    | So    |
| ----- | ----- | ----- | ----- | ----- | ----- | ----- | ----- |
| 14    |       |       | 1     | 2     | 3     | 4     | 5     |
| 15    | 6     | 7     | 8     | 9     | 10    | 11    | 12    |
| 16    | 13    | 14    | 15    | 16    | 17    | 18    | 19    |
| 17    | 20    | 21    | 22    | 23    | 24    | 25    | 26    |
| 18    | 27    | 28    | 29    | 30    |       |       |       |

| Mai | Mai | Mai | Mai | Mai | Mai | Mai | Mai |
| Kw  | Mo  | Di  | Mi  | Do  | Fr  | Sa  | So  |
| --- | --- | --- | --- | --- | --- | --- | --- |
| 18  |     |     |     |     | 1   | 2   | 3   |
| 19  | 4   | 5   | 6   | 7   | 8   | 9   | 10  |
| 20  | 11  | 12  | 13  | 14  | 15  | 16  | 17  |
| 21  | 18  | 19  | 20  | 21  | 22  | 23  | 24  |
| 22  | 25  | 26  | 27  | 28  | 29  | 30  | 31  |

| Juni | Juni | Juni | Juni | Juni | Juni | Juni | Juni |
| Kw   | Mo   | Di   | Mi   | Do   | Fr   | Sa   | So   |
| ---- | ---- | ---- | ---- | ---- | ---- | ---- | ---- |
| 23   | 1    | 2    | 3    | 4    | 5    | 6    | 7    |
| 24   | 8    | 9    | 10   | 11   | 12   | 13   | 14   |
| 25   | 15   | 16   | 17   | 18   | 19   | 20   | 21   |
| 26   | 22   | 23   | 24   | 25   | 26   | 27   | 28   |
| 27   | 29   | 30   |      |      |      |      |      |

| Juli | Juli | Juli | Juli | Juli | Juli | Juli | Juli |
| Kw   | Mo   | Di   | Mi   | Do   | Fr   | Sa   | So   |
| ---- | ---- | ---- | ---- | ---- | ---- | ---- | ---- |
| 27   |      |      | 1    | 2    | 3    | 4    | 5    |
| 28   | 6    | 7    | 8    | 9    | 10   | 11   | 12   |
| 29   | 13   | 14   | 15   | 16   | 17   | 18   | 19   |
| 30   | 20   | 21   | 22   | 23   | 24   | 25   | 26   |
| 31   | 27   | 28   | 29   | 30   | 31   |      |      |

| August | August | August | August | August | August | August | August |
| Kw     | Mo     | Di     | Mi     | Do     | Fr     | Sa     | So     |
| ------ | ------ | ------ | ------ | ------ | ------ | ------ | ------ |
| 31     |        |        |        |        |        | 1      | 2      |
| 32     | 3      | 4      | 5      | 6      | 7      | 8      | 9      |
| 33     | 10     | 11     | 12     | 13     | 14     | 15     | 16     |
| 34     | 17     | 18     | 19     | 20     | 21     | 22     | 23     |
| 35     | 24     | 25     | 26     | 27     | 28     | 29     | 30     |
| 36     | 31     |        |        |        |        |        |        |

| September | September | September | September | September | September | September | September |
| Kw        | Mo        | Di        | Mi        | Do        | Fr        | Sa        | So        |
| --------- | --------- | --------- | --------- | --------- | --------- | --------- | --------- |
| 36        |           | 1         | 2         | 3         | 4         | 5         | 6         |
| 37        | 7         | 8         | 9         | 10        | 11        | 12        | 13        |
| 38        | 14        | 15        | 16        | 17        | 18        | 19        | 20        |
| 39        | 21        | 22        | 23        | 24        | 25        | 26        | 27        |
| 40        | 28        | 29        | 30        |           |           |           |           |

| Oktober | Oktober | Oktober | Oktober | Oktober | Oktober | Oktober | Oktober |
| Kw      | Mo      | Di      | Mi      | Do      | Fr      | Sa      | So      |
| ------- | ------- | ------- | ------- | ------- | ------- | ------- | ------- |
| 40      |         |         |         | 1       | 2       | 3       | 4       |
| 41      | 5       | 6       | 7       | 8       | 9       | 10      | 11      |
| 42      | 12      | 13      | 14      | 15      | 16      | 17      | 18      |
| 43      | 19      | 20      | 21      | 22      | 23      | 24      | 25      |
| 44      | 26      | 27      | 28      | 29      | 30      | 31      |         |

| November | November | November | November | November | November | November | November |
| Kw       | Mo       | Di       | Mi       | Do       | Fr       | Sa       | So       |
| -------- | -------- | -------- | -------- | -------- | -------- | -------- | -------- |
| 44       |          |          |          |          |          |          | 1        |
| 45       | 2        | 3        | 4        | 5        | 6        | 7        | 8        |
| 46       | 9        | 10       | 11       | 12       | 13       | 14       | 15       |
| 47       | 16       | 17       | 18       | 19       | 20       | 21       | 22       |
| 48       | 23       | 24       | 25       | 26       | 27       | 28       | 29       |
| 49       | 30       |          |          |          |          |          |          |

| Dezember | Dezember | Dezember | Dezember | Dezember | Dezember | Dezember | Dezember |
| Kw       | Mo       | Di       | Mi       | Do       | Fr       | Sa       | So       |
| -------- | -------- | -------- | -------- | -------- | -------- | -------- | -------- |
| 49       |          | 1        | 2        | 3        | 4        | 5        | 6        |
| 50       | 7        | 8        | 9        | 10       | 11       | 12       | 13       |
| 51       | 14       | 15       | 16       | 17       | 18       | 19       | 20       |
| 52       | 21       | 22       | 23       | 24       | 25       | 26       | 27       |
| 53       | 28       | 29       | 30       | 31       |          |          |          |

## Ereignisse

### Politik und Weltgeschehen
- 01. Januar: Ludwig von Moos wird neuer Bundespräsident der Schweiz.
- 01. Januar: Äquatorialguinea erhält von Spanien die volle innere Autonomie.
- 01. Januar: Singhalesisch wird auf Ceylon alleinige Amtssprache.
- 01. Januar: in den westdeutschen Ländern Stichtag für den bis 2024 maßgeblichen Einheitswert
- 04. Januar: Von der Stadt Rom aus bricht Papst Paul VI. zu einer mehrtägigen Pilgerreise nach Jordanien und Israel auf. Damit verlässt zum ersten Mal seit 1814 ein amtierender Pontifex die Grenzen Italiens.
- 08. Januar: In seiner ersten State of the Union Address kündigt US-Präsident Lyndon B. Johnson vor dem Kongress umfassende Sozialreformen sowie einen Krieg gegen die Armut an.
- 13. Januar: In Kairo (Ägypten) findet die erste Arabische Gipfelkonferenz statt: Könige und Staatschefs von 13 arabischen Nationen treten zusammen.
- 16. Februar: Willy Brandt wird als Nachfolger von Erich Ollenhauer Parteivorsitzender der SPD. Er hat dieses Amt bis ins Jahr 1987 inne.
- 23. März: In Genf wird die UNCTAD eröffnet, die Welthandelskonferenz der Vereinten Nationen. In ihr stellen unter anderem die in der „Gruppe der 77“ organisierten Entwicklungsländer die Forderung nach einer gerechteren Mitwirkung am Welthandel.
- 31. März: Militärputsch in Brasilien, der Beginn von 21 Jahren Militärdiktatur. General Humberto Castelo Branco wird Staatspräsident.
- 26. April: Tanganjika (Tan) und Sansibar (San) gründen die Vereinigte Republik Tansania.
- 02. Mai: Mississippi USA: Mord an Henry Hezekiah Dee und Charles Eddie Moore
- 26. Mai: Deutschland. Bundespräsident Heinrich Lübke, Frankreichs Staatschef Charles de Gaulle und Großherzogin Charlotte von Luxemburg weihen die Großschifffahrtsstraße Mosel ein.
- 01. Juni: Gründung der PLO durch den ersten Palästinensischen Nationalrat; Vorsitzender wird der UN-Diplomat Ahmad al-Shukeiri.
- 01. Juni: Mit der geänderten Straßenverkehrsordnung erhalten in der Bundesrepublik Deutschland die Fußgänger auf einem Zebrastreifen Vorrang vor motorisierten Verkehrsteilnehmern.
- 06. Juni: Mit einstweiliger Verfügung werden alle Raketenversuche im Cuxhavener Wattengebiet untersagt.
- 12. Juni: Nelson Mandela, Führer des African National Congress, wird zusammen mit sieben Mitangeklagten wegen Subversion und Sabotage zu lebenslanger Haft verurteilt.
- 12. Juni: Der schwedische Oberst Stig Wennerström wird wegen Spionage für die Sowjetunion zu einer lebenslangen Zuchthausstrafe verurteilt.
- 12. Juni: Die UdSSR (Nikita Chruschtschow) und die DDR (Walter Ulbricht) unterzeichnen den „Vertrag über Freundschaft, gegenseitigen Beistand und Zusammenarbeit“.
- 01. Juli: Bundespräsident Heinrich Lübke wird von der 4. Bundesversammlung mit großer Mehrheit für eine zweite Amtszeit wiedergewählt.
- 02. Juli: In Washington unterzeichnet US-Präsident Lyndon B. Johnson das Bürgerrechtsgesetz zur Aufhebung der Rassentrennung. Dieses, nach Beendigung der Sklaverei im Jahr 1863, wichtigste Dokument zur Gleichstellung der Schwarzen, wurde von John F. Kennedy vorgeschlagen und von Johnson auf den Weg gebracht und erst nach monatelangem Ringen im Senat ratifiziert.
- 06. Juli: Malawi wird unabhängig.
- 06. Juli: In der Schlacht von Nam Dong greifen Vietkong einen amerikanischen Feldstützpunkt der US Army Special Forces in Vietnam an.
- 07. August: Der US-Kongress beschließt einstimmig die Annahme der Tonkin-Resolution; damit erhält Präsident Johnson die Vollmacht zur amerikanischen Beteiligung am Vietnamkrieg.
- 20. August: Vom Deutschen Entwicklungsdienst vorbereitet fliegen die ersten 14 Entwicklungshelfer nach Dar-es-Salam in Tansania ab.
- 03. September: In Kalifornien werden die John Muir Wilderness und die später so bezeichnete Ansel Adams Wilderness als Schutzgebiete nach dem Wilderness Act eingerichtet. Die Hochgebirgslandschaft der Sierra Nevada soll damit eine Wildnis ohne menschliche Eingriffe bleiben.
- 03. September: In Wyoming wird die Bridger Wilderness als Wilderness Area geschützt.
- 05. September: Großbritannien entlässt Malta in die Unabhängigkeit
- 07. September: Eine Anordnung des Nationalen Verteidigungsrates der DDR soll einen waffenlosen Militärdienst als Bausoldat ermöglichen.
- 09. September: Die DDR genehmigt Rentnern Verwandtenbesuche in der Bundesrepublik Deutschland und in West-Berlin.
- 12. September: In Utah wird der Canyonlands-Nationalpark unter den gesetzlichen Schutz eines Nationalparks gestellt.
- 18. September: Der griechische König Konstantin II. und Prinzessin Anne-Marie von Dänemark heiraten in Athen.
- 27. September: Die Warren-Kommission veröffentlicht ihren Abschlussbericht zum Attentat auf John F. Kennedy. Das vom Richter Earl Warren geleitete Gremium kommt darin zur Auffassung, dass Lee Harvey Oswald alleiniger Attentäter war.
- 01. Oktober: Afghanistan. Die neue demokratische Verfassung tritt in Kraft.
- 14. Oktober: Nikita Chruschtschow wird vom Plenum des ZK aus seinen Ämtern entlassen. Als Regierungschef folgt ihm Alexej Kossygin, als Parteichef Leonid Breschnew.
- 15. Oktober: Die Labour Party gewinnt die Unterhauswahl. Premierminister wird Harold Wilson.
- 16. Oktober: Die Volksrepublik China zündet auf einem Testgelände im Nordwesten Chinas zum ersten Mal eine Atombombe.
- 24. Oktober: Sambia wird unabhängig.
- 26. Oktober: Jordanien schließt als zweites arabisches Land einen Friedensvertrag mit Israel.
- 02. November: Nachdem der Ministerrat König Saud ibn Abd al-Aziz das Vertrauen entzogen hatte, wird dessen Bruder Faisal ibn Abd al-Aziz („König Faisal“) neuer König von Saudi-Arabien.
- 02. November: Eine Passierscheinregelung ermöglicht Rentnern aus der DDR den Besuch von Verwandten in Westdeutschland.
- 03. November: Eduardo Frei Montalva wird neuer Staatspräsident von Chile.
- 03. November: US-Präsident Lyndon B. Johnson wird bei der Präsidentschaftswahl mit 61,1 Prozent der Stimmen im Amt bestätigt; der Republikaner Barry Goldwater erhält 38,5 Prozent der Stimmen.
- 20. November: Eisaku Sato wird neuer Regierungschef Japans.
- 25. November: Die DDR teilt mit, dass sie ab 1. Dezember von Besuchern aus dem Nichtsozialistischen Wirtschaftsgebiet einen Mindestumtausch frei konvertierbarer Währungen gegen heimische Mark der Deutschen Notenbank verlangen werde. Rentner und Kinder bleiben vom Zwangsumtausch ausgenommen.
- 28. November: Gründung der NPD in Hannover
- 01. Dezember: Die DDR erhebt Mindestumtausch für Besucher aus dem Westen.
- 12. Dezember: Kenia wird Republik. Erster Staatspräsident wird Jomo Kenyatta. Er ist gleichzeitig Regierungschef und Oberbefehlshaber der Streitkräfte.
- 28. Dezember: Giuseppe Saragat wird neuer Staatspräsident Italiens.

### Wissenschaft und Technik
- 05. Januar: Das für die Royal Air Force entwickelte Transportflugzeug Short Belfast startet zu seinem Erstflug.
- 07. April: IBM stellt das System S/360 vor.
- 08. April: Von der Cape Canaveral Space Force Station im US-Bundesstaat Florida hebt die unbemannte Gemini-Titan-Mission 1 mit dem ersten produzierten Gemini-Raumschiff und einer Titan-Trägerrakete ab.
- 21. April: In Hamburg findet der Jungfernflug der HFB320 (Hansajet), des ersten deutschen in Serie gebauten Düsenpassagierflugzeugs, statt.
- 22. April bis 18. Oktober: Erste Phase der Weltausstellung (World’s Fair) in New York (fortgesetzt im Jahr 1965).
- 01. Mai: Die von John G. Kemeny und Thomas E. Kurtz entwickelte Programmiersprache BASIC läuft erstmals in zwei Programmen simultan auf einem Computer.
- 01. Juni: Durch Initiative des österreichischen Außenministers Bruno Kreisky wird die Diplomatische Akademie Wien unter Direktor Ernst Florian Winter gegründet und im September wiedereröffnet.
- 23. Juni Gründung des Helmholtz Zentrums München als Gesellschaft für Strahlenforschung (GSF).
- 04. September: Das britische Königspaar gibt feierlich die Forth Road Bridge über den Firth of Forth für den Verkehr frei, im Zeitpunkt der Eröffnung die längste Hängebrücke in Europa.
- 01. Oktober: Der Shinkansen als erster Hochgeschwindigkeitszug wird in Japan zwischen Osaka und Tokio in Betrieb genommen.
- 21. November: In New York wird die Verrazzano-Narrows-Brücke, die längste Hängebrücke der Welt, eröffnet.
- 22. Dezember: Das im Auftrag der CIA entwickelte Aufklärungsflugzeug Lockheed SR-71 Blackbird startet zu seinem Erstflug.

### Wirtschaft
- 09. März: In Dearborn im US-Bundesstaat Michigan verlassen die ersten Ford Mustangs die Auto-Montagebänder.
- 19. März: Durch den Tunnel unter dem Alpenpass Grosser St. Bernhard fließt der erste Straßenverkehr.
- 17. April: Im Großherzogtum Luxemburg wird das Pumpspeicherwerk Vianden offiziell eröffnet. Es ist das größte Kraftwerk seiner Art in Europa.
- 20. April: Im Vereinigten Königreich nimmt das zweite Fernsehprogramm BBC Two seinen Sendebetrieb in der europäischen 625-Zeilen-Norm für den Bildschirm auf. Das ältere Programm basiert noch auf der Fernsehnorm von 405 Zeilen.
- 30. April bis 25. Oktober: In Lausanne findet die Schweizerische Landesausstellung exposition nationale suisse de 1964, Expo 64 genannt, statt.
- 20. Mai: Gründung des Unternehmens Rolf Benz
- 29. Mai bis 10. Juli: In der österreichischen Hauptstadt Wien findet der 15. Weltpostkongress statt.
- 01. Juni: Gründung von Luxair Corp in Japan Tokio im Beisein der japanischen Kaiserfamilie und anderen hochrangigen japanischen und ausländischen Politiker
- 27. Juni: In Frankreich entsteht orientiert an der britischen BBC die öffentlich-rechtliche Rundfunkanstalt Office de Radiodiffusion Télévision Française (ORTF).
- 27. Juli: Die Deutsche Bundesbank gibt die ersten Banknoten im Wert von 1000 Deutsche Mark, den höchsten von ihr emittierten Nennwert, aus. Abgebildet sind auf den Geldscheinen ein Männerbildnis von Lucas Cranach dem Älteren und der Limburger Dom.
- 22. September: Mit der Ausstrahlung des Studienprogramms beginnt der Bayerische Rundfunk als erste ARD-Anstalt seinen Zuschauern ein drittes Fernsehprogramm anzubieten.
- 14. November: Mit dem Ruhr-Park eröffnet in Bochum-Harpen eines der größten Einkaufszentren in Deutschland.
- 04. Dezember: Der Deutsche Bundestag stimmt der Gründung der Stiftung Warentest zu, die als unabhängige Institution hergestellte Waren und angebotene Dienstleistungen überprüfen soll.
- Gründung des Unternehmens Metro mit ersten Metro-Cash-&-Carry-Markts durch Otto Beisheim
- Die Weltwirtschaft wächst mit 7,3 Prozent, was die bisher höchste Rate des Weltwirtschaftswachstums war.

### Kultur
- 13. Januar: Im Schubert Theatre in Boston wird das Musical Funny Girl von Jule Styne (Musik), Isobel Lennart (Libretto) und Bob Merrill (Songtexte) uraufgeführt. In New York ging es das erste Mal am 26. März 1964 im Winter Garden Theatre über die Bühne. In manchen Nachschlagewerken wird dieses Datum als Tag der Uraufführung genannt.
- 22. Januar: Erstmalige Vergabe der Goldenen Leinwand
- 30. März: In den Vereinigten Staaten läuft die erste Folge der Fernseh-Quizsendung Jeopardy über die Bildschirme.
- 31. März: Die britische Musikgruppe The Beatles steht mit fünf Singles auf den Plätzen 1–5 der US-amerikanischen Hitparade – eine zuvor nie dagewesene Situation.
- 06. April: Uraufführung des aus einer Fernsehfassung hervorgegangenen Balletts Die Unterrichtsstunde von Flemming Flindt (Choreografie) und Georges Delerue (Musik) an der Opéra-Comique in Paris
- 13. April: Mit Sidney Poitier erhält erstmals ein schwarzer Schauspieler einen Oscar als bester Hauptdarsteller. Gewürdigt wird damit seine darstellerische Leistung im Film Lilien auf dem Felde.
- 24. April: Ein Wahrzeichen von Kopenhagen, die Kleine Meerjungfrau des Bildhauers Edvard Eriksen, wird durch Vandalen schwer beschädigt. Der von einer Gruppe von Situationisten um Jørgen Nash abgesägte Kopf wird nie wiedergefunden.
- 26. April: Die Rolling Stones veröffentlichen ihre erste LP gleichen Namens bei Decca.
- 27. Juni bis 5. Oktober: In Kassel findet die Documenta III – Weltausstellung der Kunst statt.
- 24. Juli: Uraufführung der Oper Don Rodrigo von Alberto Ginastera am Teatro Colón in Buenos Aires
- 29. August: In den Kinos der Vereinigten Staaten startet der von Walt Disney produzierte Film Mary Poppins, zwei Tage nach seiner Erstaufführung in Los Angeles.
- 12. September 1964: Im italienischen Florenz findet die Uraufführung des von Sergio Leone gedrehten Films Für eine Handvoll Dollar statt.
- 17. September: Uraufführung der Oper Der Zerrissene von Gottfried von Einem an der Hamburgischen Staatsoper
- 17. September: In Mexiko-Stadt wird das neu erbaute Nationalmuseum für Anthropologie eröffnet, dessen Ausstellungen sich der präkolumbischen Vergangenheit und der lebenden indianischen Kultur Mexikos widmen.
- 22. September: Uraufführung des Musicals Anatevka (Fiddler on the Roof) von Jerry Bock, Sheldon Harnick und Joseph Stein am Imperial Theatre in New York City
- 02. Oktober: Premiere des Musicals Dongfang hong (Der Osten ist rot)
- 09. Oktober: Im ZDF läuft die erste Folge der Quizshow Vergißmeinnicht mit dem Conférencier Peter Frankenfeld. Die Rateshow um Postleitzahlen ist mit einer Benefizveranstaltung zu Gunsten der neu geschaffenen Aktion Sorgenkind verbunden.
- 11. Oktober: Heinar Kipphardts Schauspiel In der Sache J. Robert Oppenheimer wird in der Theaterfassung an der Freien Volksbühne in Berlin (Regie: Erwin Piscator) und an den Münchner Kammerspielen (Regie: Paul Verhoeven) uraufgeführt.
- 22. Oktober: Jean-Paul Sartre lehnt den Nobelpreis ab.
- 04. November: In Frankreich hat der erste Film über Fantomas Premiere.
- 30. November: Uraufführung der komischen Oper Das Ende einer Welt von Hans Werner Henze in Frankfurt am Main
- 04. Dezember: Mit dem moderierenden Entertainer Lou van Burg beginnt im ZDF zum ersten Mal die Spielshow Der goldene Schuß.
- Gründung der Academy of Country Music
- Erste Weltausstellung der Photographie

### Gesellschaft
- 12. März: In Hamburg endete der Zweite Mariotti-Prozess mit der Verurteilung der Angeklagten. Das Urteil sollte im Dezember aufgehoben werden und es 1965 zum dritten Mariotti-Prozess kommen.
- 11. Juni: Ein Frührentner verübt in Köln an einer Schule das Flammenwerfer-Attentat von Volkhoven, das zwei Lehrerinnen und acht Schülern das Leben kostet. Der Täter begeht Suizid.
- Die David and Lucile Packard Foundation wird gegründet.
- Deutschland erlebt den Höhepunkt des Babybooms. In Westdeutschland werden über 1,3 Millionen Babys geboren. So viele Babys wurden in keinem Jahr nach dem Zweiten Weltkrieg geboren.

### Religion
- Juli: Einweihung des ersten europäischen Hauses der Andacht der Bahai in Hofheim am Taunus.
- 6. August: Innsbruck erhält eine Diözese.

### Sport
Einträge von Leichtathletik-Weltrekorden siehe unter der jeweiligen Disziplin unter Leichtathletik.
- 29. Januar bis 9. Februar: In der österreichischen Stadt Innsbruck finden die IX. Olympischen Winterspiele statt.
- 25. Februar: Cassius Clay, der spätere Muhammad Ali, wird in dem historischen Boxkampf gegen Sonny Liston zum ersten Mal Weltmeister im Schwergewicht.
- 18. bis 28. April: In Saigon, der Hauptstadt der Republik Vietnam, wird die sechste U-19-Fußball-Asienmeisterschaft ausgetragen. Sieger werden Birma und Israel, weil das Finale mit einem Unentschieden endet.
- 02. Mai: Erstbesteigung des Shisha Pangma, des vierzehnthöchsten Berges der Erde, durch eine chinesische Großexpedition
- 10. Mai bis 25. Oktober: Austragung der 15. Formel-1-Weltmeisterschaft
- 24. Mai bis 16. August: In der DDR finden die Meisterschaften im Feldfaustball der Frauen und Männer statt; Sieger werden Energie Görlitz (F) und Chemie Zeitz (M).
- 17. bis 21. Juni: In Spanien findet die Endrunde der Fußball-Europameisterschaft statt. Die Spanische Fußballnationalmannschaft wird durch einen 2:1-Endspielsieg über die UdSSR Europameister.
- 14. Juli: Die Tour de France wird zum fünften Mal vom Franzosen Jacques Anquetil gewonnen, zugleich das vierte Mal von ihm in Folge. Er ist der erste Radrennfahrer überhaupt mit fünf Tour-de-France-Siegen, diesmal nur mit 55 Sekunden Vorsprung vor seinem Landsmann Raymond Poulidor.
- 10. bis 24. Oktober: In der japanischen Hauptstadt Tokio finden die XVIII. Olympischen Sommerspiele statt.
- 25. Oktober: John Surtees wird Formel-1-Weltmeister und ist damit bis heute der einzige Weltmeister auf zwei und vier Rädern.
- Deutscher Fußballmeister 1964: 1. FC Köln
- Meister der DDR-Fußball-Oberliga 1964: BSG Chemie Leipzig
- Windsurfen kommt auf; jedoch hatte erst Jim Drake 1967 die entscheidende Idee, Brett und Segel mit einem Kardangelenk zu verbinden.

### Katastrophen
- 10. Februar: Der australische Zerstörer HMAS Voyager sinkt nach einer Kollision mit dem Flugzeugträger Melbourne. Das Unglück fordert das Leben von 82 Seeleuten des Zerstörers.
- 27. März: Das Karfreitagsbeben 1964, auch „Großes Alaska-Beben“ genannt, ist mit einer Magnitude von 9,2 und mehreren Tsunami-Wellen das bisher stärkste Erdbeben in der Geschichte der USA.
- 07. Mai: Beim Absturz einer Fairchild F-27 (Pacific-Air-Lines-Flug 773) nahe San Ramon im US-Bundesstaat Kalifornien kommen 44 Menschen ums Leben. Wahrscheinliche Ursache ist die Verwundung oder Tötung der Cockpitbesatzung durch einen Passagier.
- 07. Mai: Auf dem Hasselkopf bei Braunlage kommt es im Vorfeld einer Jumelage Philatelique zum Unglück bei der Raketenvorführung in Braunlage; drei Menschen werden schwer verletzt, zwei von ihnen sterben später.
- 24. Mai: Bei einer Massenpanik im Nationalstadion von Lima sterben 328 Menschen, etwa 500 werden verletzt. Als der Schiedsrichter kurz vor Spielende ein Tor der Fußballelf Perus im Olympiaqualifikationsspiel gegen Argentinien nicht anerkennt, kommt es zu Tumulten. Das Abfeuern von Tränengas seitens der Polizei auf die Fußballfans lässt tausende Zuschauer flüchten, doch sind die Ausgänge noch geschlossen.
- 23. Juli: Der mit Munition beladene ägyptische Frachter Star of Alexandria explodiert im Hafen der algerischen Stadt Bône. Der folgenschwere Unfall fordert über 100 Tote und etwa 160 Verletzte. Der Schaden wird auf 20 Millionen US-Dollar geschätzt.

Kleinere Unglücksfälle sind in den Unterartikeln von Katastrophe und in der Liste von Katastrophen aufgeführt.

## Geboren

### Januar
- 01. Januar: Susanne Crewell, deutsche Meteorologin und Hochschullehrerin
- 01. Januar: Gilbert Dele, französischer Boxer
- 01. Januar: Ron Gilbert, US-amerikanischer Spieleentwickler Ron Gilbert

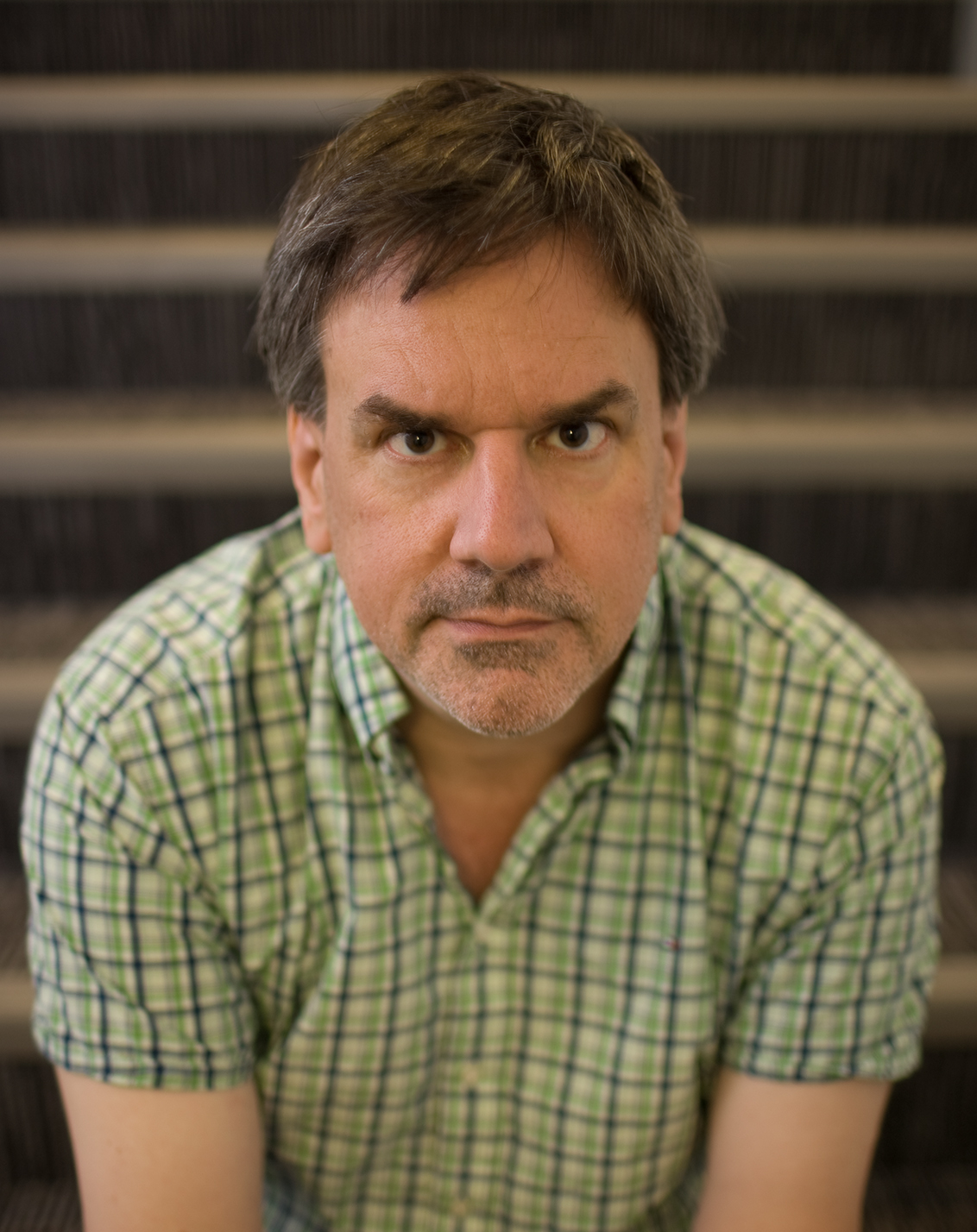
Ron Gilbert

- 01. Januar: Paolo Giulietti, italienischer Geistlicher
- 01. Januar: Morris Kallon, sierra-leonischer paramilitärischer Kommandeur
- 01. Januar: Violanda Lanter-Koller, liechtensteinische Politikerin
- 01. Januar: Alexander Pawlowitsch Lapin, russischer Generaloberst
- 01. Januar: Nureddin Nebati, türkischer Politiker
- 01. Januar: Chaïbou Néino, nigrischer Museumsleiter († 2020)
- 01. Januar: Dedee Pfeiffer, US-amerikanische Schauspielerin
- 01. Januar: Naser Sadeghi, iranischer Fußballspieler
- 01. Januar: Yunan Tombe Trille Kuku Andali, sudanesischer Geistlicher
- 01. Januar: Abdourahamane Tiani, nigrischer Armeegeneral und Befehlshaber der nigrischen Präsidialgarde
- 02. Januar: Frank Albe, deutscher Professor
- 02. Januar: Ingo Anderbrügge, deutscher Fußballspieler
- 02. Januar: Arsen Awakow, ukrainischer Politiker
- 02. Januar: Ekkehart Baumgartner, deutscher Sozialwissenschaftler, Autor und Essayist
- 02. Januar: Wolfgang de Beer, deutscher Fußballtorhüter († 2024)
- 02. Januar: Ulrich Blumenbach, deutscher Übersetzer
- 02. Januar: David Braben, britischer Spieleentwickler
- 02. Januar: Chiu Ping-kun, taiwanischer Bogenschütze
- 02. Januar: Thomas Gutmann, deutscher Jurist und Hochschullehrer
- 02. Januar: Dana Hajná, tschechische Marathonläuferin
- 02. Januar: Lutz Jobs, deutscher Politiker
- 02. Januar: Zoltán Kovács, ungarischer Sportschütze
- 02. Januar: Michael McCann, schottischer Politiker
- 02. Januar: Luis Moro, kubanisch-US-amerikanischer Schauspieler, Filmproduzent und Drehbuchautor
- 02. Januar: Drazan Salavarda, deutscher Basketballspieler und -trainer
- 02. Januar: Carlo Schäfer, deutscher Autor († 2015)
- 02. Januar: Stefan Schaltegger, schweizerisch-deutscher Wirtschaftswissenschaftler und Professor
- 02. Januar: Silvia Vas, österreichische Schauspielerin und Filmemacherin
- 02. Januar: Hans-Peter Walser, Schweizer Berufsoffizier
- 02. Januar: Christian Welp, deutscher Basketballspieler († 2015)
- 02. Januar: Pernell Whitaker, US-amerikanischer Boxer († 2019)
- 03. Januar: Clara Aguilera García, spanische Politikerin
- 03. Januar: Roberto Cravero, italienischer Fußballspieler
- 03. Januar: Andreas Förster, deutscher Puppenspieler
- 03. Januar: Florian Halm, deutscher Schauspieler und Synchronsprecher
- 03. Januar: Marion Hammang, luxemburgische Kraftdreikämpferin († 2017)
- 03. Januar: Ulrike von Hirschhausen, deutsche Historikerin und Hochschullehrerin
- 03. Januar: Toshiyuki Horie, japanischer Schriftsteller und Übersetzer
- 03. Januar: Abdulla Jihad, Politiker der Malediven
- 03. Januar: Binay Kandulna, indischer Geistlicher
- 03. Januar: Mats Kihlström, schwedischer Eishockeyspieler und -funktionär
- 03. Januar: Falko Kirsten, deutscher Eiskunstläufer Falko Kirsten

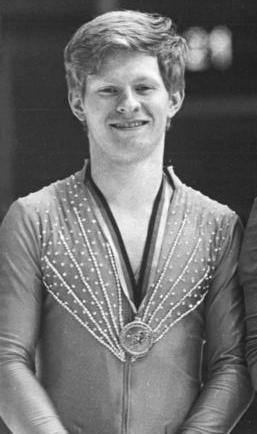
Falko Kirsten

- 03. Januar: Sven Kivisildnik, estnischer Schriftsteller und Publizist
- 03. Januar: Bruce LaBruce, kanadischer Autor, Filmemacher und Fotograf
- 03. Januar: Leonard, Schweizer Schlagersänger und Moderator
- 03. Januar: Julian Leow Beng Kim, malaysischer Geistlicher
- 03. Januar: Tomi Mäkelä, finnischer Musikwissenschaftler
- 03. Januar: Nikolas Marten, deutscher Journalist und Medienunternehmer
- 03. Januar: Cheryl Miller, US-amerikanische Basketballspielerin
- 03. Januar: Jean Reverchon, französischer Karambolagespieler
- 03. Januar: Jörg Sadrozinski, deutscher Journalist
- 03. Januar: Berndt Schmidt, deutscher Kulturmanager und Intendant
- 03. Januar: Daniele Scarpa, italienischer Kanute
- 03. Januar: Jonathan Vance, kanadischer General
- 03. Januar: Mikiko Yoshioka, japanische Skeletonpilotin
- 04. Januar: Rolf Beab, deutscher Schwimmer
- 04. Januar: David Bowe, US-amerikanischer Schauspieler
- 04. Januar: Michael Brenner, deutscher Historiker
- 04. Januar: Alexander Wladimirowitsch Fadejew, russischer Eiskunstläufer
- 04. Januar: Brett Fancy, britischer Film- und Fernsehschauspieler
- 04. Januar: Roland Hefendehl, deutscher Strafrechtler und Kriminologe
- 04. Januar: Joaninha de Jesus, osttimoresische Politikerin
- 04. Januar: Dot Jones, US-amerikanische Schauspielerin und Kraftsportlerin Dot Jones

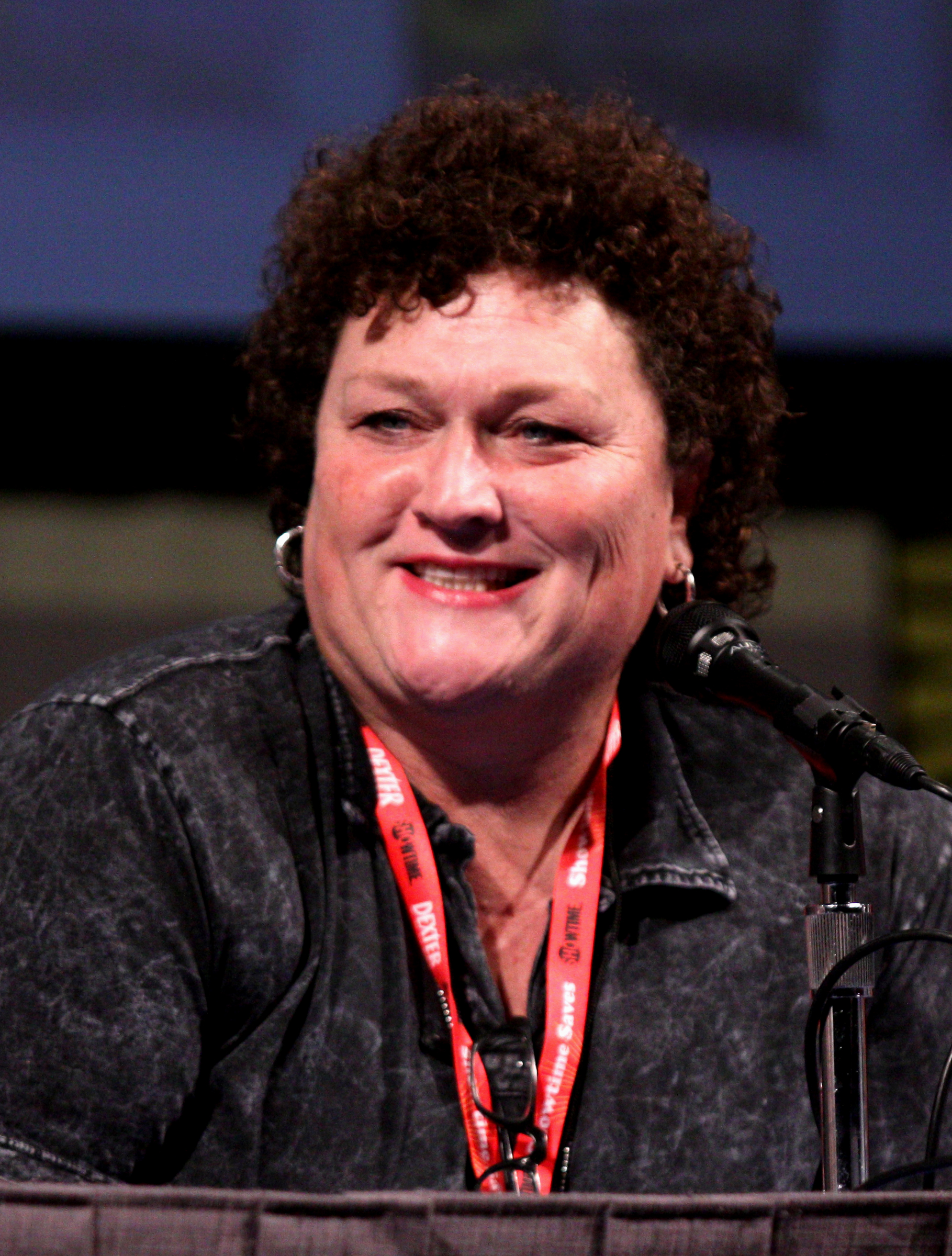
Dot Jones

- 04. Januar: Edgar Knecht, deutscher Jazzmusiker
- 04. Januar: Li Lingwei, chinesische Sportfunktionärin und Badmintonspielerin
- 04. Januar: Gaetano Manfredi, italienischer Bauingenieur, Hochschullehrer und Kommunalpolitiker
- 04. Januar: Sophie Mougard, französische Ingenieurin
- 04. Januar: Renco Posinković, jugoslawischer Wasserballspieler
- 04. Januar: Maria de Jesus Sarmento, osttimoresische Beamtin
- 04. Januar: Christo Schopow, bulgarischer Filmschauspieler
- 04. Januar: Matthias Schranner, deutscher Autor, Verwaltungsjurist, Verhandlungsexperte und -coach
- 04. Januar: Eva Schute, deutsche Fußballspielerin
- 04. Januar: Heribert Stadler, deutscher Fußballspieler
- 04. Januar: Stanislav Struhar, österreichischer Schriftsteller
- 04. Januar: Riki Takeuchi, japanischer Schauspieler und Sänger
- 04. Januar: Tony Tuominen, finnischer Badmintonspieler († 2000)
- 04. Januar: Andreas Vilcinskas, deutscher Zoologe, Forscher und Hochschullehrer
- 04. Januar: Budimir Vujačić, jugoslawischer Fußballspieler
- 04. Januar: Zhang Xiaodong, chinesische Windsurferin
- 04. Januar: Cornelia Sulzer, österreichische Skilangläuferin
- 05. Januar: Volker Bajus, deutscher Politiker Volker Bajus

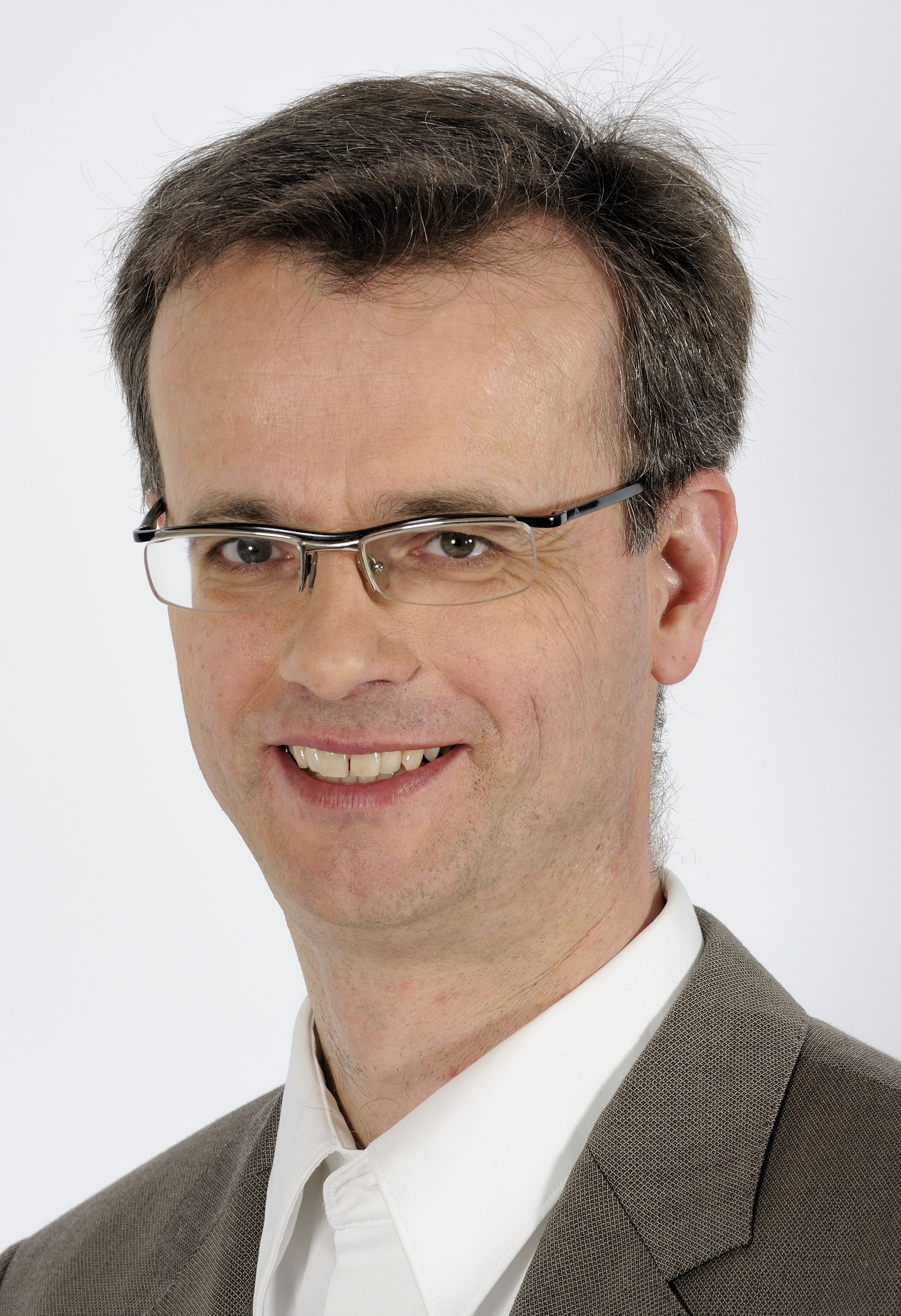
Volker Bajus

- 05. Januar: Olivier Baroux, französischer Komiker, Drehbuchautor und Filmregisseur
- 05. Januar: José Lampra Cà, guinea-bissauischer Geistlicher
- 05. Januar: Evi Grünenwald-Reimer, Schweizer Schachspielerin
- 05. Januar: Bernd Hammermann, liechtensteinischer Jurist und Richter
- 05. Januar: Miguel Ángel Jiménez, spanischer Golfer
- 05. Januar: Miloš Pavlović, serbischer Schachspieler, -trainer und -autor
- 05. Januar: Stephen W. Scherer, kanadischer Genetiker und Genomiker
- 05. Januar: Yoshinori Sembiki, japanischer Fußballspieler
- 05. Januar: Joachim Spatz, deutscher Politiker
- 06. Januar: Davide Ballardini, italienischer Fußballspieler und -trainer
- 06. Januar: Denise Borino-Quinn, US-amerikanische Filmschauspielerin († 2010)
- 06. Januar: Lorne Cardinal, kanadischer Schauspieler, Synchronsprecher, Filmproduzent und Filmregisseur
- 06. Januar: Loïc Courteau, französischer Tennisspieler und -trainer
- 06. Januar: Angelika Fehrmann, deutsche Fußballspielerin
- 06. Januar: Stefan Fjeldmark, dänischer Animator und Regisseur
- 06. Januar: Albrecht Ganskopf, deutscher Schauspieler
- 06. Januar: Alfred Goubran, österreichischer Autor, Musiker, Rezensent, Verleger und Übersetzer
- 06. Januar: Charles Haley, US-amerikanischer American-Football-Spieler
- 06. Januar: Michal Hofbauer, tschechischer Schauspieler († 2013)
- 06. Januar: Jochem Kalmbacher, deutscher Politiker
- 06. Januar: Waldemar Kasprzak, polnischer Volleyballspieler
- 06. Januar: Konnan, kubanisch-amerikanischer Wrestler
- 06. Januar: Dirk Kruse, deutscher Journalist und Schriftsteller
- 06. Januar: Kishore Kumar Kujur, indischer Geistlicher
- 06. Januar: Thaddäus Kunzmann, deutscher Politiker
- 06. Januar: Richard Louis, barbadischer Leichtathlet († 2025)
- 06. Januar: Henry Maske, deutscher Boxer Henry Maske

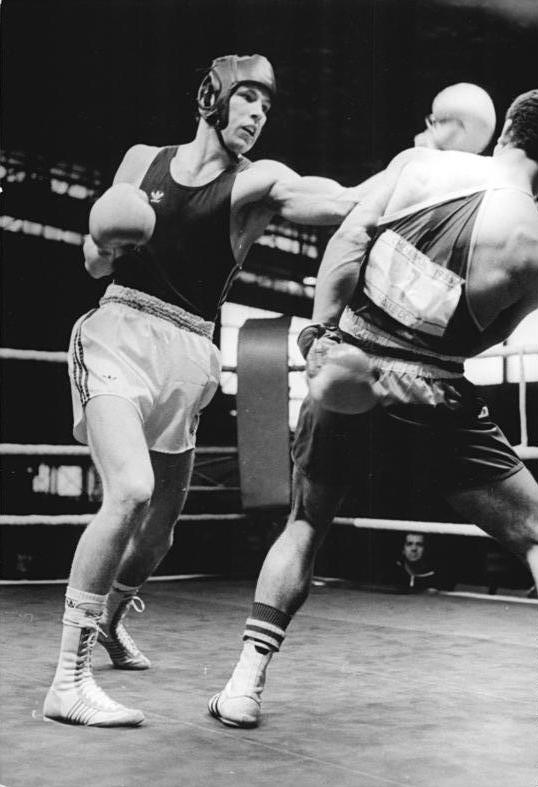
Henry Maske

- 06. Januar: Jacqueline Moore, US-amerikanische Wrestlerin und Wrestlingmanagerin
- 06. Januar: Richard Nerurkar, britischer Langstreckenläufer
- 06. Januar: Mark O’Toole, britischer Sänger und Bassist
- 06. Januar: Anthony Scaramucci, US-amerikanischer Hedgefonds-Manager und Buchautor
- 06. Januar: Jason Smith, englischer Snookerspieler
- 06. Januar: Rafael Vidal, venezolanischer Schwimmer († 2005)
- 06. Januar: Yuri, mexikanische Sängerin
- 07. Januar: Hervé Balland, französischer Skilangläufer
- 07. Januar: Nicolas Cage, US-amerikanischer Schauspieler Nicolas Cage

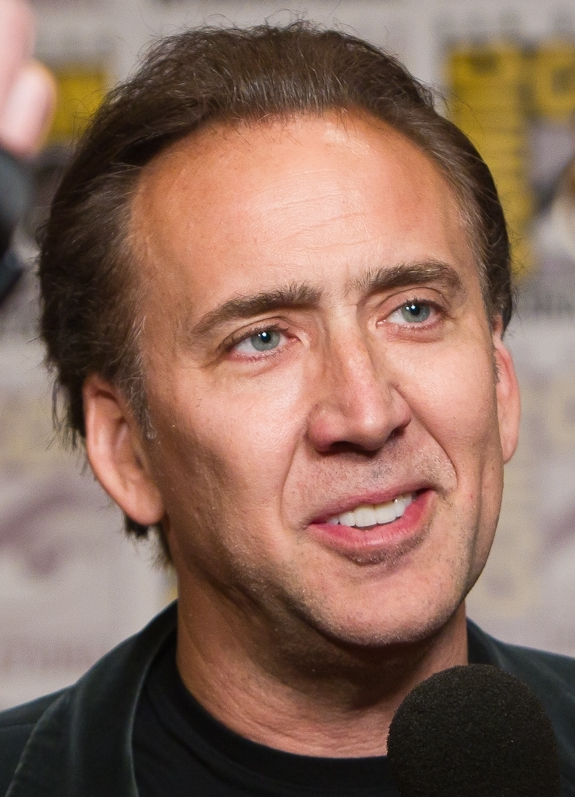
Nicolas Cage

- 07. Januar: Lydia Capolicchio, schwedische Journalistin und Moderatorin
- 07. Januar: Anna-Maja Henriksson, finnische Politikerin
- 07. Januar: Taras Jaschtschenko, ukrainischer Pianist und Komponist († 2017)
- 07. Januar: Dirk Landau, deutscher Politiker
- 07. Januar: Christian Louboutin, französisch-ägyptischer Schuh- und Taschendesigner
- 07. Januar: Darnell Martin, US-amerikanische Regisseurin und Drehbuchautorin
- 07. Januar: Teodoro Mendes Tavares, kap-verdischer Ordensgeistlicher
- 07. Januar: Christof Moser, österreichischer Pianist, Komponist und Musikpädagoge
- 07. Januar: Jürgen Pohl, deutscher Politiker
- 07. Januar: Carolin Schilde, deutsche Ministerialbeamtin und Staatssekretärin
- 07. Januar: Bratan Zenow, bulgarischer Ringer
- 08. Januar: Hannes Anton, österreichischer Politiker, Unternehmer und Manager
- 08. Januar: Jörg Förster, deutscher Kameramann
- 08. Januar: Foteini Kolovou, griechische Byzantinistin
- 08. Januar: Clinio Freitas, brasilianischer Segler
- 08. Januar: Michael Mayer, deutscher Schauspieler und Regisseur
- 08. Januar: Georg Pehm, österreichischer Politiker
- 08. Januar: Arisman Pongruangrong, thailändischer Aktivist
- 08. Januar: Marc Quinn, britischer Künstler
- 08. Januar: Dagmar Seume, deutsche Regisseurin
- 08. Januar: Ron Sexsmith, kanadischer Liedermacher
- 09. Januar: Ramona Balthasar, deutsche Ruderin
- 09. Januar: Giselle Blondet, puerto-ricanische Schauspielerin und Moderatorin
- 09. Januar: Arnaldo Catinari, italienischer Kameramann und Kurzfilm-Regisseur
- 09. Januar: Agnieszka Czopek, polnische Schwimmerin
- 09. Januar: Ronald Joseph Dominique, US-amerikanischer Serienmörder
- 09. Januar: Hansjörg Eger, deutscher Politiker
- 09. Januar: Torsten Görlitzer, deutscher Rennrodler und Rennrodel-Bundestrainer
- 09. Januar: Hans van den Hende, niederländischer Geistlicher
- 09. Januar: Andy John, britischer Geistlicher
- 09. Januar: Justin Jones, britischer Musiker und Gitarrist
- 09. Januar: Svetlana Kamotskaya, sowjetisch-belarussische Skilangläuferin
- 09. Januar: Patrik Lauer, deutscher Politiker Patrik Lauer

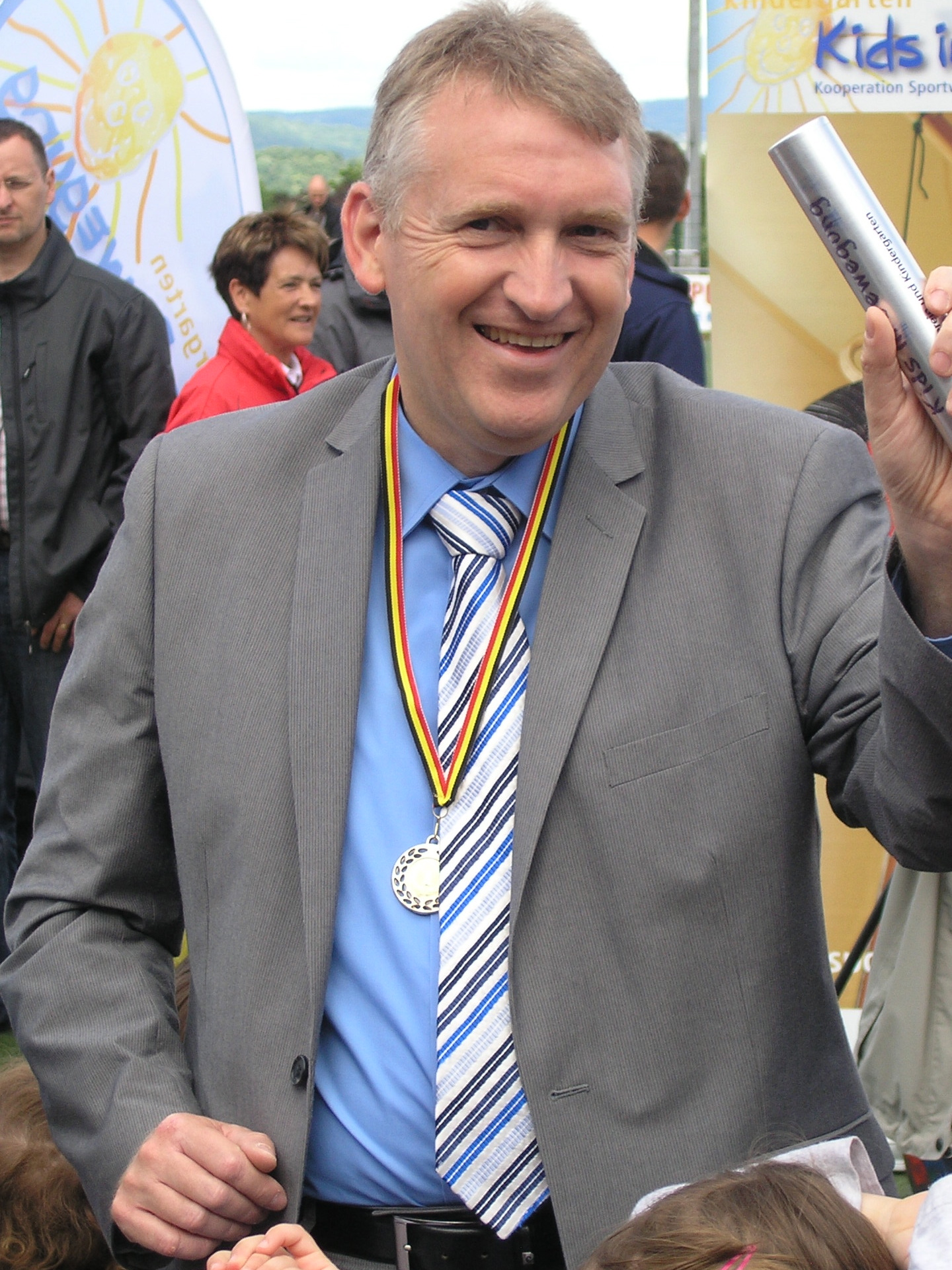
Patrik Lauer

- 09. Januar: Mark Leadbeater, britischer Badmintonspieler
- 09. Januar: Abebe Mekonnen, äthiopischer Langstreckenläufer
- 09. Januar: Klaus-Peter Ritter, deutscher Eishockeyspieler und -trainer
- 09. Januar: David Taylor, britischer Marathonläufer
- 09. Januar: Antônio Tourinho Neto, brasilianischer Geistlicher
- 09. Januar: Brian Williams, walisischer Industrial- und Dark-Ambient-Musiker
- 10. Januar: Stephen Ameyu Martin Mulla, südsudanesischer Geistlicher
- 10. Januar: Joseph Khalil Aoun, libanesischer General
- 10. Januar: Daniele Finzi Pasca, Schweizer Theaterautor, Regisseur, Clown, Choreograph und Gründer mehrerer Theater Daniele Finzi Pasca

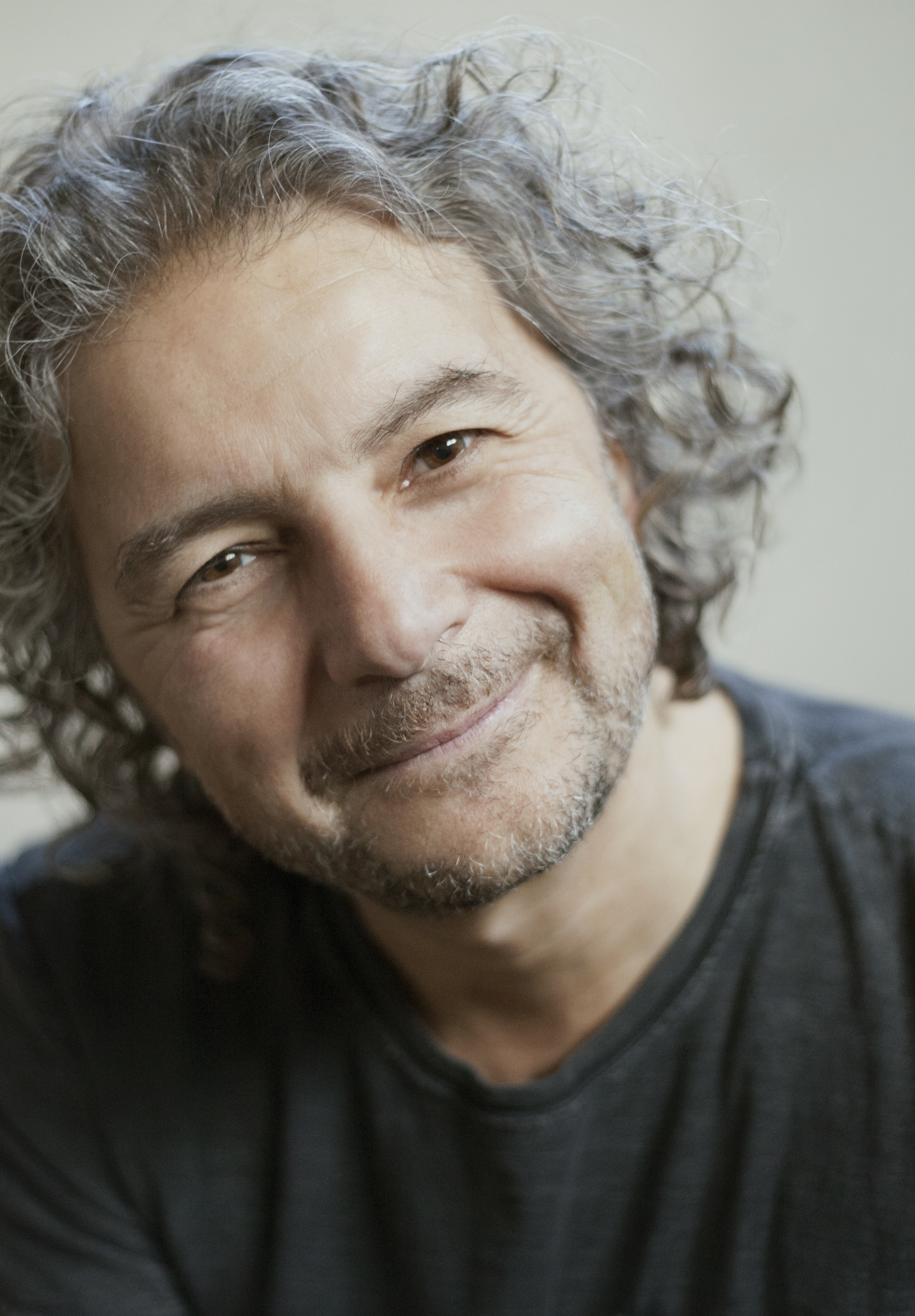
Daniele Finzi Pasca

- 10. Januar: Dragoljub Jacimović, nordmazedonischer Schachspieler
- 10. Januar: Sarah Josephson, US-amerikanische Synchronschwimmerin
- 10. Januar: Axel Leonard, deutscher Jurist
- 10. Januar: Frauke Ludowig, deutsche Fernsehmoderatorin
- 10. Januar: Martin Stoeck, deutscher Schlagzeuger († 2021)
- 10. Januar: Imam Suroso, indonesischer Politiker († 2020)
- 10. Januar: Krista Tesreau, US-amerikanische Schauspielerin
- 10. Januar: Yuh Myung-woo, südkoreanischer Boxer
- 11. Januar: Roland Breitschuh, deutscher Kameramann und Fotograf
- 11. Januar: Albert Dupontel, französischer Komiker
- 11. Januar: Yolanda Hadid, niederländisches Model, Fernsehdarstellerin und Autorin
- 11. Januar: Peter Hinz, deutscher Chirurg
- 11. Januar: Gerd Maisch, deutscher Kommunalpolitiker
- 11. Januar: Eduardo Masso, belgischer Tennisspieler
- 11. Januar: Matthias Nolden, deutscher Unternehmensberater Matthias Nolden

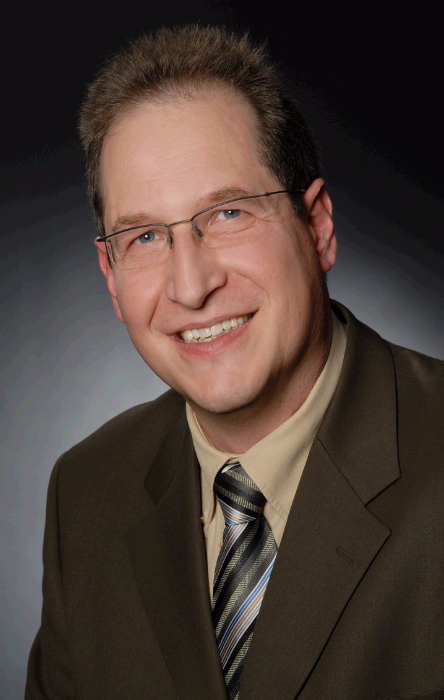
Matthias Nolden

- 11. Januar: Michael Ohlhoff, deutscher Musiker, Komponist und Plattenfirmen-Inhaber
- 11. Januar: Ralph Recto, philippinischer Unternehmer und Politiker
- 11. Januar: Rob Swartbol, niederländischer Diplomat († 2021)
- 11. Januar: Anthony Teuma, maltesischer Geistlicher
- 11. Januar: Kenta Wakabayashi, japanischer Politiker
- 12. Januar: Laura Arraya, peruanische Tennisspielerin
- 12. Januar: Jordanka Belić, serbisch-deutsche Schachspielerin
- 12. Januar: Jeff Bezos, Gründer und Präsident des US-amerikanischen Unternehmens Amazon
- 12. Januar: Michela Giuffrida, italienische Politikerin
- 12. Januar: Robert Haas, deutscher Komponist und Liedermacher
- 12. Januar: Clare Holman, britische Schauspielerin und Fernsehregisseurin
- 12. Januar: Karen Krauß, Richterin am Bundessozialgericht
- 12. Januar: Christian Krieger, französischer Theologe
- 12. Januar: Blanca Li, spanische Tänzerin, Choreografin, Schauspielerin und Filmemacherin Blanca Li

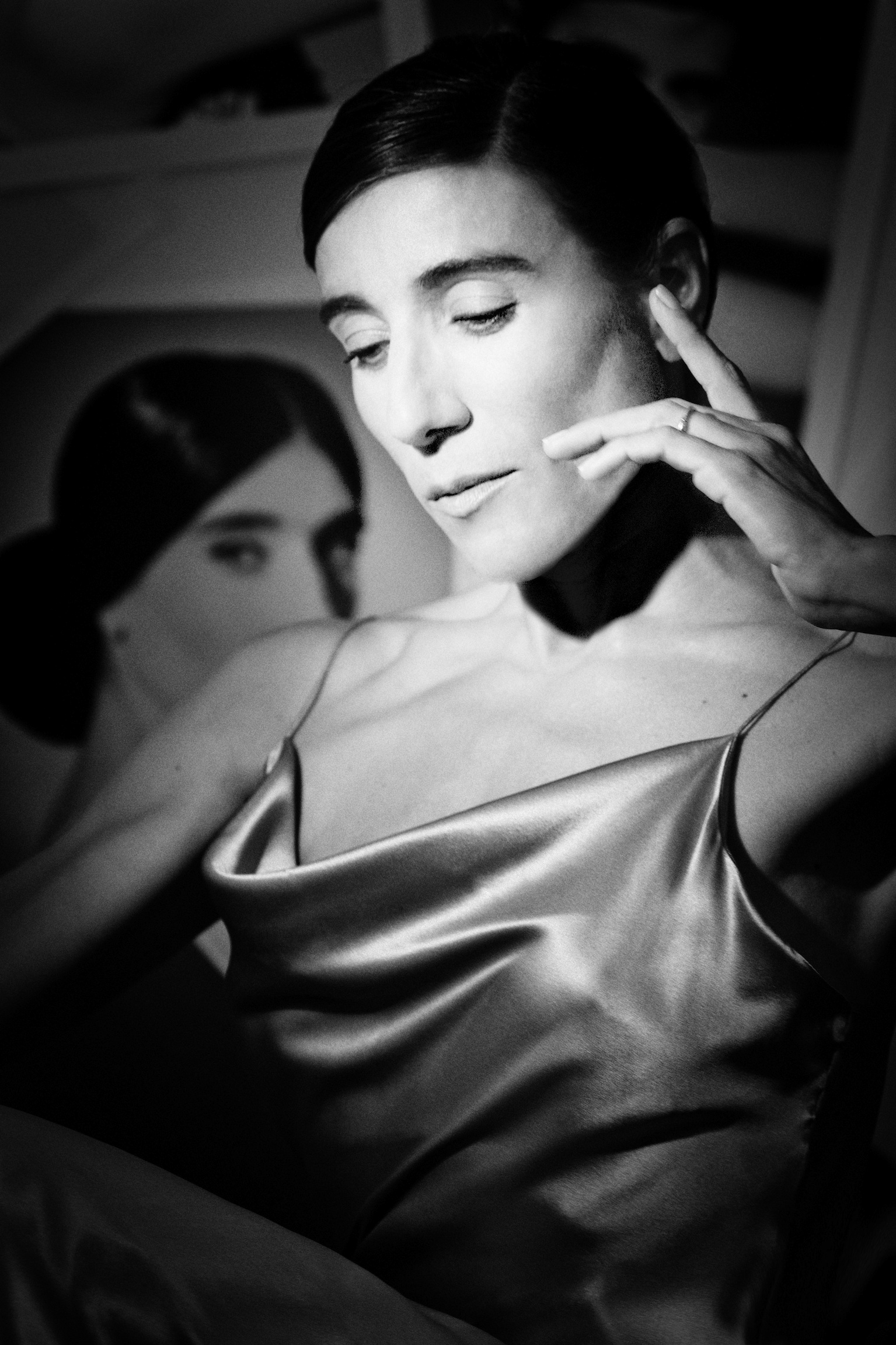
Blanca Li

- 12. Januar: Ruth Noack, deutsche Kunsthistorikerin und Ausstellungsmacherin
- 12. Januar: Kevin Russell, Sänger der deutschen Rockband Böhse Onkelz
- 12. Januar: Wladimir Wladimirowitsch Schischkin, russischer Leichtathlet
- 12. Januar: Volker Stollorz, deutscher Wissenschaftsjournalist und Geschäftsführer
- 12. Januar: Valdo, brasilianischer Fußballspieler
- 12. Januar: Torsten Wagner, deutscher Ringer
- 13. Januar: Bill Bailey, englischer Komiker, Musiker und Schauspieler
- 13. Januar: Ulrike Herrmann, deutsche Journalistin und Publizistin
- 13. Januar: Andreas Kliemt, deutscher Fußballspieler
- 13. Januar: Thieß Luther, deutscher Springreiter
- 13. Januar: Penelope Ann Miller, US-amerikanische Schauspielerin Penelope Ann Miller

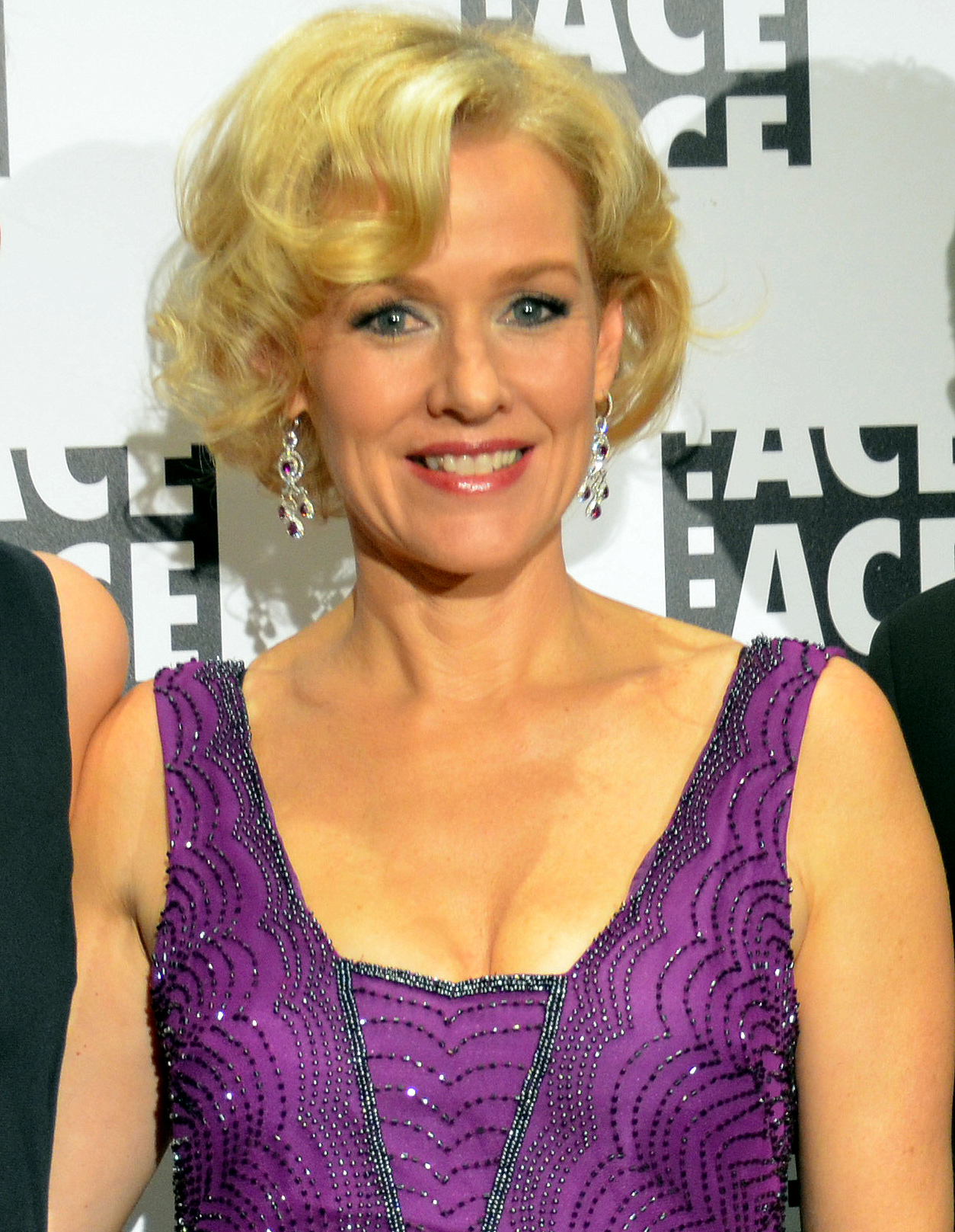
Penelope Ann Miller

- 13. Januar: Ronan Rafferty, nordirischer Berufsgolfer
- 13. Januar: Ralf Scholt, deutscher Sportjournalist
- 13. Januar: Gloria Siebert, deutsche Leichtathletin und Olympionikin
- 13. Januar: Christiane Slawik, deutsche Fotografin und Autorin
- 13. Januar: Aparecido Donizete de Souza, brasilianischer römisch-katholischer Geistlicher
- 14. Januar: Mark Addy, britischer Schauspieler
- 14. Januar: Frank Embacher, deutscher Schwimmer und Schwimmtrainer
- 14. Januar: Rainer Heilmann, deutscher Fußballspieler († 2015)
- 14. Januar: Sigrid Herrmann, deutsche Bloggerin
- 14. Januar: Beverly Kinch, britische Sprinterin und Weitspringerin
- 14. Januar: Astrid Kirschey, deutsche Fotografin
- 14. Januar: Klaus Krämer, deutscher Theologe
- 14. Januar: Michael Lampel, österreichischer Politiker
- 14. Januar: Gintautas Mažeikis, litauischer Philosoph und Professor
- 14. Januar: Hagen Möckel, deutscher Schauspieler und Synchronsprecher
- 14. Januar: Sergei Lwowitsch Nemtschinow, russischer Eishockeyspieler
- 14. Januar: Paul David Pester, britischer Bankkaufmann
- 14. Januar: Loulou Rhemrev, niederländische Schauspielerin
- 14. Januar: Manuela Ruben, deutsche Eis- und Rollkunstläuferin
- 14. Januar: Launay Saturné, haitianischer Geistlicher
- 14. Januar: Shepard Smith, US-amerikanischer Nachrichtenmoderator
- 14. Januar: Christof Thewes, deutscher Komponist und Posaunist Christof Thewes

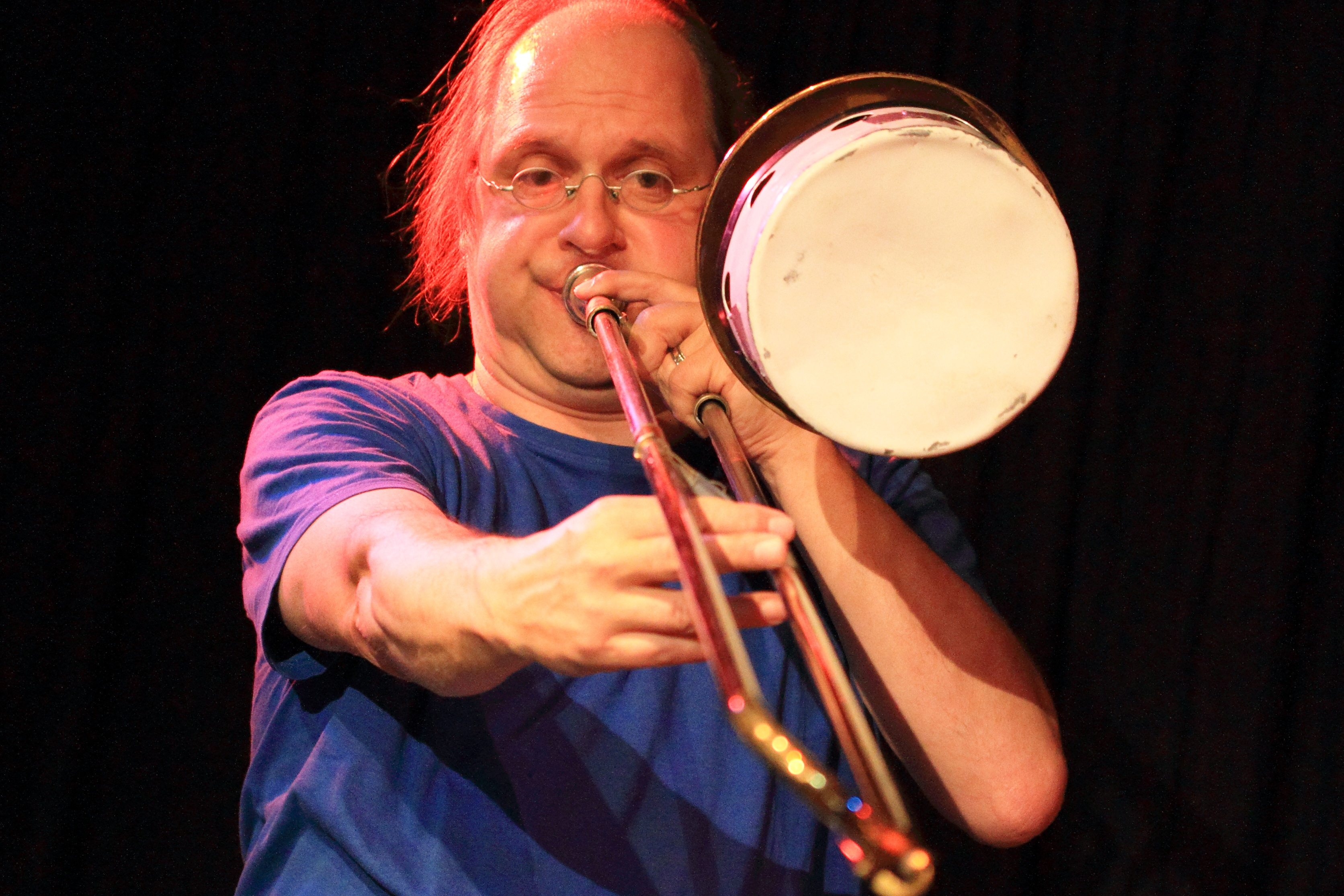
Christof Thewes

- 14. Januar: Uwe Wegmann, deutscher Fußballspieler
- 14. Januar: Roberto Zoffoli, italienischer Politiker
- 15. Januar: Jackie Baillie, schottische Politikerin
- 15. Januar: Andrea Bernetti, italienischer Maler, Fotograf und Designer sowie Autor
- 15. Januar: Craig Fairbrass, englischer Schauspieler und Sprecher
- 15. Januar: Gerry Gibbs, US-amerikanischer Jazzmusiker
- 15. Januar: Peter Haber, Schweizer Historiker und Privatdozent († 2013)
- 15. Januar: Lamin Kuyateh, gambischer Musiker und Jeli
- 15. Januar: Wes Madiko, kamerunischer Sänger († 2021)
- 15. Januar: Josef Obererlacher, österreichischer Biathlet und Biathlontrainer
- 15. Januar: Felicitas Thun-Hohenstein, österreichische Kunsthistorikerin und Professorin
- 15. Januar: Ulrich Werz, deutscher Altertumswissenschaftler und Numismatiker († 2023) Ulrich Werz

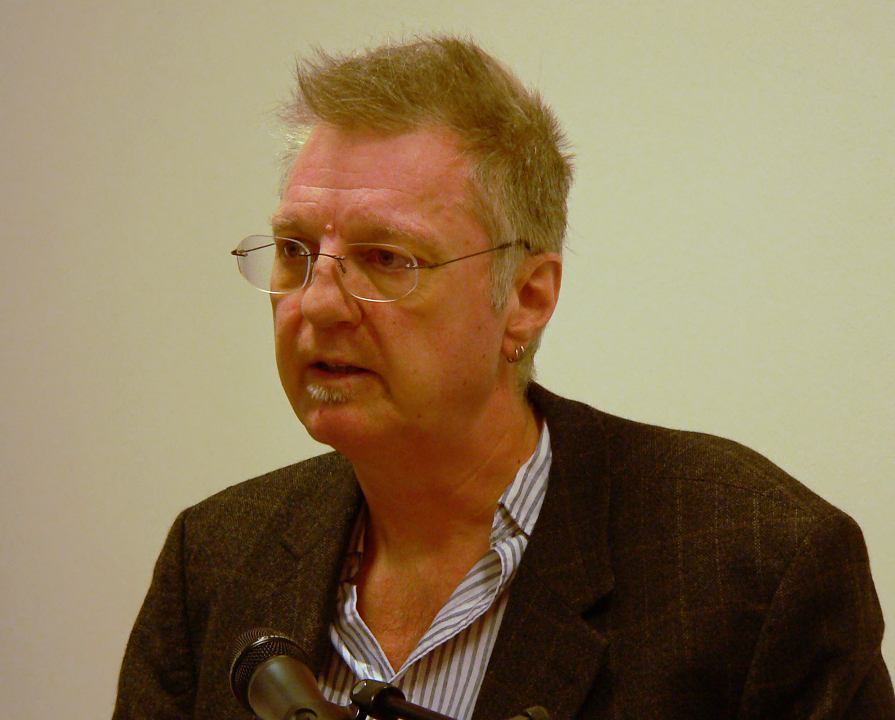
Ulrich Werz

- 16. Januar: Abdoulaye Baldé, senegalesischer Politiker
- 16. Januar: Zacarias da Costa, Politiker aus Osttimor
- 16. Januar: Chris Dittmar, australischer Squashspieler
- 16. Januar: Els Dottermans, belgische Schauspielerin
- 16. Januar: Richard Elliot, schottischer Saxophonspieler
- 16. Januar: Roland Freier, deutscher Eisschnellläufer
- 16. Januar: Helmut Geuking, deutscher Politiker
- 16. Januar: Heiko Girnth, deutscher Germanist
- 16. Januar: Lutz Hübner, deutscher Dramatiker, Schauspieler und Regisseur
- 16. Januar: Hermann Jantschgi, österreichischer Gastwirt und Politiker
- 16. Januar: Massimo Pigliucci, US-amerikanischer Philosoph und Professor
- 16. Januar: Jelena Prokina, russische Opernsängerin
- 16. Januar: Nikolai Rasgonow, sowjetischer Leichtathlet
- 16. Januar: Steffen Gregor Rauch, deutscher Jurist
- 16. Januar: Thomas Reck, deutscher Hockeyspieler
- 16. Januar: Hans-Walter Rix, deutscher Astronom und Astrophysiker
- 16. Januar: Felix Theissen, deutscher Schauspieler und Schauspiellehrer
- 16. Januar: Robert Heinrich Weber, deutscher Diplomat
- 16. Januar: Dirk Windgassen, deutscher Fernsehproduzent, Schauspieler und Musiker
- 16. Januar: Sergei Leontjewitsch Wostrikow, russischer Eishockeyspieler
- 17. Januar: Refet Abazi, mazedonischer Schauspieler und Hochschullehrer
- 17. Januar: Sergio Allievi, deutscher Fußballspieler
- 17. Januar: Jörg Bernig, deutscher Erzähler und Lyriker
- 17. Januar: Gerold Bönnen, deutscher Historiker
- 17. Januar: Don Cazayoux, US-amerikanischer Politiker
- 17. Januar: Michelle Fairley, britische Schauspielerin
- 17. Januar: Rainer Goebel, deutscher Psychologe
- 17. Januar: Jens König, deutscher Journalist und Sachbuchautor
- 17. Januar: Bernd Krösser, deutscher Polizist und politischer Beamter
- 17. Januar: Buddy McGirt, US-amerikanischer Boxer und Boxtrainer
- 17. Januar: Alexander Nützel, deutscher Malakologe und Paläontologe
- 17. Januar: Michelle Obama, Rechtsanwältin und Ehefrau von Barack Obama
- 17. Januar: Markus Parzeller, deutscher Rechtsmediziner und Rechtsanwalt
- 17. Januar: Andy Rourke, Musiker und Bassist der britischen Band The Smiths († 2023)
- 17. Januar: Raoul Schrott, österreichischer Schriftsteller
- 17. Januar: Yves Sente, belgischer Szenarist
- 17. Januar: Oswald Tötsch, italienischer Skirennläufer
- 17. Januar: Helmut Wahlen, deutscher Fußballspieler
- 17. Januar: Anton Valens, niederländischer Schriftsteller und Maler († 2021)
- 18. Januar: Carmen Aristegui, mexikanische Journalisten und Nachrichtensprecherin
- 18. Januar: Martin Burgi, deutscher Rechtswissenschaftler und Staatsrechtslehrer
- 18. Januar: Edeltraud Hanappi-Egger, österreichische Informatikerin und Universitätsprofessorin
- 18. Januar: Claus Peter Hildenbrand, deutscher Kameramann
- 18. Januar: Virgil Hill, US-amerikanischer Profiboxer
- 18. Januar: Hans Stefan Hintner, österreichischer Politiker
- 18. Januar: Margit Hofer, österreichische Politikerin
- 18. Januar: Jane Horrocks, englische Schauspielerin und Komödiantin
- 18. Januar: Andrea Leand, US-amerikanische Tennisspielerin
- 18. Januar: Doug Lewis, US-amerikanischer Skirennfahrer
- 18. Januar: Enrico Lo Verso, italienischer Schauspieler Enrico Lo Verso

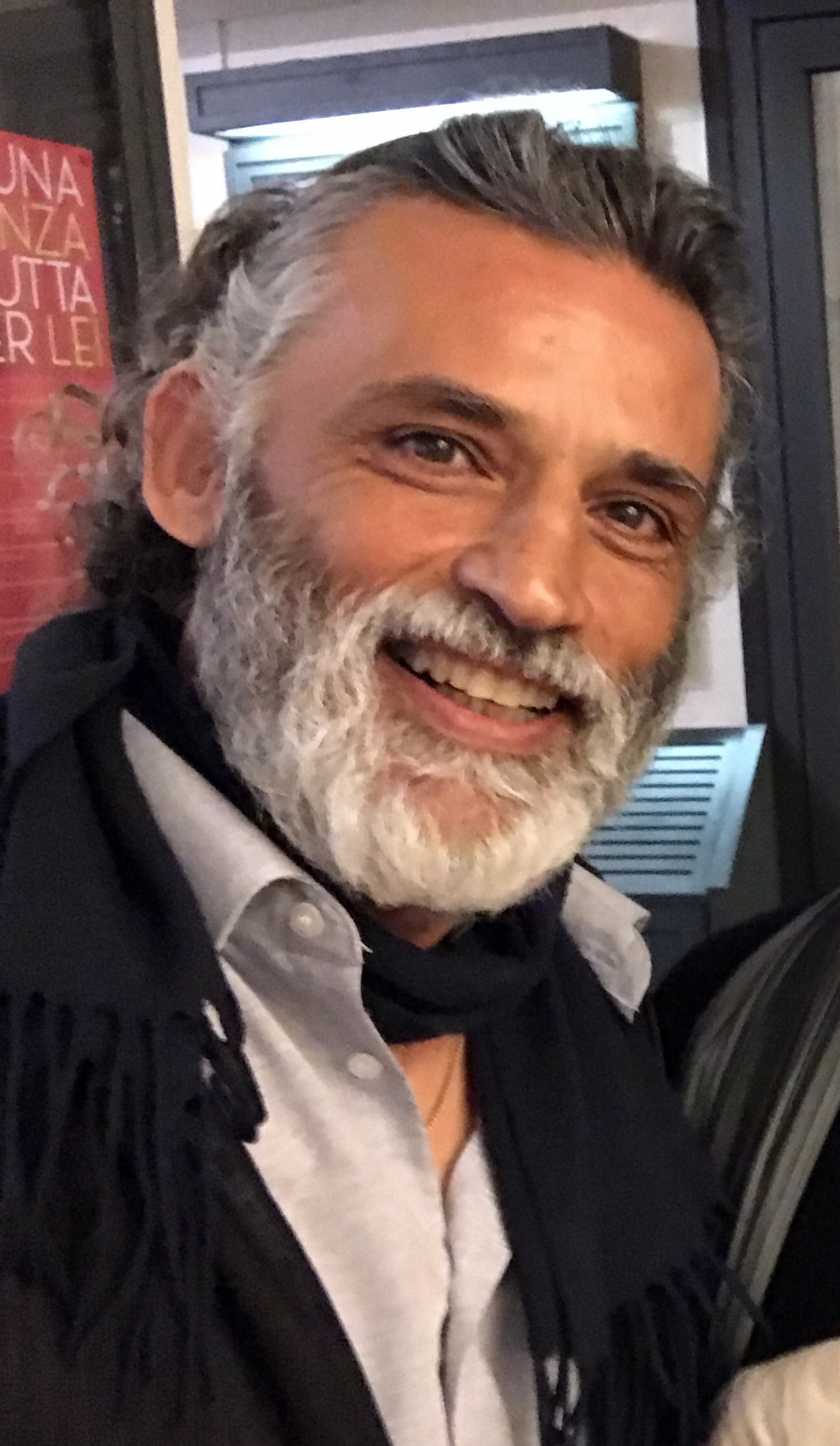
Enrico Lo Verso

- 18. Januar: Elena Moșuc, rumänische Opernsängerin
- 18. Januar: Rebecca O’Callaghan, irische Squashspielerin
- 18. Januar: Andy Panayi, britischer Jazzmusiker
- 18. Januar: Daniel Schäfer, deutscher Medizinhistoriker
- 18. Januar: Fredy Schär, Schweizer Liedermacher, Trobador, Kabarettist und Witzerzähler
- 18. Januar: Markus-Oliver Schwaab, deutscher Ökonom
- 18. Januar: Fabian Stech, deutscher Kunstkritiker und Autor († 2015)
- 18. Januar: Jürgen K. Zangenberg, deutscher Neutestamentler und Archäologe
- 18. Januar: Constanze Zeitz, deutsche Rennrodlerin
- 19. Januar: Janine Antoni, bahamaisch-US-amerikanische Performance-Künstlerin und Bildhauerin
- 19. Januar: Ricardo Arjona, guatemaltekischer Sänger und Basketballspieler Ricardo Arjona

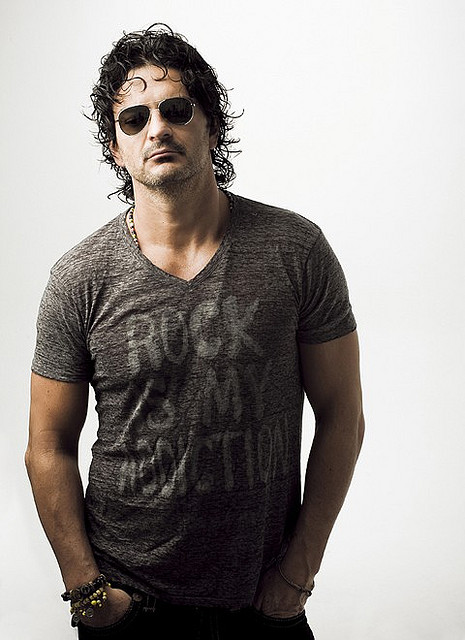
Ricardo Arjona

- 19. Januar: Giovanni Coda, italienischer Regisseur und Fotograf
- 19. Januar: Andreas Dorau, deutscher Musiker
- 19. Januar: Man Haron Monis, iranischer Prediger und Geiselnehmer († 2014)
- 19. Januar: Mario Juárez, mexikanischer Fußballspieler
- 19. Januar: Hanno Krause, deutscher Kommunalpolitiker
- 19. Januar: Thomas Loose, deutscher Slalom-Kanute
- 19. Januar: Justine Madugu, nigerianischer Fußballtrainer und -funktionär
- 19. Januar: Jim Morris, US-amerikanischer Baseballspieler
- 19. Januar: Oliver Reeh, deutscher Schachspieler, Übersetzer und Journalist
- 19. Januar: Sergei Wiktorowitsch Schendelew, russischer Eishockeyspieler und -trainer
- 19. Januar: Ndey Yassin Secka Sallah, gambische Politikerin
- 19. Januar: Thomas Stelzer, deutscher Musiker, Texter und Songwriter. Stelzer ist Blues- und Boogie-Pianist
- 19. Januar: Hermann-Josef Tebroke, deutscher Betriebswirt und Politiker
- 19. Januar: Marit Törnqvist, schwedisch-niederländische Illustratorin für Kinderbücher, Bühnenbildnerin und Autorin
- 19. Januar: Peter Ufer, deutscher Journalist, Autor und Moderator
- 19. Januar: Torsten Zander, deutscher Fußballspieler
- 19. Januar: Karin Zimmermann, deutsche Germanistin, Mediävistin und Bibliothekarin
- 20. Januar: Elisabeth „Lizzy“ Aumeier, deutsche Kontrabassistin und Musik-Kabarettistin († 2024)
- 20. Januar: Véronique Bédague, französische Wirtschaftswissenschaftlerin
- 20. Januar: Guido Behling, deutscher Kanute
- 20. Januar: Angelo Carosi, italienischer Hindernis- und Langstreckenläufer
- 20. Januar: Michael Düblin, Schweizer Schriftsteller
- 20. Januar: Ron Harper, US-amerikanischer Basketballspieler
- 20. Januar: Tilmann Höhn, deutscher Gitarrist und Komponist
- 20. Januar: Michael Kißkalt, deutscher Geistlicher und Theologe
- 20. Januar: Željko Komšić, bosnischer Politiker
- 20. Januar: Luboš Kubík, ehemaliger tschechischer Fußballspieler und heutiger -trainer
- 20. Januar: Scott Maxwell, kanadischer Automobilrennfahrer
- 20. Januar: Kazushige Nojima, Szenario-Schreiber für Videospiele
- 20. Januar: Aquilino Pimentel III, philippinischer Politiker
- 20. Januar: Christine Roiter, österreichische Schriftstellerin
- 20. Januar: Mechthild Schroeter-Rupieper, Gründerin der Familientrauerarbeit in Deutschland
- 20. Januar: Andreas Schümchen, deutscher Journalist, Medienwissenschaftler und Hochschullehrer
- 20. Januar: Julian Schütt, Schweizer Journalist und Buchautor Julian Schütt

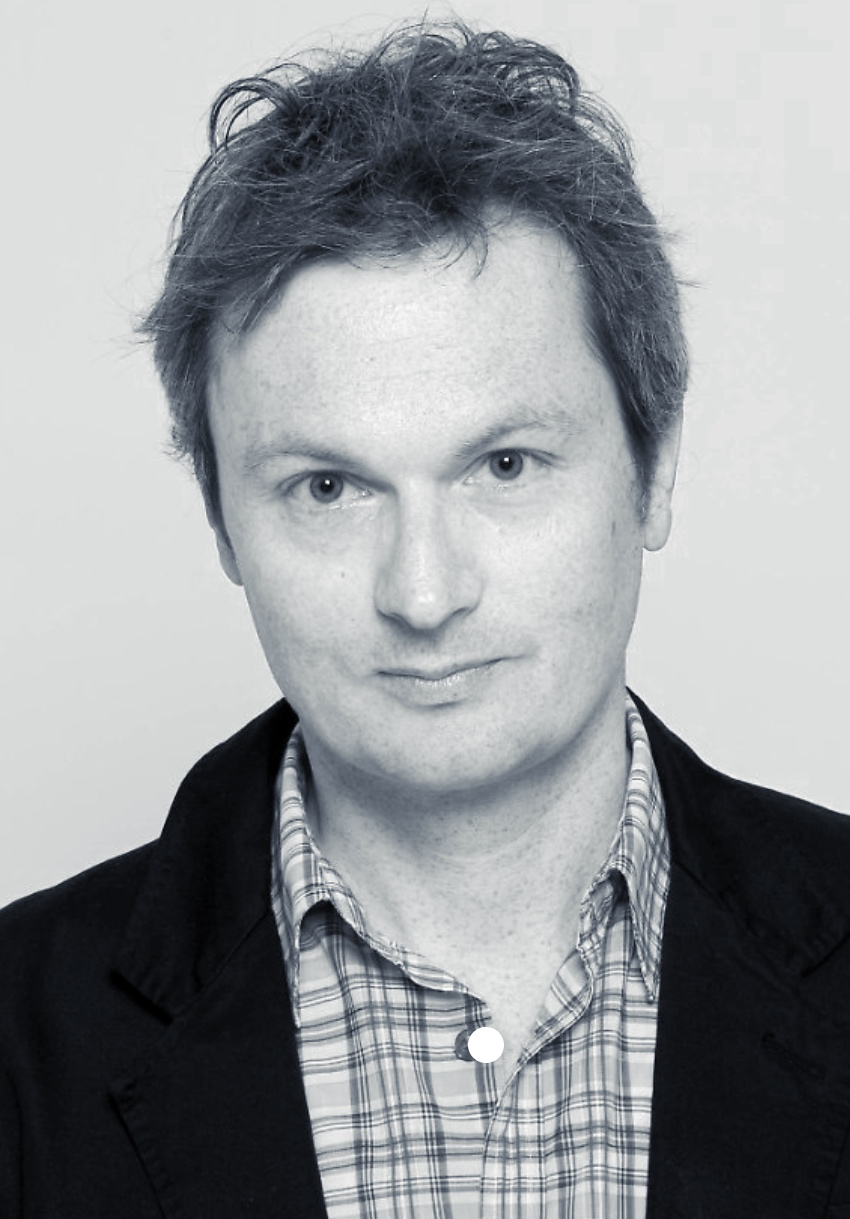
Julian Schütt

- 20. Januar: Martin Christof Wittig, deutscher Unternehmensberater
- 20. Januar: Fareed Zakaria, indisch-US-amerikanischer Journalist
- 21. Januar: Andreas Bauer, deutscher Skispringer
- 21. Januar: Klaus Buchleitner, österreichischer Manager
- 21. Januar: Craig Coxe, US-amerikanischer Eishockeyspieler und -trainer
- 21. Januar: Gregor Czisch, deutscher Physiker und Energieforscher
- 21. Januar: Ramsey Faragallah, US-amerikanischer Schauspieler
- 21. Januar: Hans-Jörg Geddert, deutscher Basketballspieler
- 21. Januar: Sabine Kastner, deutsche Neurowissenschaftlerin Sabine Kastner

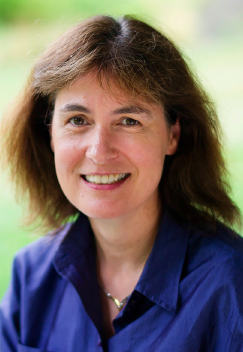
Sabine Kastner

- 21. Januar: Dave Kleis, US-amerikanischer Politiker
- 21. Januar: Gérald Passi, französischer Fußballspieler
- 21. Januar: Franck Pajonkowski, französischer Eishockeyspieler
- 21. Januar: Dietmar von der Pfordten, deutscher Professor für Rechts- und Sozialphilosophie
- 21. Januar: Miguel Eduardo Rodríguez Torres, venezolanischer Politiker
- 21. Januar: Aleksandar Šoštar, jugoslawischer Wasserballspieler
- 21. Januar: Ullrich Spannuth, deutscher Brigadegeneral
- 21. Januar: Marianne Tritz, deutsche Politikerin
- 22. Januar: Nigel Benn, britischer Boxer
- 22. Januar: Christian Bernhardt, deutscher Schriftsteller Christian Bernhardt

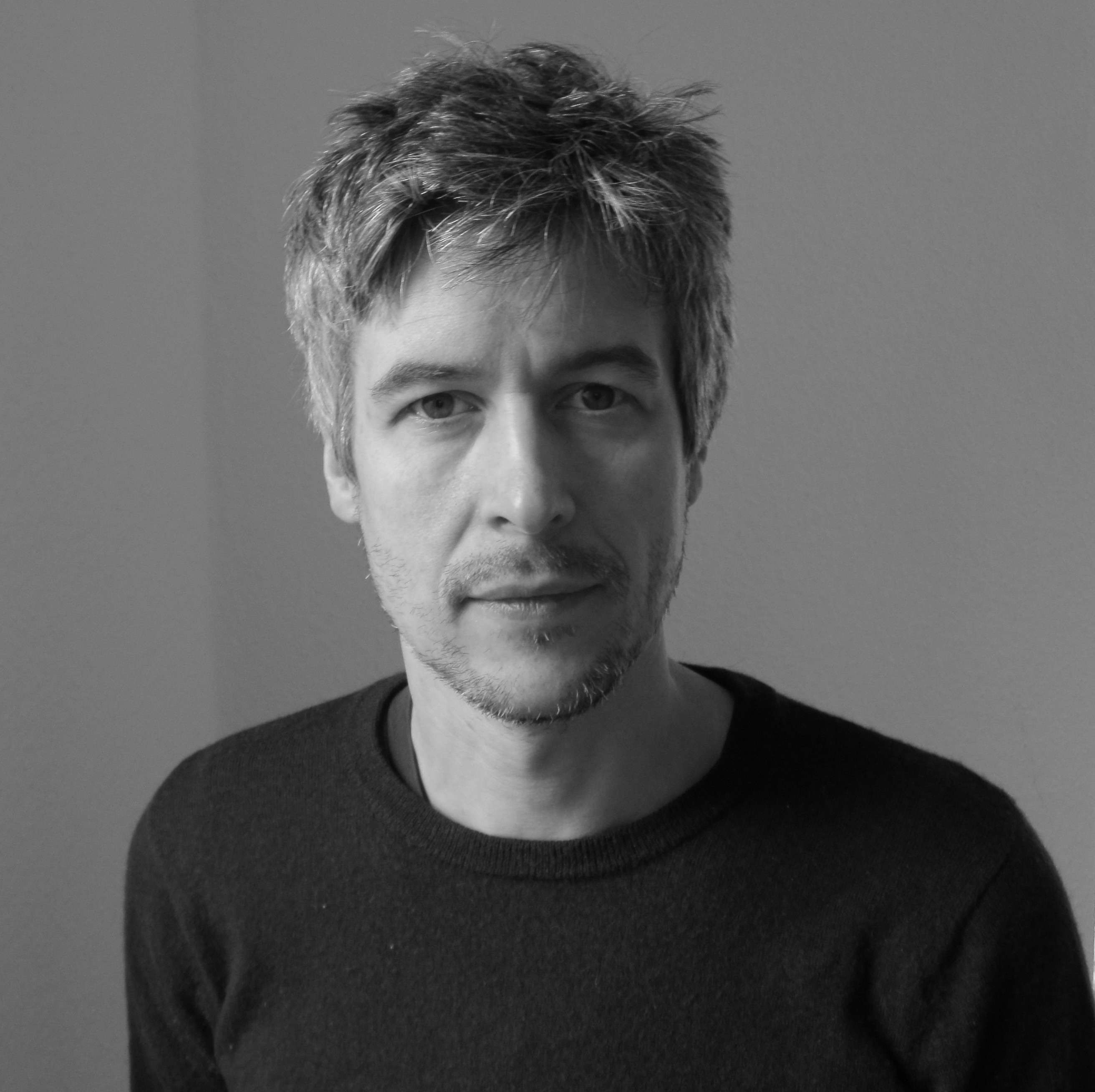
Christian Bernhardt

- 22. Januar: Tilman Büttner, deutscher Kameramann
- 22. Januar: María Ellingsen, isländische Schauspielerin
- 22. Januar: Emmanuel Faber, französischer Manager
- 22. Januar: Arno Gisinger, österreichischer Fotograf
- 22. Januar: Marianne Hengl, österreichische Behindertenaktivistin, Buchautorin, Radio- und Fernsehmoderatorin
- 22. Januar: Carsten Kadach, deutscher Fußballschiedsrichter
- 22. Januar: Kim Kwang-seok, südkoreanischer Sänger und Songwriter († 1996)
- 22. Januar: Dmytro Kortschynskyj, ukrainischer Politiker
- 22. Januar: Vincent Paulos Kulapuravilai, indischer Geistlicher
- 22. Januar: Georg Marchl, österreichischer Ringer
- 22. Januar: Nino, eigentlich Amir Rešić, bosnischer Sänger († 2007)
- 22. Januar: Catherine Quittet, französische Skirennläuferin
- 22. Januar: Stojko Vranković, kroatischer Basketballspieler
- 22. Januar: John Walker, deutscher Eishockeyspieler
- 22. Januar: Andreas Wenger, Schweizer Politikwissenschaftler
- 22. Januar: Armin Weyrauch, deutscher Ruderer
- 23. Januar: Christoff Beck, österreichischer Eiskunstläufer
- 23. Januar: Jonatha Brooke, US-amerikanische Folksängerin und Songwriterin
- 23. Januar: Mariska Hargitay, US-amerikanische Schauspielerin, Executive Producerin und Regisseurin Mariska Hargitay

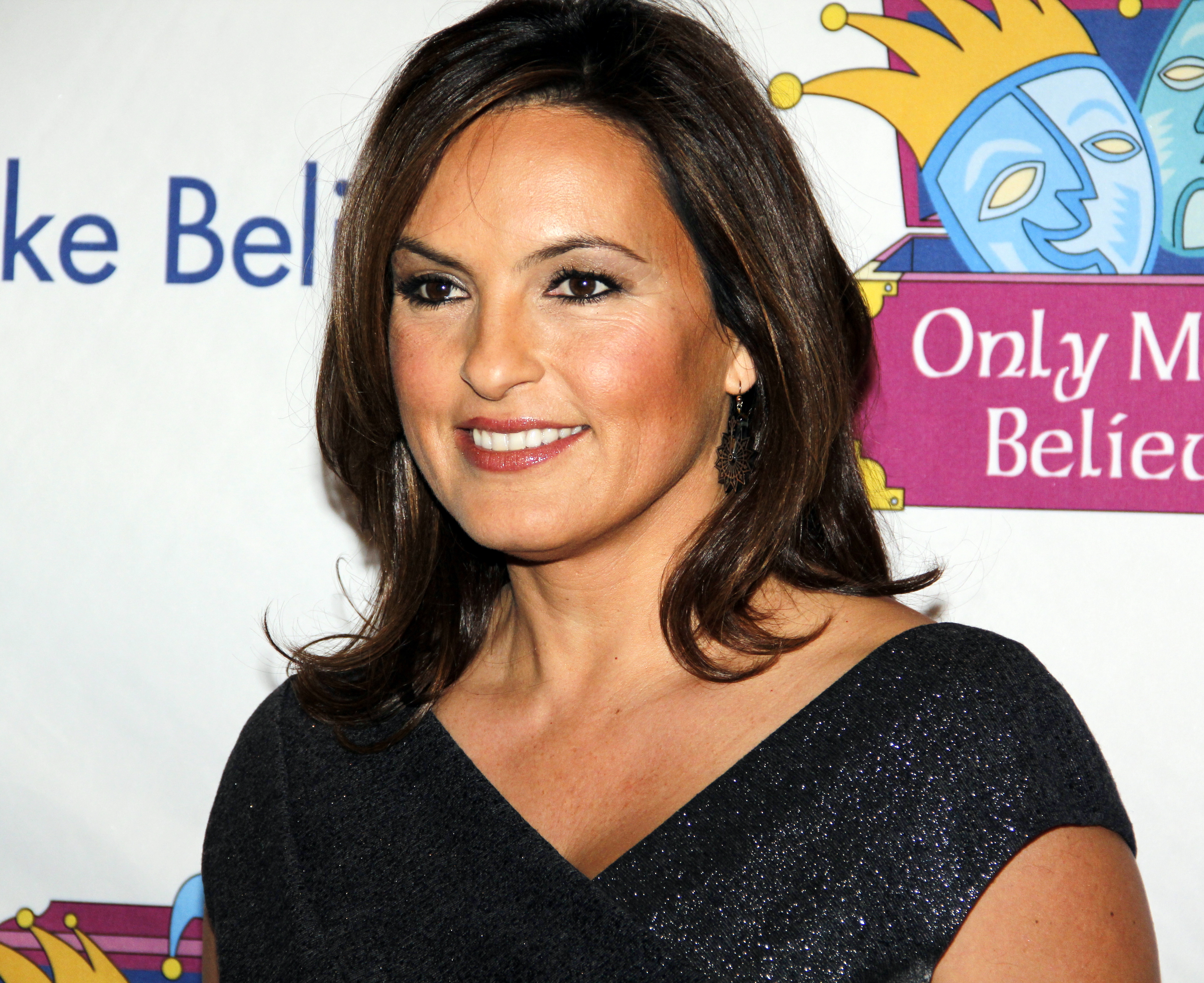
Mariska Hargitay

- 23. Januar: Bharrat Jagdeo, Staatspräsident von Guyana
- 23. Januar: Pablo Alfonso Jourdán Alvariza, uruguayischer Geistlicher
- 23. Januar: Marcus Riekeberg, deutscher Wirtschaftswissenschaftler, Autor und Professor
- 23. Januar: Jaana Savolainen, finnische Skilangläuferin
- 24. Januar: Stefano Cerioni, italienischer Fechter
- 24. Januar: Annika Dahlman, schwedische Skilangläuferin
- 24. Januar: Andreas Fux, deutscher Fotograf
- 24. Januar: Stephan Grigat, deutscher Rechtsanwalt und Notar
- 24. Januar: Susanna Kahlefeld, deutsche Politikerin
- 24. Januar: Wolfgang Kaufmann, deutscher Automobilrennfahrer
- 24. Januar: Simone Lässig, deutsche Historikerin
- 24. Januar: José Luis López Olascoaga, mexikanischer Fußballspieler
- 24. Januar: Carole Merle, französische Skirennläuferin
- 24. Januar: Robert J. Schoelkopf, US-amerikanischer Festkörperphysiker Robert J. Schoelkopf

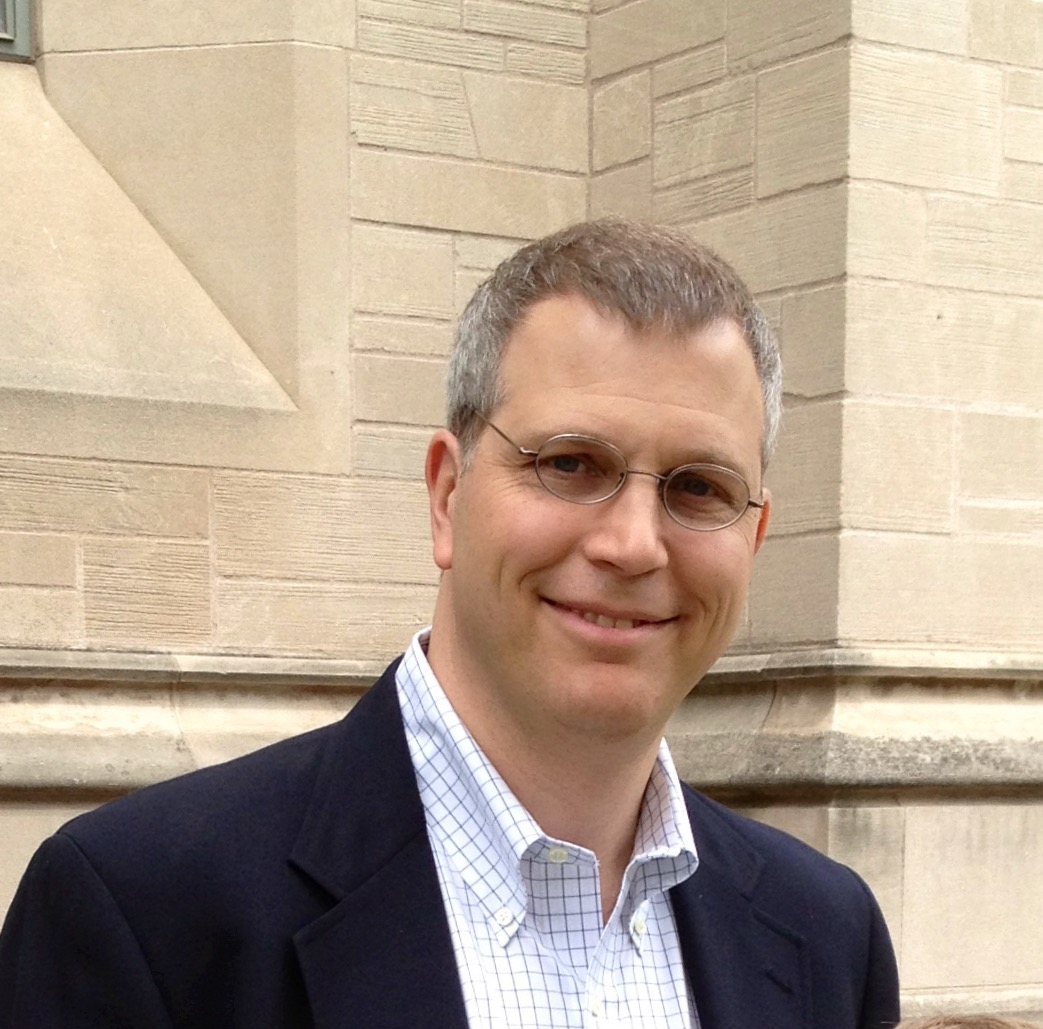
Robert J. Schoelkopf

- 24. Januar: Werner Schwarz, österreichischer Nordischer Kombinierer
- 24. Januar: Todd Williamson, US-amerikanischer Künstler
- 24. Januar: Susanne Wolf, deutsche Autorin und Dramaturgin
- 24. Januar: Markus Emanuel Zaja, deutscher Musiker
- 25. Januar: Billy Andrade, US-amerikanischer Profigolfer
- 25. Januar: Roland Buti, eigentlich Roland Bütikofer, Schweizer Schriftsteller und Lehrer
- 25. Januar: Chun Ju-do, südkoreanischer Boxer
- 25. Januar: Frank Heinrich, deutscher Theologe, Sozialpädagoge und Politiker
- 25. Januar: Sylvio Hoffmann, deutscher Fußballspieler
- 25. Januar: Diana Hyland, US-amerikanische Schauspielerin
- 25. Januar: Rudolf Jindrák, tschechischer Diplomat
- 25. Januar: Árpád von Klimó, US-amerikanischer Neuzeithistoriker und Hochschullehrer
- 25. Januar: Andreas Neeser, Schweizer Schriftsteller
- 25. Januar: Stephen Pate, australischer Radrennfahrer
- 25. Januar: Grit Poppe, deutsche Schriftstellerin
- 25. Januar: Maria Rørbye Rønn, dänische Juristin
- 25. Januar: Roman Rupp, österreichischer Skirennläufer
- 25. Januar: Bob Sweeney, US-amerikanischer Eishockeyspieler
- 25. Januar: Leopard Tamakuma, japanischer Boxer
- 26. Januar: Danilo Antonipieri, italienischer Biathlet und Skilangläufer
- 26. Januar: Paul S. Aspinwall, britischer theoretischer Physiker und Mathematiker
- 26. Januar: Chico César, brasilianischer Sänger, Komponist, Gitarrist und Schriftsteller
- 26. Januar: Wiesław Fiedor, polnischer Behindertensportler
- 26. Januar: Seid al-Hussein, jordanischer Diplomat
- 26. Januar: Manuel Jiménez Jiménez, spanischer Fußballtrainer
- 26. Januar: Paul Johansson, US-amerikanischer Schauspieler, Regisseur und Drehbuchautor
- 26. Januar: Petra Kaltenmorgen, deutsche Fotografin und Installationskünstlerin († 2019)
- 26. Januar: Frank Lohrberg, deutscher Landschaftsarchitekt und Universitätsprofessor Frank Lohrberg

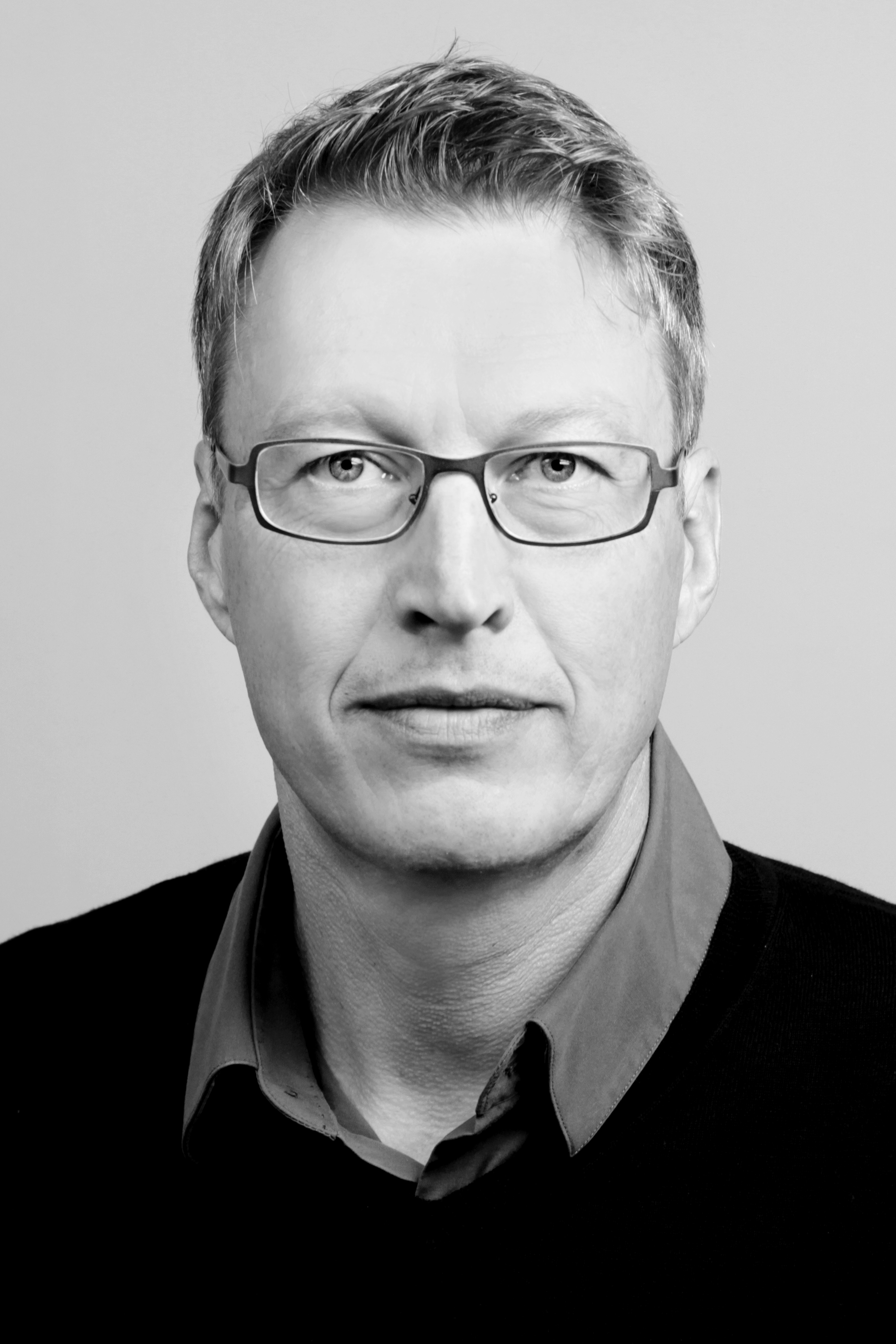
Frank Lohrberg

- 26. Januar: Susannah Melvoin, US-amerikanische Sängerin und Songwriterin
- 26. Januar: Wendy Melvoin, US-amerikanische Gitarristin und Singer-Songwriterin
- 26. Januar: Eleonore Mühlbauer, deutsche Politikerin
- 26. Januar: Torkil Nielsen, Spieler in der färöischen Fußballnationalmannschaft und Schachspieler
- 26. Januar: Cathy Podewell, US-amerikanische Schauspielerin
- 26. Januar: Gerfried Stocker, österreichischer Medienkünstler, Musiker und Kulturmanager
- 26. Januar: Ljudmila Georgijewna Worobjowa, russische Diplomatin
- 26. Januar: Bernhard Ziegler, deutscher Verleger, Journalist, Humorist, Moderator und Alpinautor
- 27. Januar: Baik Hyun-man, südkoreanischer Boxer
- 27. Januar: Chung Myung-hee, südkoreanische Badmintonspielerin
- 27. Januar: Bridget Fonda, US-amerikanische Schauspielerin Bridget Fonda, 2001

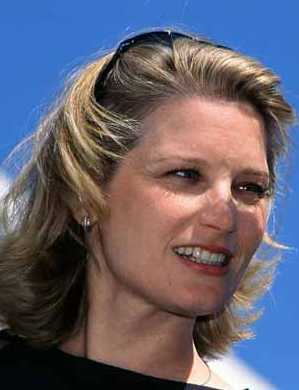
Bridget Fonda, 2001

- 27. Januar: Carrington Garland, US-amerikanische Schauspielerin
- 27. Januar: Carsten Höttcher, deutscher Politiker
- 27. Januar: Günther Köberl, österreichischer Politiker und Lehrer
- 27. Januar: Gabriela Mihalcea, rumänische Leichtathletin
- 27. Januar: Jean-Michel Othoniel, französischer Bildhauer
- 27. Januar: Birgit Peter, deutsche Ruderin
- 27. Januar: Milagro Sala, argentinische Aktivistin
- 27. Januar: Ahmed Shaheed, maledivischer Politiker und Diplomat
- 27. Januar: Lisa Shoman, Diplomatin und Politikerin aus Belize
- 27. Januar: Karen Stemmle, kanadische Skirennläuferin
- 27. Januar: Geir Sveinsson, isländischer Handballspieler und -trainer
- 27. Januar: Inga Thompson, US-amerikanische Radrennfahrerin
- 27. Januar: Christoph Werner, deutscher Puppenspieler, Regisseur, Intendant und Schriftsteller
- 28. Januar: Wolfram Adolph, deutscher Theologe, Publizist und Musikjournalist († 2019)
- 28. Januar: Guido Assmann, deutscher Geistlicher
- 28. Januar: Thomas Brechenmacher, deutscher Historiker und Professor
- 28. Januar: Benoît Genecand, Schweizer Politiker († 2021)
- 28. Januar: Rozalia Husti, rumänisch-deutsche Florettfechterin
- 28. Januar: David Lawrence, englischer Cricketspieler († 2025)
- 28. Januar: Rasim Ljajić, serbischer Politiker
- 28. Januar: Dirk Meier, deutscher Radrennfahrer
- 28. Januar: Corinna zu Sayn-Wittgenstein-Sayn, deutsche Unternehmerin
- 28. Januar: Udo Schneberger, deutscher Pianist, Organist und Hochschullehrer
- 28. Januar: Daniel Sibandze, eswatinischer Marathonläufer
- 28. Januar: Lorenz Wegscheider, deutscher Skispringer
- 29. Januar: Roddy Frame, schottischer Singer-Songwriter und Musiker
- 29. Januar: Robert Geiss, deutscher Unternehmer und Fernsehdarsteller
- 29. Januar: Alexander Walentinowitsch Golowko, russischer Generaloberst
- 29. Januar: Gregor Maria Hoff, deutscher Professor
- 29. Januar: Abilio Martínez Varea, spanischer Geistlicher Abilio Martínez Varea

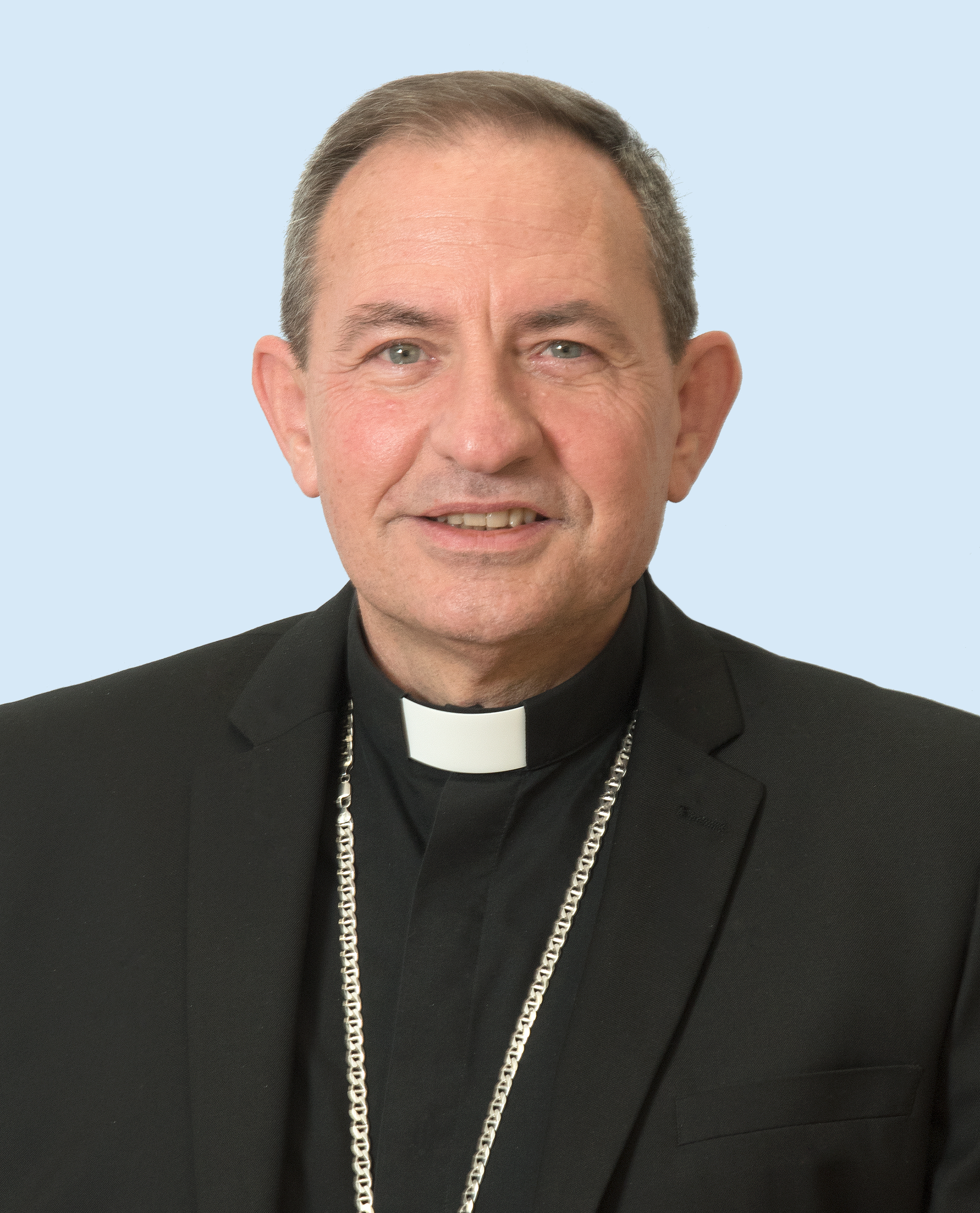
Abilio Martínez Varea

- 29. Januar: Andre Reed, US-amerikanischer American-Football-Spieler
- 29. Januar: Henner Schmidt, deutscher Politiker
- 29. Januar: Andrew Smith, jamaikanischer Leichtathlet
- 29. Januar: Zvonko Stanojoski, nordmazedonischer Schachspieler
- 30. Januar: Maria Bachmann, deutsche Schauspielerin
- 30. Januar: Wolfgang Brenscheidt, deutscher Basketballspieler und -funktionär
- 30. Januar: John Bruhnke, deutscher Basketballtrainer
- 30. Januar: Arthur Ernesto Darboven, deutscher Unternehmer
- 30. Januar: Kerstin Dautenhahn, deutsche Biologin, Informatikerin und Hochschullehrerin
- 30. Januar: Lúcio Flávio, brasilianischer Kommunalpolitiker
- 30. Januar: Christian Grainer, deutscher Koch
- 30. Januar: Eva Gümbel, deutsche Politikerin
- 30. Januar: Frank Henter, deutscher Schwimmer
- 30. Januar: Dave Lettieri, US-amerikanischer Radrennfahrer
- 30. Januar: Christer Majbäck, schwedischer Skilangläufer
- 30. Januar: Stefan Studer, deutscher Fußballspieler und -funktionär
- 30. Januar: Klaus Uhlenbrock, deutscher Autor
- 31. Januar: Sylvie Bernier, kanadische Wasserspringerin
- 31. Januar: Sharon Cain, US-amerikanische Handballspielerin
- 31. Januar: Tauqir Dar, pakistanischer Hockeyspieler
- 31. Januar: Vitória Diogo, mosambikanische Linguistin und Politikerin
- 31. Januar: Gerhard Drexler, deutscher Politiker
- 31. Januar: Miguel España, mexikanischer Fußballspieler
- 31. Januar: Jeff Hanneman, US-amerikanischer Gitarrist († 2013)
- 31. Januar: Wendy Ingraham, US-amerikanische Triathletin
- 31. Januar: Hasso Krull, Pseudonym Max Harnoon, estnischer Lyriker, Essayist und Übersetzer
- 31. Januar: Ichirō Matsui, japanischer Politiker Ichirō Matsui

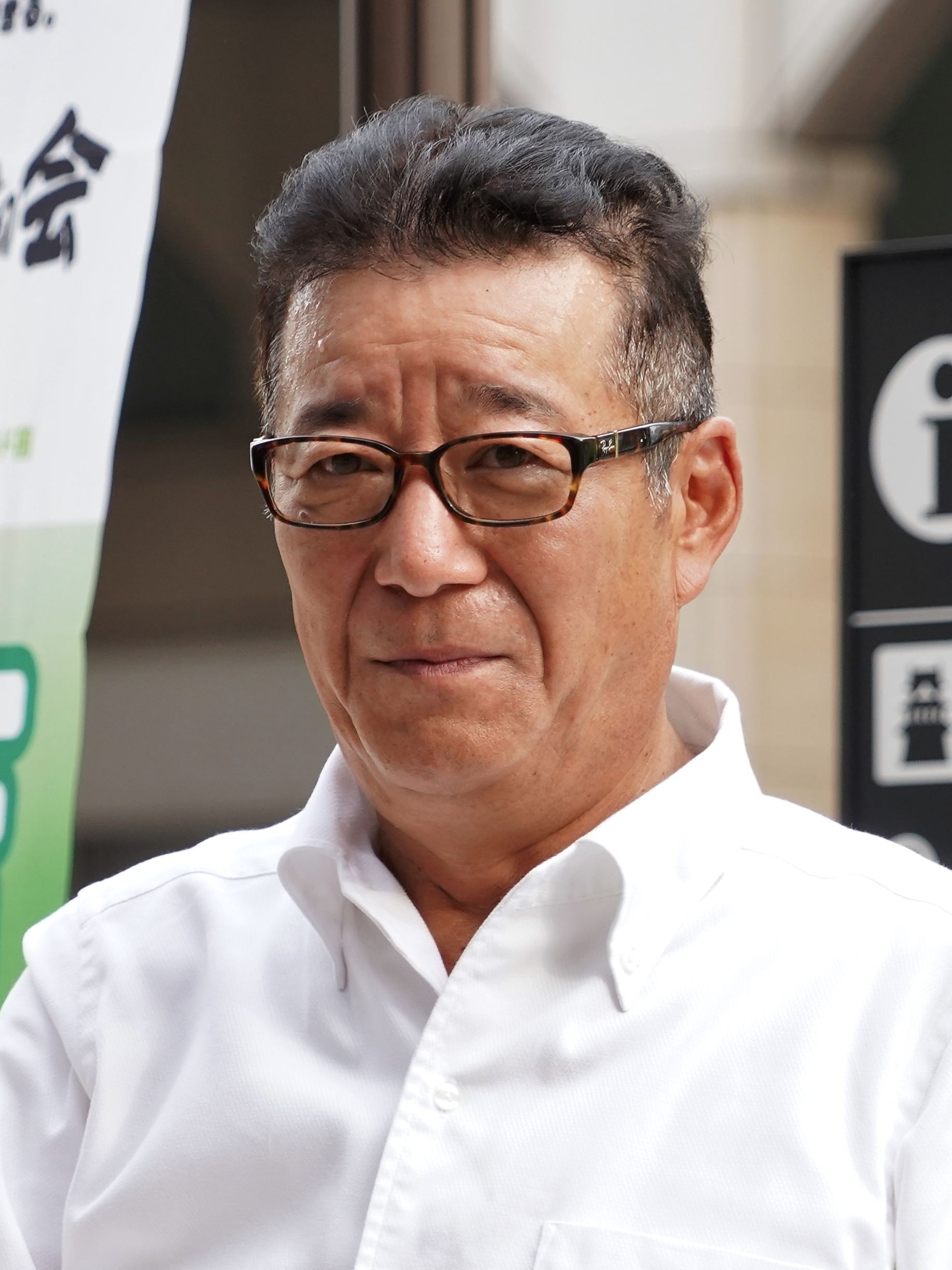
Ichirō Matsui

- 31. Januar: Marina Mescheriakova, russische Opernsängerin
- 31. Januar: Nils Muižnieks, lettischer Wissenschaftler und Politiker
- 31. Januar: Jesús Rojas, venezolanischer Boxer
- 31. Januar: Udo Ungar, deutscher Fotograf und Designer
- 31. Januar: Barthélemy Yaouda Hourgo, kamerunischer Geistlicher
- 00. Januar: Roland Voggenauer, deutscher Schriftsteller

### Februar
- 01. Februar: Frank Bernstein, deutscher Althistoriker
- 01. Februar: Jasper Cole, US-amerikanischer Schauspieler, Fernseh- und Filmproduzent sowie Fernsehmoderator
- 01. Februar: Tanja Dusy, deutsche Kochbuchautorin und Journalistin
- 01. Februar: Christian Eder, österreichischer Maler und bildender Künstler
- 01. Februar: Andreas Fejer-Konnerth, deutscher Tischtennisspieler
- 01. Februar: Christian Häckl, österreichischer Meteorologe
- 01. Februar: Christian Helminger, österreichischer Fußballspieler und -trainer
- 01. Februar: Andreas Herder, deutscher Schauspieler († 2018)
- 01. Februar: Lətif Hüseynov, aserbaidschanischer Jurist und Richter am EGH

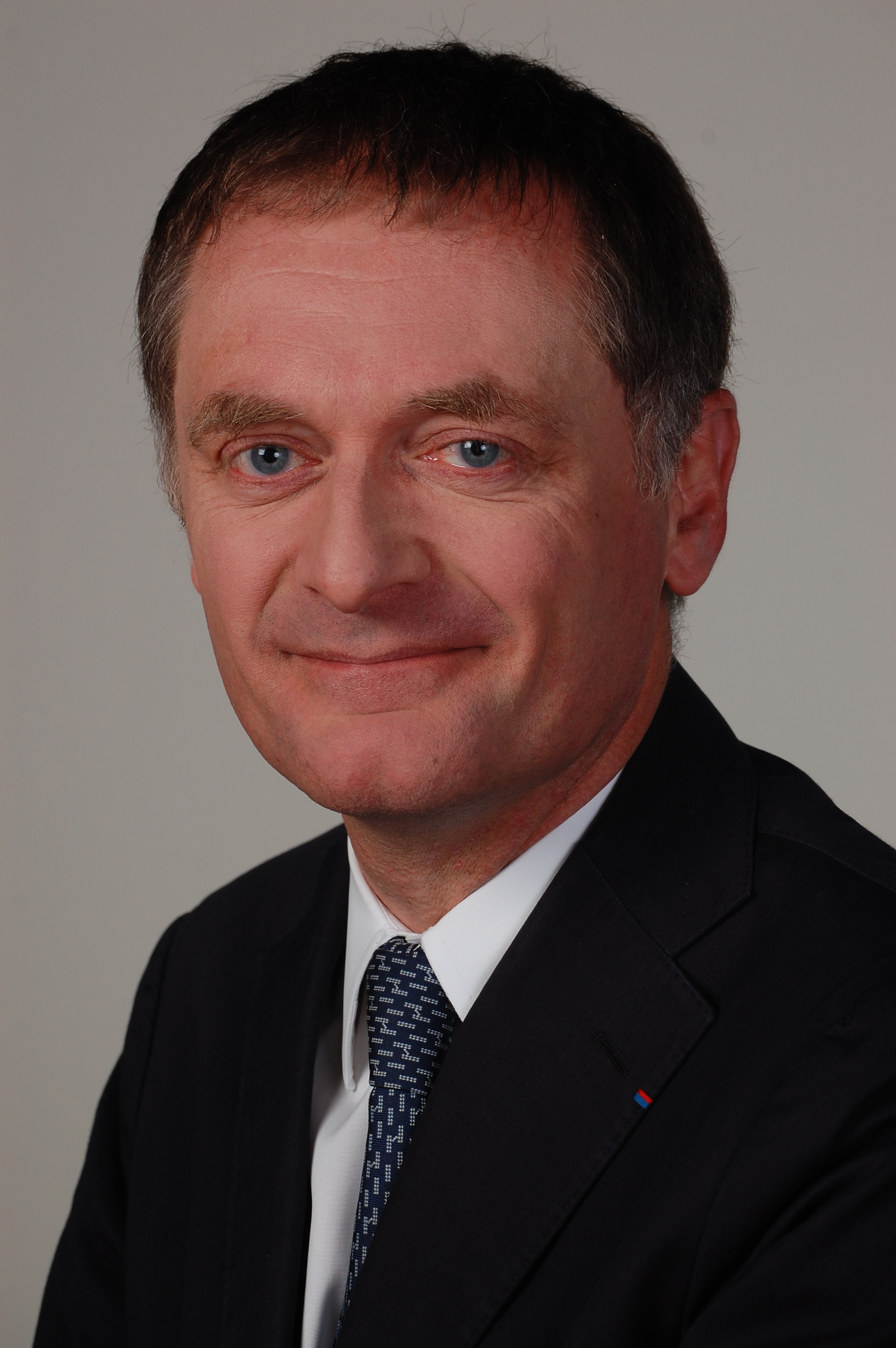
Philippe Juvin

- 01. Februar: Philippe Juvin, französischer Politiker
- 01. Februar: Jani Lane, US-amerikanischer Rocksänger († 2011)
- 01. Februar: Yıldırım Memişoğlu, türkischer Schauspieler
- 01. Februar: Linus Roache, britischer Film- und Theaterschauspieler
- 01. Februar: Petr Sklenička, tschechischer Hochschullehrer
- 01. Februar: Martin Tilner, deutscher Fußballspieler
- 01. Februar: Bugge Wesseltoft, norwegischer Jazzmusiker und Pianist
- 01. Februar: Doris Wiredu, ghanaische Leichtathletin
- 01. Februar: Marcus Woelfle, deutscher Jazz-Autor, -Journalist, -Violinist und Rundfunkmoderator
- 01. Februar: Yüksel Yavuz, deutsch-türkischer Autorenfilmer
- 02. Februar: Igor Petrowitsch Boldin, russischer Eishockeyspieler und -trainer
- 02. Februar: Maria Grazia Chiuri, italienische Modedesignerin
- 02. Februar: Susan Deacon, schottische Politikerin
- 02. Februar: Erol Dora, ethnisch assyrischer Politiker, Anwalt und der erste christliche Abgeordnete im türkischen Parlament
- 02. Februar: Theo Eppig, deutscher Notar
- 02. Februar: David Bruce Fogel, US-amerikanischer Informatiker
- 02. Februar: Monika Fornaçon, deutsche Fußballschiedsrichterin
- 02. Februar: Gerd Wilhelm Hörning, deutscher Schachkomponist
- 02. Februar: Oliver Lepsius, deutscher Rechtswissenschaftler
- 02. Februar: Michel Müller, Schweizer Pfarrer und Kirchenratspräsident
- 02. Februar: Oliver Muth, deutscher Schauspieler
- 02. Februar: Claudia Neumann, deutsche Sportreporterin
- 02. Februar: Manuel Pizarro Castro, portugiesischer Arzt und Politiker

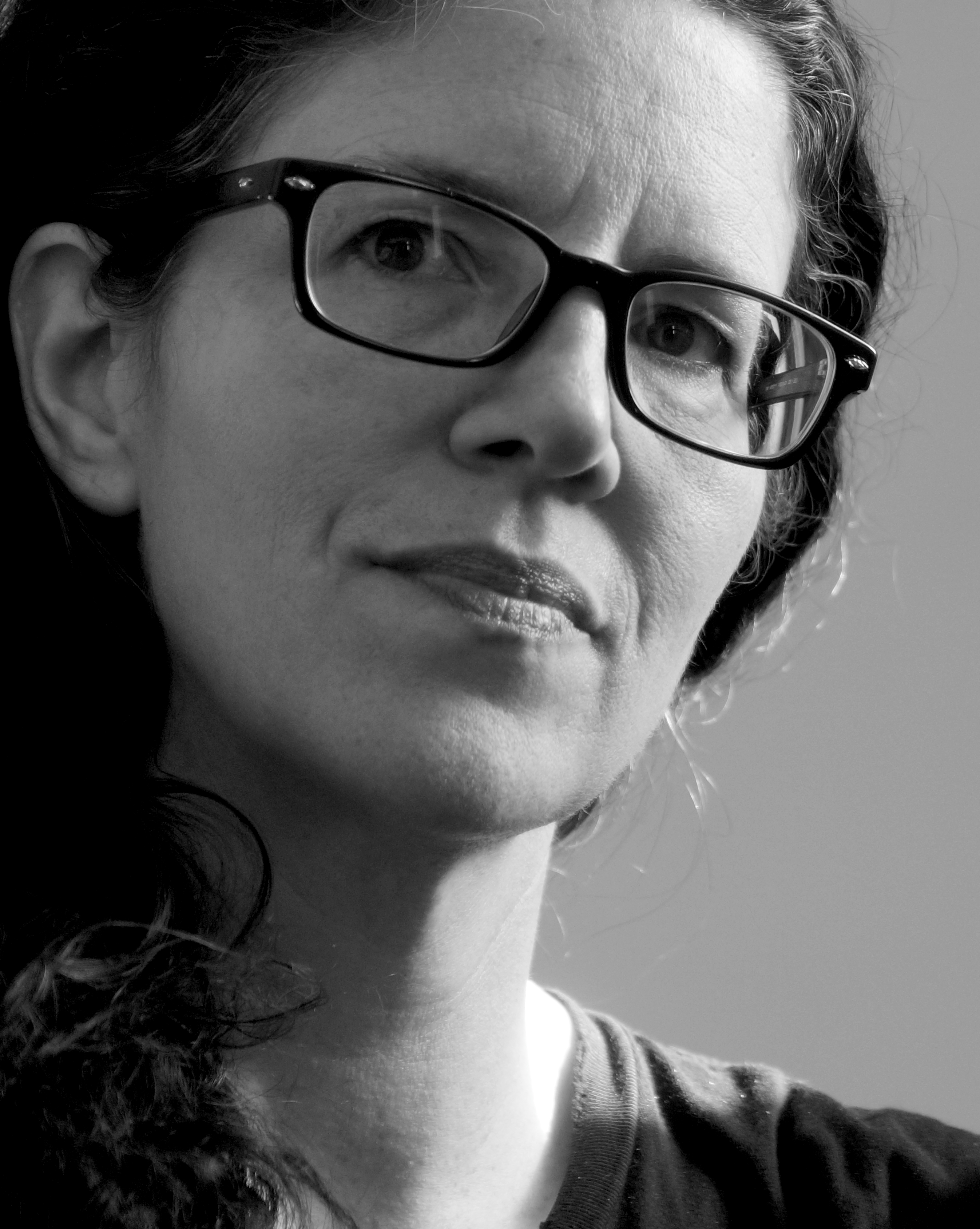
Laura Poitras

- 02. Februar: Laura Poitras, US-amerikanische Dokumentarfilmerin und -produzentin
- 02. Februar: James Rolle, US-amerikanischer Leichtathlet
- 02. Februar: Werner Trock, österreichischer Spitzenbeamter
- 02. Februar: Ulrich Winter, deutscher Romanist
- 03. Februar: Matraca Berg, US-amerikanische Country-Sängerin und -Songschreiberin
- 03. Februar: Jens Flügel, deutscher Fußballspieler
- 03. Februar: Latham Gaines, US-amerikanischer Schauspieler, Künstler und Erfinder
- 03. Februar: Alberto Gamero, kolumbianischer Fußballspieler und -trainer
- 03. Februar: Laird Hamilton, US-amerikanischer Sportler
- 03. Februar: Mark Jooris, kanadisch-belgischer Eishockeyspieler und -trainer
- 03. Februar: Gerhard Klaffus, deutscher Brigadegeneral

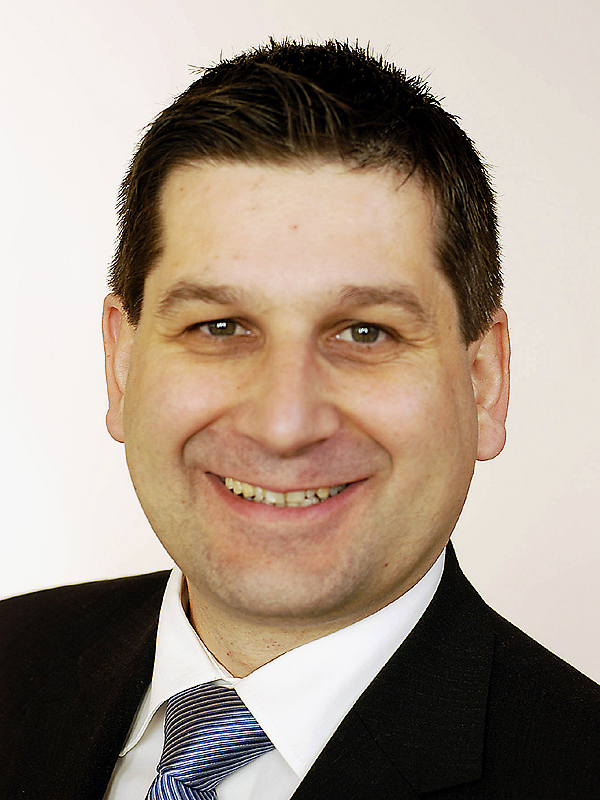
Pierre Kohler

- 03. Februar: Pierre Kohler, Schweizer Politiker
- 03. Februar: Søren Malling, dänischer Schauspieler
- 03. Februar: Corinne Masiero, französische Schauspielerin
- 03. Februar: Emma McCune, britische Entwicklungshelferin († 1993)
- 03. Februar: Gregorio Nardi, italienischer Pianist und Musikwissenschaftler
- 03. Februar: Marcel Palonder, slowakischer Sänger
- 03. Februar: Michael Rummenigge, deutscher Fußballspieler
- 03. Februar: Andrew J. Sacks, Filmproduzent
- 03. Februar: Domenico Semeraro, Schweizer Bobsportler
- 03. Februar: Gengoroh Tagame, japanischer Manga-Autor
- 03. Februar: Indrek Tarand, estnischer Politiker und Journalist
- 03. Februar: Nadine Wittig, deutsche Kostümbildnerin
- 03. Februar: Helmut Wohnout, österreichischer Historiker, Archivar und Ministerialbeamter
- 04. Februar: Jean Acédo, französischer Fußballspieler und -trainer
- 04. Februar: Jörg Bach, deutscher Bildhauer
- 04. Februar: Elżbieta Bieńkowska, polnische Politikerin
- 04. Februar: Marek Biesiada, polnischer Astronom und Arzt
- 04. Februar: Anita Burck, deutsche Schlagersängerin

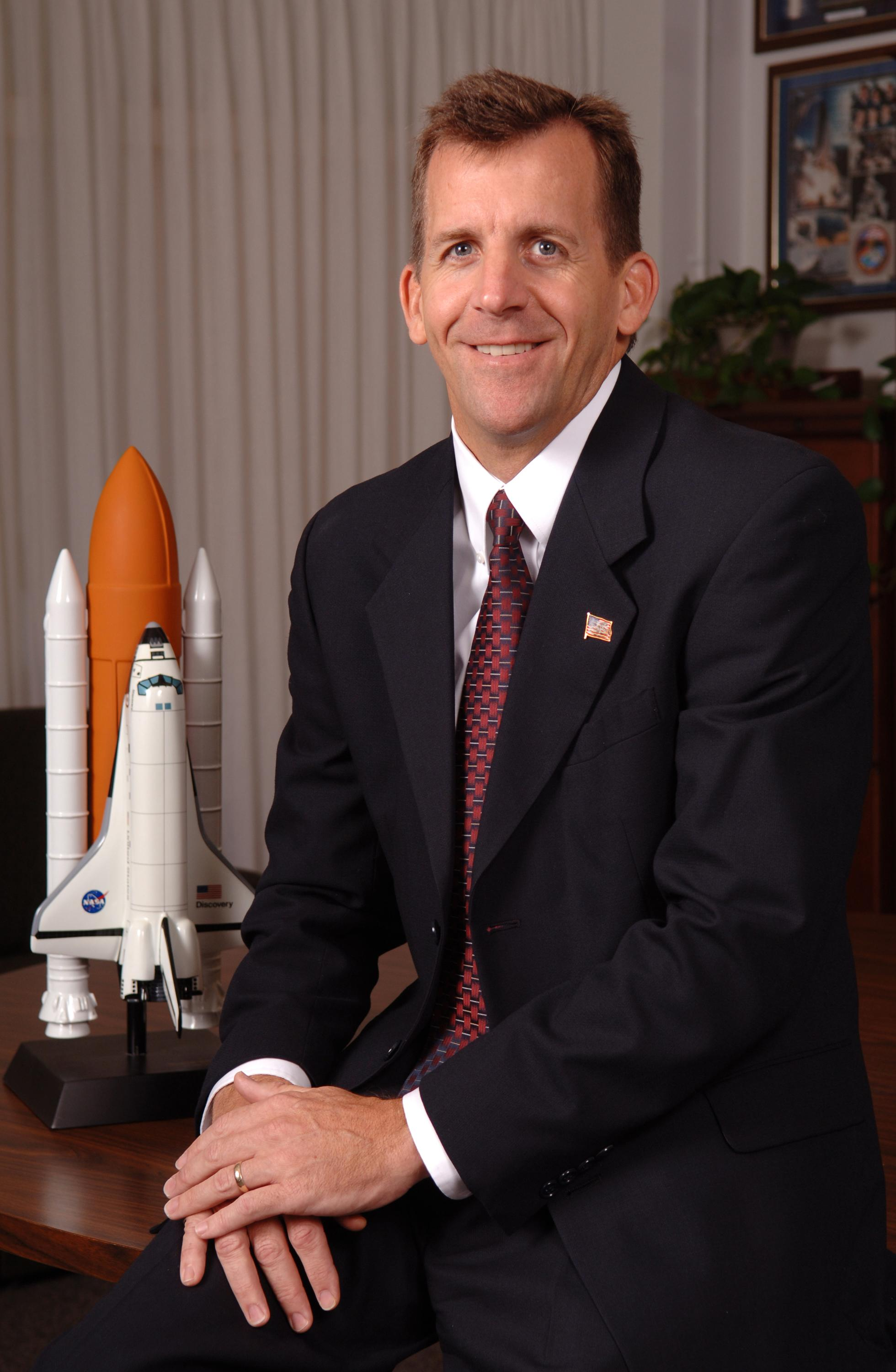
LeRoy E. Cain

- 04. Februar: LeRoy E. Cain, US-amerikanischer NASA-Ingenieur und Flugdirektor
- 04. Februar: Sjan van Dijk, niederländische Bogenschützin
- 04. Februar: Chen Jining, chinesischer Umweltwissenschaftler und Politiker
- 04. Februar: Volker Dehs, deutscher Literaturwissenschaftler, Übersetzer und Publizist
- 04. Februar: Friederike Föcking, deutsche Politikerin
- 04. Februar: Marianne Gaarden, dänische Theologin
- 04. Februar: Daniela Gäts, österreichische Theater- und Filmschauspielerin
- 04. Februar: Inke Gunia, deutsche Romanistin
- 04. Februar: John Hussey, US-amerikanischer American-Football-Schiedsrichter
- 04. Februar: Andrea Kiesling, österreichische Schauspielerin
- 04. Februar: Norbert Küpper, deutscher Maler, Kunsthistoriker und Musiker
- 04. Februar: René Pauritsch, österreichischer Fußballspieler und -trainer
- 04. Februar: Heike Tischler, deutsche Siebenkämpferin
- 04. Februar: Andrea Ullmann, deutsche Tischtennisspielerin
- 04. Februar: Steven Vanackere, belgischer Politiker
- 04. Februar: Wjatscheslaw Wiktorowitsch Wolodin, russischer Politiker
- 05. Februar: Barbara Balldini, österreichische Kabarettistin, Autorin, Sexualpädagogin, Lebens- und Sozialberaterin
- 05. Februar: André Bauler, luxemburgischer Autor und Politiker
- 05. Februar: Helena Bergström, schwedische Schauspielerin und Regisseurin

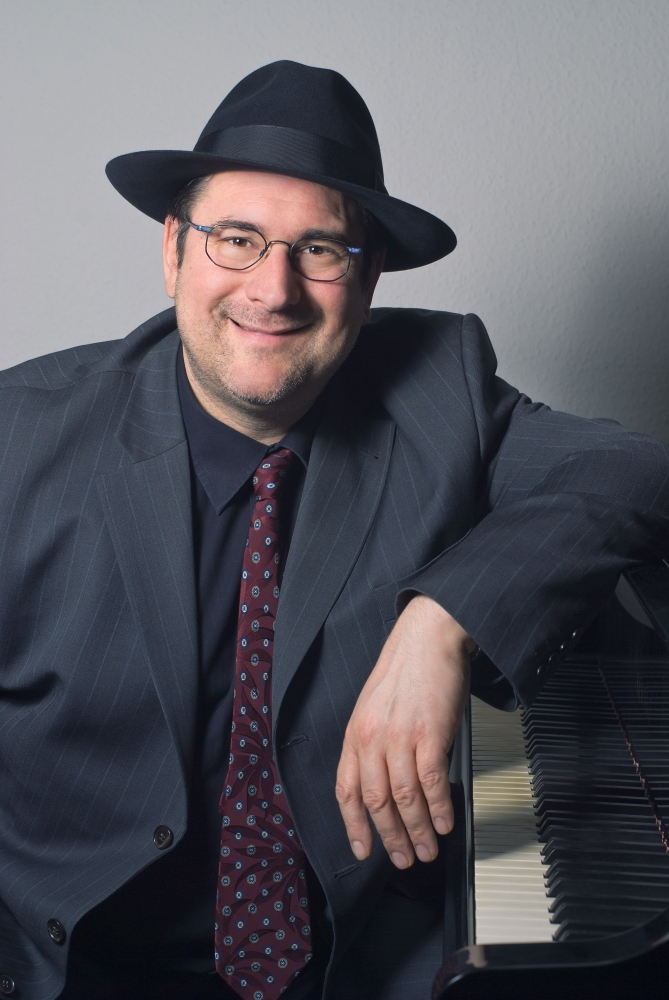
Rick von Bracken

- 05. Februar: Rick von Bracken, deutscher Jazz- und Unterhaltungsmusiker, Studioproduzent und Instrumentallehrer
- 05. Februar: Markus Einberger, österreichischer Hochspringer
- 05. Februar: Martha Fiennes, britische Regisseurin, Autorin und Filmproduzentin
- 05. Februar: David Gilmore, US-amerikanischer Jazzmusiker
- 05. Februar: Rob Grabert, niederländischer Volleyballspieler
- 05. Februar: Evan Gumbs, anguillanischer Politiker
- 05. Februar: Stefan Höllerl, österreichischer Basketballtrainer und -funktionär
- 05. Februar: Mlungisi Johnson, südafrikanischer Politiker
- 05. Februar: Frank Jordan, deutscher Schauspieler und Hörspielsprecher
- 05. Februar: Torsten-Jörn Klein, deutscher Manager, Investor und Sportfunktionär
- 05. Februar: Laura Linney, US-amerikanische Schauspielerin
- 05. Februar: Duff McKagan, Musiker, Bassist der Rockband Guns N' Roses
- 05. Februar: Jim Pugh, US-amerikanischer Tennisspieler
- 05. Februar: Christopher John Raxworthy, britischer Herpetologe
- 05. Februar: Gary D. Roach, US-amerikanischer Filmeditor

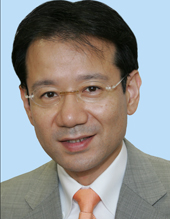
Kan Suzuki

- 05. Februar: Kan Suzuki, japanischer Politiker
- 05. Februar: Piotr Trzaskalski, polnischer Filmregisseur
- 05. Februar: Bernhard van Treeck, deutscher Buchautor
- 05. Februar: Jürgen Unger, deutscher Basketballschiedsrichter († 2017)
- 05. Februar: Silke Urbanski, deutsche Historikerin, Autorin und Politikerin
- 05. Februar: Alexia Vassiliou, zyprische Pop- und Jazzsängerin
- 05. Februar: David Weinstein, US-amerikanisch-britischer Wirtschaftswissenschaftler und Hochschullehrer
- 06. Februar: Reinhard Alber, deutscher Radrennfahrer
- 06. Februar: Nizar Baraka, marokkanischer Politiker
- 06. Februar: Melissa Behr, US-amerikanische Schauspielerin, Künstlerin und Fotografin
- 06. Februar: Susanne Brandt, deutsche Bibliothekarin, Autorin, Freiluftpoetin, Bloggerin und Kulturvermittlerin
- 06. Februar: Michael Breitkopf, Gitarrist der Band ‚Die Toten Hosen‘

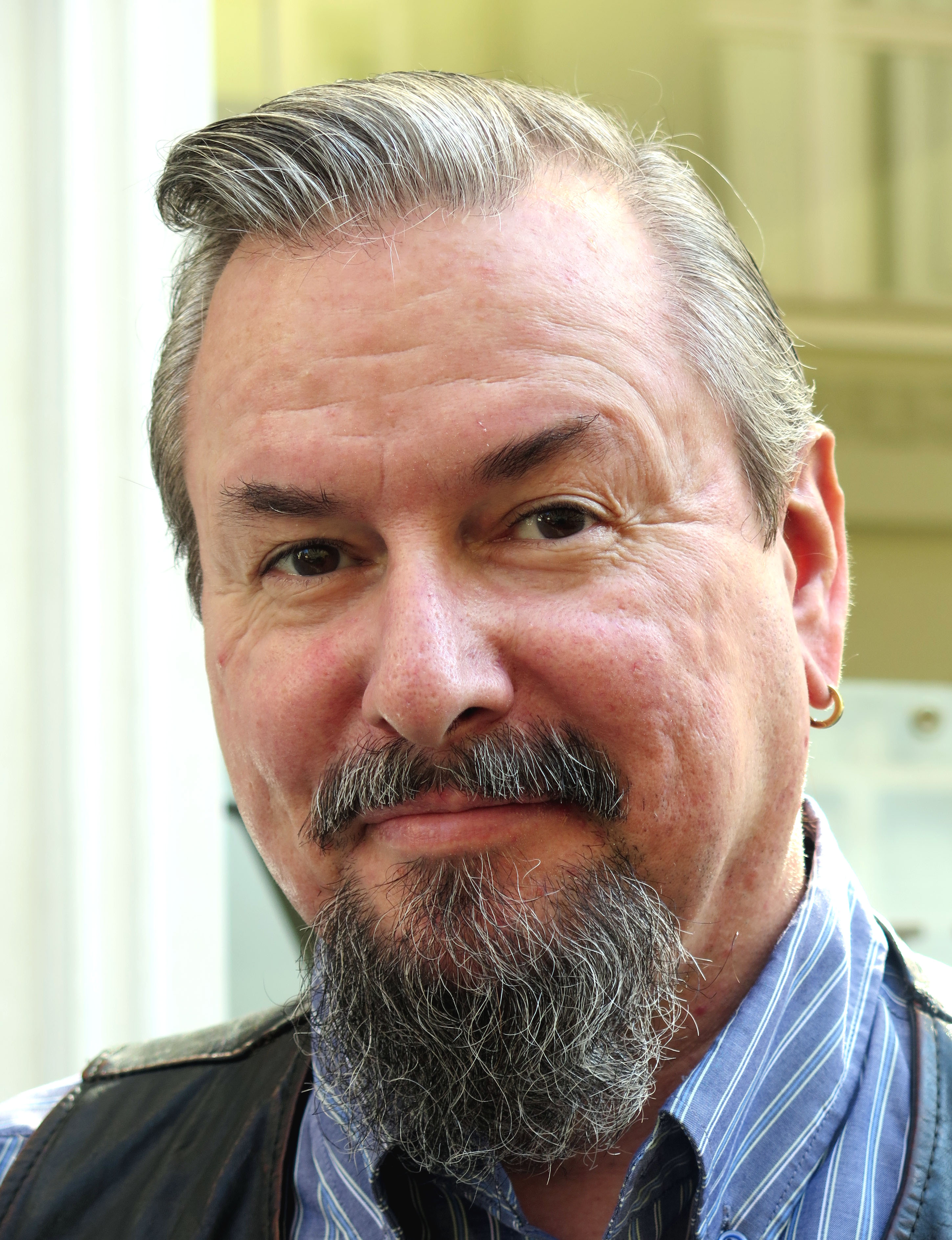
Oliver Estavillo

- 06. Februar: Oliver Estavillo, deutsch-US-amerikanischer Maler
- 06. Februar: Thomas Hinz, deutscher Fußballspieler
- 06. Februar: Dorte Kjær, dänische Badmintonspielerin
- 06. Februar: Gerald Marzenell, deutscher Tennisspieler und -trainer
- 06. Februar: Zdeněk Musil, tschechischer Badmintonspieler
- 06. Februar: Tullio Pellegrinelli, italienischer Endurosportler
- 06. Februar: Tanja Schultz, deutsche Informatikerin und Professorin
- 06. Februar: Germana Sperotto, italienische Skilangläuferin
- 06. Februar: Claudia Wissmann, deutsche Lichtkünstlerin
- 07. Februar: Ron Meadows, britischer Mechaniker und Manager
- 07. Februar: Raymond Paul Mears, britischer Survivaltrainer, Autor und Filmemacher
- 07. Februar: Dieter Niehues, deutscher Radrennfahrer
- 07. Februar: Phil Ohl, kanadischer Basketballspieler
- 07. Februar: Gretchen Rush, US-amerikanische Tennisspielerin
- 07. Februar: Daviz Simango, mosambikanischer Politiker († 2021)
- 07. Februar: Dona Speir, US-amerikanische Schauspielerin, Playmate und Autorin
- 07. Februar: Bert Wijbenga, niederländischer Politiker, Manager und Polizist
- 07. Februar: Thomas Wilke, deutscher Biologe und Professor

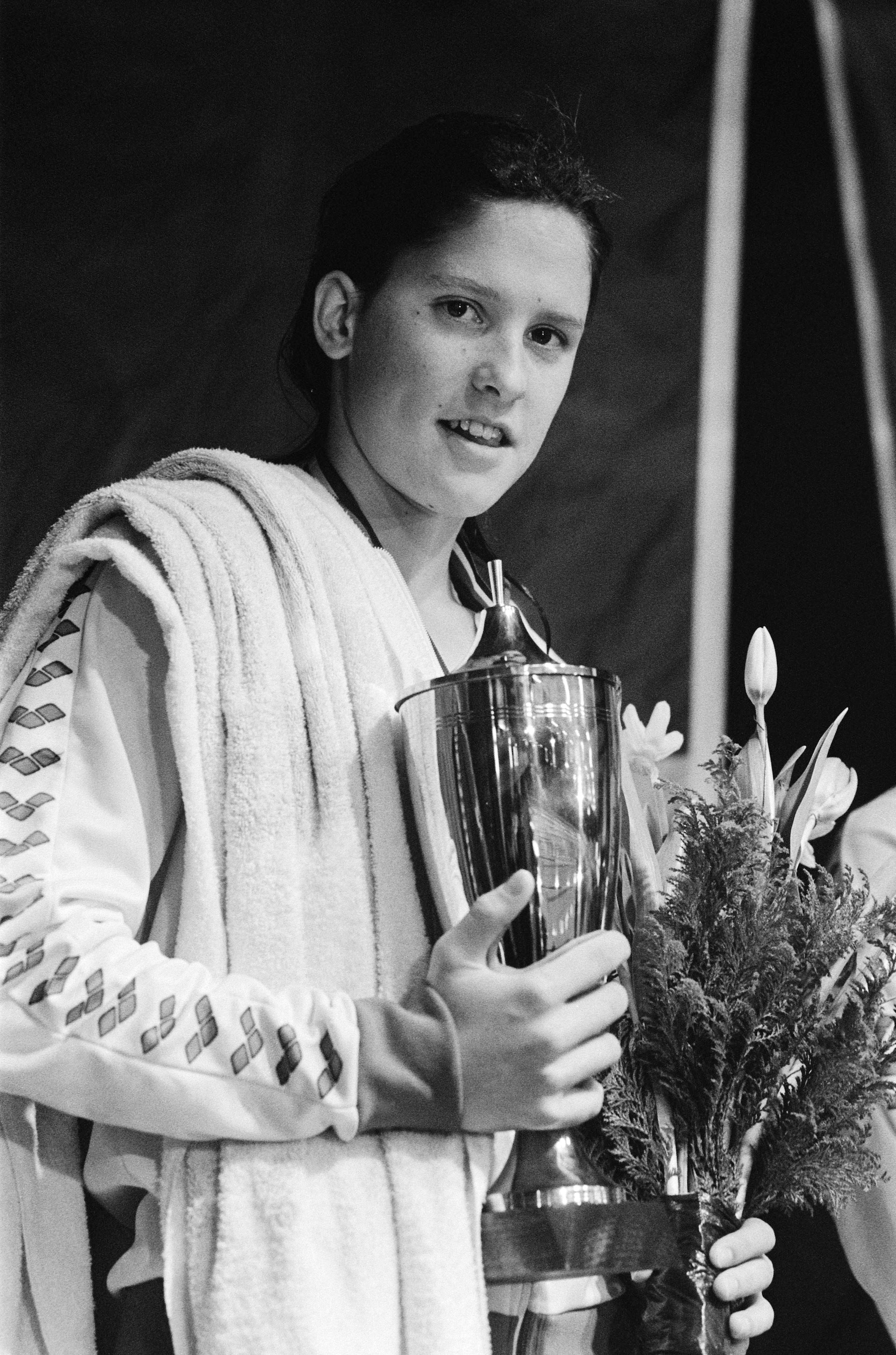
Cynthia Woodhead

- 07. Februar: Cynthia Woodhead, US-amerikanische Schwimmerin
- 07. Februar: Oliver Zipse, deutscher Manager
- 08. Februar: Yves Censi, französischer Politiker
- 08. Februar: Tatjana Clasing, deutsche Schauspielerin
- 08. Februar: Herman Oskarowitsch Gref, russischer Politiker und Manager
- 08. Februar: Jamie Hickox, britisch-kanadischer Squashspieler
- 08. Februar: Daníel Hilmarsson, isländischer Skirennläufer
- 08. Februar: Marco Kaminski, Schweizer Marathonläufer
- 08. Februar: Guido van de Kamp, niederländischer Fußballtorhüter
- 08. Februar: Nicole LeFavour, US-amerikanische Politikerin
- 08. Februar: Jochen Piest, deutscher Journalist († 1995)
- 08. Februar: Gintaras Švedas, litauischer Jurist, Strafrechtler, Professor und Politiker
- 08. Februar: Andrea Szulák, ungarische Sängerin, Moderatorin und Musicaldarstellerin
- 08. Februar: Kelvin Tatum, britischer Motorrad-Bahnsportler
- 08. Februar: Thomas Ummenhofer, deutscher Bauingenieur und Hochschullehrer
- 08. Februar: Michael Wanner, österreichischer Politiker
- 08. Februar: Klaus Zimmermann, deutscher Althistoriker
- 09. Februar: Michael Arenz, deutscher Bogenschütze
- 09. Februar: Niklas Bergendorff, schwedischer Poolbillardspieler
- 09. Februar: Rainer Bomba, deutscher Politiker, Ingenieur und Diplom-Kaufmann
- 09. Februar: Mark Carleton-Smith, britischer Offizier
- 09. Februar: Arnd Czapek, deutscher Politiker
- 09. Februar: Renee Ellmers, US-amerikanische Politikerin
- 09. Februar: Lars Grael, brasilianischer Segler
- 09. Februar: Christian Juranek, deutscher Kunstwissenschaftler und Museumsleiter
- 09. Februar: Rita Kapfhammer, deutsche Opern-, Operetten-, Konzert- und Liedsängerin
- 09. Februar: Johannes Lichdi, deutscher Politiker und Rechtsanwalt
- 09. Februar: Claudia Lokar, deutsche Langstreckenläuferin
- 09. Februar: Tamsir Mbowe, gambischer Politiker
- 09. Februar: Antonio McKay, US-amerikanischer Leichtathlet
- 09. Februar: Debrah Ann Miceli, italienisch-US-amerikanische Monstertruck-Fahrerin und Wrestlerin
- 09. Februar: Johanna Mikl-Leitner, österreichische Politikerin
- 09. Februar: Jiří Poner, tschechoslowakischer Eishockeyspieler
- 09. Februar: Siegbert Rampe, deutscher Cembalist, Organist und Pianist († 2025)
- 09. Februar: Mario Rese, deutscher Ökonom und Hochschulprofessor († 2013)

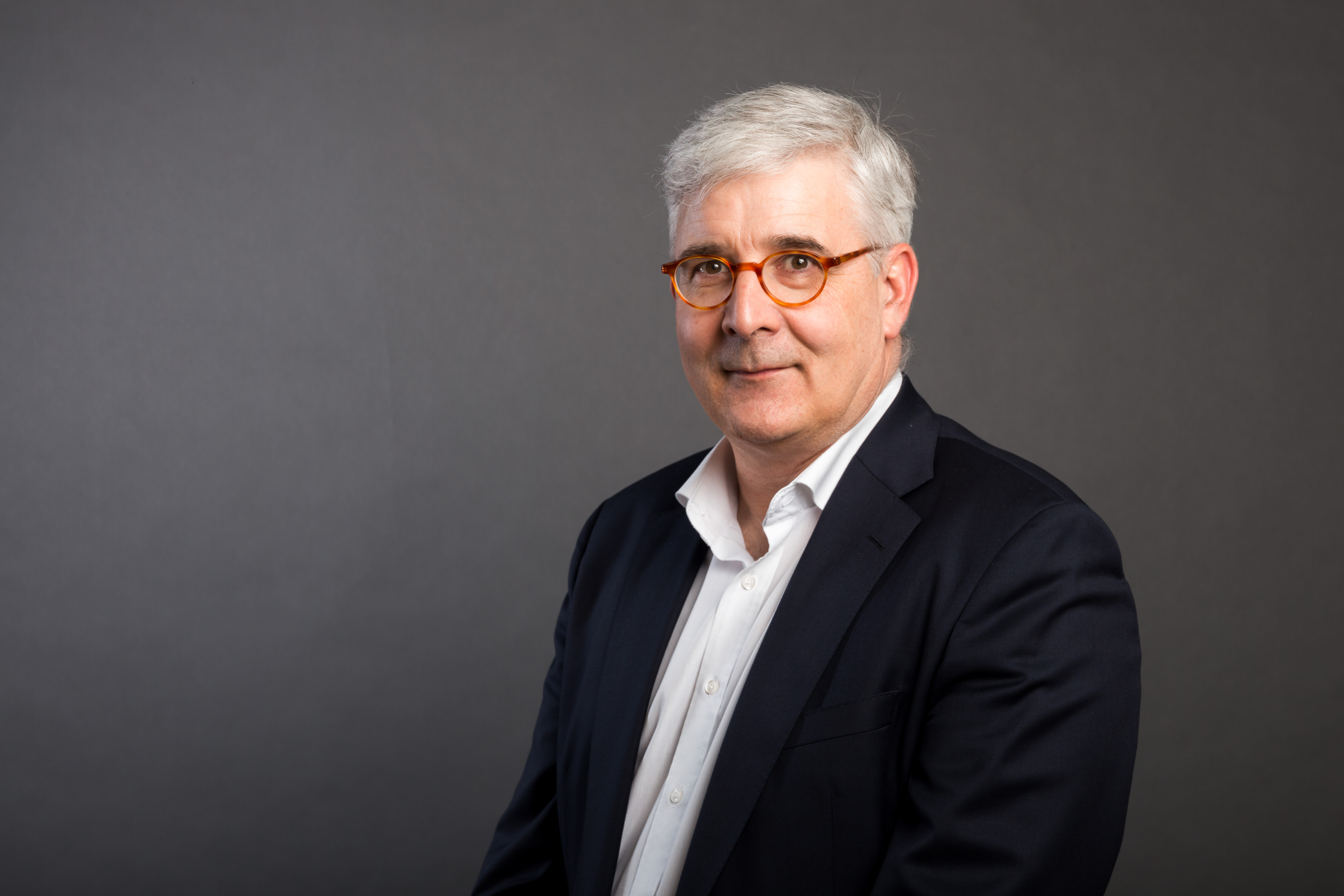
Jan-Marcus Rossa

- 09. Februar: Jan-Marcus Rossa, deutscher Rechtsanwalt und Politiker
- 09. Februar: Grzegorz Ryś, polnischer Geistlicher
- 09. Februar: Johannes Schneider, deutscher Indologe und Tibetologe
- 09. Februar: Eknath Shinde, indischer Politiker
- 09. Februar: Christoph Spengel, deutscher Finanzwirtschaftler
- 09. Februar: Ernesto Valverde, spanischer Fußballspieler und -trainer
- 09. Februar: Michael Wäller, deutscher Baseballspieler
- 10. Februar: Glenn Beck, US-amerikanischer Talkradio- und Fernsehmoderator
- 10. Februar: Sam Bockarie General der Rebellengruppe Revolutionary United Front im Bürgerkrieg in Sierra Leone († 2003)
- 10. Februar: Hans-Peter Boy, deutscher Fußballspieler
- 10. Februar: Choi Chang-ho, südkoreanischer Boxer
- 10. Februar: Victor Davis, kanadischer Schwimmer († 1989)

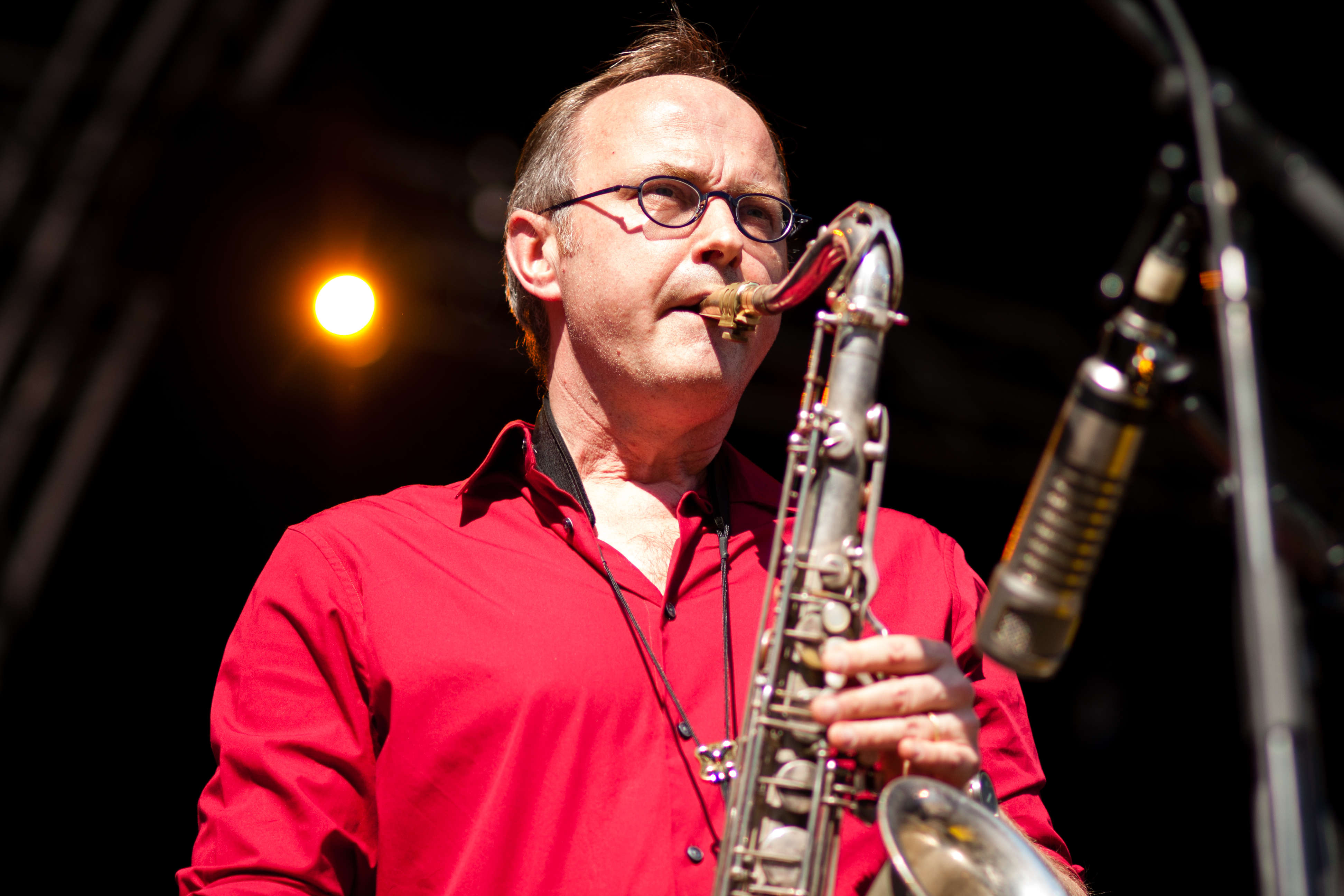
Bart Defoort

- 10. Februar: Bart Defoort, belgischer Saxophonist
- 10. Februar: Kim Eriksen, dänischer Radrennfahrer
- 10. Februar: Christoph D. Garlichs, deutscher Kardiologe und Angiologe
- 10. Februar: Sam Graddy, US-amerikanischer Leichtathlet und Olympiasieger
- 10. Februar: Mike Hooper, englischer Fußballtorhüter
- 10. Februar: Elisabeth Märk, österreichische Politikerin
- 10. Februar: Lesley McNaught, schweizerisch-britische Springreiterin († 2023)
- 10. Februar: Nate Morgan, US-amerikanischer Jazzpianist und Komponist
- 10. Februar: Francesca Neri, italienische Schauspielerin und Produzentin
- 10. Februar: Michael Paul, deutscher Politiker
- 10. Februar: Dave Pietro, US-amerikanischer Jazzmusiker
- 10. Februar: Roger Reijners, niederländischer Fußballspieler und -trainer
- 10. Februar: Gernot Ruof, deutscher Fußballspieler

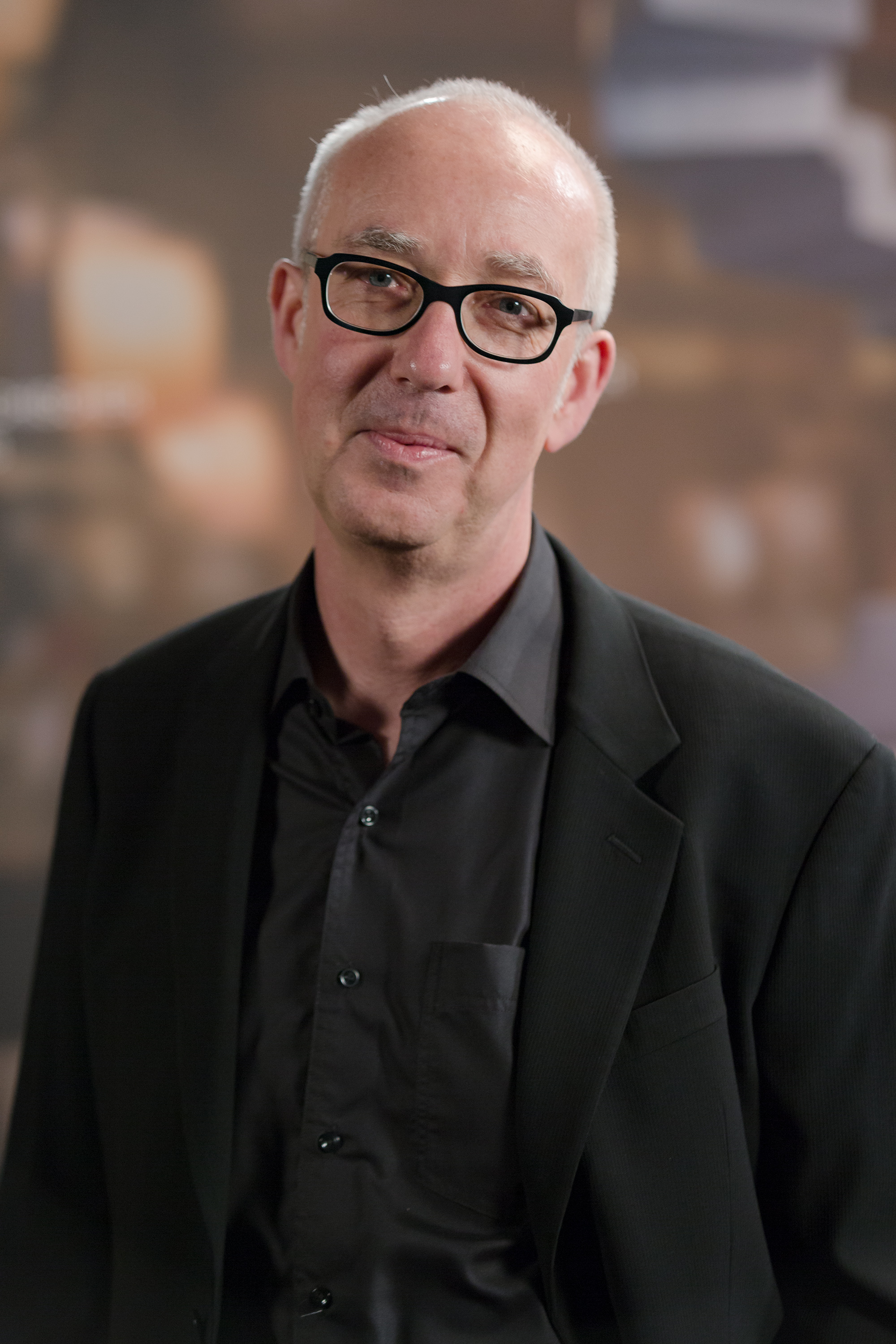
Peter Wirthensohn

- 10. Februar: Peter Wirthensohn, österreichischer Filmproduzent
- 10. Februar: Ian Wood, kanadisch-deutscher Eishockeytorwart
- 10. Februar: Henning Wrogemann, deutscher Theologe und Hochschullehrer
- 11. Februar: Keiichirō Asao, japanischer Politiker
- 11. Februar: Jackie Lou Blanco, philippinische Schauspielerin
- 11. Februar: Tilman Bollacher, deutscher Jurist und Politiker
- 11. Februar: Georg Dolzmann, deutscher Mathematiker und Professor
- 11. Februar: William Edler, US-amerikanischer Pokerspieler
- 11. Februar: Jan Gloßmann, deutscher Radsportler

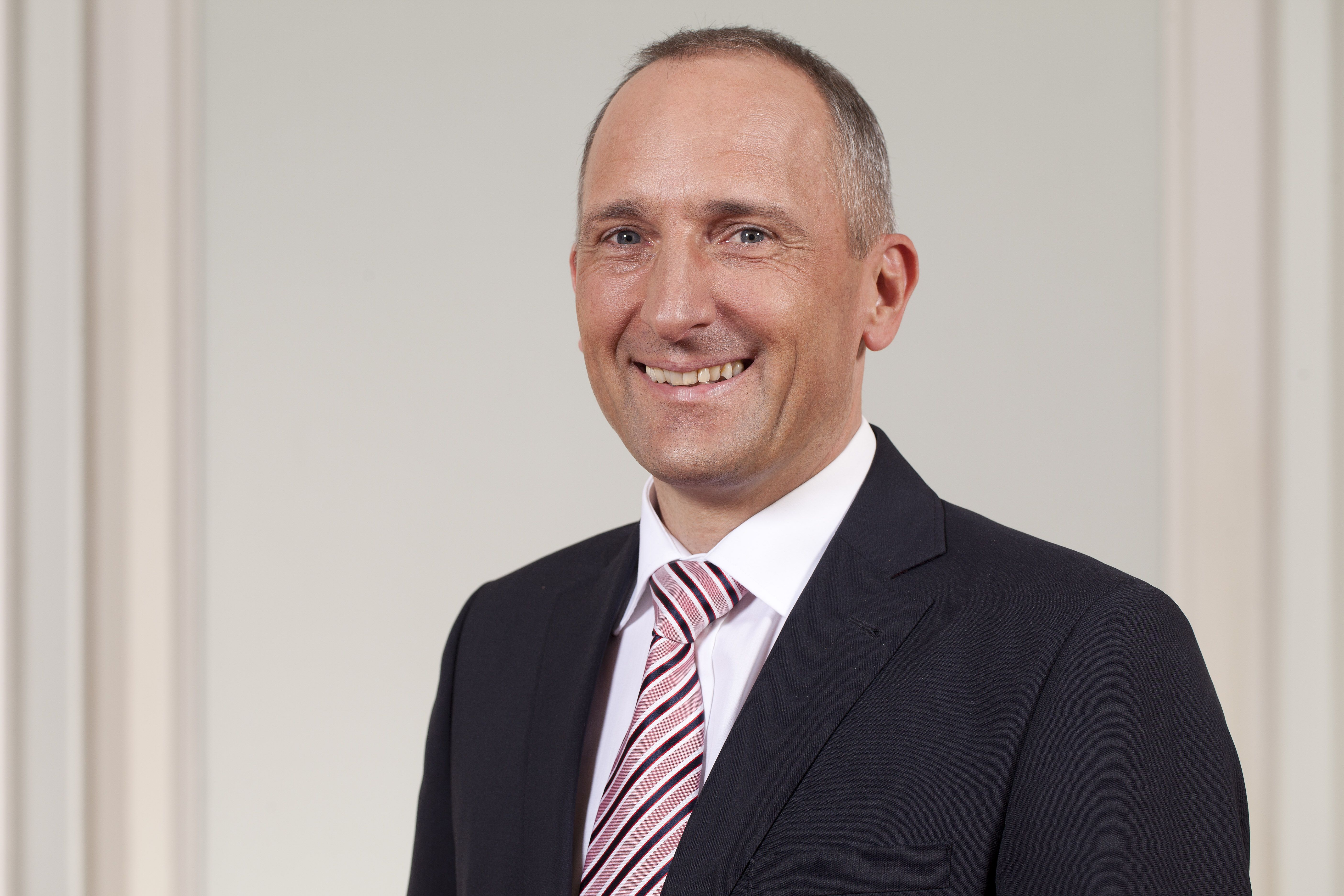
Adrian Hasler

- 11. Februar: Adrian Hasler, liechtensteinischer Politiker
- 11. Februar: Hans Huyssen, südafrikanisch-deutscher Komponist
- 11. Februar: Vojtek Kaluzny, polnischer Fußballspieler
- 11. Februar: Katrin von Maltzahn, deutsche Professorin, Malerin und Grafikerin
- 11. Februar: Agapitus Enuyehnyoh Nfon, kamerunischer Geistlicher
- 11. Februar: Sarah Palin, US-amerikanische Politikerin
- 11. Februar: Ken Shamrock, US-amerikanischer Wrestler und MMA-Kämpfer
- 11. Februar: Ville Sirén, finnischer Eishockeyspieler
- 11. Februar: Semir Tuce, jugoslawischer Fußballspieler
- 11. Februar: Angela Weyer, deutsche Kunsthistorikerin und Denkmalpflegerin
- 12. Februar: Geir Andersen, norwegischer Nordischer Kombinierer
- 12. Februar: Achim Bonte, deutscher Philologe, Historiker und Bibliothekar
- 12. Februar: Thomas Peter Brahm, deutscher Manager
- 12. Februar: Andreas Eckert, deutscher Historiker und Afrikawissenschaftler
- 12. Februar: Stéphane Franke, deutscher Leichtathlet († 2011)
- 12. Februar: Muhamet Hamiti, kosovarischer Diplomat
- 12. Februar: Mikael Källman, finnischer Handballspieler und -trainer
- 12. Februar: Tuihaleni Kayele, namibischer Langstreckenläufer
- 12. Februar: Sven Koenig, deutscher Wissenschaftler und Professor
- 12. Februar: Michael Maaser, deutscher Historiker und Archivar
- 12. Februar: Linsey Macdonald, britische Leichtathletin
- 12. Februar: Michel Petit, kanadischer Eishockeyspieler
- 12. Februar: Paul Prattes, österreichischer Radio- und Fernsehmoderator
- 12. Februar: Raphael Sbarge, US-amerikanischer Schauspieler
- 12. Februar: Dumitrița Turner, rumänische Kunstturnerin

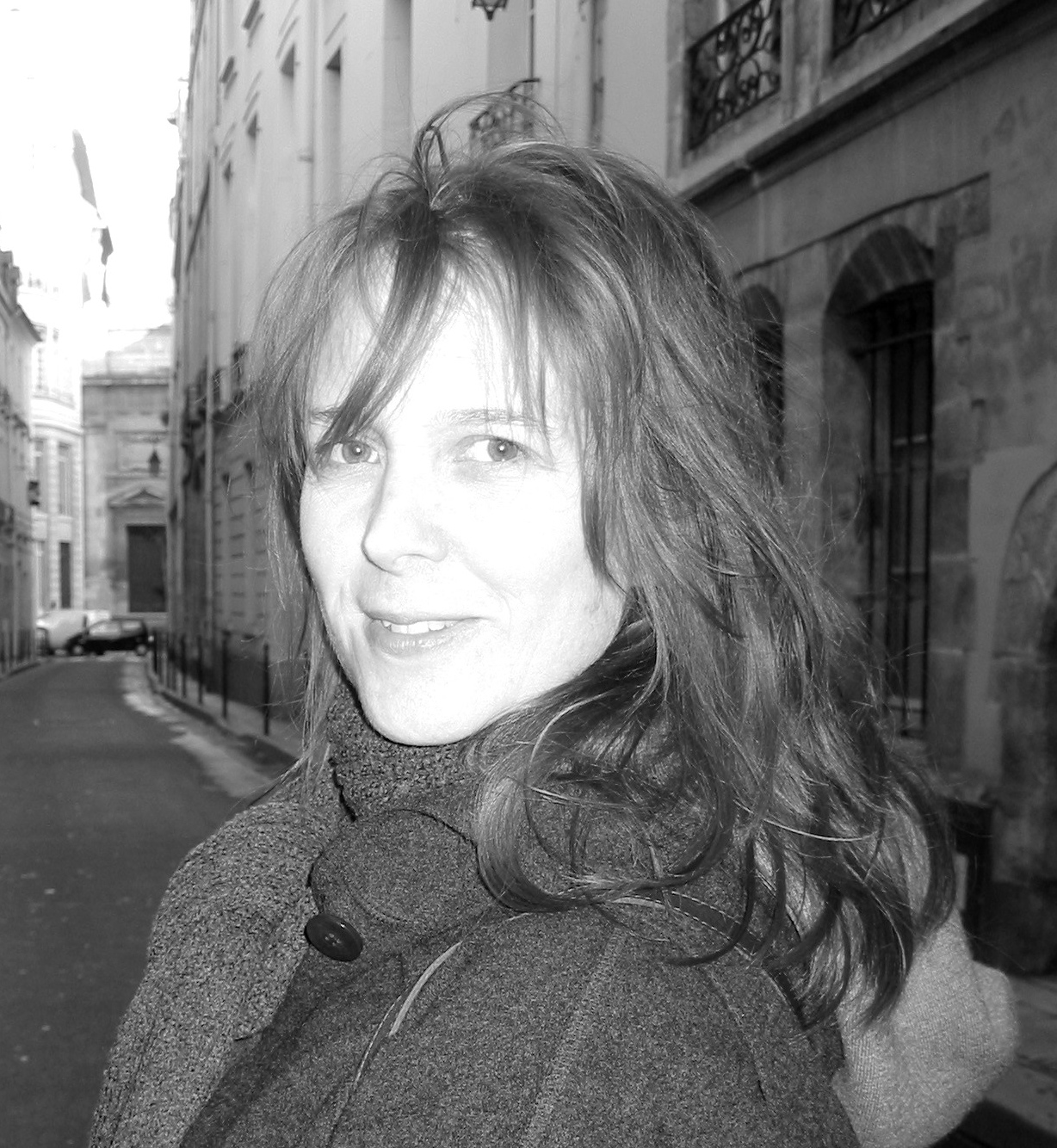
Erin Cressida Wilson

- 12. Februar: Erin Cressida Wilson, US-amerikanische Drehbuchautorin
- 12. Februar: Tony Wilson, britischer Snookerspieler
- 12. Februar: Jörg Windorf, deutscher Radsportler
- 13. Februar: Leo Andergassen, Südtiroler Kunsthistoriker
- 13. Februar: Pierre Bottero, französischer Autor († 2009)

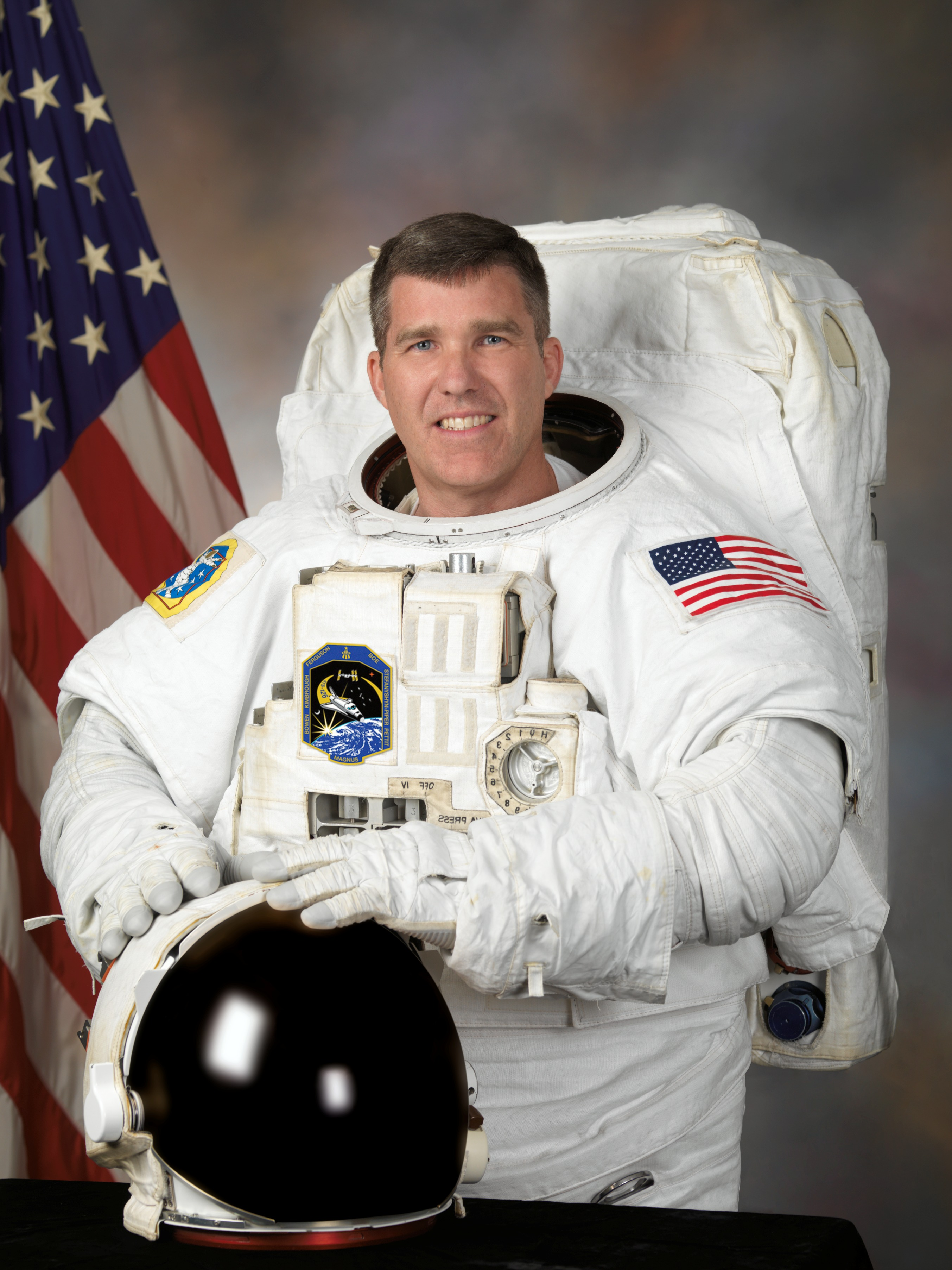
Stephen Bowen

- 13. Februar: Stephen Bowen, US-amerikanischer Astronaut
- 13. Februar: Peter Burgstaller, österreichischer Fußballtormann († 2007)
- 13. Februar: Jewhen Iwanowytsch Drahunow, sowjetischer bzw. ukrainischer Fußballspieler († 2001)
- 13. Februar: Erik, eigentlich Frank Weißmüller, deutscher Comickünstler
- 13. Februar: Jonny Hector, schwedischer Schachspieler
- 13. Februar: Ylva Johansson, schwedische Politikerin und Kommissarin
- 13. Februar: Olivier Ker Ourio, französischer Jazzmusiker
- 13. Februar: Manfred Kern, österreichischer Fußballspieler
- 13. Februar: Harald Krämer, deutscher Fußballspieler
- 13. Februar: Csaba László, rumänisch-ungarischer Fußballspieler und -trainer
- 13. Februar: Don Mattrick, kanadischer Manager und Computerspielentwickler
- 13. Februar: Claudia Nothelle, deutsche Journalistin, Chefredakteurin und Programmdirektorin
- 13. Februar: Erkka Petäjä, finnischer Fußballspieler
- 13. Februar: Guus Rijnders, niederländischer Physiker
- 13. Februar: Evi Strasser, kanadische Sportlerin
- 13. Februar: Ksenija Turković, kroatische Juristin und Richterin
- 13. Februar: Klaus Wilhelm Wellershoff, deutscher Ökonom
- 14. Februar: Patrícia Lourival Acioli, brasilianische Richterin († 2011)

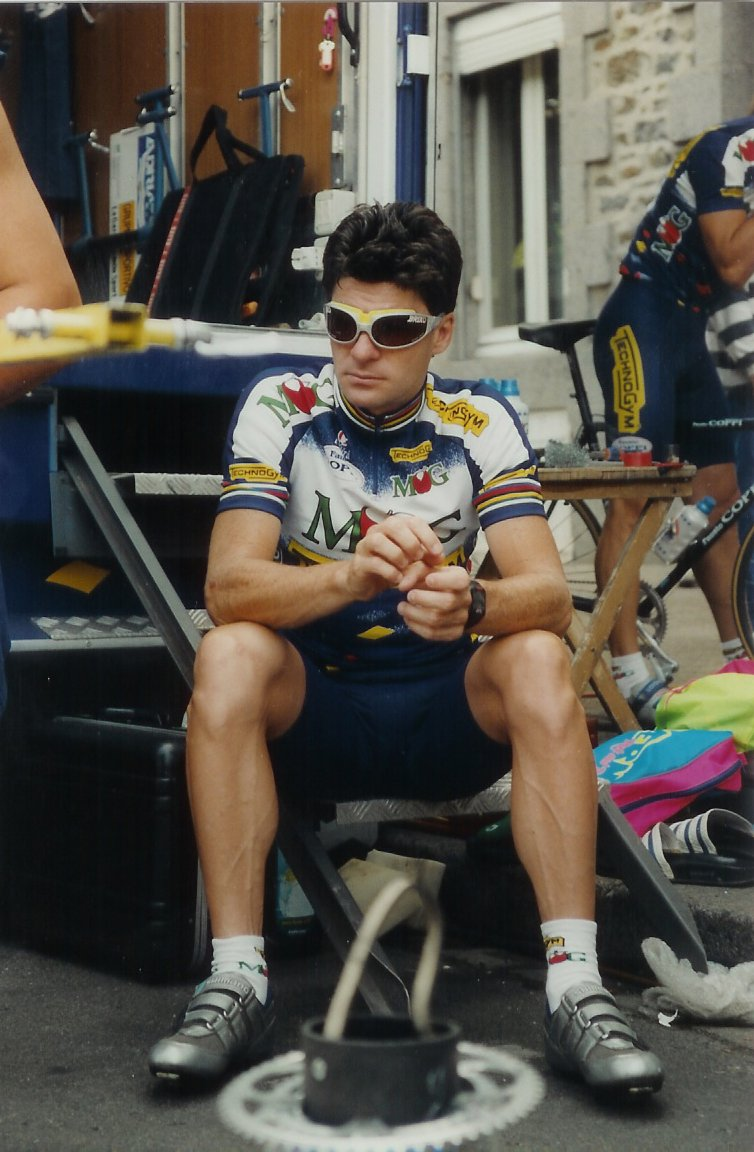
Gianni Bugno

- 14. Februar: Gianni Bugno, italienischer Radrennfahrer
- 14. Februar: Rodolfo Torre Cantú, mexikanischer Politiker († 2010)
- 14. Februar: Frédéric André Delcourt, französischer Schwimmer
- 14. Februar: Rüdiger Detsch, deutscher Ministerialbeamter
- 14. Februar: Gustavo Dezotti, argentinischer Fußballspieler
- 14. Februar: Zach Galligan, US-amerikanischer Schauspieler
- 14. Februar: Heike B. Görtemaker, deutsche Historikerin
- 14. Februar: John Angelo Gotti III, italienisch-US-amerikanischer Mobster der Cosa Nostra
- 14. Februar: Andreas Haas, deutscher Kommunalpolitiker
- 14. Februar: Ulrich Heimann, deutscher Koch
- 14. Februar: Serpil Kemalbay, türkische Politikerin
- 14. Februar: Hideyuki Matsui, japanischer Radrennfahrer
- 14. Februar: Frank Matthus, deutscher Schauspieler, Regisseur, Autor und Hörspielsprecher
- 14. Februar: Andreas Neitzel, deutscher Handballspieler
- 14. Februar: Petr Samec, tschechischer Fußballspieler und -trainer
- 14. Februar: Sirima, britische Sängerin († 1989)
- 14. Februar: Dörte Techel, deutsche Volleyballspielerin
- 14. Februar: Sigrid Wolf, österreichische Skirennläuferin

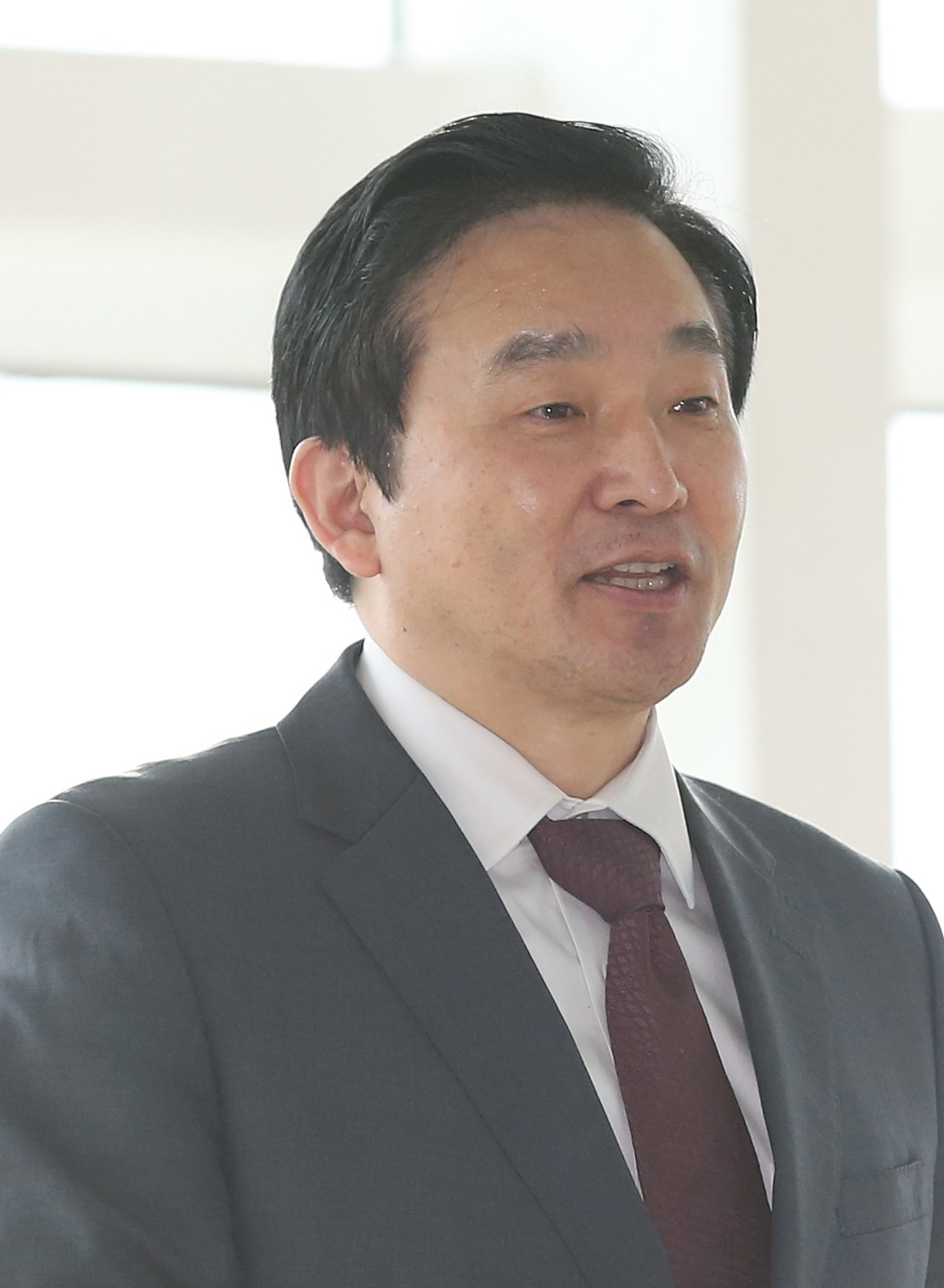
Won Hee-ryong

- 14. Februar: Won Hee-ryong, südkoreanischer Politiker
- 15. Februar: Duran Çetin, türkischer Schriftsteller

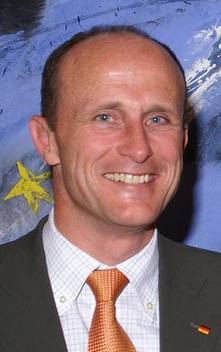
Volker Emde

- 15. Februar: Volker Emde, deutscher Politiker
- 15. Februar: Chris Farley, US-amerikanischer Schauspieler († 1997)
- 15. Februar: Roland Folz, deutscher Manager
- 15. Februar: Gerald Funke, deutscher Generalmajor
- 15. Februar: (oder 1968) Ashutosh Gowariker, indischer Filmregisseur
- 15. Februar: Hermann Gradl, deutscher Maler, Zeichner, Illustrator und Hochschullehrer
- 15. Februar: Klaus Graf, deutscher Jazzsaxophonist
- 15. Februar: Håkan Hansson, schwedischer Freestyle-Skier
- 15. Februar: Grzegorz Kaźmierczak, polnischer Dichter, Sänger, Autor und Plattenproduzent
- 15. Februar: Nana Konadu, ghanaischer Boxer
- 15. Februar: Katie Loudon, schottische Curlerin
- 15. Februar: Shinji Matsuura, japanischer Badmintonspieler
- 15. Februar: Susanne Meinl, deutsche Historikerin
- 15. Februar: Leland Devon Melvin, US-amerikanischer Astronaut und American-Football-Spieler
- 15. Februar: Tatjana Wassiljewna Miroljubowa, sowjetische bzw. russische Ökonomin und Hochschullehrerin
- 15. Februar: Mark Price, US-amerikanischer Basketballspieler
- 15. Februar: Zbyněk Stanjura, tschechischer Politiker
- 15. Februar: Riho Ühtegi, estnischer Offizier
- 15. Februar: Hui-Ling Wang, taiwanische Drehbuchautorin
- 15. Februar: Jörg Zander, deutscher Maschinenbauingenieur
- 16. Februar: Susanne Baer, deutsche Rechtswissenschaftlerin
- 16. Februar: Bebeto, brasilianischer Fußballspieler
- 16. Februar: Ian Bousfield, englischer Posaunist
- 16. Februar: Christopher Eccleston, britischer Schauspieler
- 16. Februar: Walentina Michailowna Jegorowa, russische Leichtathletin und Olympiasiegerin
- 16. Februar: Johnny Laursen, dänischer Automobilrennfahrer
- 16. Februar: Élisabeth Lévy, französische Journalistin und Essayistin
- 16. Februar: Érik Maris, französischer Bankier und Automobilrennfahrer
- 16. Februar: Thomas Pichler, österreichischer Musiker und Aktionskünstler
- 16. Februar: Sören Tallhem, schwedischer Leichtathlet
- 16. Februar: Hein Vanhaezebrouck, belgischer Fußballspieler und -trainer

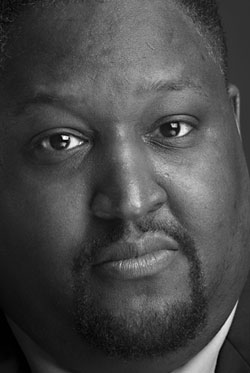
Ray M. Wade junior

- 16. Februar: Ray M. Wade junior, US-amerikanischer Opernsänger
- 16. Februar: Cisca Wijmenga, niederländische Humangenetikerin
- 17. Februar: Frank Agaciak, deutscher Fußballspieler
- 17. Februar: Francisco José Contreras, spanischer Jurist und Professor
- 17. Februar: Konstantin Groß, deutscher Journalist und Autor
- 17. Februar: Olve Grotle, norwegischer Politiker
- 17. Februar: Jim Jordan, US-amerikanischer Politiker
- 17. Februar: Adeeb Khalid, Islamwissenschaftler
- 17. Februar: Sirodschiddin Muhriddin, tadschikischer Diplomat und Politiker
- 17. Februar: Angelica Page, US-amerikanische Schauspielerin
- 17. Februar: Darren Pang, kanadischer Eishockeytorwart und Sportkommentator
- 17. Februar: Vojtěch Petráček, tschechischer Kernphysiker und Hochschullehrer
- 17. Februar: George Pullicino, maltesischer Politiker
- 17. Februar: Mike Sanchez, englischer Pianist, Gitarrist und Sänger
- 17. Februar: Ľubomír Švajlen, slowakischer Handballspieler und -trainer
- 17. Februar: Paul Tamasy, US-amerikanisch-britischer Drehbuchautor und Filmproduzent
- 17. Februar: Ingrid Wolff, niederländische Hockeyspielerin
- 17. Februar: Wolfgang Wüster, deutsch-britischer Herpetologe
- 18. Februar: Matt Dillon, US-amerikanischer Schauspieler
- 18. Februar: Rainer Dulger, deutscher Unternehmer
- 18. Februar: Johan Eklund, schwedischer Handballspieler und -trainer
- 18. Februar: Sammy Fuentes, puerto-ricanischer Profiboxer

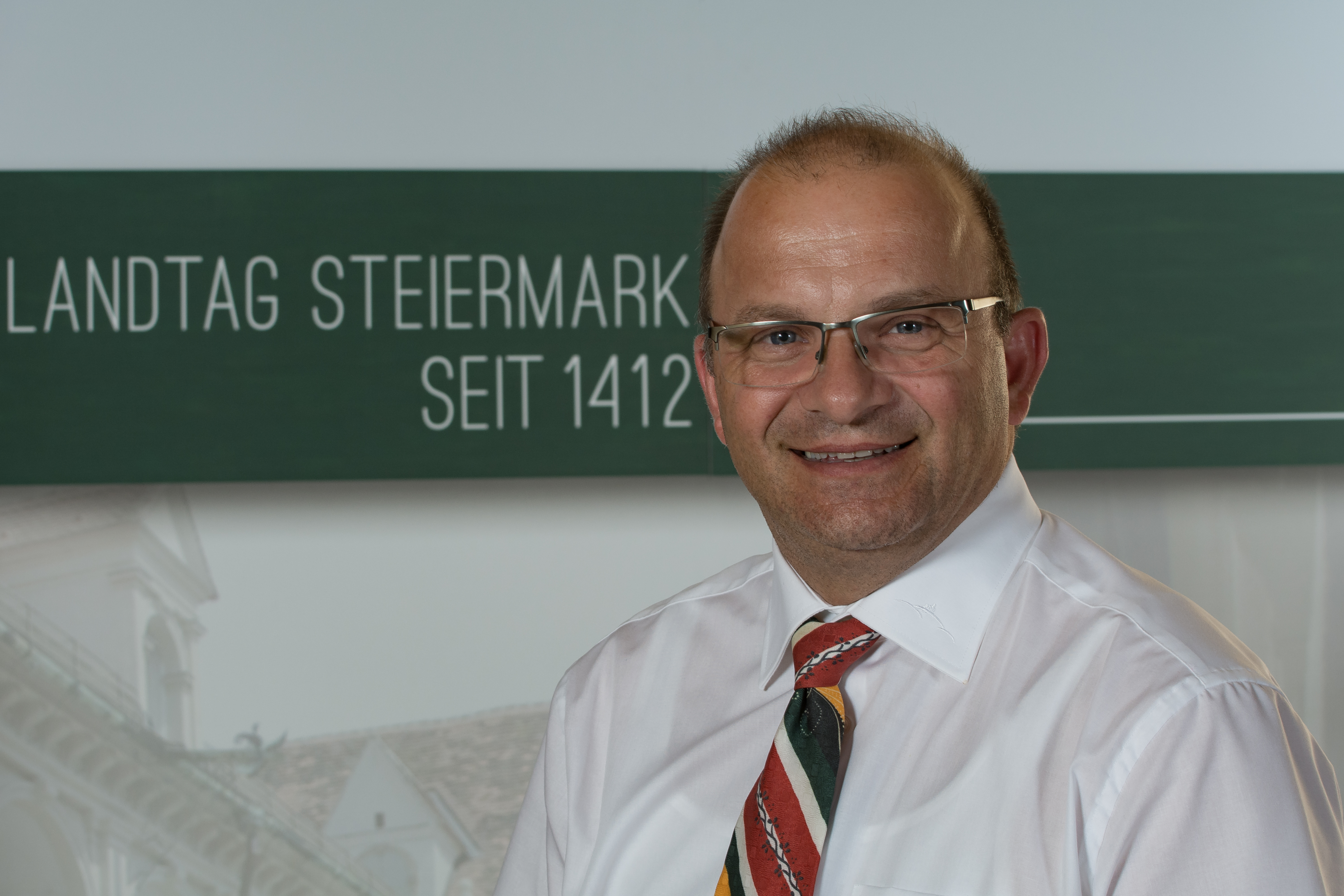
Anton Gangl

- 18. Februar: Anton Gangl, österreichischer Obstbauer und Politiker
- 18. Februar: Michael Gobal Gokum, nigerianischer Geistlicher
- 18. Februar: Brett Guthrie, US-amerikanischer Politiker
- 18. Februar: Paul Hanley, britischer Musiker
- 18. Februar: Marion Harsdorf-Gebhardt, deutsche Juristin
- 18. Februar: Thomas Holst, deutscher Serienmörder, der als „Heidemörder“ bekannt wurde
- 18. Februar: Jared Huffman, US-amerikanischer Rechtsanwalt und Politiker
- 18. Februar: Shane Hurlbut, US-amerikanischer Kameramann
- 18. Februar: Edith Kollermann, österreichische Politikerin
- 18. Februar: Alois Leidwein, österreichischer Politiker, Publizist und Agrarwissenschaftler
- 18. Februar: Sven Martinek, deutscher Schauspieler
- 18. Februar: Maria Maul, österreichische Ordensschwester
- 18. Februar: Jackie McWilliams, britische Hockeyspielerin
- 18. Februar: Lorenzo Petrocca, deutsch-italienischer Jazzmusiker
- 18. Februar: Volker Schlappner, deutscher Fußballspieler
- 18. Februar: Rainer Johannes Schröder, deutscher Jurist († 2024)
- 18. Februar: Jan Vogler, deutscher Cellist

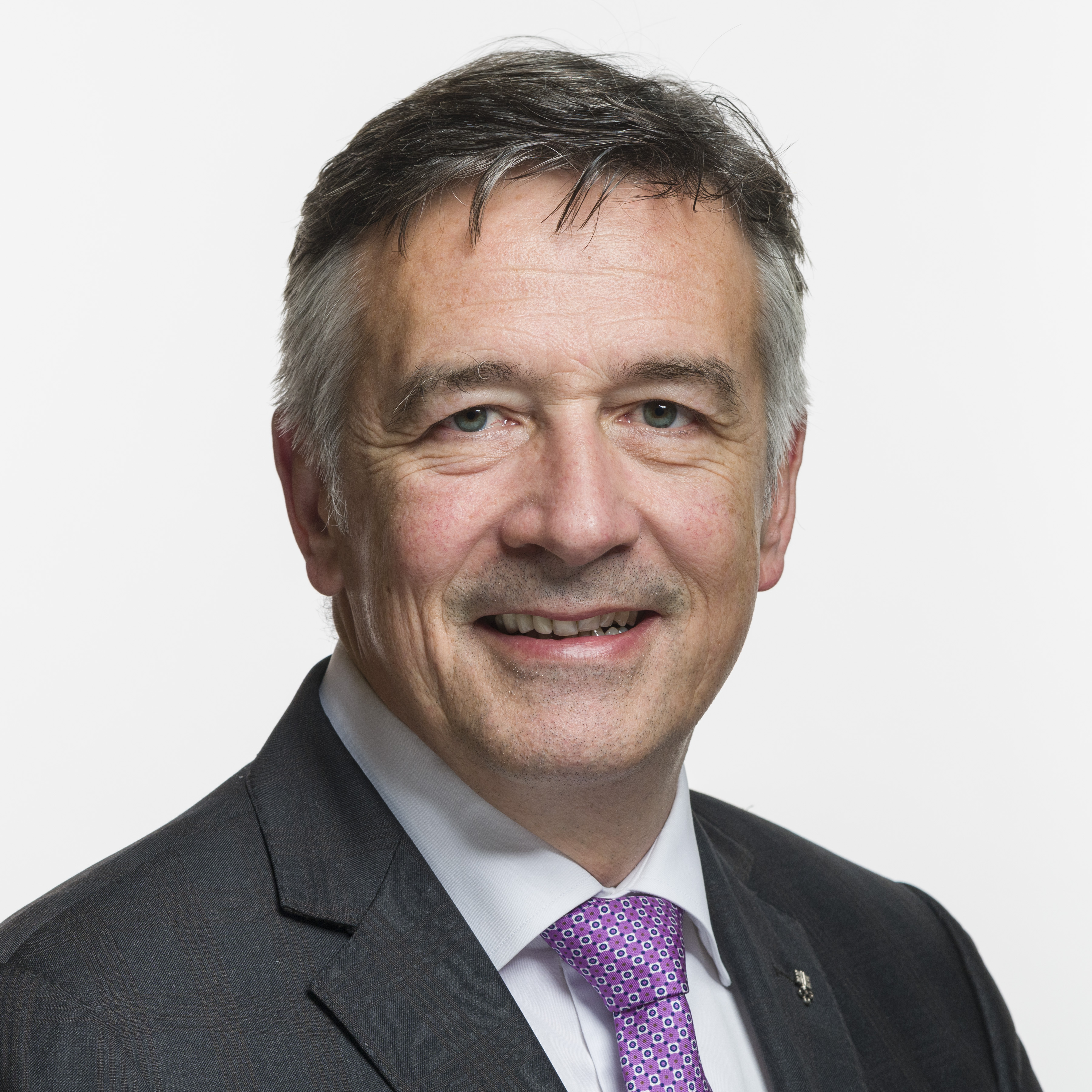
Hans Wicki

- 18. Februar: Hans Wicki, Schweizer Politiker
- 18. Februar: Pirko Kristin Zinnow, deutsche Politikwissenschaftlerin und Beamtin

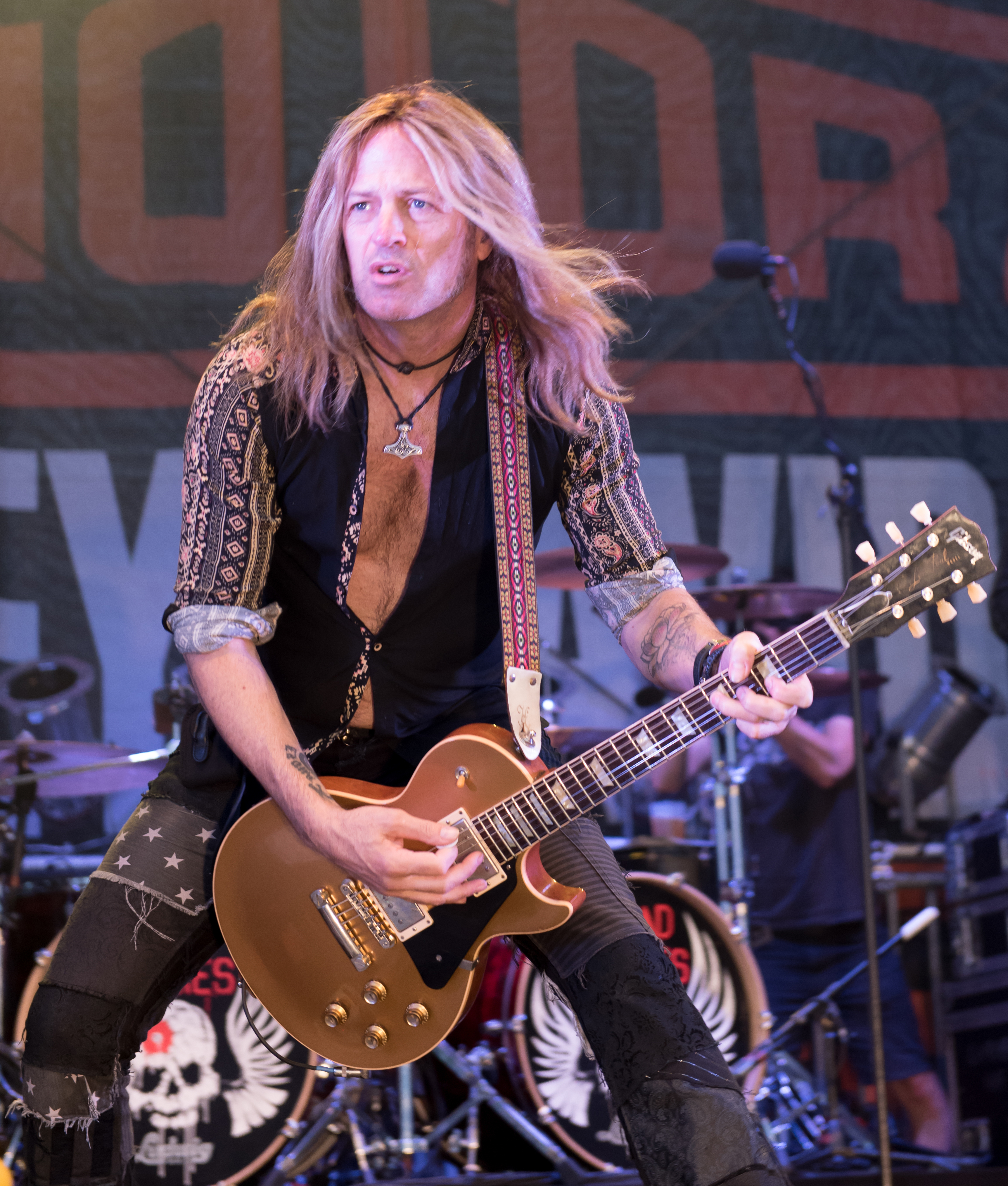
Doug Aldrich

- 19. Februar: Doug Aldrich, US-amerikanischer Hard-Rock- und Heavy-Metal-Gitarrist
- 19. Februar: Kiki Classen, niederländische Schauspielerin und Fernsehmoderatorin
- 19. Februar: Paolo Costella, italienischer Regisseur und Drehbuchautor

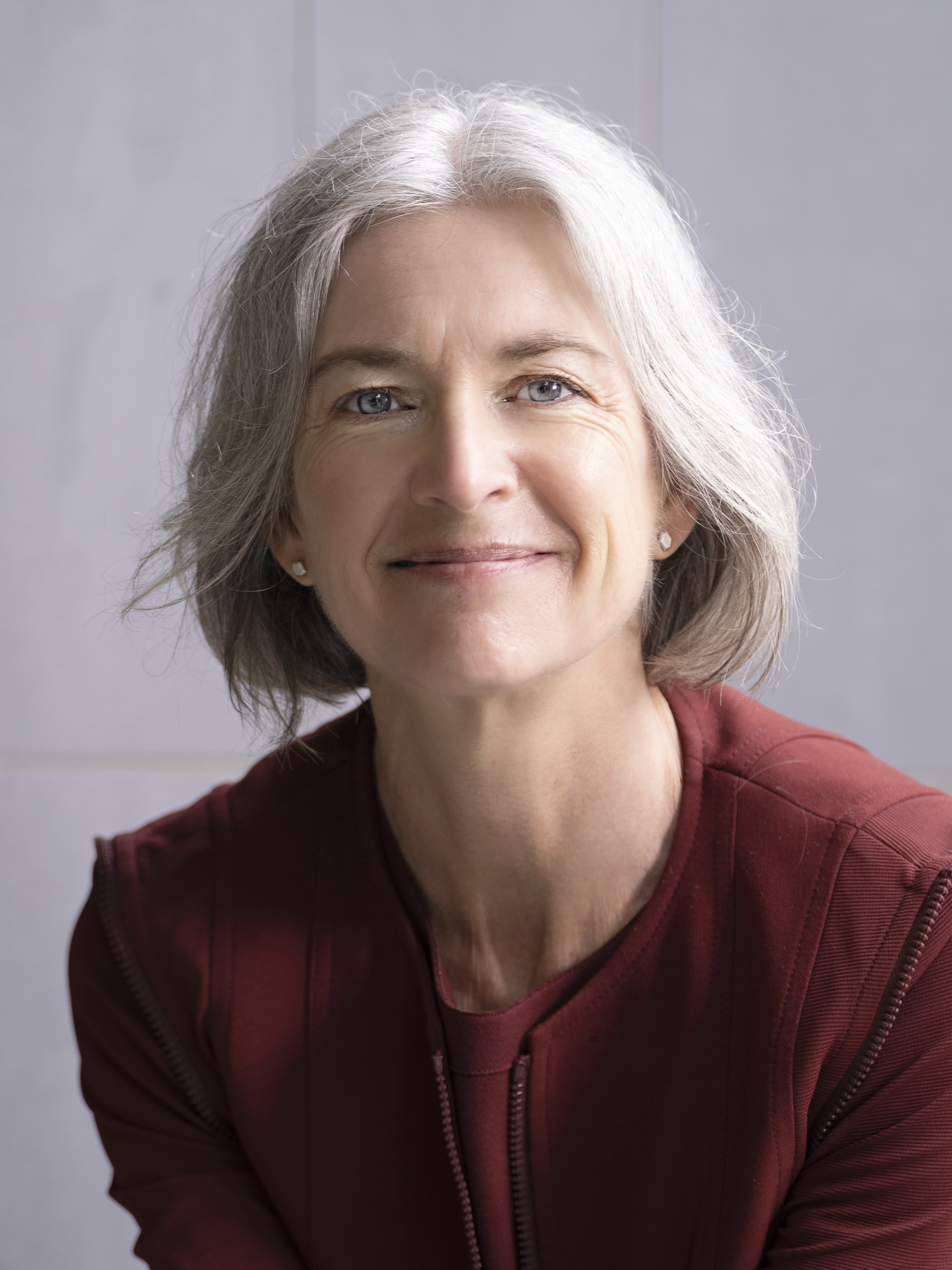
Jennifer Anne Doudna

- 19. Februar: Jennifer Anne Doudna, US-amerikanische Biochemikerin und Molekularbiologin
- 19. Februar: Klaus Lausch, deutscher Motorrad-Bahnrennfahrer
- 19. Februar: Gary Leeman, kanadischer Eishockeyspieler
- 19. Februar: Jonathan Lethem, US-amerikanischer Schriftsteller
- 19. Februar: Michael Malliaris, deutscher Archäologe
- 19. Februar: Andrew Martin, US-amerikanischer Politiker
- 19. Februar: Elisabeth Schneider-Schneiter, Schweizer Politikerin
- 19. Februar: Matthias Schönermark, deutscher HNO-Arzt, Hochschullehrer, Unternehmensberater und Coach
- 19. Februar: Frank Schönherr, deutscher Radsportler
- 19. Februar: Harald Sonderegger, österreichischer Politiker
- 20. Februar: Young-su An, südkoreanischer Boxer
- 20. Februar: Jean-Marc Bacquin, französischer Freestyle-Skier
- 20. Februar: Iain Ballamy, britischer Jazzsaxophonist
- 20. Februar: Philipp Fankhauser, Schweizer Bluesmusiker und Songwriter
- 20. Februar: Benedikt Fischer, deutscher Fernsehjournalist und Autor von Dokumentarfilmen († 2021)
- 20. Februar: Rudi Garcia, französischer Fußballspieler und -trainer
- 20. Februar: Willie Garson, US-amerikanischer Schauspieler († 2021)
- 20. Februar: Juan Manuel González Sandoval, mexikanischer Bischof
- 20. Februar: Peter Gordeno, britischer Songschreiber und Produzent
- 20. Februar: Yoshikazu Gotō, japanischer Fußballspieler
- 20. Februar: Sebastian Grätz, deutscher Theologe

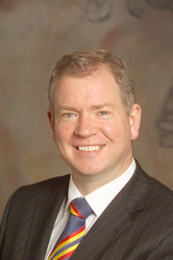
Thomas Harris

- 20. Februar: Thomas Harris, schottischer Politiker
- 20. Februar: John Jürgens, deutscher Schauspieler
- 20. Februar: Andreas Knuffmann, deutscher Regisseur und Filmproduzent
- 20. Februar: Martina Koederitz, deutsche Managerin
- 20. Februar: Michael Maier, deutscher Marathon- und Ultraläufer
- 20. Februar: Rodney Rowland, US-amerikanischer Schauspieler
- 20. Februar: Jacqueline van Rozendaal, niederländische Bogenschützin
- 20. Februar: Ralf Scheler, deutscher Kommunalpolitiker und Handwerksfunktionär
- 20. Februar: French Stewart, US-amerikanischer Schauspieler
- 20. Februar: Maximilian Unterrainer, österreichischer Politiker und Geschäftsführer
- 20. Februar: Kusuma Wardhani, indonesische Bogenschützin und Politikerin († 2023)
- 21. Februar: Klaus Böldl, deutscher Skandinavist und Schriftsteller
- 21. Februar: Marion Clignet, französische Radsportlerin
- 21. Februar: Scott DesJarlais, US-amerikanischer Politiker
- 21. Februar: Heike Franzen, deutsche Politikerin
- 21. Februar: Sophia George, jamaikanische Sängerin und Lehrerin
- 21. Februar: Tommy Henriksen, US-amerikanischer Rockmusiker

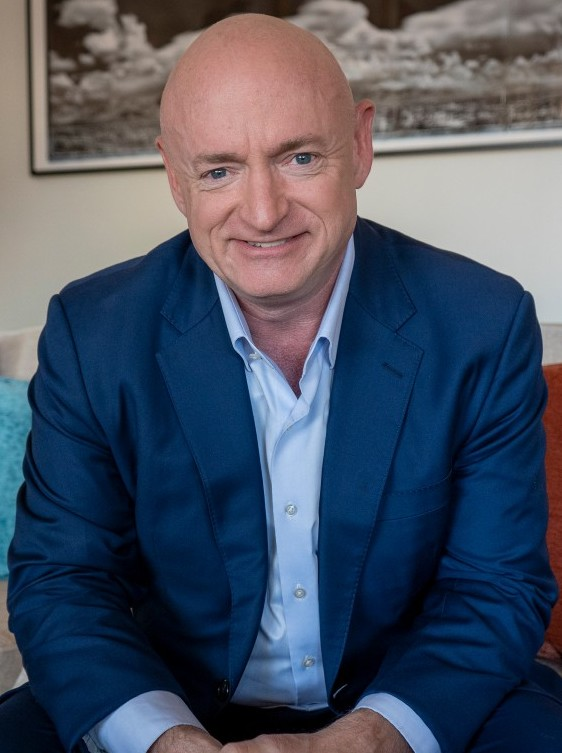
Mark Edward Kelly

- 21. Februar: Mark Edward Kelly, US-amerikanischer Astronaut
- 21. Februar: Sławomir Kłosowski, polnischer Politiker
- 21. Februar: Holger Kreitling, deutscher Journalist
- 21. Februar: Alexander Liegl, deutscher Kabarettist, Schauspieler und Autor
- 21. Februar: Gareth Alun Owens, britisch-griechischer Altphilologe, Klassischer Archäologe und Mykenologe
- 21. Februar: Elisabeth Persson, schwedische Curlerin
- 21. Februar: Boris Pfeiffer, deutscher Autor und Theaterregisseur
- 21. Februar: Chrizz B. Reuer, deutscher Künstler, Theaterschauspieler und Autor
- 21. Februar: Christian Scheider, österreichischer Politiker
- 21. Februar: Adrian Schiller, britischer Schauspieler († 2024)
- 21. Februar: Susanne Seitz, deutsche Romanschriftstellerin
- 21. Februar: Talal Dan Shakerchi, britischer Investmentmanager und Pokerspieler
- 21. Februar: Satoshi Shingaki, japanischer Boxer
- 21. Februar: Stacy Title, US-amerikanische Filmregisseurin, Drehbuchautorin, Film- und Fernsehproduzentin († 2021)
- 21. Februar: Cora Vlot, niederländische Triathletin
- 21. Februar: Evgenij Germanowitsch Vodolazkin, russischer Literaturwissenschaftler
- 22. Februar: Ben Aaronovitch, britischer Schriftsteller und Drehbuchautor
- 22. Februar: Roman Bengez, jugoslawisch-slowenischer Fußballspieler und -trainer († 2013)
- 22. Februar: Ed Boon, US-amerikanischer Videospielprogrammierer
- 22. Februar: Diane Charlemagne, britische Sängerin († 2015)
- 22. Februar: Guy Costa, Radrennfahrer aus Trinidad und Tobago
- 22. Februar: Manuela Denz, deutsche Schauspielerin und Sängerin
- 22. Februar: Gigi Fernández, US-amerikanische Tennisspielerin
- 22. Februar: Andy Gray, englischer Fußballspieler
- 22. Februar: Karin Kienzer, österreichische Schauspielerin

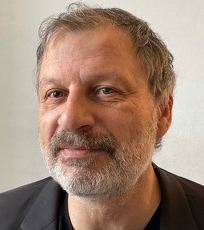
Anton Landgraf

- 22. Februar: Anton Landgraf, deutscher Soziologe, Journalist, Blogger, Menschenrechtsaktivist und Fotograf († 2023)
- 22. Februar: Irene Larsen, norwegisch-samische Lyrikerin
- 22. Februar: Brad McGann, neuseeländischer Regisseur († 2007)
- 22. Februar: William Tanui, kenianischer Leichtathlet und Olympiasieger
- 22. Februar: Viktor Tchikoulaev, ukrainisch-portugiesischer Handballspieler und -trainer
- 22. Februar: André D. Thess, deutscher Physiker
- 22. Februar: Magnus Wislander, ehemaliger schwedischer Handballspieler und -trainer
- 23. Februar: Renata Briano, italienische Politikerin
- 23. Februar: James Clark, britischer Informatiker
- 23. Februar: Jo Evlyn, deutscher Komponist und Klangtherapeut
- 23. Februar: Thomas Grünberger, österreichischer Chirurg und Universitätsprofessor
- 23. Februar: Johannes Hallmann, deutscher Agrarwissenschaftler und Phytomediziner
- 23. Februar: Elfi Heesch, deutsche Kommunalpolitikerin
- 23. Februar: Peter Kox, niederländischer Automobilrennfahrer
- 23. Februar: Matthias Laarmann, deutscher Gymnasiallehrer, Privatdozent, Theologe, Philosophiehistoriker und Altphilologe
- 23. Februar: John Norum, schwedischer Gitarrist

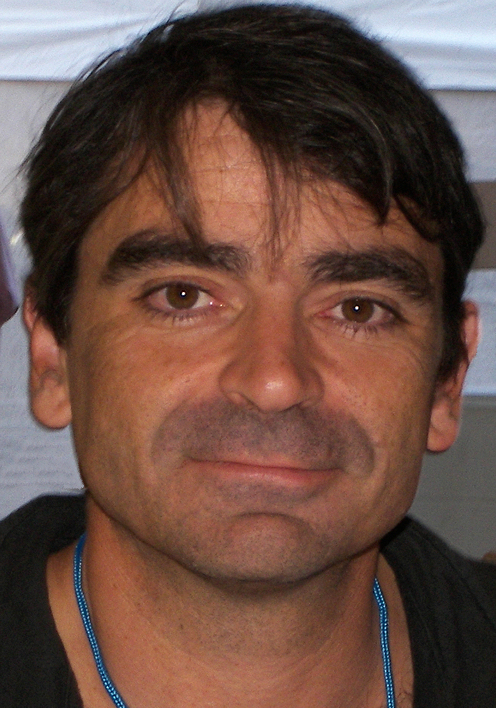
Joseph O’Neill

- 23. Februar: Joseph O’Neill, irischer Schriftsteller
- 23. Februar: Thorsten Otto, deutscher Moderator und Buchautor
- 23. Februar: Miro Ritskiavitchius, deutsche Handballspielerin
- 23. Februar: Dainius Šadauskis, litauischer Politiker
- 23. Februar: Christian Tiemann, deutscher Beachvolleyballspieler
- 23. Februar: Abraham Tolentino, philippinischer Politiker
- 23. Februar: Ronan Vibert, britischer Schauspieler († 2022)
- 23. Februar: Oliver Volckart, deutscher Wirtschaftshistoriker
- 23. Februar: Baschir Magomedowitsch Warajew, sowjetischer Judoka
- 23. Februar: Giorgi Zereteli, georgischer Politiker
- 24. Februar: Tamara Dietl, deutsche Journalistin, Autorin und Beraterin
- 24. Februar: Todd Field, US-amerikanischer Schauspieler, Filmregisseur und Drehbuchautor
- 24. Februar: Ines Fröhlich, deutsche politische Beamtin
- 24. Februar: Ute Geweniger, Schwimmsportlerin der DDR, Olympiasiegerin
- 24. Februar: Serge Hélan, französischer Dreispringer
- 24. Februar: Thomas Henrichs, deutscher Jurist
- 24. Februar: Josef Holzmann, deutscher Radrennfahrer
- 24. Februar: Nitzan Horowitz, israelischer Journalist und Politiker
- 24. Februar: Christoph Maria Kaiser, deutscher Filmkomponist, Musiker und Produzent
- 24. Februar: Grzegorz Kaszak, polnischer Geistlicher
- 24. Februar: Jörg Keßler, deutscher Fußballschiedsrichter
- 24. Februar: Wolfgang Knes, österreichischer Politiker
- 24. Februar: Peter Detlef Krause, deutscher Politiker

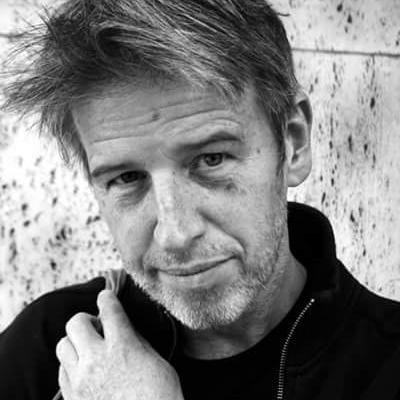
Robert McLiam Wilson

- 24. Februar: Robert McLiam Wilson, nordirischer Schriftsteller
- 24. Februar: Wolfgang Vielsack, deutscher Schauspieler, Regisseur und Autor
- 24. Februar: Zhang Yali, chinesische Ruderin
- 25. Februar: Michael Amann, österreichischer Komponist
- 25. Februar: Lee Evans, britischer Komiker und Schauspieler
- 25. Februar: Jimmy C. Gerum, deutscher Filmproduzent
- 25. Februar: Marcus Gräser, deutscher Historiker und Professor
- 25. Februar: Holger Hauer, deutscher Schauspieler und Regisseur
- 25. Februar: Marion Isbert, deutsche Fußballspielerin
- 25. Februar: Annett Kruschke, deutsche Schauspielerin und Regisseurin
- 25. Februar: Otto Lechner, österreichischer Akkordeonspieler und Komponist
- 25. Februar: Artūras Melianas, litauischer Politiker
- 25. Februar: Massimiliano Narducci, italienischer Tennisspieler
- 25. Februar: Sergei Michailowitsch Puschkow, russischer Eishockeyspieler
- 25. Februar: Lisa Weichart, deutsche Autorin
- 26. Februar: Ferda Akkerman, türkischer Diplomat
- 26. Februar: Petar Chubtschew, bulgarischer Fußballspieler und -trainer
- 26. Februar: Mark Dacascos, US-amerikanischer Sportler und Schauspieler
- 26. Februar: Uwe Haas, deutscher Fußballspieler
- 26. Februar: Bernd Heusinger, deutscher Journalist, Autor und Unternehmer
- 26. Februar: Alfred Kaminski, deutscher Fußballtrainer
- 26. Februar: Wladimir Walentinowitsch Krylow, russischer Leichtathlet
- 26. Februar: Damian Łukasik, polnischer Fußballspieler
- 26. Februar: Stefan Merath, deutscher Unternehmer, Unternehmercoach und Buchautor
- 26. Februar: Naoto Ōshima, japanischer Videospieldesigner
- 26. Februar: Gabriela Schöwe, deutsche Hockeyspielerin
- 26. Februar: Doug Smith, US-amerikanischer Radrennfahrer
- 26. Februar: Wolf-Jürgen Stahl, deutscher Generalmajor

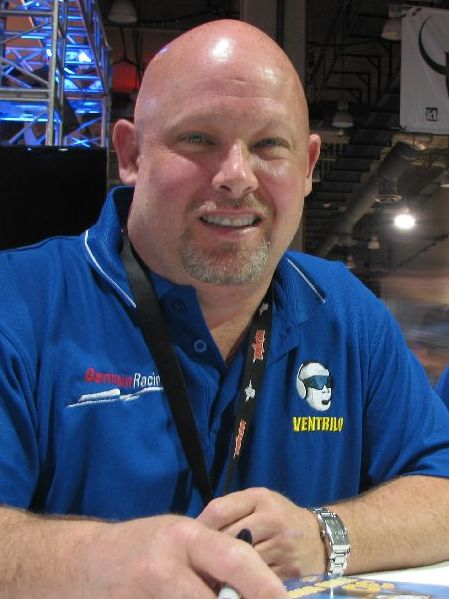
Todd Bodine

- 27. Februar: Todd Bodine, US-amerikanischer NASCAR-Rennfahrer
- 27. Februar: Peter Hanker, deutscher Bankmanager und Fachbuchautor
- 27. Februar: April Heinrichs, US-amerikanische Fußballspielerin
- 27. Februar: Ilse Helbrecht, deutsche Geographin, Stadtforscherin und Hochschullehrerin
- 27. Februar: Rainer Henkel, deutscher Schwimmer
- 27. Februar: Silke Hensel, deutsche Historikerin
- 27. Februar: Felicitas Hillmann, deutsche Geographin
- 27. Februar: Otto Alexander Jahrreiss, deutscher Regisseur und Fotograf
- 27. Februar: Christian Lange, deutscher Politiker
- 27. Februar: Thomas Lange, zweifacher Olympiasieger im Rudern
- 27. Februar: Jean McAllister, kanadische Skilangläuferin
- 27. Februar: Frank Menz, deutscher Basketballspieler und -trainer
- 27. Februar: Patrick Opdenhövel, deutscher Historiker, Ministerial- und politischer Beamter
- 27. Februar: Christian Penigaud, französischer Beachvolleyballspieler

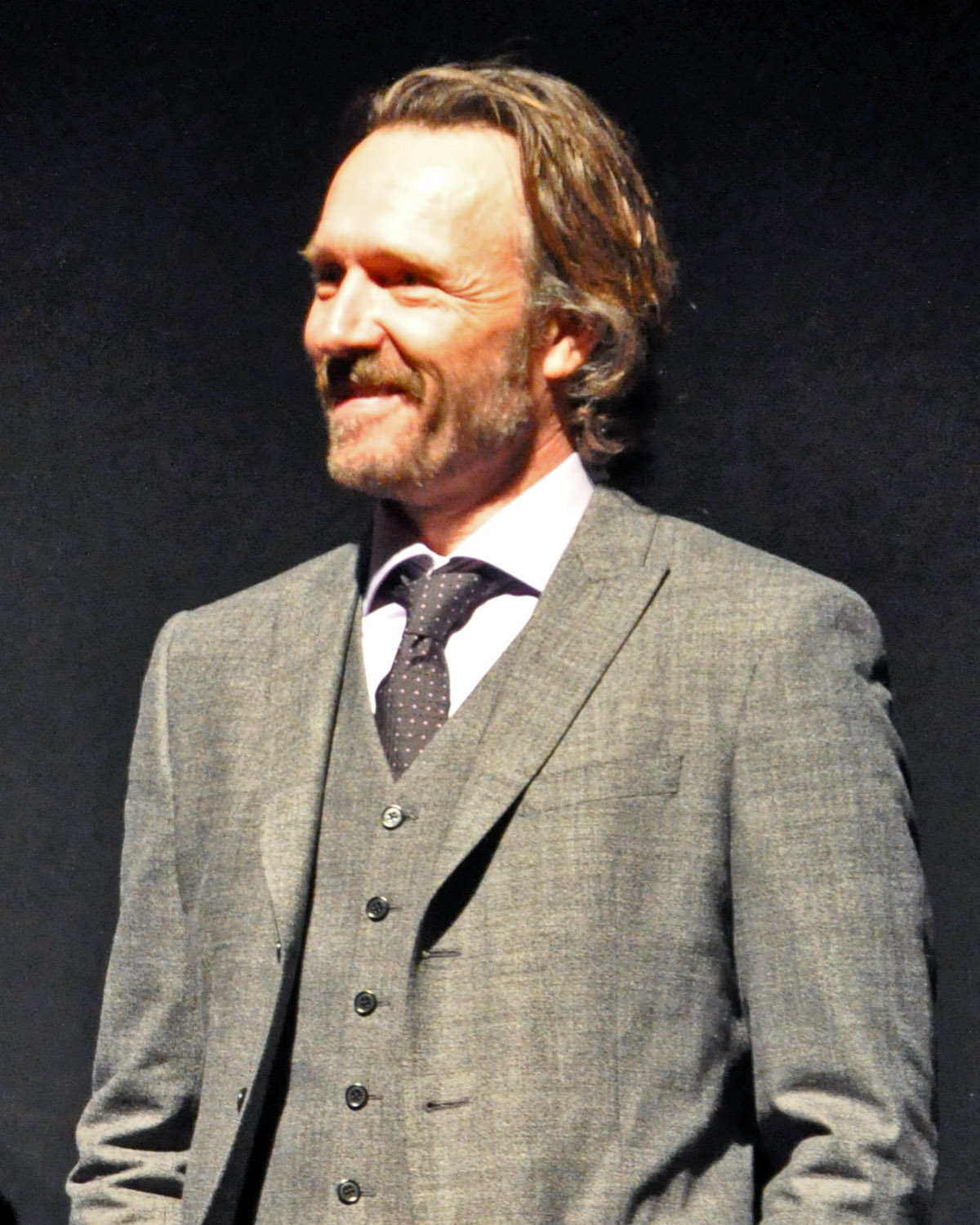
John Pyper-Ferguson

- 27. Februar: John Pyper-Ferguson, australischer Schauspieler
- 27. Februar: Volker Stahmann, deutscher Gewerkschaftler und Politiker
- 27. Februar: Michael Terwiesche, deutscher Politiker
- 27. Februar: Gero P. Weishaupt, deutscher Theologe und Kirchenrechtler
- 28. Februar: Dschamolidin Abduschaparov, usbekischer Radrennfahrer
- 28. Februar: Josef Dobeš, tschechischer Politiker
- 28. Februar: Rihards Dubra, lettischer Komponist

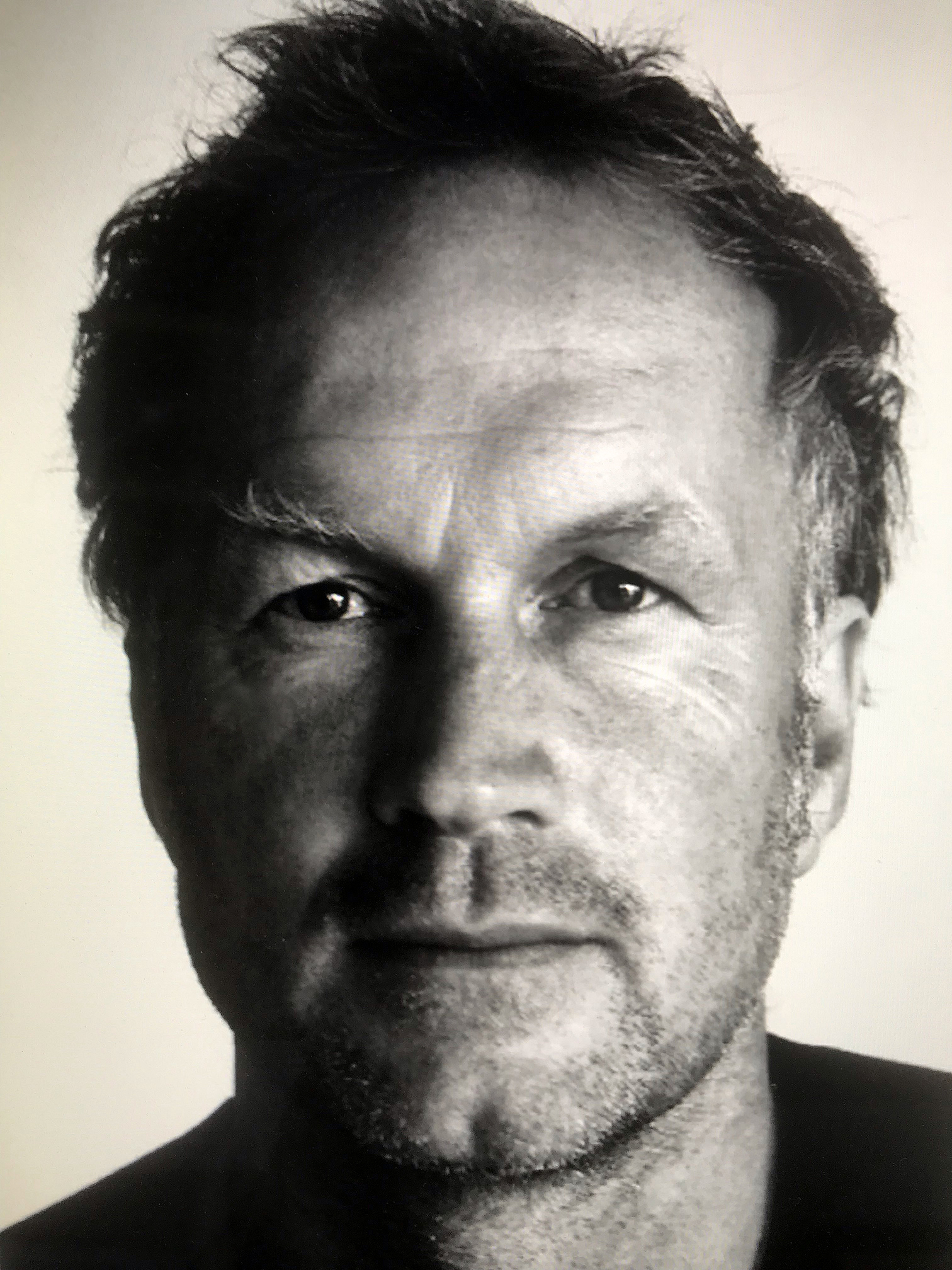
Holly Fink

- 28. Februar: Holly Fink, deutscher Kameramann
- 28. Februar: Pierre Hantaï, französischer Cembalist und Dirigent
- 28. Februar: Mario Hassert, deutscher Schauspieler, DJ, Videojockey und Synchronsprecher
- 28. Februar: Lotta Lotass, schwedische Autorin und Literaturwissenschaftlerin
- 28. Februar: Daniel Munduruku, brasilianischer Schriftsteller indigener Herkunft
- 28. Februar: Bettina Rave, deutsch-schweizerische Malerin und Videokünstlerin
- 28. Februar: Norbert Rollinger, luxemburgischer Versicherungsmanager
- 28. Februar: Michail Wadimowitsch Seslawinski, russischer Bibliophiler und Politiker
- 28. Februar: Fernando del Valle, US-amerikanischer Opernsänger
- 28. Februar: Piotr Wiesiołek, polnischer Bankmanager
- 28. Februar: Gustavo Óscar Zanchetta, argentinischer Geistlicher
- 29. Februar: David Brailsford, britischer Radsporttrainer und Manager
- 29. Februar: Lyndon Byers, kanadischer Eishockeyspieler († 2025)
- 29. Februar: Martin France, englischer Jazzschlagzeuger († 2024)
- 29. Februar: Barry Griffiths, neuseeländischer Tischtennisspieler
- 29. Februar: Antje Grothus, deutsche Umweltschützerin und Politikerin
- 29. Februar: Christoph Irion, deutscher Journalist
- 29. Februar: Marek Lesniak, polnischer Fußballspieler und -trainer
- 29. Februar: Ola Lindgren, schwedischer Handballtrainer
- 29. Februar: Larissa Alexandrowna Peleschenko, russische Kugelstoßerin
- 29. Februar: Ellen Pieters, niederländische Schauspielerin und Sängerin
- 29. Februar: Antonella Ponziani, italienische Schauspielerin und Filmregisseurin
- 29. Februar: Swilen Rusinow, bulgarischer Boxer
- 29. Februar: Henrik Sundström, schwedischer Tennisspieler
- 29. Februar: Marie-Christine Umdenstock, französische Fußballspielerin
- 29. Februar: Lars Wesemann, deutscher Chemiker und Professor
- 00. Februar: Ben Aaronovitch, britischer Schriftsteller und Drehbuchautor

### März
- 01. März: Paul Banke, US-amerikanischer Boxer
- 01. März: Franziska Cavelti Häller, Schweizer Politikerin und Unternehmerin
- 01. März: Norbert Gälle, deutscher Komponist, Musiker und Heizungsbauer
- 01. März: Peter Gerber, deutscher Manager
- 01. März: Paul Le Guen, französischer Fußballspieler und -trainer
- 01. März: Georg F. Klein, deutscher Komponist, Klang- und Medienkünstler
- 01. März: Flemming Lentfer, dänischer General
- 01. März: Florencio Randazzo, argentinischer Politiker
- 01. März: Maurizio Randazzo, italienischer Degenfechter
- 01. März: Jan-Hendrik Röhse, deutscher Kommunalpolitiker

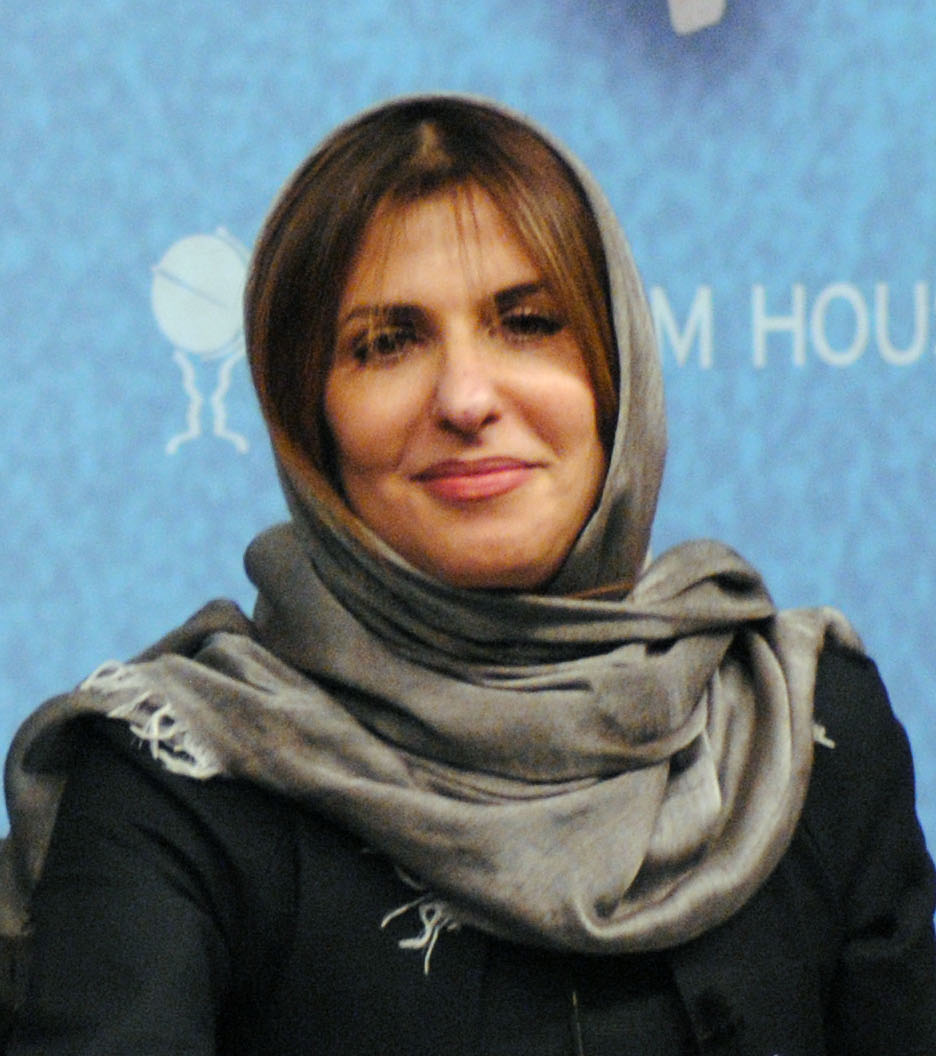
Basmah bint Saud

- 01. März: Basmah bint Saud, saudi-arabisches Mitglied der Dynastie der Saud, Unternehmerin und Menschenrechtsaktivistin
- 01. März: Juri Stanislawowitsch Semski, russischer Konteradmiral
- 01. März: Claude Wild, Schweizer Diplomat
- 02. März: Alessandro Benetton, italienischer Unternehmer
- 02. März: Steven Burrows, britischer Musiker
- 02. März: Inés Camilloni, argentinische Klimawissenschaftlerin und Professorin
- 02. März: Christian Henning, deutscher Agrarökonom und Professor
- 02. März: Andreas Hüttemann, deutscher Philosoph und Hochschullehrer
- 02. März: Erwin Lammenett, deutscher Wirtschaftswissenschaftler und Fachbuchautor
- 02. März: Jaime Pizarro, chilenischer Fußballspieler und Politiker
- 02. März: Marco Schädler, liechtensteinischer Komponist
- 02. März: Michael Sommer, deutscher Ultramarathonläufer
- 02. März: Ayfer Tunç, türkische Autorin
- 02. März: Yoo Byung-ok, südkoreanischer Fußballspieler und -trainer

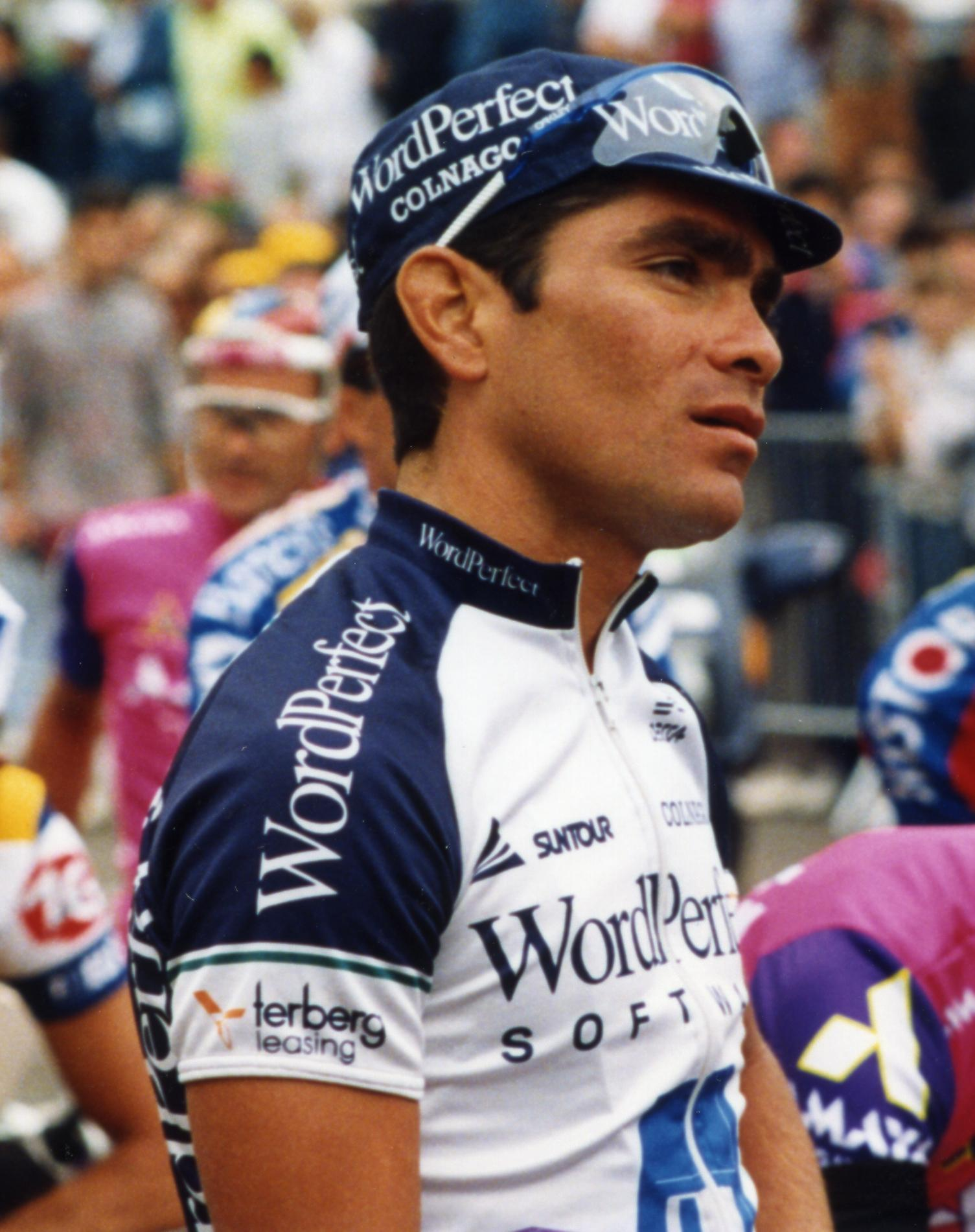
Raúl Alcalá

- 03. März: Raúl Alcalá, mexikanischer Radrennfahrer
- 03. März: Marcony Vinícius Ferreira, brasilianischer römisch-katholischer Geistlicher
- 03. März: Laura Harring, US-amerikanische Schauspielerin
- 03. März: Anja Heuß, deutsche Historikerin
- 03. März: Lars Erik Jensen, dänischer Radrennfahrer
- 03. März: Jiang Jialiang, chinesischer Tischtennisspieler
- 03. März: Atsushi Kazama, japanischer Biathlet
- 03. März: Peter Kochupuruckal, indischer Geistlicher
- 03. März: Bob Kudelski, US-amerikanischer Eishockeyspieler
- 03. März: Dittmar Lemke, deutscher Politiker
- 03. März: Mahmood Madani, indischer Gelehrter und Politiker
- 03. März: Andrea Marunde, deutsche Volleyball- und Beachvolleyballspielerin
- 03. März: Raymond Narac, französischer Unternehmer und Automobilrennfahrer
- 03. März: Teddy Newton, US-amerikanischer Animator, Regisseur und Schauspieler
- 03. März: Jose Pulickal, indischer Geistlicher
- 03. März: Kelly Reichardt, US-amerikanische Drehbuchautorin und Regisseurin
- 03. März: Ludgera Selting, deutsche Richterin
- 03. März: David Signer, Schweizer Ethnologe, Journalist und Schriftsteller
- 03. März: Uwe Strasek, deutscher Turm- und Wasserspringer († 2017)
- 03. März: Andreas Wahl, deutscher Jurist
- 03. März: Richard Zander, deutscher Eiskunstläufer
- 04. März: Brian Crowley, irischer Politiker
- 04. März: Emilia Eberle, rumänische Kunstturnerin
- 04. März: Linda French, US-amerikanische Badmintonspielerin
- 04. März: Brigitte Hahn, deutsche Opernsängerin
- 04. März: Thomas Hofmann, österreichischer Geologe, Paläontologe, Wissenschaftsjournalist und Autor
- 04. März: Josu Juaristi, spanischer Politiker
- 04. März: Detlef Krella, deutscher Fußballspieler

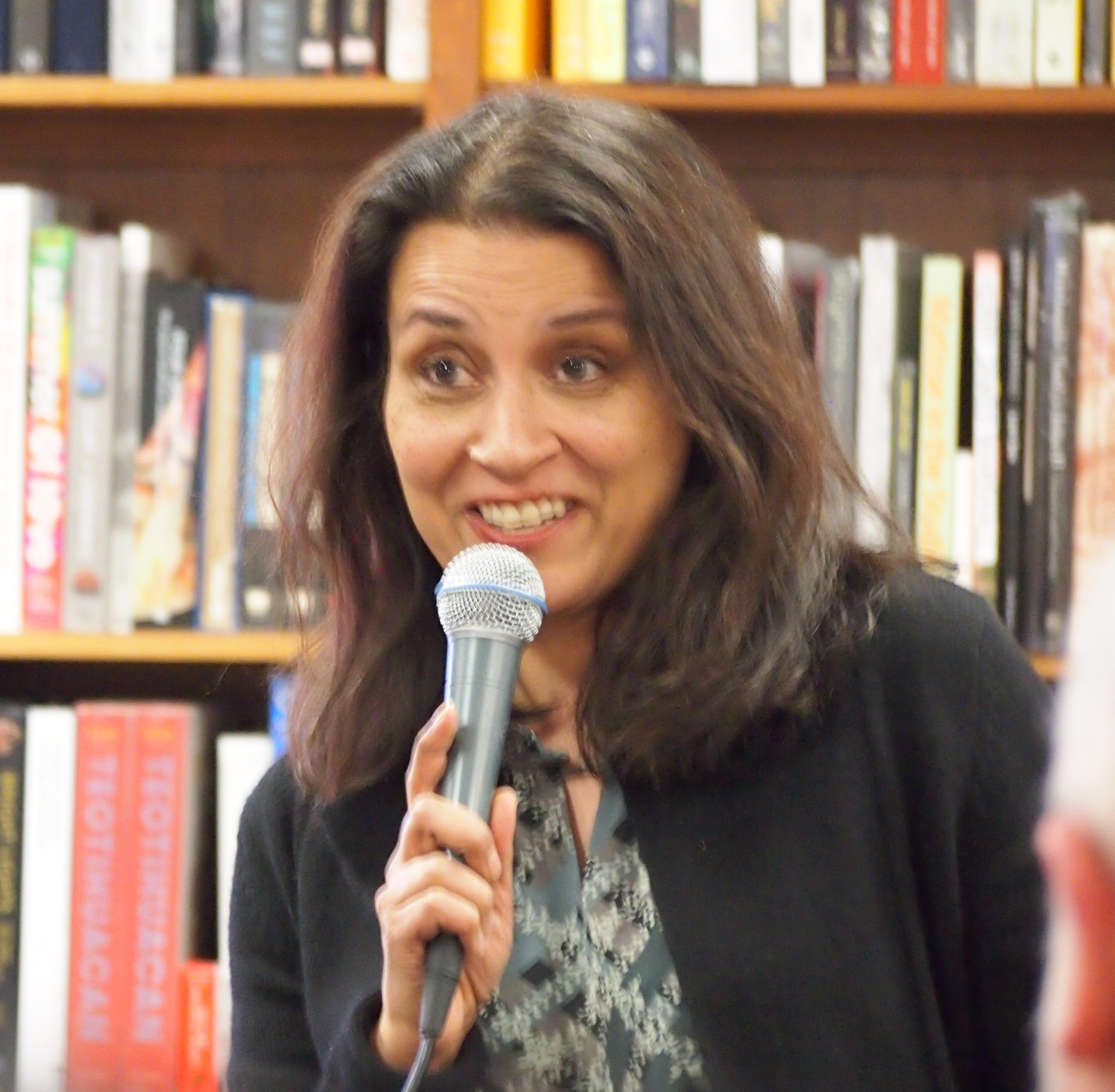
Sujata Massey

- 04. März: Sujata Massey, US-amerikanische Autorin
- 04. März: Thomas Rentmeister, deutscher Bildhauer und Professor
- 04. März: Kai Rohrschneider, deutscher Generalleutnant
- 04. März: Richard Saeger, US-amerikanischer Schwimmer
- 04. März: Flavio Vanzella, italienischer Radrennfahrer
- 04. März: Paolo Virzì, italienischer Regisseur, Filmproduzent und Drehbuchautor
- 05. März: Melissa Bell, britische Sängerin († 2017)
- 05. März: Yoshua Bengio, kanadischer Informatiker
- 05. März: Maria Bengtsson, schwedische Badmintonspielerin
- 05. März: Tobias Bonn, deutscher Sänger und Schauspieler
- 05. März: José Bordalás, spanischer Fußballspieler und -trainer
- 05. März: Bertrand Cantat, Sänger der Rock-Gruppe Noir Désir
- 05. März: Salvatore Caronna, italienischer Politiker
- 05. März: David Fiuczynski, US-amerikanischer Jazz-Fusion-Gitarrist und Musikwissenschaftler
- 05. März: Egon Flad, deutscher Fußballspieler
- 05. März: Jordi Galceran, katalanischer Schriftsteller und Übersetzer
- 05. März: Christoph Kühn, deutscher Politiker
- 05. März: Axel Lais, deutscher Fußballspieler

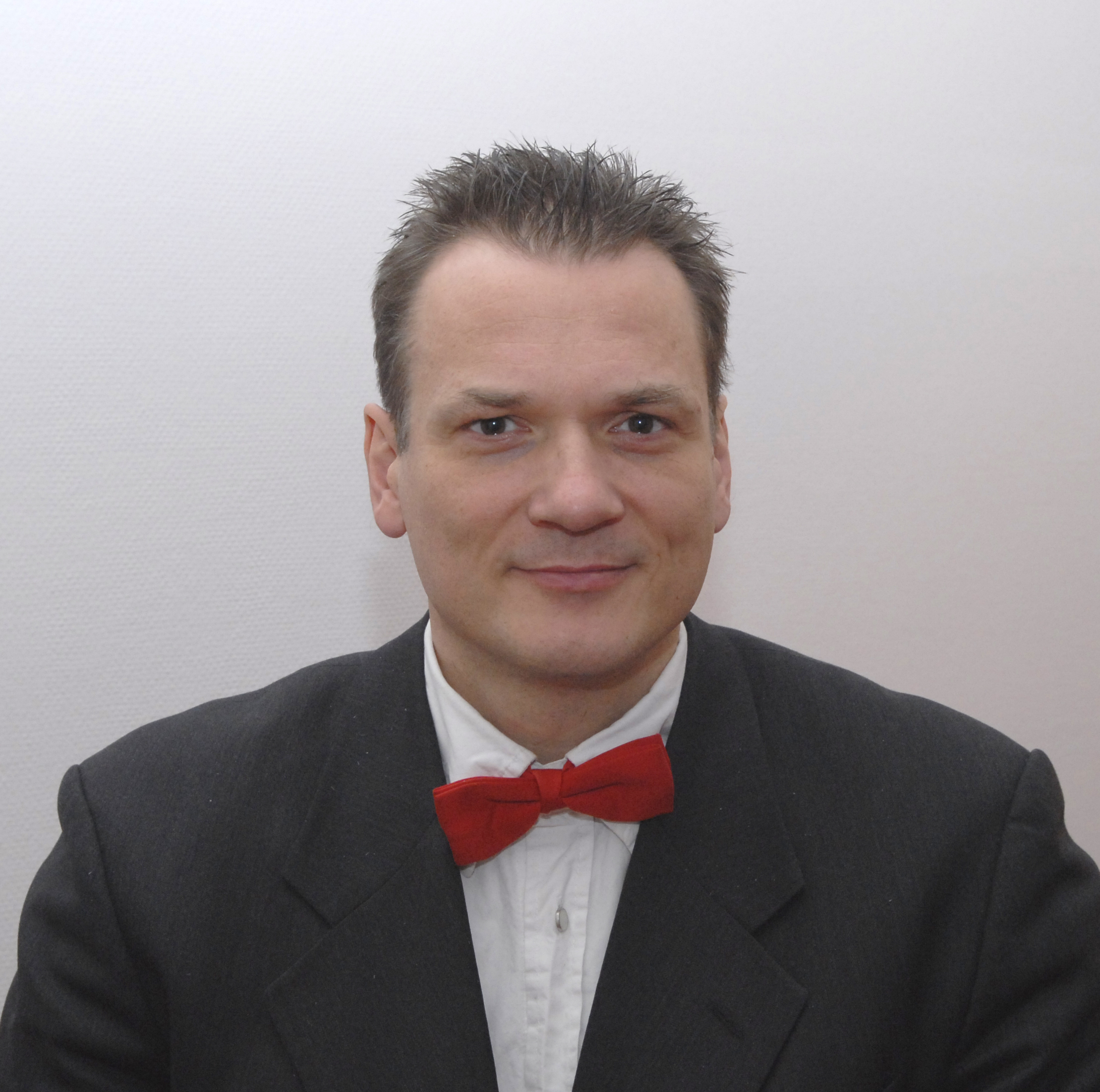
Marc Lingk

- 05. März: Marc Lingk, deutscher Komponist und Softwareentwickler
- 05. März: Claus-Peter Lumpp, deutscher Koch
- 05. März: Heinz Josef Möhn, deutscher Jurist und Autor
- 05. März: Staffan Müller-Wille, deutsch-schwedischer Wissenschaftshistoriker
- 05. März: Pacifico, italienischer Sänger und Songwriter
- 05. März: Christian Schneider, deutscher politischer Beamter
- 05. März: Bernd Siebert, deutscher Mathematiker
- 05. März: Scott Skiles, US-amerikanischer Basketballtrainer und -spieler
- 05. März: Emílio Sumbelelo, angolanischer Geistlicher
- 05. März: Gerald Vanenburg, niederländischer Fußballspieler und -trainer
- 05. März: Brad Warner, US-amerikanischer Zen-Meister und Autor
- 06. März: Franz Abraham, deutscher Event-Manager und Produzent
- 06. März: Paul Bostaph, US-amerikanischer Schlagzeuger
- 06. März: Skip Ewing, US-amerikanischer Country-Sänger und Songwriter
- 06. März: Tatjana Festerling, deutsche politische Aktivistin
- 06. März: Madonna Wayne Gacy, US-amerikanischer Musiker
- 06. März: Niklas Henning, schwedischer Skirennläufer
- 06. März: Christian Heydecker, Schweizer Politiker
- 06. März: Christoph Horn, deutscher Philosoph
- 06. März: Philip McGowan, britischer Ornithologe
- 06. März: Kirsten Müller-Vahl, deutsche Neurologin und Psychiaterin
- 06. März: Katrin Müller-Walde, deutsche Journalistin
- 06. März: Elisabeth Pfurtscheller, österreichische Politikerin
- 06. März: Sandro Rosell, spanischer Unternehmer
- 06. März: Susanne Steidle, deutsche Schauspielerin
- 06. März: Sylke Tannhäuser, deutsche Schriftstellerin
- 06. März: Jacob Thiessen, paraguayisch-schweizerischer Theologe
- 06. März: John Henry Thomas Jr., US-amerikanischer American-Football-Spieler
- 06. März: Andreas Trumpp, deutscher Biologe und Krebsforscher
- 06. März: Yang Xiao, chinesische Ruderin
- 07. März: Mike Aljoe, US-amerikanischer Bobsportler
- 07. März: Christophe Badoux, Schweizer Comiczeichner und Illustrator († 2016)
- 07. März: Bret Easton Ellis, US-amerikanischer Schriftsteller
- 07. März: Hans-Georg Engelke, deutscher Jurist
- 07. März: Alberto Fuguet, chilenischer Schriftsteller, Filmregisseur und -produzent

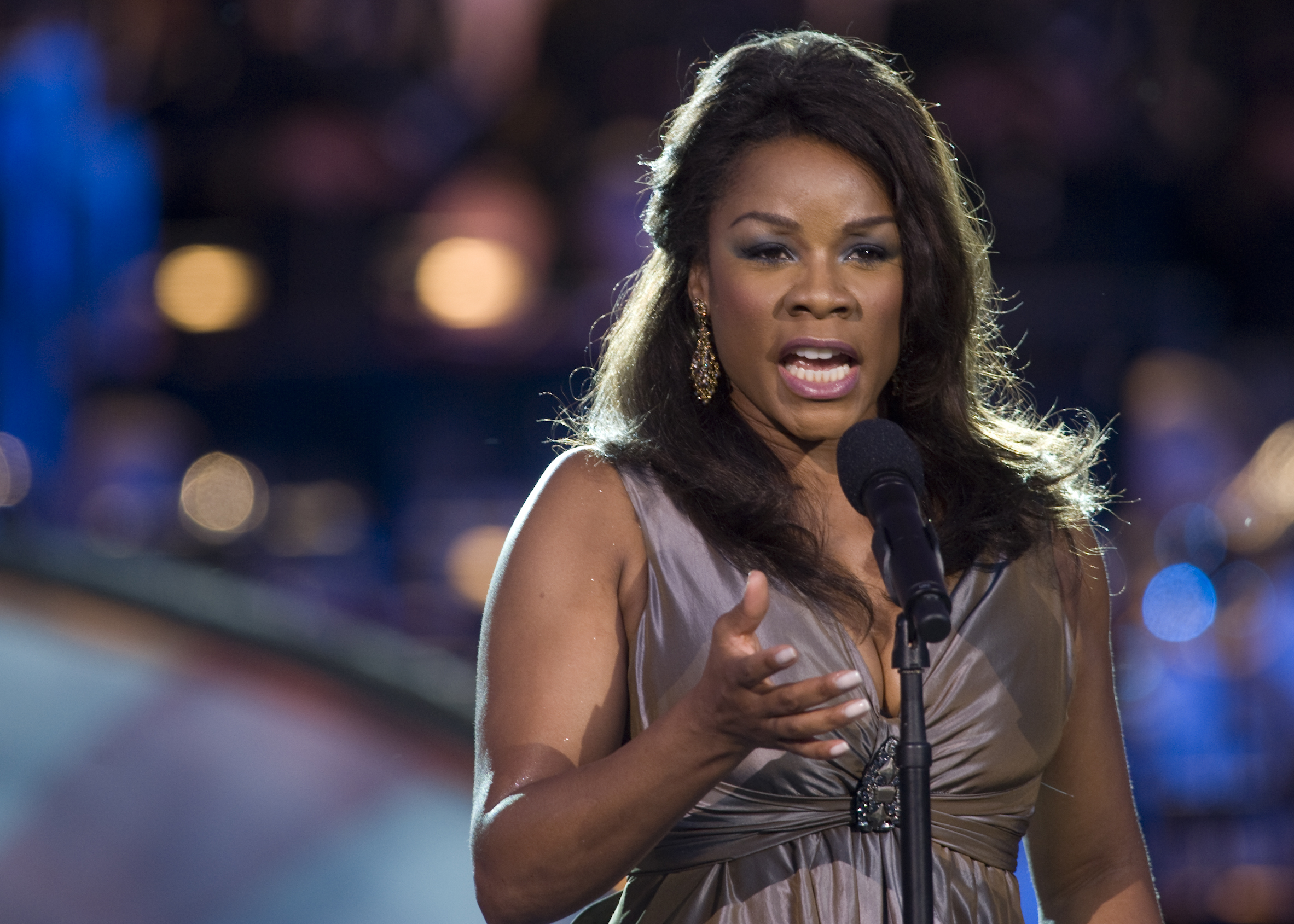
Denyce Graves

- 07. März: Denyce Graves, US-amerikanische Opernsängerin
- 07. März: Armen Harutjunjan, armenischer Jurist und Richter am Europäischen Gerichtshof
- 07. März: Mark Hengst, US-amerikanischer Schauspieler
- 07. März: Freddy Heß, deutscher Fußballspieler
- 07. März: Christian von Hirschhausen, deutscher Wirtschaftswissenschaftler
- 07. März: Jan von Klewitz, deutscher Jazz-Saxophonist
- 07. März: José Carlos Malato, portugiesischer Fernseh- und Radiomoderator
- 07. März: Michail Popkow, russischer Serienmörder
- 07. März: Tommy Sheridan, schottischer Politiker
- 07. März: Wanda Sykes, US-amerikanische Schauspielerin
- 07. März: Rainer Wendl, deutscher Jurist
- 07. März: Oliver Wiertz, deutscher Philosoph
- 07. März: Wladimir Smirnow, kasachischer Skilangläufer
- 08. März: Antonio Barbarino, deutsch-italienischer Taekwondo-Trainer und Sportfunktionär
- 08. März: Thomas Bezucha, US-amerikanischer Regisseur und Drehbuchautor
- 08. März: Christoph Börner, deutscher Betriebswirt und Hochschullehrer
- 08. März: Zbigniew Chlebowski, polnischer Politiker

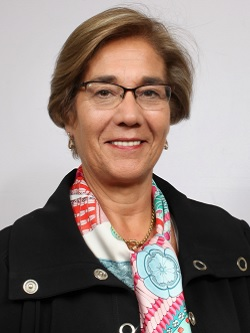
Luz Ebensperger

- 08. März: Luz Ebensperger, chilenische Anwältin und Politikerin
- 08. März: Ulrike Hilpert-Zimmer, deutsche Juristin und Richterin
- 08. März: Peter Gill, englischer Schlagzeuger
- 08. März: Hermann Knapp, österreichischer Schriftsteller
- 08. März: Tomasz Latos, polnischer Politiker
- 08. März: Hermann Mückler, österreichischer Ethnologe, (Ethno-)Historiker und Politikwissenschaftler
- 08. März: Mark Oaten, britischer Politiker
- 08. März: Yasuharu Sorimachi, japanischer Fußballspieler und -trainer
- 08. März: Félix Stevens, kubanischer Leichtathlet
- 08. März: Martin Vetter, deutscher Theologe
- 08. März: Attila Vidnyánszky, ukrainisch-ungarischer Theaterregisseur und Intendant
- 09. März: Juliette Binoche, französische Schauspielerin
- 09. März: Torgeir Bjørn, norwegischer Skilangläufer
- 09. März: Sibylle Burger-Bono, Schweizer Politikerin
- 09. März: Paul Caligiuri, US-amerikanischer Fußballspieler
- 09. März: Edward Doyle, irischer Springreiter
- 09. März: Alberto Elli, italienischer Radsportler
- 09. März: Sondra van Ert, US-amerikanische Skirennläuferin und Snowboarderin
- 09. März: Herbert Fandel, deutscher Pianist, Fußballschiedsrichter und -funktionär
- 09. März: Kerstin Geis, deutsche Politikerin
- 09. März: Phil Housley, US-amerikanischer Eishockeyspieler und -trainer
- 09. März: Valérie Lemercier, französische Schauspielerin, Filmregisseurin, Drehbuchautorin und Sängerin
- 09. März: Tomomitsu Niimi, Mitglied der Sekte Aum Shinrikyo († 2018)
- 09. März: Adriana Peña, uruguayische Zahnärztin und Politikerin
- 09. März: Gábor Pintér, ungarischer Geistlicher und Diplomat
- 09. März: Volker Westhagemann, deutscher Leichtathlet
- 09. März: Habib Zargarpour, iranischer Filmtechniker
- 10. März: Jaklein al-Duqom, jordanische Tischtennisspielerin
- 10. März: Édith Bongo, gabunische „Première Dame“ († 2009)
- 10. März: Neneh Cherry, schwedische Sängerin, Rapperin und Produzentin
- 10. März: Edward, Duke of Edinburgh, jüngster Bruder von König Charles III.
- 10. März: Lüder Fasche, deutscher Kriminalbeamter und Gewerkschaftler
- 10. März: Wolfram Faust, deutscher Kanute und Ausrichter von Drachenbootveranstaltungen
- 10. März: Ahmet Genç, türkischer Fußballspieler und -trainer
- 10. März: Nils Gessinger, deutscher Pianist, Arrangeur, Komponist, Produzent und Bigband-Leiter
- 10. März: Peter van Ham, deutscher Buchautor, Fotograf und Ausstellungskurator
- 10. März: Andreas Höfer, deutscher Kameramann
- 10. März: Jacek Jaśkowiak, polnischer Politiker
- 10. März: Jim Johannson, US-amerikanischer Eishockeyspieler und -funktionär († 2018)
- 10. März: Joachim Müller-Jung, deutscher Wissenschaftsjournalist
- 10. März: Hubert Nuss, deutscher Jazz-Pianist und Komponist
- 10. März: Toni Polster, österreichischer Fußballspieler
- 10. März: Andrea Schober, deutsche Schauspielerin
- 10. März: Richard Wiedl, deutscher Sänger
- 11. März: Damares Alves, brasilianische Geistliche und Politikerin
- 11. März: Joel Benjamin, US-amerikanischer Schachmeister
- 11. März: Peter Berg, US-amerikanischer Schauspieler, Drehbuchautor, Filmproduzent und -regisseur
- 11. März: Barbara Bollwahn, deutsche Journalistin, Schriftstellerin und Übersetzerin († 2018)
- 11. März: Libba Bray, US-amerikanische Autorin
- 11. März: Steffen Bringmann, deutscher Leichtathlet
- 11. März: Emma Chambers, britische Schauspielerin († 2018)
- 11. März: Karin Gastinger, österreichische Juristin, Politikerin und Bundesministerin
- 11. März: Andréas Härry, Schweizer Musicalautor, Produzent, Theaterleiter und Journalist
- 11. März: Raimo Helminen, finnischer Eishockeyspieler
- 11. März: Christian Henn, deutscher Radrennfahrer
- 11. März: Andreas Kohn, deutscher Opernsänger, Dozent und Professor
- 11. März: Leena Lehtolainen, finnische Schriftstellerin
- 11. März: Jarosław Morawiecki, polnischer Eishockeyspieler und -trainer
- 11. März: Ferenc Palánki, ungarischer Geistlicher
- 11. März: Vinnie Paul, Schlagzeuger der Thrash-Metal-Band Pantera († 2018)
- 11. März: Paolo Pellegrin, italienischer Fotograf
- 11. März: Carlos Scanavino, uruguayischer Schwimmer
- 11. März: Winsome Sears, US-amerikanische Politikerin, Soldatin und Geschäftsfrau
- 11. März: Theo Smeets, niederländischer Schmuckgestalter
- 12. März: Natallja Baschynskaja, sowjetische und belarussische Biathletin und -trainerin
- 12. März: Kym Carter, US-amerikanische Siebenkämpferin
- 12. März: Waldemar Cotelo, uruguayischer Leichtathlet
- 12. März: Dieter Eckstein, deutscher Fußballspieler
- 12. März: Kimiko Jinnai, japanische Badmintonspielerin und Sportjournalistin
- 12. März: Magnus Knutsson, schwedischer Radrennfahrer
- 12. März: Petra Meyer, deutsche Fußballspielerin
- 12. März: Cesare Di Pietro, italienischer Geistlicher
- 12. März: Kathrin Razum, deutsche Übersetzerin
- 12. März: Vladimir Romanov, russisch-deutscher Komponist und Pianist
- 12. März: Ömirsaq Schökejew, kasachischer Politiker
- 12. März: Katrin Süss, deutsche Künstlerin
- 12. März: Athol Trollip, südafrikanischer Politiker
- 12. März: Toni Vetrano, deutscher Politiker
- 12. März: Mirta Wons, argentinische Schauspielerin
- 13. März: Steve Collins, kanadischer Skispringer
- 13. März: Michael Gonzales, US-amerikanischer Zehnkämpfer und Bobfahrer
- 13. März: Berthold Herrendorf, deutscher Ökonom († 2022)
- 13. März: Uwe Jurdeczka, deutscher Ingenieur und Wissenschaftler
- 13. März: Danielle Proskar, österreichische Filmregisseurin, Kamerafrau und Drehbuchautorin
- 13. März: Anette Röttger, deutsche Politikerin
- 13. März: Myron Shekelle, US-amerikanischer Primatologe und Anthropologe
- 13. März: Josef Staudner, deutscher Fußballspieler
- 13. März: Torsten Stoll, deutscher Schauspieler
- 13. März: Michael Vassiliadis, deutscher Gewerkschafter
- 14. März: Bryan Clark, US-amerikanischer Wrestler
- 14. März: Hubert Egger, italienischer Medizintechniker
- 14. März: Paul Flaherty, US-amerikanischer Informatiker und Elektroingenieur († 2006)
- 14. März: Yannis Kakridis, deutscher Slawist
- 14. März: Bernd Kasten, deutscher Historiker und Archivar
- 14. März: Kathy Lie, norwegische Politikerin
- 14. März: Anna Olsson, schwedische Kanutin, Olympiasiegerin und Weltmeisterin
- 14. März: Dred Scott, US-amerikanischer Jazzmusiker
- 14. März: Jari Sinkari, finnischer Diplomat
- 14. März: Ferhat Tunç, türkisch-deutscher Musiker, Menschenrechtler und Politiker
- 14. März: Katrin Vogel, deutsche Politikerin und Steuerberaterin
- 14. März: Christopher Keith Willis, südafrikanischer Entomologe und Naturschützer
- 14. März: Iuliu Winkler, rumänischer Politiker
- 15. März: Éric Besnard, französischer Filmregisseur und Drehbuchautor
- 15. März: Mario Canori, österreichischer Unternehmer und Politiker
- 15. März: Franck Dezoteux, französischer Unternehmer und Automobilrennfahrer
- 15. März: Philippe Gardent, französischer Handballspieler und -trainer
- 15. März: Pitsi Høegh, grönländische Politikerin
- 15. März: Fernando De Napoli, italienischer Fußballspieler
- 15. März: Philipp Gabriel Renczes, deutscher Jesuit und Theologe
- 15. März: Rockwell, US-amerikanischer R&B-Sänger
- 15. März: Aldnei Siqueira, brasilianischer Kommunalpolitiker

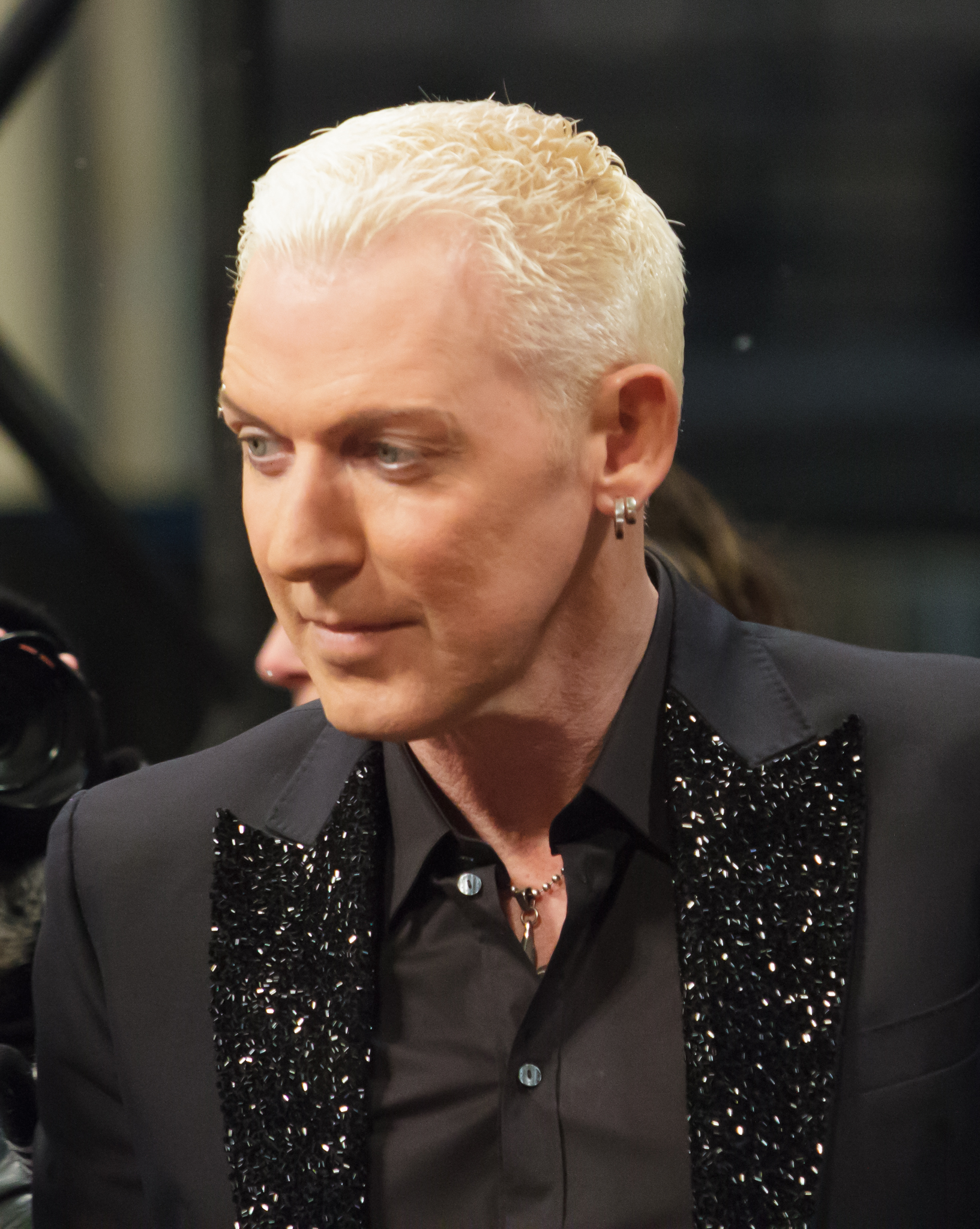
H. P. Baxxter, 2013

- 16. März: H. P. Baxxter, deutscher Sänger
- 16. März: Joël Corminbœuf, Schweizer Fußballspieler
- 16. März: Thomas Ebers, deutscher Fachbuchautor, Referent und Verleger
- 16. März: Andrew Feinstein, südafrikanischer Politiker und Sachbuchautor
- 16. März: Flavia Fortunato, italienische Popsängerin, Fernseh- und Radiomoderatorin
- 16. März: Frank Fuchs, deutscher Buch- und Offsetdrucker sowie Genealoge († 2018)
- 16. März: Thomas Fuchs, deutscher Autor und Journalist
- 16. März: Frauke Gerlach, deutsche Juristin
- 16. März: Patty Griffin, US-amerikanische Sängerin und Songschreiberin
- 16. März: Yvette Herrell, US-amerikanische Politikerin
- 16. März: Paul Kelly, irisch-US-amerikanischer Sänger und Musiker
- 16. März: Mathias Mogge, deutscher Agraringenieur, Umweltwissenschaftler und Generalsekretär der Welthungerhilfe
- 16. März: Sören Olsson, schwedischer Kinder- und Jugendbuchautor
- 16. März: Pascal Richard, Schweizer Radrennfahrer, Olympiasieger und Weltmeister
- 16. März: Stefan Rößle, deutscher Politiker
- 16. März: Jörg Schmadtke, deutscher Fußballspieler
- 16. März: Michael Schneider, deutscher Fußballspieler
- 16. März: Peter Schneider, deutscher Schwimmsportler
- 16. März: Beat Schumacher, Schweizer Radrennfahrer
- 16. März: Gore Verbinski, US-amerikanischer Regisseur und Drehbuchautor
- 16. März: Carola Wegerle, deutsche Schauspielerin und Autorin
- 16. oder 17. März: Andrew Abraham, britischer Soulsänger
- 17. März: Stefano Borgonovo, italienischer Fußballspieler und -trainer († 2013)
- 17. März: Lee Dixon, englischer Fußballspieler
- 17. März: Roman Dumbadse, georgischer General († 2012)
- 17. März: Urban Frey, Schweizer Panflötenspieler und Komponist
- 17. März: Pat Fry, britischer Ingenieur
- 17. März: Bernd Jeffré, deutscher Handbiker
- 17. März: Rob Lowe, US-amerikanischer Schauspieler
- 17. März: Franz Marchat, österreichischer Politiker und Landwirtschaftsmeister
- 17. März: Virginijus Ražukas, litauischer Politiker
- 17. März: Claus Reitmaier, deutscher Fußballtorwart
- 17. März: Maren Rennpferdt, deutsche Juristin
- 17. März: Andrei Sagrjaschski, russischer Skispringer
- 17. März: Jacques Songo’o, kamerunischer Fußballtorwart
- 17. März: Ron Spielman, deutscher Sänger, Gitarrist und Komponist
- 17. März: Ilona Stumpe-Speer, deutsche Schriftstellerin
- 17. März: Ingolf Turban, deutscher Violinist
- 18. März: Michael Arndt, deutscher Autor und Verleger
- 18. März: Seymore Butts, US-amerikanischer Pornodarsteller und Pornofilmregisseur
- 18. März: Joe Christen, Schweizer Politiker
- 18. März: Paul Elliott, englischer Fußballspieler
- 18. März: Michael Narten, deutscher Graphikdesigner, Autor und Architekturfotograf
- 18. März: Frank Nitsche, deutscher Fußballspieler
- 18. März: Isabel Noronha, mosambikanische Regisseurin und Filmemacherin
- 18. März: Courtney Pine, britischer Jazz-Saxophonist
- 18. März: Sadie Plant, britische Philosophin, Kulturtheoretikerin und Autorin
- 18. März: Volker Richter, deutscher Politiker
- 18. März: Abelardo Rondón, kolumbianischer Radrennfahrer
- 18. März: Rozalla, simbabwische Sängerin
- 18. März: Alena Schillerová, tschechische Juristin und Politikerin
- 18. März: Giovanni Sostero, italienischer Amateurastronom († 2012)
- 19. März: Marcus Croonen, deutscher Fußballtorwart
- 19. März: Sergei Igorewitsch Dmitrijew, russischer Fußballspieler und -trainer († 2022)
- 19. März: Nicola Larini, italienischer Automobilrennfahrer
- 19. März: Wolfram Manzenreiter, deutscher Japanologe
- 19. März: James McKernan, britischer Mathematiker
- 19. März: Marjorie Monaghan, US-amerikanische Schauspielerin
- 19. März: Bristow Muldoon, schottischer Politiker
- 19. März: Philippe Prette, italienischer Unternehmer und Automobilrennfahrer
- 19. März: Martin Staab, deutscher Kommunalpolitiker
- 19. März: Jake Weber, britischer Schauspieler
- 19. März: Roy Wegerle, südafrikanischer Fußballspieler
- 19. März: Kanno Yōko, japanische Komponistin
- 20. März: Natacha Atlas, belgische Musikerin
- 20. März: Radij Faritowitsch Chabirow, russischer Politiker
- 20. März: Ruth Davidon, US-amerikanische Ruderin
- 20. März: Anne Dufourmantelle, französische Psychoanalytikerin, Philosophin und Autorin († 2017)
- 20. März: Werner Erni, Schweizer Politiker
- 20. März: Anne Fingerling, deutsche Kunsthistorikerin, Autorin und Journalistin († 2022)
- 20. März: (oder 1967) Bryan Genesse, kanadischer Schauspieler und Kampfkunst-Choreograph
- 20. März: Slavko Kacunko, kroatischer Kunsthistoriker, Medientheoretiker und Philosoph
- 20. März: Aleksandrs Mirskis, lettischer Politiker
- 20. März: Christof Parnreiter, deutscher Professor
- 20. März: Bill Pritchard, britischer Sänger und Songwriter
- 20. März: Alfred Sonders, deutscher Regionalpolitiker
- 21. März: Frank Baltrusch, deutscher Schwimmer
- 21. März: Giuseppe Baturi, italienischer Geistlicher
- 21. März: Andreas Braun, deutscher Politiker
- 21. März: Magnus Brechtken, deutscher Historiker
- 21. März: Kaori Ekuni, japanische Schriftstellerin
- 21. März: Ieuan Evans, walisischer Rugby-Union-Spieler
- 21. März: Axel Klein, deutscher Chemiker und Hochschullehrer
- 21. März: Lars Lunde, dänischer Fußballspieler und -trainer
- 21. März: Danny Miranda, US-amerikanischer Bassist

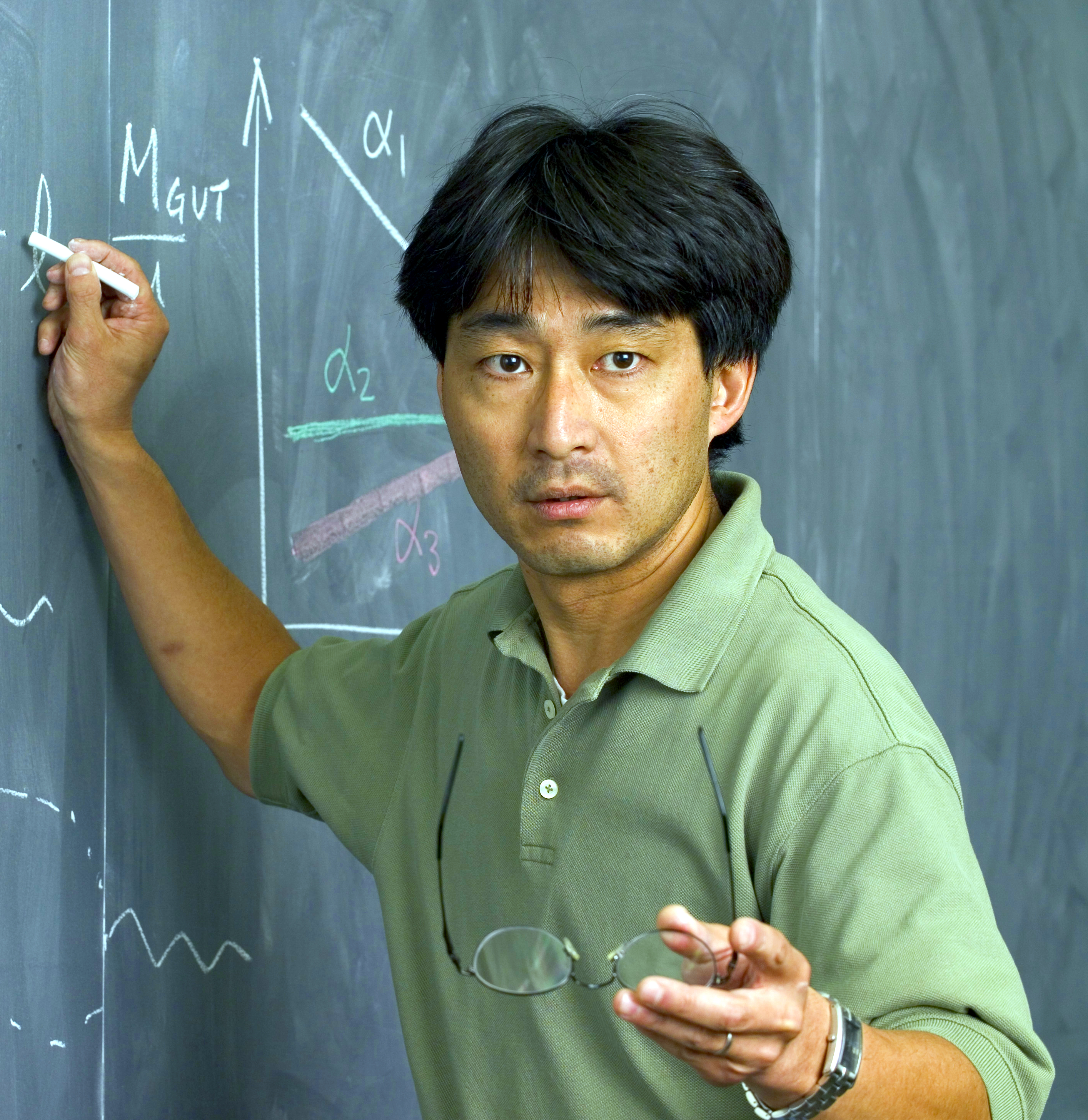
Hitoshi Murayama, 2005

- 21. März: Hitoshi Murayama, japanischer theoretischer Physiker
- 21. März: Ahmed Radhi, irakischer Fußballspieler und Politiker († 2020)
- 21. März: Elmar Schäfer, deutscher Film-, Musikproduzent und Drehbuchautor
- 21. März: Gregor Karl Wenning, deutscher Neurologe († 2024)
- 22. März: Ioana Badea, rumänische Ruderin
- 22. März: Helmut Fleischer, deutscher Fußballschiedsrichter
- 22. März: Katrin Hesse, deutsche Professorin
- 22. März: Michael Hesemann, deutscher Historiker, Autor und Dokumentarfilmer
- 22. März: Sabine Kohleisen, deutsche Managerin
- 22. März: Achim Köhler, deutscher Politiker
- 22. März: Martin Lindner, deutscher Jurist und Politiker
- 22. März: Jean-Luc Martinez, französischer Klassischer Archäologe
- 22. März: Bernd Müller-Röber, deutscher Molekularbiologe
- 22. März: Eugene O’Brien, britischer Automobilrennfahrer

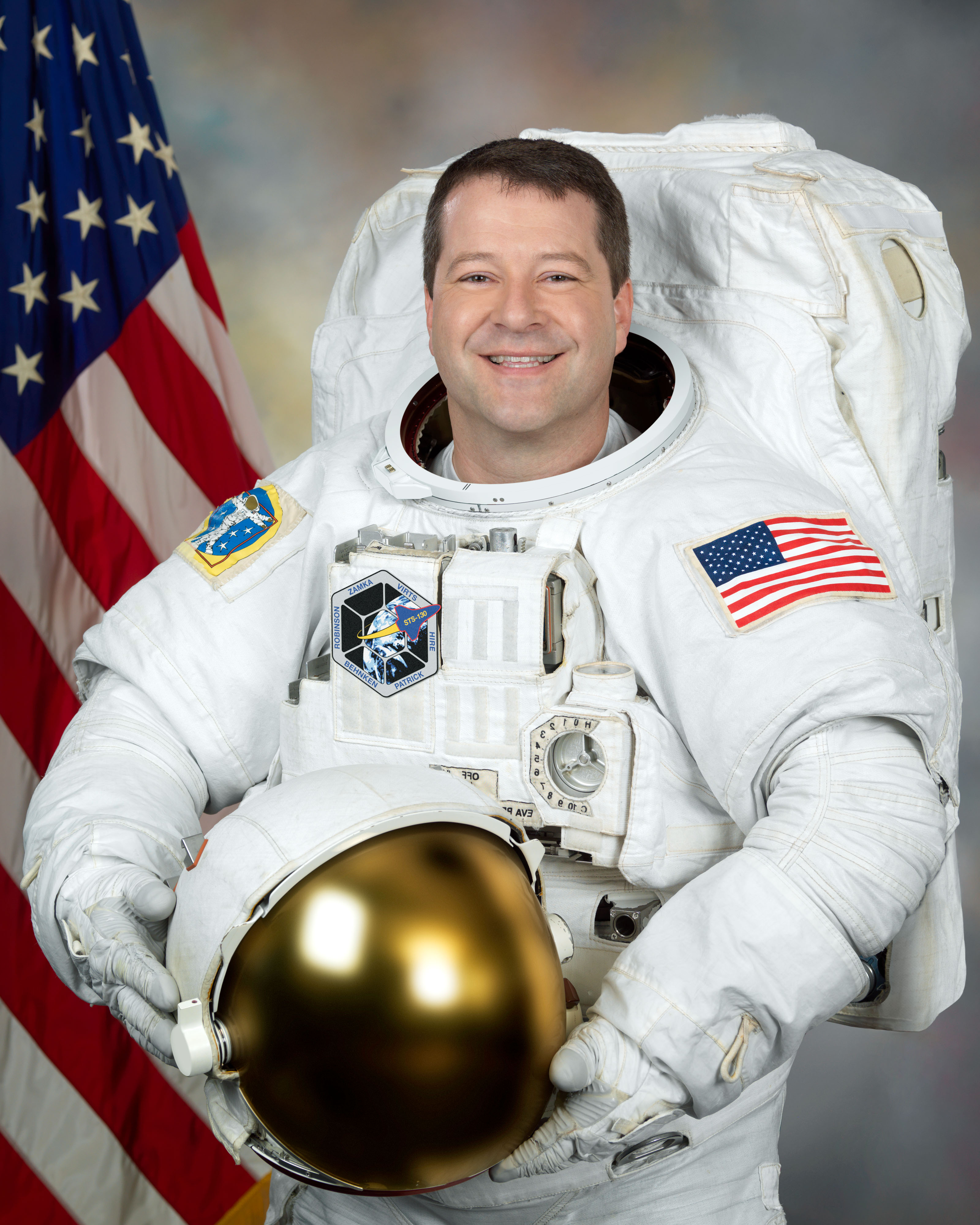
Nicholas Patrick

- 22. März: Nicholas Patrick, britisch-US-amerikanischer Astronaut
- 22. März: Tristan Schulze, deutscher Musiker und Filmkomponist
- 22. März: Tom Wolf, deutscher Literaturwissenschaftler und Schriftsteller
- 23. März: Okan Bayülgen, türkischer Schauspieler, Moderator, Synchronsprecher und Regisseur
- 23. März: Domenico Di Carlo, italienischer Fußballspieler und -trainer
- 23. März: Louis Corriveau, kanadischer Geistlicher
- 23. März: Hope Davis, US-amerikanische Schauspielerin
- 23. März: Chris Henchy, US-amerikanischer Drehbuchautor, Filmproduzent und Executive Producer
- 23. März: Susanne Künzig, deutsche Handballschiedsrichterin
- 23. März: Edward Hiiboro Kussala, südsudanesischer Geistlicher
- 23. März: Bettina Obrecht, deutsche Schriftstellerin und Übersetzerin
- 23. März: John Pinette, US-amerikanischer Komiker und Schauspieler († 2014)
- 23. März: Heike Schäfer, deutsche Schlagersängerin
- 23. März: Ulrich Maximilian Schumann, Kunst-, Architekturhistoriker und Publizist
- 23. März: Martin Werding, deutscher Professor
- 23. März: Massimo Zanotti, san-marinesischer Fußballspieler
- 23. März: Mary Zophres, US-amerikanische Kostümbildnerin
- 24. März: Giovanni Arvaneh, deutscher Schauspieler († 2025)
- 24. März: Agnès Durdu, luxemburgische Rechtsanwältin und Politikerin
- 24. März: Marek Kamiński, polnischer Polarforscher, Autor, Photograph und Unternehmer
- 24. März: Verena Kiefer, deutsche Übersetzerin
- 24. März: Guy Krneta, Schweizer Bühnenautor und Schriftsteller
- 24. März: Detlef Landeck, deutscher Jazzposaunist und Musikpädagoge
- 24. März: Claude Landenbergue, Schweizer Schachspieler
- 24. März: Frank Mastiaux, deutscher Manager
- 24. März: Liz McColgan, schottische Leichtathletin und Olympionikin
- 24. März: Tony Overwater, niederländischer Bassist und Komponist
- 24. März: Qairat Qoschamscharow, kasachischer Politiker
- 24. März: Oreste Rossi, italienischer Politiker
- 24. März: Hans Schwaier, deutscher Tennisspieler
- 24. März: Steve Souza, US-amerikanischer Metal-Sänger
- 24. März: Jaan Tätte, estnischer Dramatiker, Dichter, Schauspieler und Sänger
- 24. März: Neri José Tondello, brasilianischer Geistlicher
- 24. März: David Ungureit, deutscher Drehbuchautor
- 25. März: Kate DiCamillo, US-amerikanische Autorin
- 25. März: Christine von Grünigen, Schweizer Skirennläuferin
- 25. März: LisaGay Hamilton, US-amerikanische Schauspielerin
- 25. März: Johnny Hansen, dänischer Fußballspieler
- 25. März: René Meulensteen, niederländischer Fußballtrainer
- 25. März: Maja Nielsen, deutsche Autorin
- 25. März: Buzz Osborne, US-amerikanischer Sänger, Gitarrist und Produzent
- 25. März: Andrew Paris, US-amerikanischer Schauspieler
- 25. März: Thomas Petry, deutscher Politiker
- 25. März: José Pintos Saldanha, uruguayischer Fußballspieler
- 25. März: Jeryl Prescott, US-amerikanische Schauspielerin
- 25. März: Alexei Alexejewitsch Prokurorow, russisch-sowjetischer Skilangläufer und Trainer († 2008)
- 25. März: Sven Schröder, deutscher Politiker
- 25. März: Leopoldo Siano, italienischer Drehbuchautor und Moderator
- 25. März: Kurt Strohmayer-Dangl, österreichischer Politiker
- 25. März: Richard Vivien, französischer Radsportler
- 25. März: Christian Welzel, deutscher Politikwissenschaftler
- 25. März: Ken Wregget, kanadischer Eishockeytorwart
- 26. März: Crisódio Araújo, osttimoresischer Schriftsteller und Politiker († 2021)
- 26. März: Todd Barry, US-amerikanischer Stand-up-Comedian, Schauspieler und Synchronsprecher
- 26. März: Allan Bester, kanadischer Eishockeytorwart
- 26. März: Wolfgang Gottfried Buchmüller, deutsch-österreichischer Priestermönch
- 26. März: Martin Donnelly, nordirischer Automobilrennfahrer
- 26. März: Michael Frontzeck, deutscher Fußballspieler und Trainer
- 26. März: Lydia Hüskens, deutsche Politikerin
- 26. März: Jörg Junhold, deutscher Tierarzt und seit 1997 Direktor des Zoos Leipzig
- 26. März: Cynthia MacGregor, US-amerikanische Tennisspielerin († 1996)
- 26. März: Maria Miller, britische Politikerin
- 26. März: Staffan Olsson, schwedischer Handballspieler und -trainer
- 26. März: Tilman Repgen, deutscher Privatrechtler und Rechtshistoriker
- 26. März: Ulf Samuelsson, schwedischer Eishockeyspieler und -trainer
- 26. März: Arnaldo da Silva, brasilianischer Leichtathlet
- 26. März: Ulrich Spiesshofer, deutsch-schweizerischer Manager
- 26. März: Nick Vivian, britischer Drehbuchautor
- 26. März: Ed Wasser, US-amerikanischer Schauspieler
- 27. März: Carolin van Bergen, deutsche Schauspielerin und Synchronsprecherin († 1990)
- 27. März: Josef Eisl, österreichischer Landwirtschaftsmeister und Politiker
- 27. März: Alexander Golubjow, sowjetisch-russischer Skilangläufer
- 27. März: Roland Härdtner, deutscher Musiker
- 27. März: Peter Hartwig, deutscher Filmproduzent und Filmproduktionsleiter
- 27. März: Sebastian Holecek, österreichischer Opernsänger
- 27. März: Guido Krause, deutscher Fußballspieler
- 27. März: Kad Merad, französischer Filmschauspieler und Drehbuchautor
- 27. März: Ger Shin-ming, taiwanischer Badmintonspieler
- 27. März: Sukhvinder Singh Sukhu, indischer Politiker
- 27. März: Katharina Wiesflecker, österreichische Politikerin
- 27. März: Martine Wonner, französische Psychiaterin und Politikerin
- 28. März: Peter Hanke, österreichischer Manager und Politiker
- 28. März: Sayed Mubarak al-Kuwari, katarischer Leichtathlet
- 28. März: Stefan Offermanns, deutscher Mediziner und Pharmakologe
- 28. März: José Antonio Rodríguez, spanischer Flamenco-Gitarrist, Komponist und Musik-Professor
- 28. März: Hermann Scherer, deutscher Autor und Vortragsredner
- 28. März: Felix Scheuerpflug, deutsch-amerikanischer Konzertveranstalter, Künstlermanager, Produzent, Autor und Schwimmer
- 28. März: Marián Valach, slowakischer Fußballspieler
- 28. März: Jelena Winogradowa, russische Leichtathletin
- 29. März: Stefan Benz, deutscher Chirurg und Onkologe
- 29. März: Sylvia Bambala Chalikosa, sambische Politikerin
- 29. März: Alberto Di Chiara, italienischer Fußballspieler
- 29. März: Catherine Cortez Masto, US-amerikanische Politikerin
- 29. März: Frank Fröhlich, deutscher Akustik-Gitarrist und Komponist
- 29. März: Grace Fu, singapurische Politikerin
- 29. März: Michael Herzberg, deutscher Schachkomponist
- 29. März: Klaus Just, deutscher Leichtathlet
- 29. März: Richard Kromm, US-amerikanischer Eishockeyspieler und -trainer
- 29. März: Elle Macpherson, australische Schauspielerin und Fotomodell
- 29. März: Christoph Müller-Meinhard, deutscher Konteradmiral
- 29. März: Andreas Obering, deutscher Comedian und Schauspieler
- 29. März: Christian Offergeld, deutscher Mediziner und Hochschullehrer
- 29. März: Virgilijus Pozingis, litauischer Politiker
- 29. März: Uwe Trommer, deutscher Fußballspieler und -trainer
- 29. März: Jörg Weimann, deutscher Anästhesist und Intensivmediziner
- 29. März: Oleksandr Wolkow, sowjetisch-ukrainischer Basketballspieler und Politiker
- 30. März: Muhammed Altıntaş, türkischer Fußballspieler
- 30. März: Oliver Bange, deutscher Historiker, Sozialwissenschaftler und Publizist

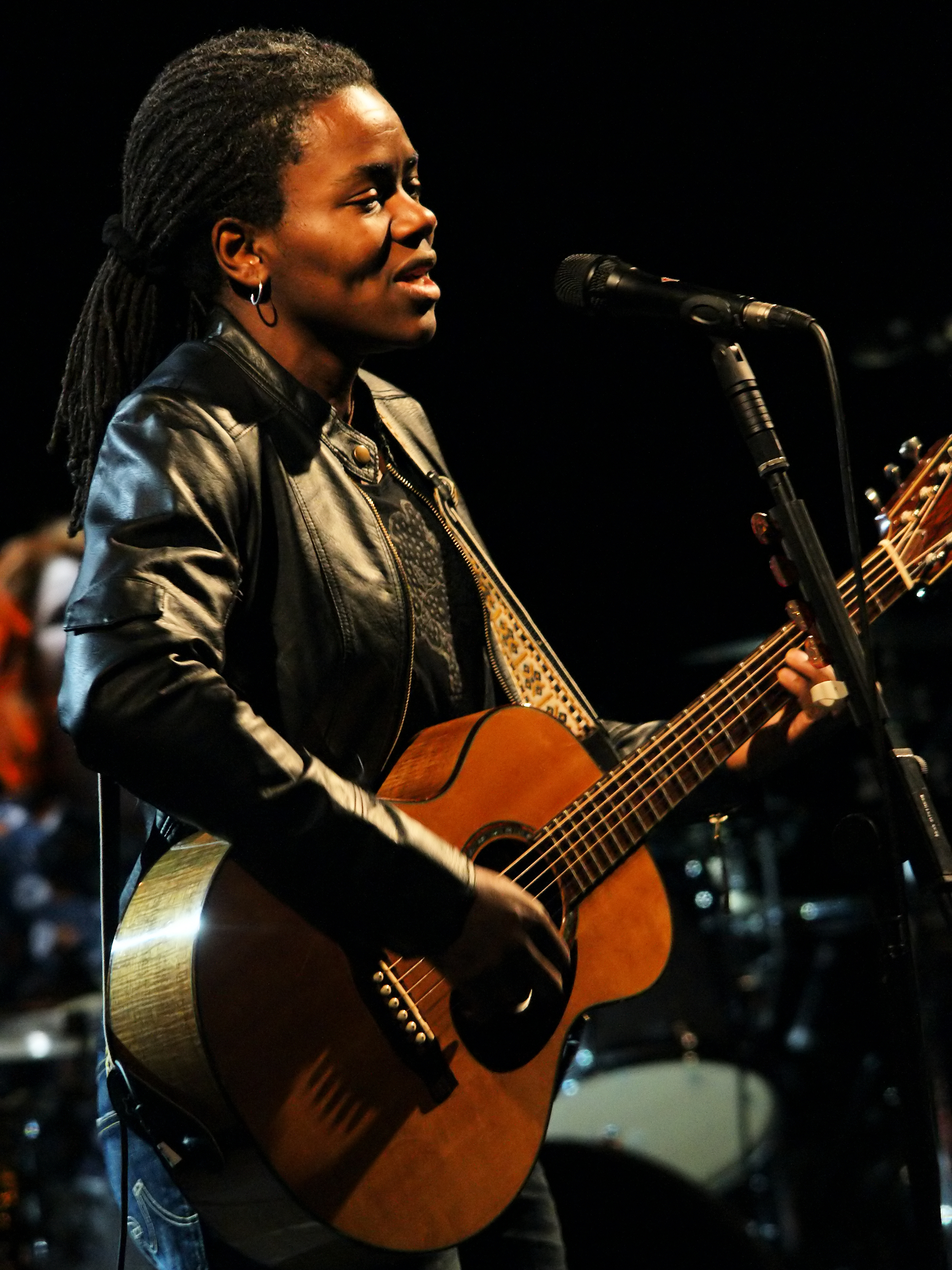
Tracy Chapman, 2009

- 30. März: Tracy Chapman, US-amerikanische Sängerin und Songschreiberin
- 30. März: Mauro Galvano, italienischer Boxer
- 30. März: Thomas Heinze, deutsch-amerikanischer Filmschauspieler
- 30. März: Rüdiger Hoffmann, deutscher Kabarettist und Musiker
- 30. März: Maria Hofstätter, österreichische Film- und Theaterschauspielerin
- 30. März: Corey Millen, US-amerikanischer Eishockeyspieler
- 30. März: Stefan Wolfinger, liechtensteinischer Fußballspieler
- 30. März: Ian Ziering, US-amerikanischer Schauspieler
- 31. März: Constanze Angermann, deutsche Journalistin und Fernsehmoderatorin
- 31. März: Ernst Christl, deutscher Radrennfahrer
- 31. März: Isabella Ferrari, italienische Schauspielerin
- 31. März: Nikolaj Iliew, bulgarischer Fußballspieler
- 31. März: Martina Kempf, deutsche Juristin, Lebensrechtlerin und Politikerin
- 31. März: Max Lunga, simbabwischer Fußballspieler und -trainer
- 31. März: Jean-Claude Perez, französischer Politiker
- 31. März: Kerstin Schipper, deutsche Juristin und Vorsitzende Richterin am Bundesverwaltungsgericht
- 31. März: Patrick Steadman, US-amerikanischer Politiker
- 31. März: Andreas Steiner, österreichischer Leichtathlet
- 31. März: Oleksandr Turtschynow, ukrainischer Politiker
- 31. März: Jürgen Wegmann, deutscher Fußballspieler

### April
- 01. April: Abd an-Nasir Musa Abu l-Basal, jordanischer Geistlicher und Rechtsgelehrter.
- 01. April: Scott E. Anderson, US-amerikanischer Spezialeffektkünstler
- 01. April: Kersten Angela Artus, deutsche Journalistin
- 01. April: John Bosch, niederländischer Automobilrennfahrer
- 01. April: Erik Breukink, niederländischer Profi-Radsportler und Teammanager
- 01. April: Sarah Darwin, britische Botanikerin
- 01. April: Chris Lee, US-amerikanischer Politiker
- 01. April: Many Maurer, Schweizer Gitarrist, Bassist, Songwriter und Produzent
- 01. April: Dagmar Mißfeldt, deutsche Skandinavistin und Übersetzerin
- 01. April: Mohammed Moussaoui, französischer Hochschullehrer
- 01. April: Iris Nentwig-Gesemann, deutsche Erziehungswissenschaftlerin und Hochschullehrerin
- 01. April: Igor Wladimirowitsch Tschumak, russisch-französischer Handballspieler
- 01. April: Swetla Wassilewa, bulgarische Publizistin und Bloggerin
- 01. April: Karl Wöber, österreichischer Wirtschaftspädagoge und Tourismuswissenschaftler
- 01. April: Henning Zoz, deutscher Unternehmer († 2024)
- 02. April: Elke Achleitner, österreichische Geodätin und Politikerin
- 02. April: Gintaras Balčiūnas, litauischer Wirtschaftsjurist, Rechtsanwalt und Justizminister
- 02. April: Harald Beyer, chilenischer Politiker
- 02. April: Laurent Dehors, französischer Jazzmusiker
- 02. April: Béatrice Graf, Schweizer Musikerin
- 02. April: Andreas Grünbichler, österreichischer Wirtschaftswissenschaftler und Finanzmanager
- 02. April: Goran Karan, kroatischer Sänger
- 02. April: Manuela Kay, deutsche Journalistin, Autorin, Filmemacherin und Verlegerin
- 02. April: Pirkko Mattila, finnische Politikerin
- 02. April: Gregory Lawrence Parkes, US-amerikanischer Geistlicher
- 02. April: Didier Tholot, französischer Fußballspieler und -trainer
- 02. April: James Sean Wall, US-amerikanischer Geistlicher
- 03. April: Lincoln Asquith, britischer Sprinter
- 03. April: Marco Ballotta, italienischer Fußballspieler
- 03. April: Richard Bella, zentralafrikanischer Basketballspieler
- 03. April: Jean-Jacques Conceição, angolanisch-portugiesischer Basketballspieler
- 03. April: Ole Diehl, deutscher Diplomat und Politikwissenschaftler
- 03. April: Sebastião Lima Duarte, brasilianischer Geistlicher
- 03. April: Nigel Farage, britischer Politiker, Kommentator, Autor und Radiomoderator
- 03. April: Almut Getto, deutsche Filmregisseurin und Drehbuchautorin
- 03. April: Florian Hassel, deutscher Journalist
- 03. April: Christian Heindl, österreichischer Musikwissenschaftler und Journalist
- 03. April: Andrei Wjatscheslawowitsch Lomakin, russischer Eishockeyspieler († 2006)
- 03. April: Bjarne Riis, dänischer Radrennfahrer
- 03. April: Jelena Iwanowna Rusina, russische Leichtathletin
- 03. April: Cho Sung-hoon, südkoreanischer Skilangläufer
- 03. April: Jay Weatherill, australischer Politiker
- 04. April: Ralf Allgöwer, deutscher Fußballspieler
- 04. April: Hartmut Augustin, deutscher Journalist
- 04. April: Branco, brasilianischer Fußballspieler
- 04. April: David Cross, US-amerikanischer Stand-up-Comedian und Schauspieler
- 04. April: Satoshi Furukawa, japanischer Astronaut
- 04. April: Michele Gallagher, britische Schauspielerin
- 04. April: Joseph Gan Junqiu, chinesischer römisch-katholischer Erzbischof
- 04. April: Walter Jehowá Heras Segarra, ecuadorianischer Geistlicher
- 04. April: Ivan Korčok, slowakischer Diplomat und Politiker
- 04. April: Sven Loll, deutscher Judoka
- 04. April: Jeremy McWilliams, nordirischer Motorradrennfahrer
- 04. April: Michael Müller, deutscher Fußballspieler und -trainer
- 04. April: Markus Orth, deutscher Manager
- 04. April: Paul Parker, englischer Fußballspieler
- 04. April: Michael Rüdiger, deutscher Manager
- 04. April: Ulrich Schröder, deutscher Grafiker und Comiczeichner
- 04. April: Frank Yallop, kanadischer Fußballspieler und -trainer
- 04. April: John Zandig, US-amerikanischer Wrestler
- 05. April: Steve Beaton, englischer Dartspieler
- 05. April: Neil Eckersley, britischer Judoka
- 05. April: Princess Erika, französische Sängerin und Schauspielerin
- 05. April: Herman Horn Johannessen, norwegischer Segler
- 05. April: Robert Kaehler, US-amerikanischer Ruderer
- 05. April: Stephan Kaluza, deutscher Fotokünstler, Maler und Autor
- 05. April: Michaela Krützen, deutsche Medienwissenschaftlerin
- 05. April: Christoph Kuhner, deutscher Wirtschaftswissenschaftlicher und Hochschullehrer († 2020)
- 05. April: Marius Lăcătuș, rumänischer Fußballspieler und -trainer
- 05. April: Per Pedersen, dänischer Radrennfahrer
- 05. April: Christopher „Kid“ Reid, US-amerikanischer Musiker und Comedian
- 05. April:Thomas Sandmann, deutscher Motorsportler
- 05. April: Dino Stecher, Schweizer Eishockeyspieler und -trainer
- 05. April: Martin Willi, Schweizer Schriftsteller, Regisseur und Schauspieler und Betriebsleiter
- 06. April: Paulo Alves Romão, brasilianischer Geistlicher
- 06. April: Sylvain Beuf, französischer Jazz-Saxophonist, Komponist und Arrangeur
- 06. April: Juliet Cuthbert, jamaikanische Leichtathletin und Olympionikin
- 06. April: Jesse Lee Davis, US-amerikanischer Sänger und Songwriter
- 06. April: René Eijkelkamp, niederländischer Fußballspieler
- 06. April: Michael Heinisch-Kirch, deutscher Diakon und Bürgerrechtler
- 06. April: Joachim Hillenbrand, deutscher Radrennfahrer
- 06. April: Robert Hübner, deutscher Moderator
- 06. April: Anders Huss, schwedischer Eishockeyspieler und -trainer
- 06. April: Katrin Kunert, deutsche Politikerin
- 06. April: Dirk Meissner, deutscher Maler, Cartoonist und Karikaturist
- 06. April: Salem Ould Habib, mauretanischer Ringer
- 06. April: Priit Pajusaar, estnischer Musikproduzent, Schlagerkomponist und Arrangeur
- 06. April: Luíz Antônio dos Santos, brasilianischer Marathonläufer († 2021)
- 06. April: Dirk Schmidt, deutscher Schriftsteller
- 06. April: Geovani Faria da Silva, brasilianischer Fußballspieler
- 06. April: Ola Svensson, schwedischer Fußballspieler
- 06. April: Deborah Theaker, kanadische Schauspielerin
- 06. April: Tim Walz, US-amerikanischer Politiker
- 06. April: Christoph Zuschlag, deutscher Kunsthistoriker
- 07. April: Jace Alexander, US-amerikanischer Schauspieler und Fernsehregisseur
- 07. April: Christian Bernreiter, deutscher Politiker

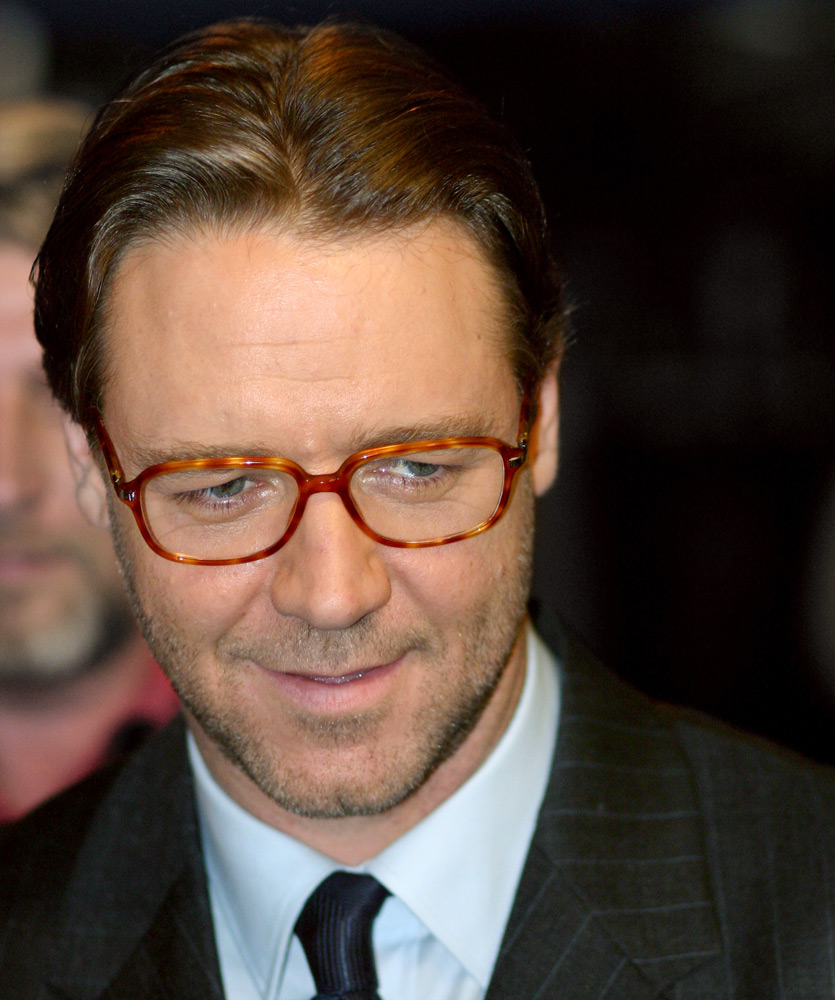
Russell Crowe

- 07. April: Russell Crowe, neuseeländischer Schauspieler
- 07. April: Lesleh Donaldson, kanadische Schauspielerin und Synchronsprecherin
- 07. April: Joe Durant, US-amerikanischer Profigolfer
- 07. April: Nikki Fritz, US-amerikanische Schauspielerin und Model († 2020)
- 07. April: Wiesław Janczyk, polnischer Politiker
- 07. April: Regina Kraushaar, deutsche Physiotherapeutin, Sozialpädagogin und politische Beamtin
- 07. April: Joseph R. Mendelson, US-amerikanischer Herpetologe
- 07. April: Frank Ramond, deutsch-französischer Komponist, Musikproduzent und Sänger
- 07. April: Dale Reinig, deutsch-US-amerikanischer Eishockeyspieler
- 07. April: Alfonso Signorini, italienischer Journalist, Fernsehmoderator und Autor
- 07. April: Robert Sterflinger, deutscher Eishockeyspieler
- 07. April: Reto Wyss, Schweizer Autor, Coach, Trainer und Energiepsychologe
- 08. April: Beate Bühler, deutsche Volleyball- und Beachvolleyballspielerin
- 08. April: Brigitte Hausinger, deutsche Supervisorin und Hochschullehrerin († 2016)
- 08. April: Dominic Heinzl, österreichischer Journalist und Moderator
- 08. April: Richard Keats, US-amerikanischer Schauspieler, Komiker und Performance-Coach
- 08. April: Biz Markie, US-amerikanischer Musiker († 2021)
- 08. April: Andrew Maynard, US-amerikanischer Profiboxer
- 08. April: Alberto Morales, mexikanischer Fußballspieler
- 08. April: Dordi Nordby, norwegische Curlerin
- 08. April: Martin Spieler, Schweizer Wirtschaftsjournalist und Fernsehmoderator
- 08. April: Gonda Van Steen, belgisch-US-amerikanische Altphilologin und Neogräzistin
- 08. April: Janne Teller, dänische Schriftstellerin
- 08. April: Maren Thurm, deutsche Schauspielerin
- 09. April: Sirkka Ausiku, namibische Politikerin
- 09. April: Rob Awalt, US-amerikanischer American-Football-Spieler
- 09. April: Doug Ducey, US-amerikanischer Politiker
- 09. April: Gillian Gowers, englische Badmintonspielerin
- 09. April: Margaret Peterson Haddix, US-amerikanische Autorin
- 09. April: Michael Heath, US-amerikanischer Schwimmer
- 09. April: Charles Jenkins, US-amerikanischer Leichtathlet
- 09. April: Adrian Korczago, polnischer Geistlicher
- 09. April: Kari Laitinen, finnischer Eishockeyspieler
- 09. April: Norman Madhoo, guyanischer Dartspieler
- 09. April: Axel Möller, deutscher Neonazi
- 09. April: Akihiro Nagashima, japanischer Fußballspieler
- 09. April: Dan Pearson, englischer Gartengestalter
- 09. April: Tirath Singh Rawat, indischer Politiker
- 09. April: Jill Teed, kanadische Schauspielerin
- 09. April: Rick Tocchet, kanadischer Eishockeyspieler
- 09. April: Susumu Uemura, japanischer Fußballspieler
- 10. April: Andreas Aepken, deutscher Fußballtorwart
- 10. April: Dorival Souza Barreto Júnior, brasilianischer Geistlicher
- 10. April: Sylvain Beauchamp, franko-kanadischer Eishockeyspieler, -trainer und -funktionär
- 10. April: Ingo Bockler, deutscher Koch und Rezeptautor († 2023)
- 10. April: Nancy Brilli, italienische Schauspielerin
- 10. April: Éric Dewilder, französischer Fußballspieler und -trainer
- 10. April: Jeremy Filsell, britischer Pianist und Organist
- 10. April: Alexander Fischinger, deutscher Fußballtrainer
- 10. April: Jörg Gerkrath, deutscher Rechtswissenschaftler
- 10. April: Andrea Honer, österreichische Moderatorin, Schauspielerin und Sprecherin
- 10. April: Georg Leiste, deutscher Comedian, Comedy-Akrobat und Clown
- 10. April: José Vicente Nácher Tatay, spanischer Ordensgeistlicher
- 10. April: John Mark Pommersheim, US-amerikanischer Diplomat
- 10. April: Robert Zweiker, österreichischer Internist, Kardiologe und Intensivmediziner († 2022)
- 11. April: Chris Boettcher, deutscher Hörfunkmoderator und Comedian
- 11. April: Eline Coene, niederländische Badmintonspielerin
- 11. April: Emma E. Hickox, britische Filmeditorin
- 11. April: Torsten Michael Krogh, deutscher Schauspieler, Autor und Poetry-Slammer († 2017)
- 11. April: Dirk Leun, deutscher Handballtrainer
- 11. April: Grzegorz Nagórski, polnischer Jazzmusiker
- 11. April: Georg Nickenig, deutscher Kardiologe und Professor
- 11. April: Alfredo Rodríguez Mitoma, mexikanischer Fußballspieler
- 11. April: Toon Roos, niederländischer Jazzmusiker
- 11. April: Patrick Sang, kenianischer Leichtathlet und Leichtathletiktrainer
- 11. April: Jörg Stülke, deutscher Mikrobiologe und Professor
- 11. April: Tony Tedeschi, US-amerikanischer Pornodarsteller
- 11. April: Toby Walsh, britisch-australischer Informatiker
- 11. April: Adela Zimmerová, tschechische Badmintonspielerin
- 12. April: Mark Camacho, kanadischer Schauspieler und Synchronsprecher
- 12. April: Johan Capiot, belgischer Radrennfahrer
- 12. April: Ross Cheever, US-amerikanischer Automobilrennfahrer
- 12. April: William Connolley, britischer Informatiker, Autor und Blogger
- 12. April: Deryl Dodd, US-amerikanischer Sänger
- 12. April: Chris Fairclough, englischer Fußballspieler
- 12. April: Christian Geyer, deutscher Tennisspieler
- 12. April: José Saúl Grisales Grisales, kolumbianischer Geistlicher
- 12. April: Thomas Hamacher, deutscher Physiker und Professor

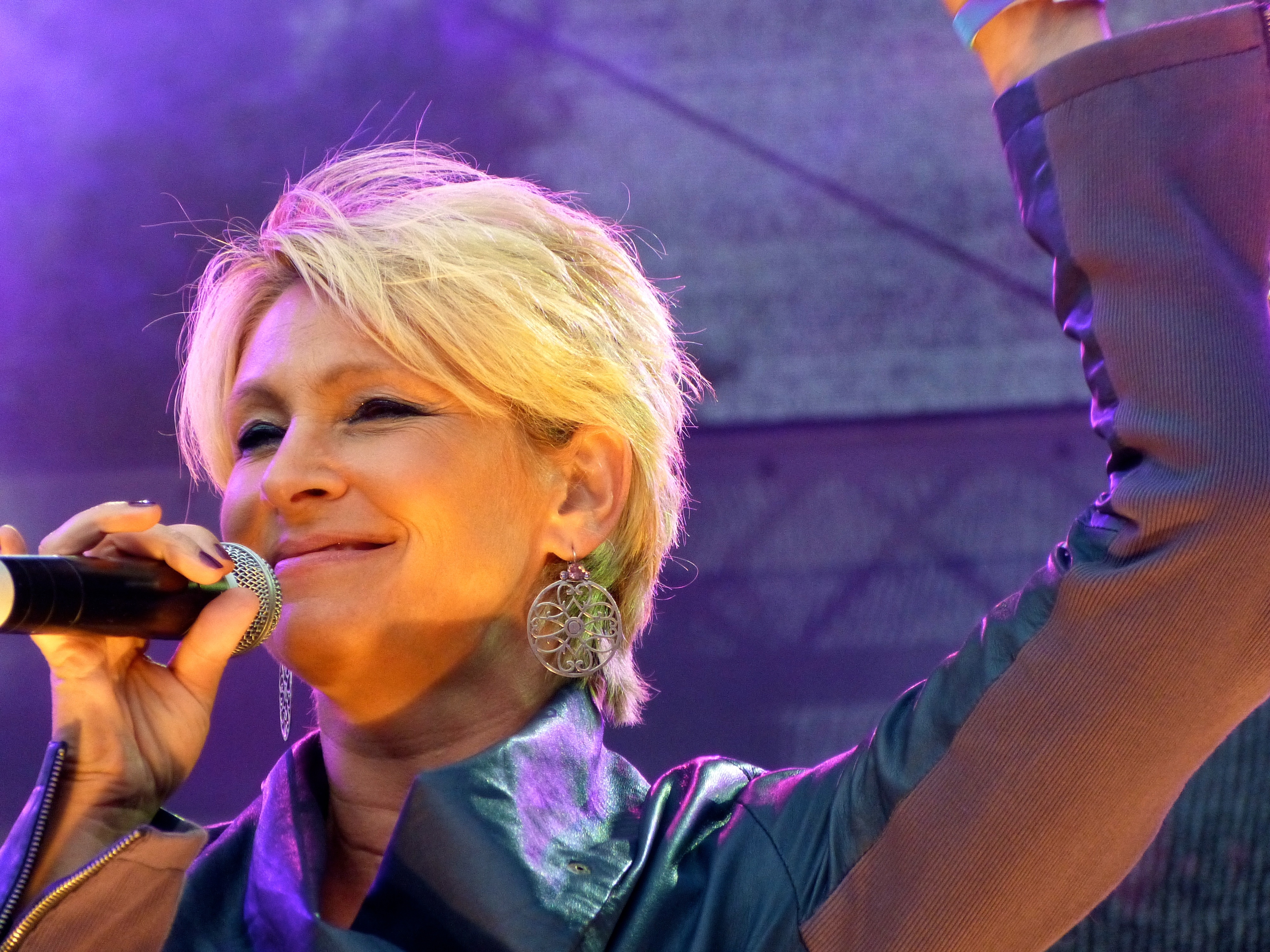
Claudia Jung, 2012

- 12. April: Claudia Jung, deutsche Sängerin und Politikerin
- 12. April: Ana Lederer, kroatische Theaterwissenschaftlerin, Theaterkritikerin, Publizistin und Intendantin
- 12. April: Pandora Peaks, US-amerikanische Stripperin und Fotomodell
- 12. April: Jeannine Pilloud, Schweizer Managerin
- 12. April: Amy Ray, US-amerikanische Singer-Songwriterin und Musikerin
- 12. April: Ray van Zeschau, deutscher Künstler
- 13. April: Colleen De Reuck, südafrikanisch-US-amerikanische Langstreckenläuferin
- 13. April: Ingolf Diederichs, DDR-Bürger und Todesopfer an der Berliner Mauer († 1989)
- 13. April: Andreas Frick, deutscher Geistlicher
- 13. April: Andy Goram, schottischer Fußball- und Cricketspieler († 2022)
- 13. April: Hendrik Hering, deutscher Politiker und Rechtsanwalt
- 13. April: Jürgen Joachimsthaler, deutscher Literaturwissenschaftler und Professor († 2018)
- 13. April: Simon Lennert, grönländischer Politiker und Lehrer
- 13. April: Aníbal López, guatemaltekischer Fotograf, Videokünstler und Aktionist († 2014)
- 13. April: Davis Love III, US-amerikanischer Profigolfer
- 13. April: Maurice Lurot, französischer Mittelstreckenläufer
- 13. April: Markus Johannes Mall, deutscher Theologe, Pfarrer und Autor
- 13. April: Bruce Man Son Hing, US-amerikanischer Tennisspieler
- 13. April: Steve McCrory, US-amerikanischer Boxer († 2000)
- 13. April: Dietmar Neutatz, deutscher Historiker
- 13. April: Cornelia Niedrig, deutsche Polizeikommissarin und Schauspielerin
- 13. April: David Panuelo, mikronesischer Politiker
- 13. April: Caroline Rhea, kanadische Komikerin, Moderatorin und Schauspielerin
- 13. April: Eusebio Sacristán, spanischer Fußballspieler und -trainer
- 13. April: John Swinney, schottischer Politiker
- 13. April: Tobias Vogel, deutscher Fußballspieler
- 13. April: Richard Žemlička, tschechischer Eishockeyspieler und -trainer
- 14. April: Jeff Andretti, US-amerikanischer Automobilrennfahrer
- 14. April: Peter Barac, österreichischer Fußballspieler († 2025)
- 14. April: Bob Clendenin, US-amerikanischer Schauspieler
- 14. April: Marcel Dobberstein, deutscher Musikwissenschaftler
- 14. April: Jim Grabb, US-amerikanischer Tennisspieler
- 14. April: Ulrike Heinrichs, deutsche Kunsthistorikerin
- 14. April: Jobst Mahrenholz, deutscher Autor
- 14. April: Gina McKee, britische Schauspielerin
- 14. April: Egidijus Meilūnas, litauischer Diplomat und Politiker
- 14. April: Hans-Werner Meyer, deutscher Schauspieler
- 14. April: Vinnie Moore, US-amerikanischer Rockmusiker
- 14. April: Rebecca R. Richards-Kortum, US-amerikanische Medizintechnik-Ingenieurin
- 14. April: Frank Schira, deutscher Politiker
- 15. April: George Baumgartl, deutscher Schauspieler
- 15. April: Lydie Denier, französisch-US-amerikanische Schauspielerin und Model
- 15. April: Michael Engel, deutscher Songwriter, Sänger, Gitarrist und Mundharmonikaspieler
- 15. April: Tasso Enzweiler, deutscher Strategieberater, Mediator und Journalist
- 15. April: Peter Haslinger, österreichischer Osteuropahistoriker
- 15. April: Elizabeth Haysom, wegen Beihilfe zum Mord an ihren Eltern verurteilte Kanadierin

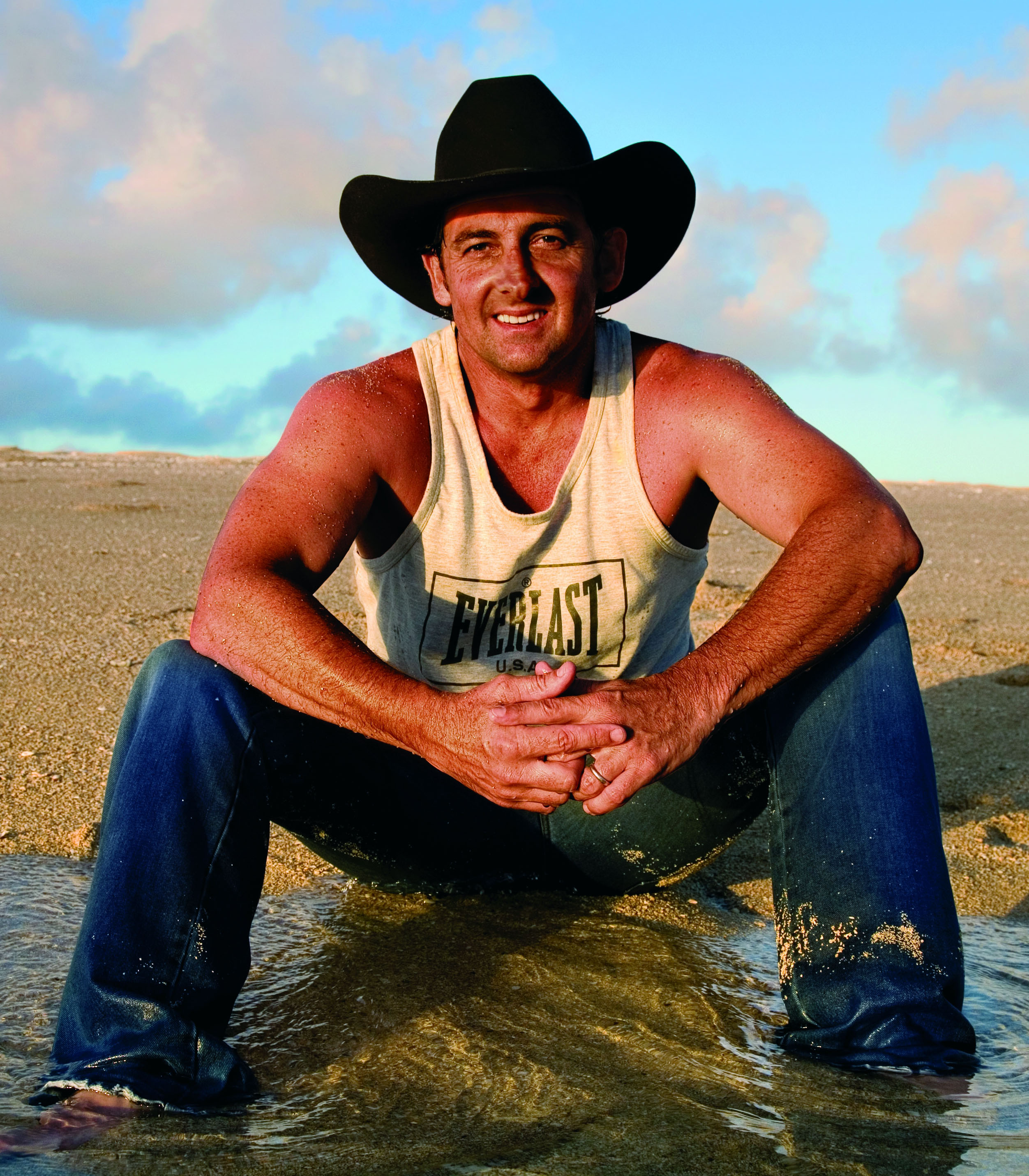
Lee Kernaghan

- 15. April: Lee Kernaghan, australischer Country-Sänger und Songwriter

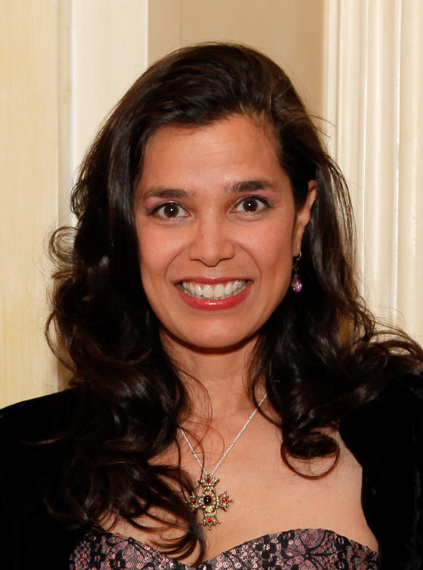
Kamala Lopez

- 15. April: Kamala Lopez, US-amerikanische Schauspielerin, Filmproduzentin und Filmregisseurin
- 15. April: Jörg-Uwe Lütt, deutscher Handballspieler
- 15. April: Detlef Mikolajczak, deutscher Fußballspieler
- 15. April: Jörn Pachl, deutscher Professor und Autor
- 15. April: Vicente Rebollo Mozos, spanischer Geistlicher
- 15. April: Jarkko Sipilä, finnischer Schriftsteller († 2022)
- 15. April: İsmail Taviş, türkischer Fußballspieler und -trainer
- 15. April: Duncan Theodore Tsoke, südafrikanischer Geistlicher
- 16. April: Michael Arnold, deutscher Politiker
- 16. April: Jörg Bundschuh, deutscher Schauspieler
- 16. April: José Cubero Sánchez, genannt „El Yiyo“, spanischer Torero († 1985)
- 16. April: Branko Grčić, kroatischer Ökonom und Politiker
- 16. April: Dave Pirner, US-amerikanischer Musiker und Songwriter
- 16. April: Andreas Püttmann, deutscher Politikwissenschaftler, Journalist und Publizist
- 16. April: Danny Quinn, italienischer Filmschauspieler, Filmregisseur, Drehbuchautor und Filmproduzent
- 16. April: Florian Richter, deutscher Regisseur, Drehbuchautor und Produzent
- 16. April: Esbjörn Svensson, schwedischer Jazzpianist und Bandleader († 2008)
- 16. April: Karl Tobiassen, grönländischer Politiker
- 16. April: Mladen Urem, kroatischer Literaturkritiker, Herausgeber und Publizist
- 16. April: Benjamin Van Itterbeeck, belgischer Radrennfahrer
- 16. April: Corinna Waffender, deutsche Schriftstellerin, Journalistin und Übersetzerin
- 16. April: Yorick van Wageningen, niederländischer Schauspieler
- 17. April: Laurent Achard, französischer Filmregisseur, Produzent und Drehbuchautor († 2024)
- 17. April: Andrei Iwanowitsch Borissenko, russischer Kosmonaut
- 17. April: Ken Daneyko, kanadischer Eishockeyspieler
- 17. April: Alon Greenfeld, israelischer Schachspieler
- 17. April: Raye Hollitt, US-amerikanische Bodybuilderin und Schauspielerin
- 17. April: Maynard James Keenan, Sänger der Band Tool
- 17. April: Naoki Kusunose, japanischer Fußballspieler und -trainer
- 17. April: Bettina Lancaster, österreichische Politikerin
- 17. April: Nathalie Licard, französische Moderatorin
- 17. April: Noël Mala, kongolesischer Geistlicher
- 17. April: Martin Nettesheim, deutscher Rechtswissenschaftler
- 17. April: Rachel Notley, kanadische Politikerin
- 17. April: Ulrich Panne, deutscher Chemiker
- 17. April: Teddy Parker, deutscher Schlager- und Volksmusik-Sänger sowie Radiomoderator
- 17. April: Luis Pérez, chilenischer Fußballspieler und -trainer
- 17. April: Lela Rochon, US-amerikanische Schauspielerin
- 17. April: Bart Van den Bossche, belgischer Sänger, Moderator und Schauspieler († 2013)
- 18. April: Torsten Buchsteiner, deutscher Schauspieler und Dramatiker
- 18. April: Niall Ferguson, britisch-US-amerikanischer Historiker
- 18. April: Paul Gonzales, US-amerikanischer Boxer
- 18. April: Rafael Martínez Sansegundo, spanischer Basketballspieler († 1989)
- 18. April: Marija Walerjewna Masina, russische Degenfechterin
- 18. April: Rithy Panh, kambodschanischer Dokumentarfilmer
- 18. April: Bogdan Roščić, österreichischer Musikmanager
- 18. April: Gudrun Sander, österreichische Titularprofessorin

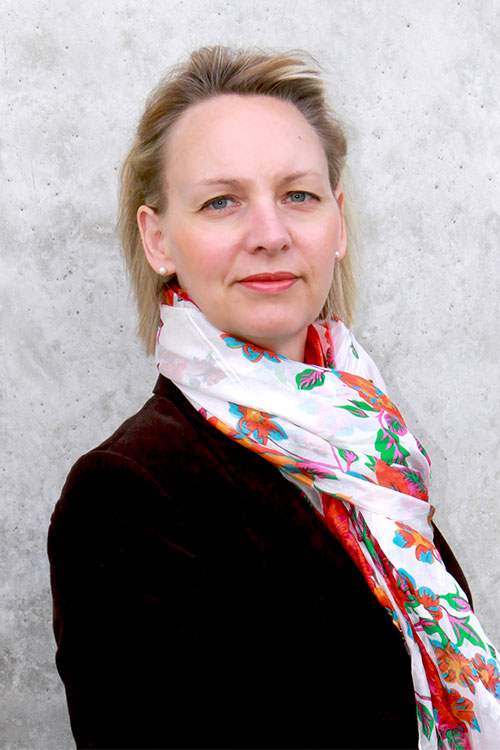
Isabella von Treskow

- 18. April: Isabella von Treskow, deutsche Romanistin und Hochschullehrerin
- 18. April: Skadi Walter, deutsche Eisschnellläuferin († 2023)
- 18. April: Zazie, französische Popsängerin
- 19. April: Ulrich Gotter, deutscher Althistoriker
- 19. April: Marcus Harris, britischer Schauspieler
- 19. April: Harry Hohmeister, deutscher Manager
- 19. April: Frank-Peter Roetsch, deutscher Biathlet
- 20. April: François Bourdoncle, französischer Ingenieur

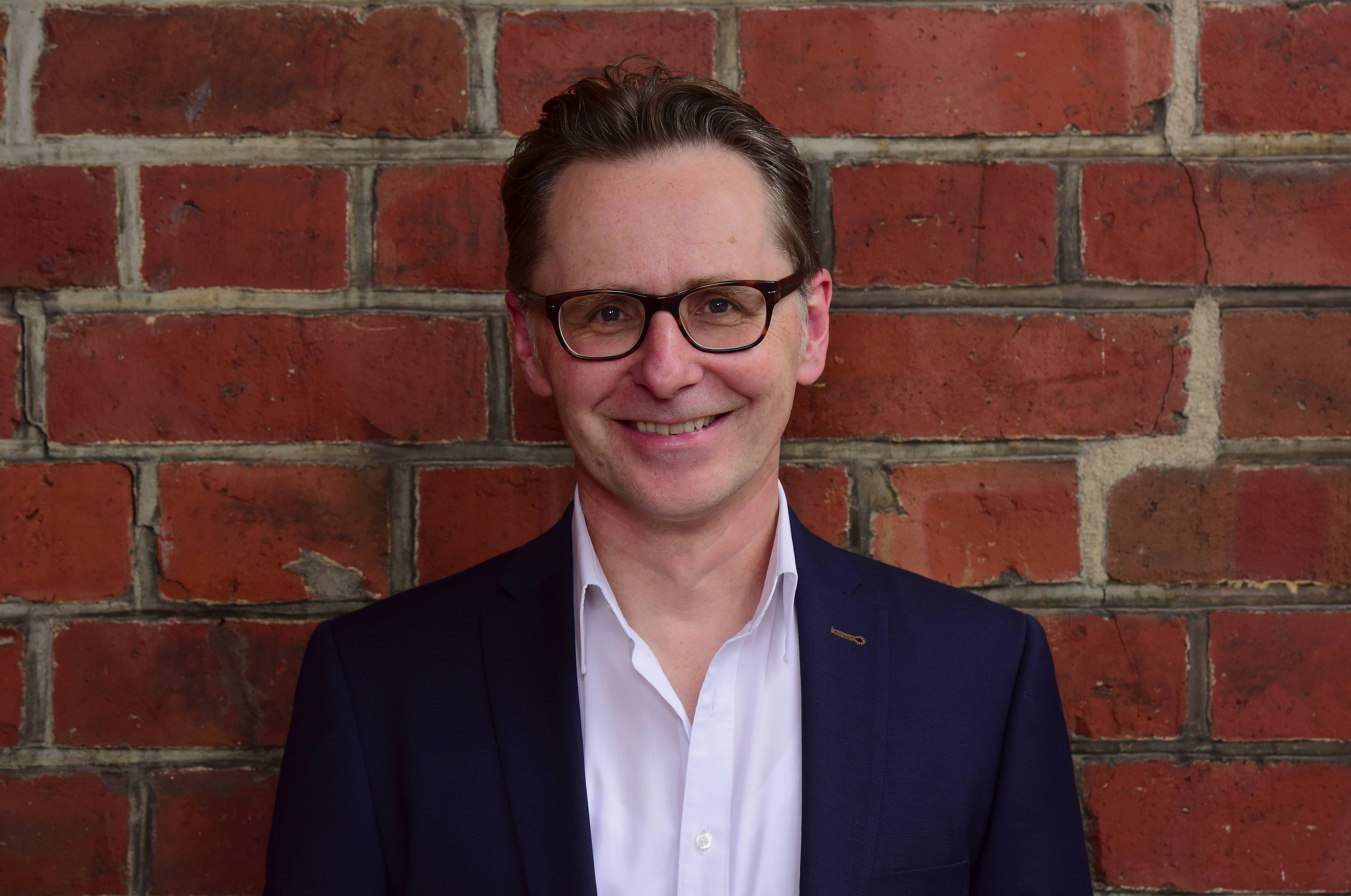
Thomas Dahl

- 20. April: Thomas Dahl, deutscher Kantor und Organist
- 20. April: Gerda Falkner, österreichische Politologin und Professorin
- 20. April: Reiner Geyer, deutscher Fußballspieler und -trainer
- 20. April: Crispin Glover, US-amerikanischer Schauspieler
- 20. April: Sibylle Günter, deutsche theoretische Physikerin und Hochschullehrerin
- 20. April: Nasar Hontschar, ukrainischer Dichter und Schriftsteller († 2009)
- 20. April: Wiliame Katonivere, fidschianischer Politiker und Unternehmer
- 20. April: Dea Loher, deutsche Dramatikerin und Prosaautorin
- 20. April: Bjarne Madsen, dänischer Eishockeyspieler und Spielervermittler
- 20. April: Katherina Matousek, kanadische Eiskunstläuferin
- 20. April: Hans-Jörg Meyer, deutscher Sportschütze
- 20. April: Massimo Morales, italienischer Fußballspieler und -trainer
- 20. April: Mikoš Rnjaković, jugoslawischer/serbisch-montenegrinischer Radrennfahrer
- 20. April: Andy Serkis, britischer Schauspieler
- 20. April: Rosalynn Sumners, US-amerikanische Eiskunstläuferin
- 20. April: Gao Zhisheng, chinesischer Menschenrechtsanwalt und Dissident
- 20. April: Serafín Zubiri, spanischer Sänger, Pianist und Komponist
- 21. April: Qairat Äbdirachmanow, kasachischer Diplomat und Politiker
- 21. April: Alexander Baumann, kanadischer Schwimmer
- 21. April: Vincenzo Ceci, italienischer Bahnradsportler
- 21. April: Al Cole, US-amerikanischer Boxer
- 21. April: Ludmila Engquist, russisch-schwedische Leichtathletin und Olympiasiegerin
- 21. April: Michail Maratowitsch Fridman, russisch-israelischer Oligarch und Unternehmer

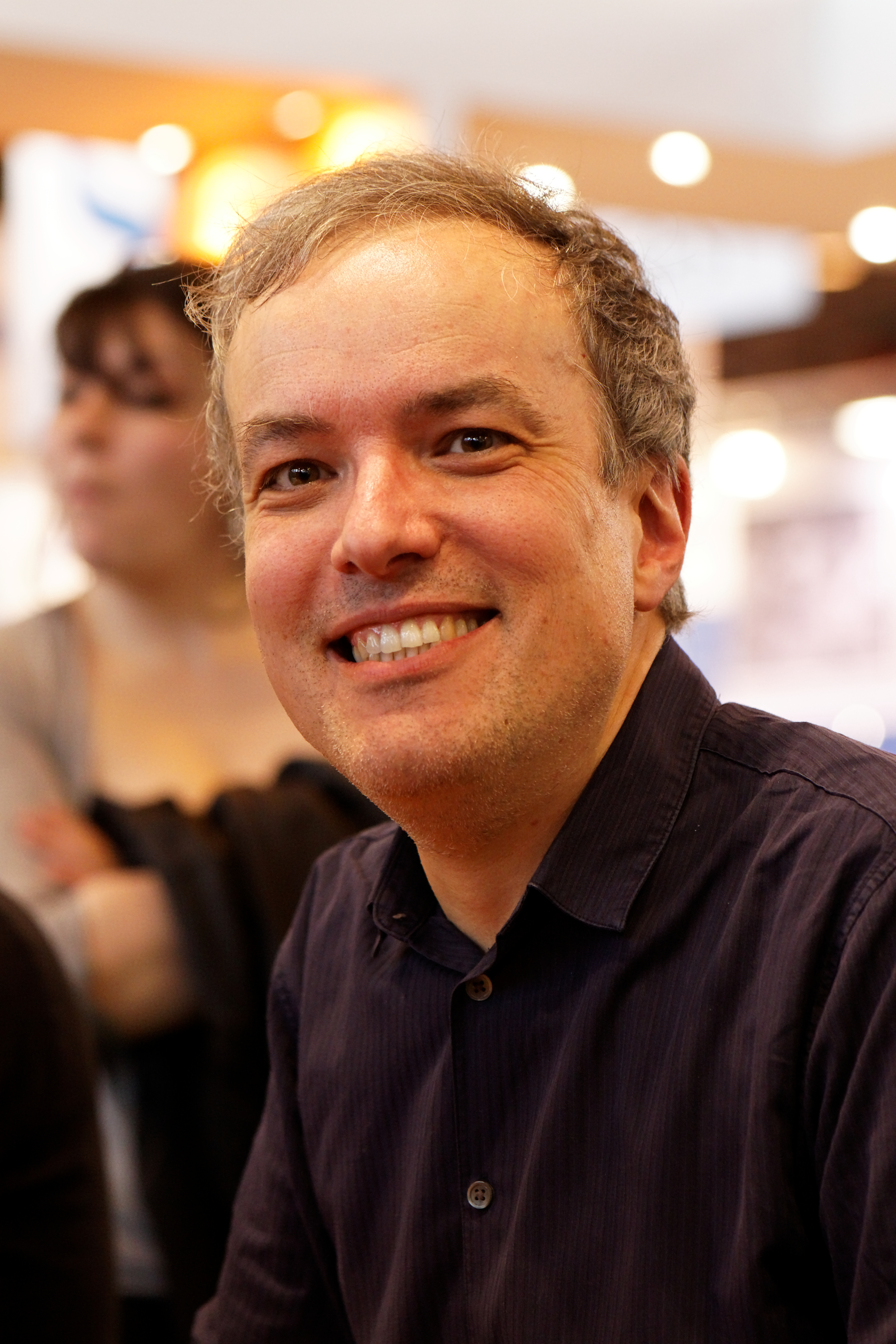
Emmanuel Guibert

- 21. April: Emmanuel Guibert, französischer Comiczeichner und -szenarist
- 21. April: Michael Kaufmann, deutscher Ingenieur, Hochschullehrer und Politiker
- 21. April: Jörg Linsenmaier, deutscher Fußballspieler († 2020)
- 21. April: Anna Muylaert, brasilianische Drehbuchautorin und Filmregisseurin
- 21. April: Andreas Puelacher, österreichischer Alpinskitrainer
- 21. April: Richard Schallert, österreichischer Skispringer und Skisprungtrainer
- 21. April: Georg Schroeter, deutscher Bluesmusiker
- 21. April: Frank Stutzke, deutscher Volleyballspieler
- 22. April: Jean-Luc Addor, Schweizer Politiker
- 22. April: Olaf Besser, deutscher Fußballspieler

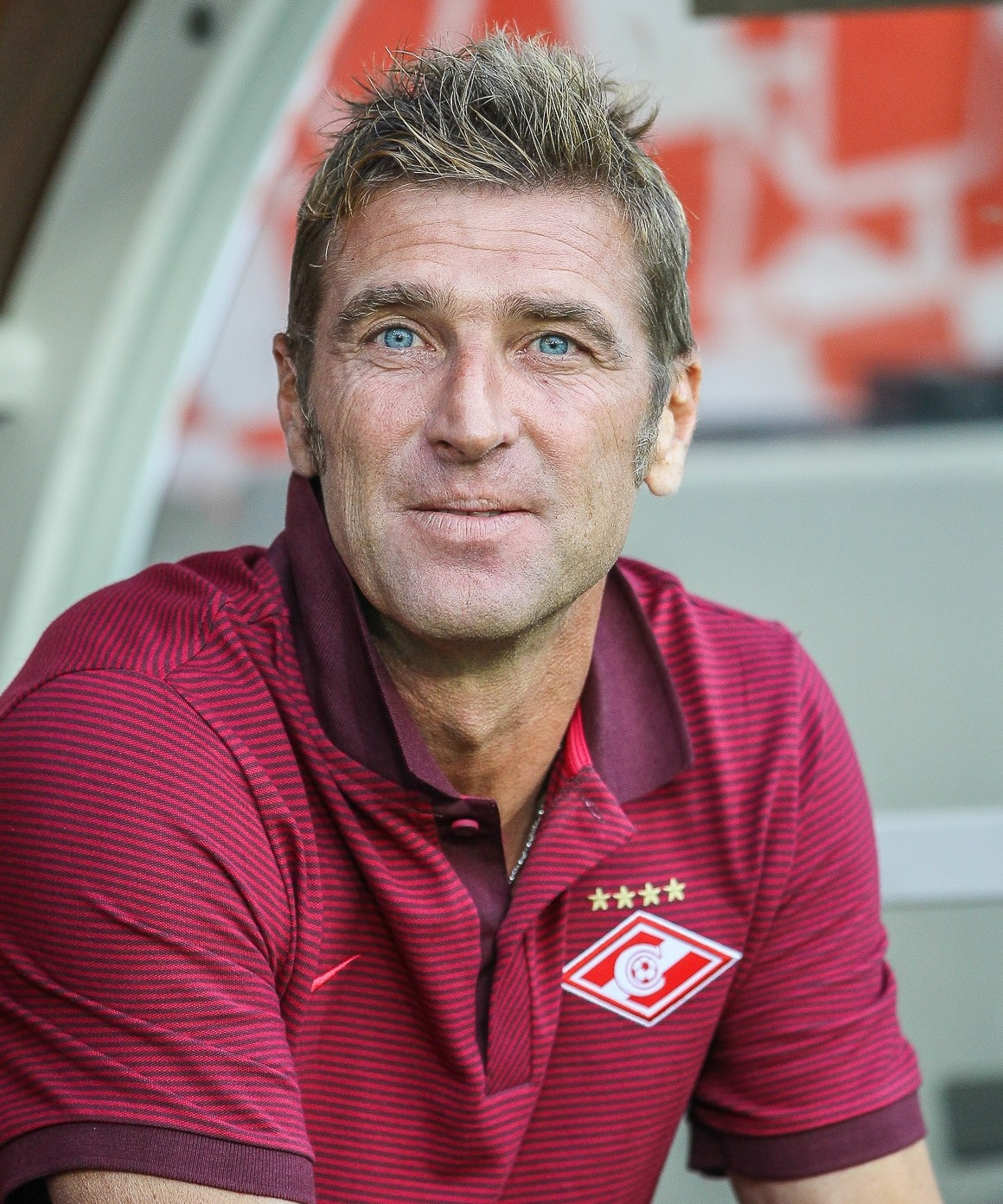
Massimo Carrera

- 22. April: Massimo Carrera, italienischer Fußballspieler und -trainer
- 22. April: Barbora Hrzánová, tschechische Schauspielerin und Sängerin
- 22. April: Frank Kortan, deutscher Maler
- 22. April: James Langevin, US-amerikanischer Politiker
- 22. April: Konstantin Ritter, liechtensteinischer Skilangläufer
- 22. April: Hajo Schumacher, deutscher Journalist und Autor
- 22. April: Wilma van Velsen, niederländische Schwimmerin
- 22. April: Petra Weschenfelder, deutsche Fußballspielerin
- 22. April: Martin Wigger, deutscher und Schweizer Dramaturg, Kurator und Theaterleiter
- 23. April: Halla Margrét Árnadóttir, isländische Sängerin
- 23. April: Bill Browder, britischer Unternehmer und Menschenrechtsaktivist
- 23. April: Torsten Fenslau, Disc-Jockey und Musikproduzent († 1993)
- 23. April: Gereon Rudolf Fink, deutscher Neurologe und Neurowissenschaftler
- 23. April: Anselmo Fox, Schweizer Künstler
- 23. April: Simon Hale, britischer Komponist, Arrangeur und Keyboarder
- 23. April: Winfried Held, deutscher Archäologe
- 23. April: Kerstin Kexel, deutsche Filmeditorin
- 23. April: Kim Jong-song, nordkoreanischer Fußballspieler und -trainer
- 23. April: Aviv Kochavi, israelischer General
- 23. April: Ira von Mellenthin, deutsche Journalistin, Kolumnistin und Autorin († 2004)
- 23. April: Gianandrea Noseda, italienischer Dirigent
- 23. April: Anne Østerud, norwegische Filmeditorin

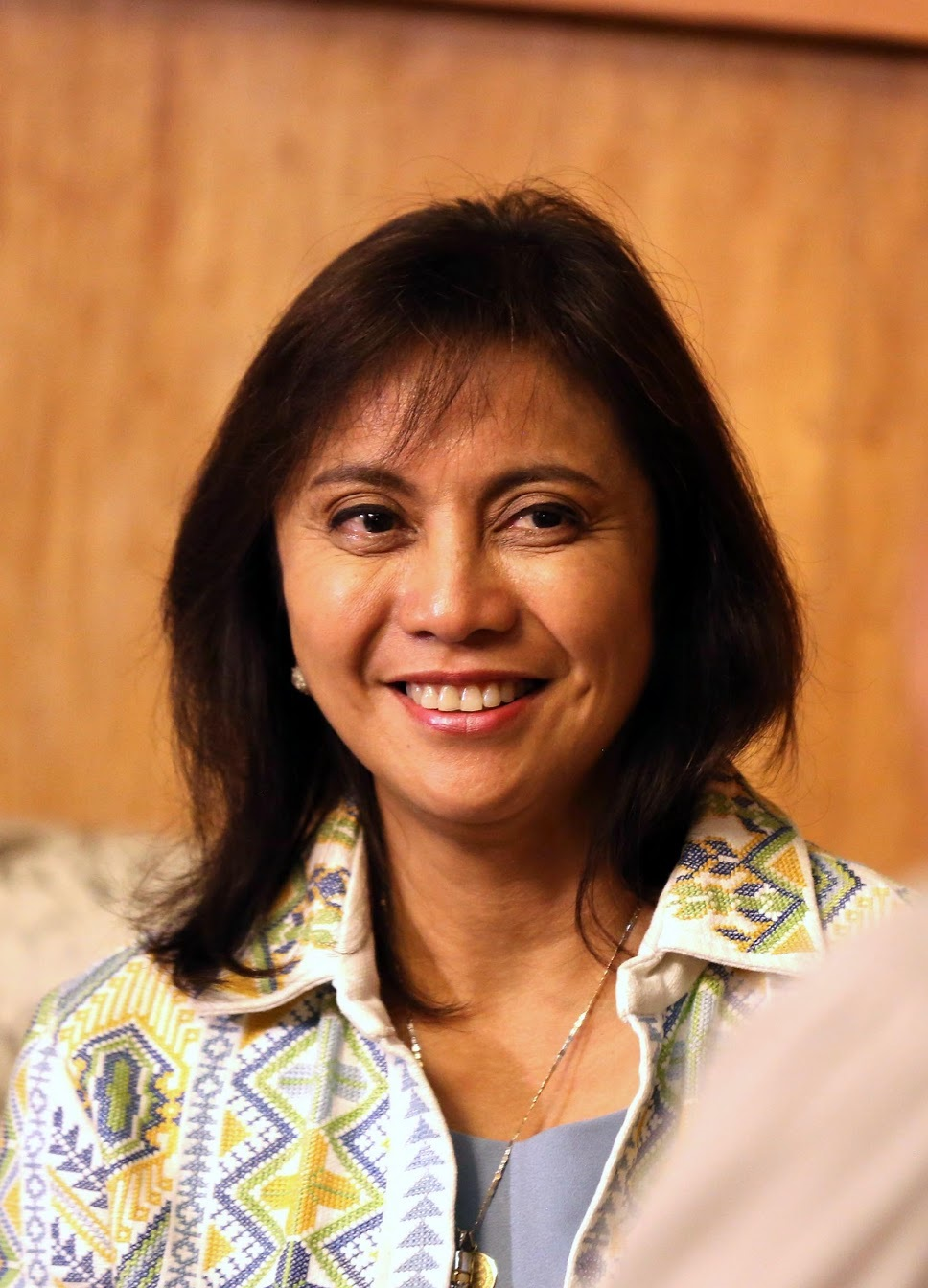
Leni Robredo

- 23. April: Leni Robredo, philippinische Anwältin und Politikerin
- 24. April: Helga Arendt, deutsche Leichtathletin († 2013)
- 24. April: Gabriel Bernardo Barba, argentinischer Geistlicher
- 24. April: Thomas Beer, deutscher Radsportler
- 24. April: Cedric the Entertainer, US-amerikanischer Schauspieler und Komiker
- 24. April: Barbara Clear, deutsche Folk-Rock-Sängerin, Liedschreiberin und Malerin
- 24. April: Marcus Everding, deutscher Theaterregisseur
- 24. April: Djimon Hounsou, beninisch-amerikanischer Schauspieler
- 24. April: Stefan Koch, deutscher Basketballtrainer, Basketballkommentator, Vortragsredner und Berater
- 24. April: Mark Moogalian, US-amerikanischer Dozent und Überlebender des Anschlags im Thalys-Zug 9364
- 24. April: Szilárd Németh, ungarischer Politiker
- 24. April: Paul Sailer-Wlasits, österreichischer Philosoph und Politikwissenschaftler
- 24. April: Gregory Sporleder, US-amerikanischer Schauspieler
- 24. April: Augusta Read Thomas, US-amerikanische Komponistin und Musikpädagogin
- 24. April: Brian Whittle, britischer Leichtathlet
- 25. April: Fadela Amara, französische Politikerin
- 25. April: Martin Ambrosch, österreichischer Drehbuchautor
- 25. April: Hank Azaria, US-amerikanischer Schauspieler und Synchronsprecher
- 25. April: Ulrike Bahr, deutsche Politikerin
- 25. April: Andy Bell, britischer Pop-Sänger
- 25. April: Omar Catari, venezolanischer Boxer
- 25. April: Marco D’Altrui, italienischer Wasserballspieler
- 25. April: Arno Enners, deutscher Politiker

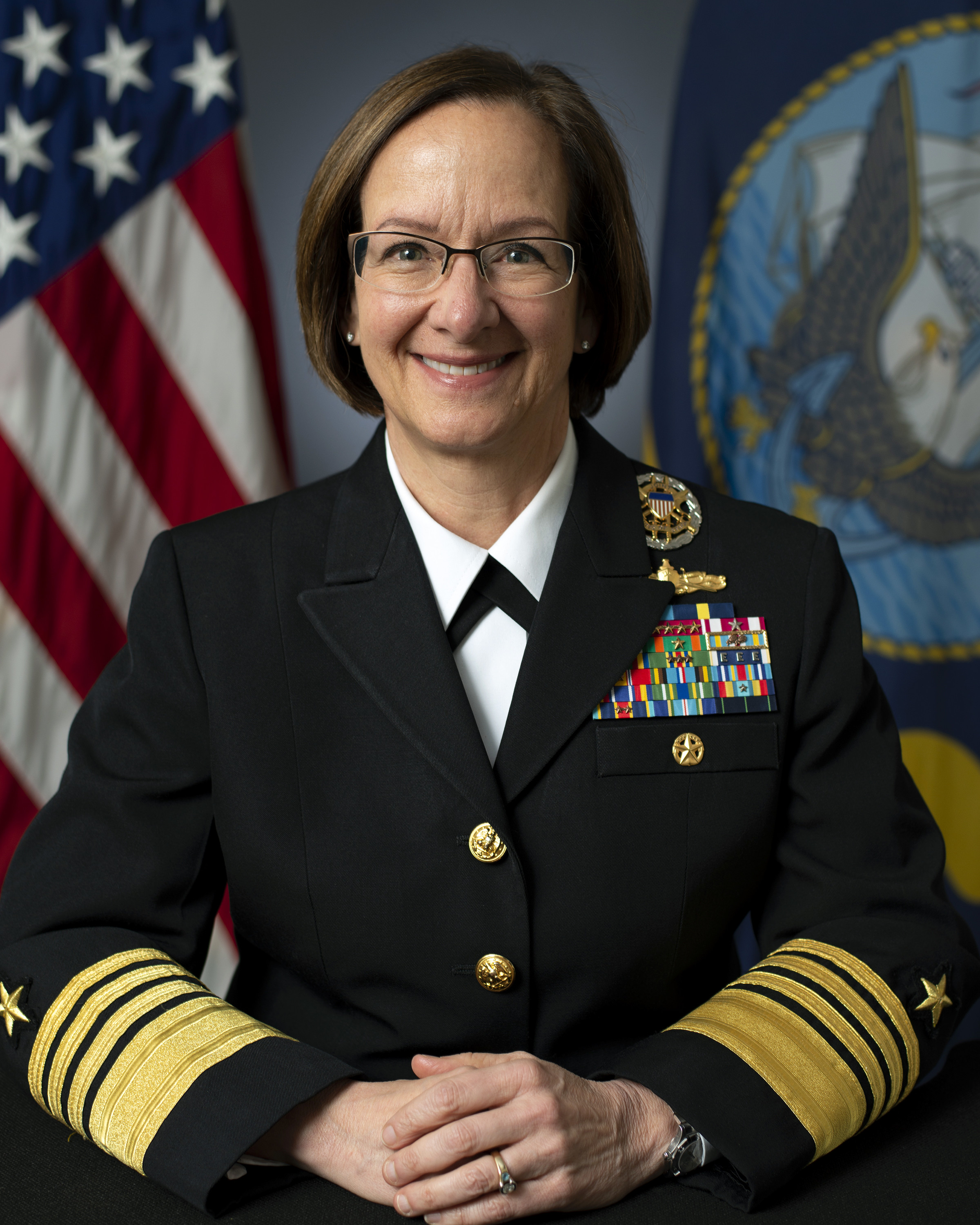
Lisa Franchetti

- 25. April: Lisa Franchetti, US-amerikanische Marineoffizierin
- 25. April: Alice Gerken, deutsche Politikerin
- 25. April: Norbert Hungerbühler, Schweizer Mathematiker
- 25. April: Tamás Kieselbach, ungarischer Kunsthistoriker, Galerist, Kunsthändler und -sammler
- 25. April: Marie Myung-Ok Lee, US-amerikanische Schriftstellerin und Essayistin
- 25. April: Matthias Petzold, deutscher Jazzmusiker
- 25. April: Werner Reiterer, österreichischer Künstler
- 25. April: Sebastian Sigler, deutscher Historiker und Journalist
- 25. April: Benoît Sourisse, französischer Jazzmusiker
- 26. April: Axel Dörner, deutscher Jazztrompeter und Komponist
- 26. April: Mark Esper, US-amerikanischer Politiker
- 26. April: Thomas Gries, deutscher Ingenieur und Professor
- 26. April: J’Anna Jacoby, US-amerikanische Musikerin
- 26. April: Krista Lepik, estnische Biathletin
- 26. April: Dominic Mahony, britischer Pentathlet und Verbandsfunktionär
- 26. April: Christiane Michel-Ostertun, deutsche Organistin
- 26. April: Gabriele Palme, deutsche Handballspielerin
- 26. April: Tim Sugden, britischer Automobilrennfahrer

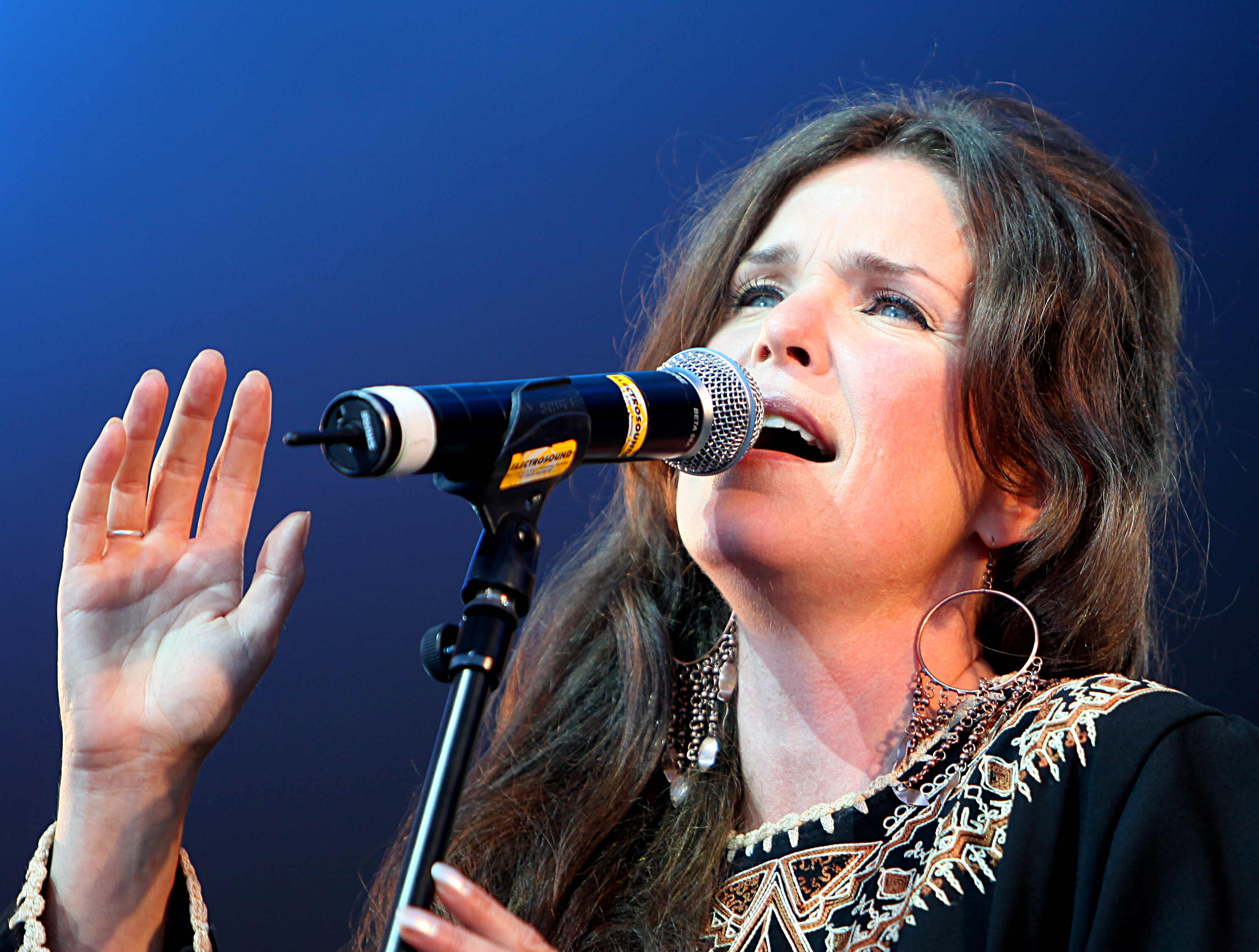
Rebecka Törnqvist

- 26. April: Rebecka Törnqvist, schwedische Pop- und Jazz-Sängerin
- 26. April: Stefan Weinert, deutscher Schauspieler, Regisseur, Filmproduzent und Bühnenbildner
- 26. April: Claudia Wohlfromm, deutsche Musikmanagerin, Autorin, Musikerin und Texterin
- 26. April: Heinz Wolf, deutscher Journalist und Fernsehmoderator
- 27. April: Niels Åkerstrøm Andersen, dänischer Professor
- 27. April: Julija Alexejewna Bogdanowa, russische Schwimmerin
- 27. April: Alison Etheridge, britische Mathematikerin
- 27. April: Kerrin Harrison, neuseeländischer Badmintonspieler
- 27. April: Þórir Hergeirsson, isländischer Handballtrainer
- 27. April: Michael Kindsgrab, deutscher Diplomat
- 27. April: Inge Kloepfer, deutsche Wirtschaftsjournalistin sowie Sachbuch- und Biographieautorin
- 27. April: Stefan Komoß, deutscher Politiker
- 27. April: Rajesh Mehta, indisch-amerikanischer Improvisations- und Jazzmusiker und Komponist
- 27. April: Aryono Miranat, indonesischer Badmintonspieler
- 27. April: Susan Annabella Olsen, dänische Schauspielerin
- 27. April: Alexander Pschera, deutscher Autor, Publizist und Übersetzer
- 27. April: Paul Saldanha, indischer Geistlicher und römisch-katholischer Bischof
- 27. April: Daniel Fernández Torres, US-amerikanischer Geistlicher
- 27. April: Dietrich Wersich, deutscher Politiker
- 27. April: Lisa Wilcox, US-amerikanische Schauspielerin und Designerin
- 28. April: Stephen Ames, kanadischer Golfer
- 28. April: Tobias Bilz, deutscher evangelisch-lutherischer Theologe
- 28. April: Brian Davidson, britischer Diplomat
- 28. April: Rolf Elberfeld, deutscher Philosoph und Übersetzer
- 28. April: Mark Hager, australischer Hockeyspieler
- 28. April: Diane Haight, kanadische Skirennläuferin
- 28. April: Kaia Iva, estnische Politikerin († 2023)
- 28. April: Noriyuki Iwadare, japanischer Komponist für Videospielmusik
- 28. April: Ajay Kakkar, britischer Mediziner, Politiker und Life Peer
- 28. April: Rolf Kemnitzer, deutscher Dramatiker und Regisseur

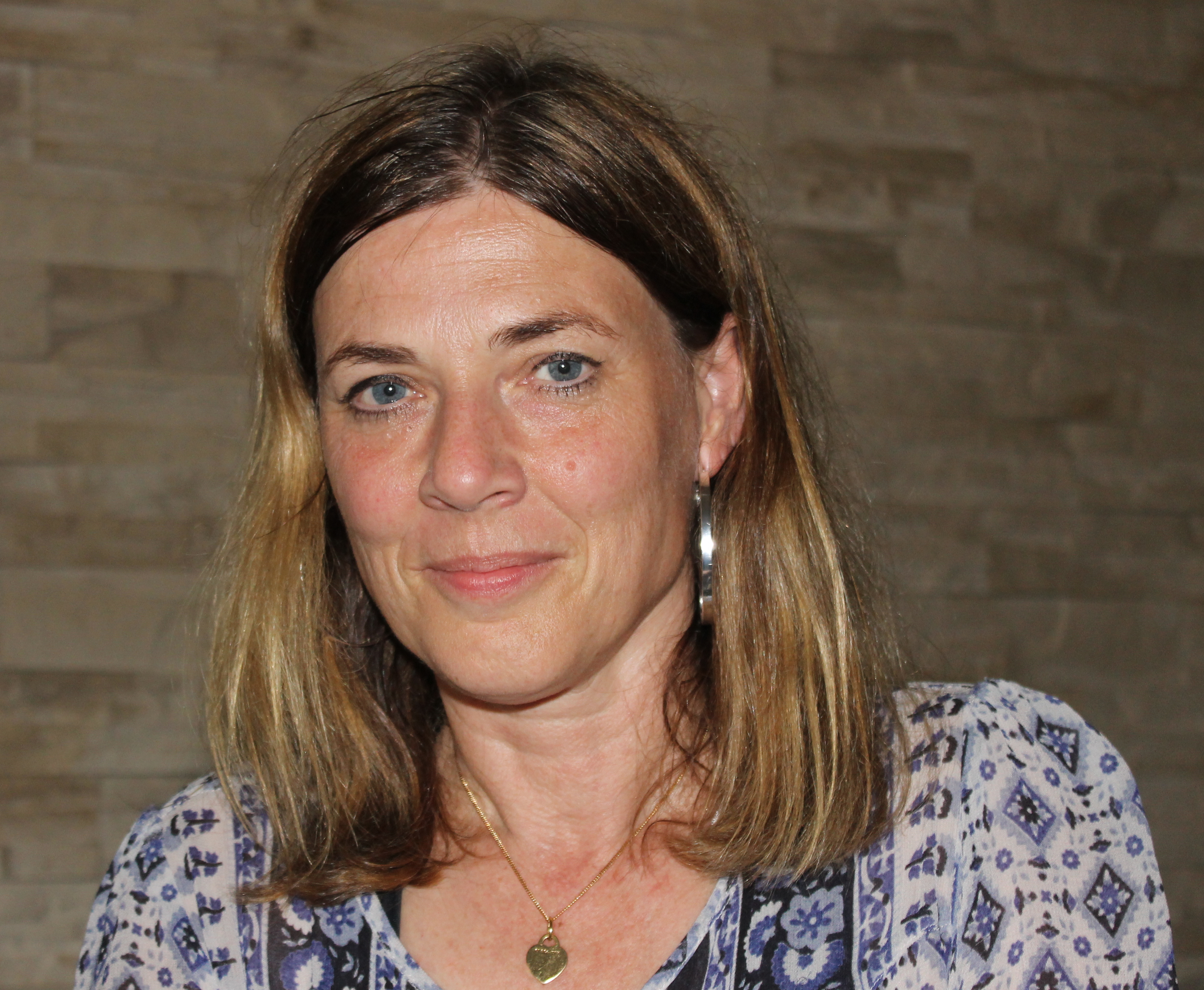
Ann-Marie Ljungberg

- 28. April: Ann-Marie Ljungberg, schwedische Autorin
- 28. April: Kirsten Lühmann, deutsche Politikerin und Polizeibeamtin
- 28. April: Czeslaw Lukaszewicz, kanadischer Radrennfahrer und Sportlicher Leiter
- 28. April: Romas Mažeikis, litauischer Fußballspieler
- 28. April: Reinhard Nowak, österreichischer Kabarettist und Schauspieler
- 28. April: Bruce Özbek, deutscher Boxer und Kickboxer
- 28. April: L’Wren Scott, US-amerikanische Modedesignerin und Model († 2014)
- 28. April: Brad Shaw, kanadischer Eishockeyspieler und -trainer
- 28. April: Urs Sonderegger, Schweizer Automobilrennfahrer
- 28. April: Karola Sube, deutsche Gerätturnerin
- 29. April: Jürgen Antoni, deutscher Politiker
- 29. April: Federico Castelluccio, italienisch-US-amerikanischer Schauspieler und Maler
- 29. April: Aris Enkelmann, deutscher Florettfechter
- 29. April: Iryna Farion, ukrainische Philologin und Politikerin († 2024)
- 29. April: Axel Gerntke, deutscher Politiker

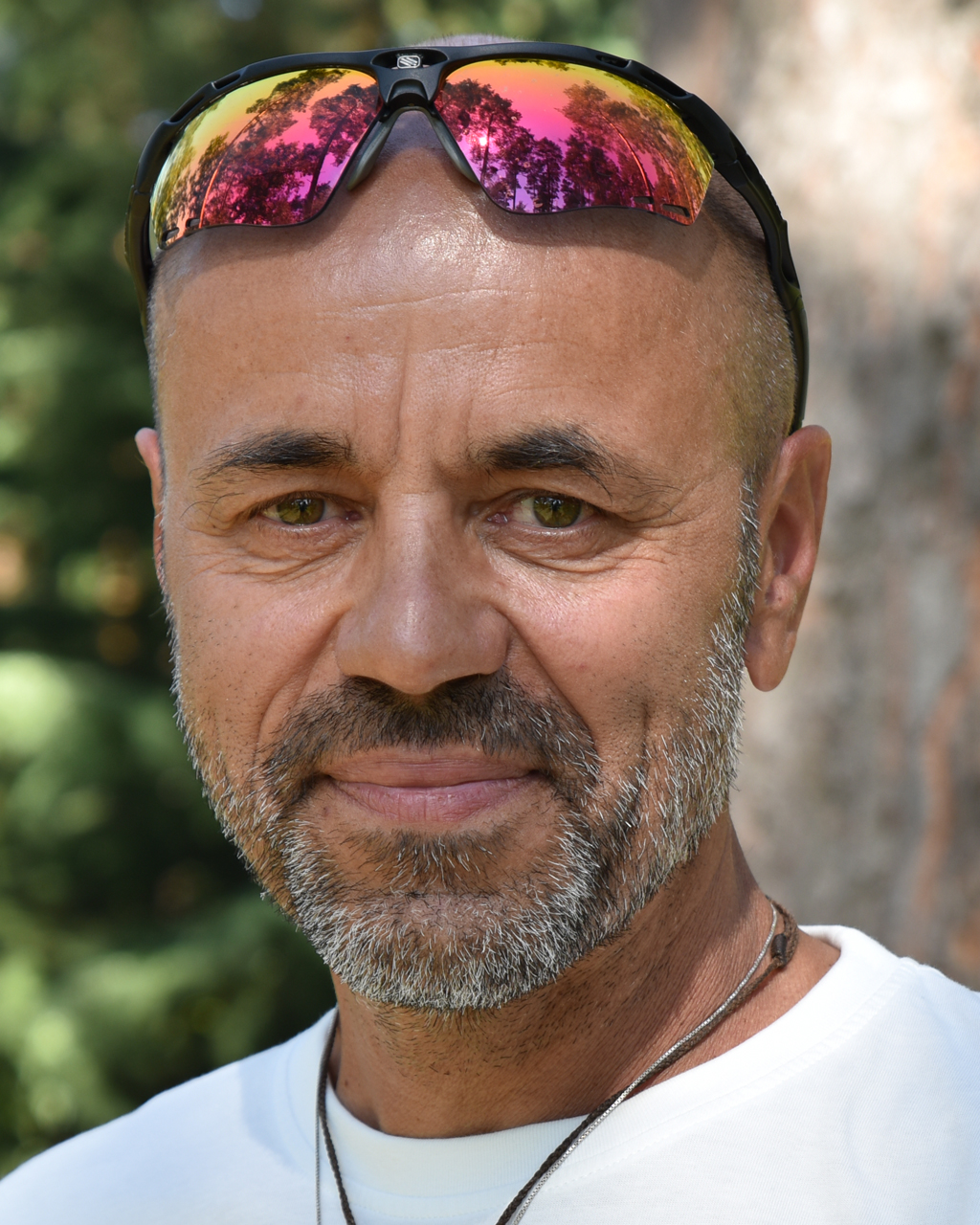
Radek Jaroš

- 29. April: Radek Jaroš, tschechischer Bergsteiger

Markus Majowski

- 29. April: Markus Majowski, deutscher Schauspieler und Komiker
- 29. April: Aljaksandr Malinouski, belarussischer Handballspieler und -trainer
- 29. April: Axel Müller-Groeling, deutscher Physiker und Manager
- 29. April: Norbert Nieroba, deutscher Amateur- und Profiboxer
- 29. April: Thor André Olsen, norwegischer Fußballspieler und -trainer
- 29. April: Džej Ramadanovski, jugoslawischer Roma-Sänger († 2020)
- 29. April: Mats Reinhardt, deutscher Schauspieler
- 29. April: Erck Rickmers, deutscher Unternehmer und Politiker
- 29. April: Heiko Runge, DDR-Bürger und Opfer an der innerdeutschen Grenze († 1979)
- 29. April: Guido Schlünder, deutscher Jurist
- 29. April: Henning Stegelmann, deutscher Synchronautor und Dialogregisseur
- 29. April: Bernd Stiegler, deutscher Literaturwissenschaftler und Fotohistoriker
- 29. April: Ingmar Streese, deutscher politischer Beamter
- 29. April: Alexander Wiktorowitsch Taranow, russischer Skispringer
- 29. April: Xaver Varnus, ungarisch-kanadischer Organist
- 29. April: Anders Villadsen, dänischer Filmeditor
- 30. April: Irbeh Sebti Benzine, algerischer Radrennfahrer
- 30. April: Louise Kathrine Dedichen, norwegische Vizeadmiralin
- 30. April: Joaquín Díaz, deutsch-spanischer Diplom-Bauingenieur und Hochschulprofessor
- 30. April: Jörg Franke, deutscher Ingenieurwissenschaftler
- 30. April: Ian Healy, australischer Cricketspieler
- 30. April: Eddy Herrera, dominikanischer Merengue- und Bachatamusiker
- 30. April: Rocco Hettwer, deutscher Künstler
- 30. April: Mark Kadima, kenianischer Geistlicher und römisch-katholischer Bischof
- 30. April: Uta Kienemann-Zaradic, deutsche Schauspielerin, Hörspiel- und Synchronsprecherin sowie Dialogbuchautorin und -regisseurin
- 30. April: Jana Kučeríková, tschechische Mittel- und Langstreckenläuferin
- 30. April: Barrington Levy, jamaikanischer Ragga- und Dancehall-Musiker
- 30. April: Lauren MacMullan, US-amerikanische Animatorin, Fernseh- und Filmregisseurin
- 30. April: Gerald Mäsch, deutscher Rechtswissenschaftler
- 30. April: Alena Močáriová, slowakische Langstreckenläuferin
- 30. April: Michael Moravec, österreichischer Journalist
- 30. April: Lorenzo Staelens, belgischer Fußballspieler und -trainer
- 00. April: Henry Adam, britischer Theaterautor

### Mai
- 01. Mai: Helen Alford, britische Dominikanerin, Sozial- und Wirtschaftswissenschaftlerin
- 01. Mai: Britta Bannenberg, deutsche Rechtswissenschaftlerin und Kriminologin
- 01. Mai: Espen Barth Eide, norwegischer Politikwissenschaftler und Politiker
- 01. Mai: Hisataka Fujikawa, japanischer Fußballspieler
- 01. Mai: Yvonne van Gennip, niederländische Eisschnellläuferin
- 01. Mai: René Gross deutsches Todesopfer an der Berliner Mauer († 1986)

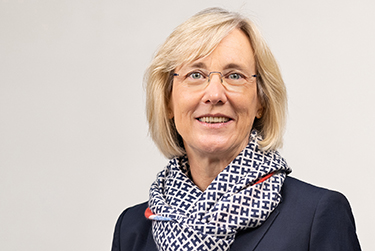
Caroline Kisker

- 01. Mai: Caroline Kisker, deutsche Biochemikerin und Lehrstuhlinhaberin
- 01. Mai: Halla Signý Kristjánsdóttir, isländische Politikerin
- 01. Mai: Edward McMullen, US-amerikanischer Unternehmer und Diplomat
- 01. Mai: Frederike von Möhlmann, deutsche Schülerin, die einem Verbrechen zum Opfer fiel († 1981)
- 01. Mai: Ruth Picardie, britische Journalistin († 1997)
- 01. Mai: Franziska Roth, Schweizer Juristin, Mediatorin und Politikerin
- 01. Mai: Peter Skaarup, dänischer Politiker
- 01. Mai: Gunnar F. H. Spellmeyer, deutscher Designer und Professor
- 01. Mai: Paco Tous, spanischer Schauspieler
- 01. Mai: Tom Zickler, deutscher Filmproduzent († 2019)
- 02. Mai: Éric Elmosnino, französischer Schauspieler
- 02. Mai: Thomas Glas, deutscher Maler und Grafikdesigner
- 02. Mai: Mark Gregory, eigentlich Marco De Gregorio, italienischer Schauspieler († 2013)
- 02. Mai: Elisabet Gustafson, schwedische Curlerin
- 02. Mai: Petra Häffner, deutsche Politikerin
- 02. Mai: Thomas Hertzler, deutscher Entwickler von Computerspielen
- 02. Mai: Jan Kounen, französischer Filmregisseur und -produzent
- 02. Mai: Annette Marquard, deutsche Jazz-, Popsängerin und Dozierende
- 02. Mai: Silvia Neid, deutsche Fußballspielerin und -trainerin
- 02. Mai: Ilka Neuenhaus, deutsche Juristin und Politikerin
- 02. Mai: Peter Niesen, deutscher Professor
- 02. Mai: Ricki Osterthun, deutscher Tennisspieler
- 02. Mai: Uwe Schneider, deutscher Hörfunkjournalist, Medienmanager und Musiker
- 03. Mai: Sterling Campbell, US-amerikanischer Schlagzeuger und Songwriter
- 03. Mai: Bogdan Dlugajczyk, deutscher Fußballspieler und -trainer
- 03. Mai: Rayk Gaida, deutscher Schauspieler
- 03. Mai: Raoul Heimrich, deutscher Regisseur und Autor
- 03. Mai: Ron Hextall, kanadischer Eishockeytorwart und -funktionär
- 03. Mai: Martina Hornstein-Engers, deutsche Juristin und Richterin
- 03. Mai: Liu Changcheng, chinesisch-deutscher Volleyballspieler und -trainer
- 03. Mai: Peter Schwindt, deutscher Journalist und Schriftsteller
- 04. Mai: Konrad Antoni, österreichischer Politiker
- 04. Mai: Mónica Bardem, spanische Schauspielerin
- 04. Mai: Fredderik Collins, deutscher Schauspieler, Regisseur und Produzent
- 04. Mai: Silvia Costa, kubanische Hochspringerin
- 04. Mai: Joseph Gallagher, englisch-schweizerischer Schachspieler und Schachbuch-Autor
- 04. Mai: Gary Holt, US-amerikanischer Gitarrist und Musikproduzent
- 04. Mai: Muharrem İnce, türkischer Politiker, Buchautor und Lehrer
- 04. Mai: Terje Isungset, norwegischer Jazzperkussionist
- 04. Mai: Alex John, deutsch-britischer Künstler
- 04. Mai: Andreas Kaiser, deutscher Fußballspieler
- 04. Mai: Gunther Krichbaum, deutscher Politiker
- 04. Mai: Karine Lalieux, belgische Politikerin
- 04. Mai: Stefan August Lütgenau, deutscher Historiker
- 04. Mai: Janusz Mastalski, polnischer Geistlicher
- 04. Mai: Igors Miglinieks, sowjetischer Basketballspieler und lettischer Basketballtrainer
- 04. Mai: Hisako Mori, japanische Badmintonspielerin
- 04. Mai: Ralf Nestmeyer, deutscher Reisejournalist, Historiker und Autor
- 04. Mai: Goran Prpić, kroatischer Tennisspieler und -trainer
- 04. Mai: Omar al-Qattan, kuwaitischer Filmproduzent
- 04. Mai: Rolf Reincke, deutscher Politiker
- 04. Mai: Peter Roes, belgischer Radrennfahrer
- 04. Mai: Rocco Siffredi, italienischer Schauspieler, Produzent und Regisseur von Pornofilmen
- 04. Mai: Ibrahim Mohamed Solih, maledivischer Politiker
- 04. Mai: Jürgen Stegmann, deutscher Schauspieler und Regisseur
- 04. Mai: Christian Strasser, österreichischer Journalist und Buchautor
- 04. Mai: Robin Paul Weijers, niederländischer Fernsehproduzent
- 05. Mai: Pierre Bauduin, französischer Historiker
- 05. Mai: Petra A. Bauer, deutsche Autorin
- 05. Mai: Markus Bleich, deutscher Mediziner und Hochschullehrer
- 05. Mai: Ingela Brimberg, schwedische Opernsängerin
- 05. Mai: Bob Buczkowski, US-amerikanischer American-Football-Spieler († 2018)
- 05. Mai: Françoise Cactus, deutsch-französische Autorin, Musikerin und Zeichnerin († 2021)
- 05. Mai: Maurizio Catenacci, italo-kanadischer Eishockeyspieler
- 05. Mai: Dexter Clark, US-amerikanischer American-Football-Spieler
- 05. Mai: Jean-François Copé, französischer Politiker
- 05. Mai: Volker Erb, deutscher Rechtswissenschaftler und Hochschullehrer
- 05. Mai: Rostam Ghasemi, iranischer General und Politiker († 2022)
- 05. Mai: Arndt Graf, deutscher Südostasienwissenschaftler
- 05. Mai: Erwin Gruber, österreichischer Politiker und Landwirt
- 05. Mai: Paul E. J. Hammer, neuseeländischer Historiker
- 05. Mai: Heike Henkel, deutsche Hochspringerin
- 05. Mai: Bruno Kneubühler, Schweizer Insektenforscher
- 05. Mai: Thomas Merkel, deutscher Eishockeyspieler († 2015)
- 05. Mai: Willie Mtolo, südafrikanischer Marathon- und Ultramarathonläufer
- 05. Mai: Cinco Paul, US-amerikanischer Drehbuchautor
- 05. Mai: Tom Reiss, US-amerikanischer Autor, Historiker und Journalist
- 05. Mai: Friedemann Schmidt, deutscher Apotheker und Fernsehmoderator
- 05. Mai: Rainer Schumann, deutscher Schlagzeuger
- 05. Mai: Barbara Schwickert, Schweizer Politikerin
- 05. Mai: Ronald Seunig, österreichischer Unternehmer
- 05. Mai: Denise Virieux, Schweizer Schauspielerin
- 06. Mai: Andrea Chiesa, Schweizer Automobilrennfahrer
- 06. Mai: Sven Eggert, deutscher Volleyballspieler
- 06. Mai: Roberto Franco, italienischer Freestyle-Skier
- 06. Mai: Leyla Güven, türkische Politikerin
- 06. Mai: Dana Hill, US-amerikanische Schauspielerin und Synchronsprecherin († 1996)
- 06. Mai: Jens Hirschberg, deutscher Weitspringer
- 06. Mai: Jörg Horn, deutscher Fußballspieler
- 06. Mai: Lucien Jean-Baptiste, französischer Schauspieler, Synchronsprecher und Regisseur
- 06. Mai: Brian Knobbs, US-amerikanischer Wrestler
- 06. Mai: Paul Liang Jiansen, chinesischer Geistlicher
- 06. Mai: Sabine Ludwigs, deutsche Schriftstellerin

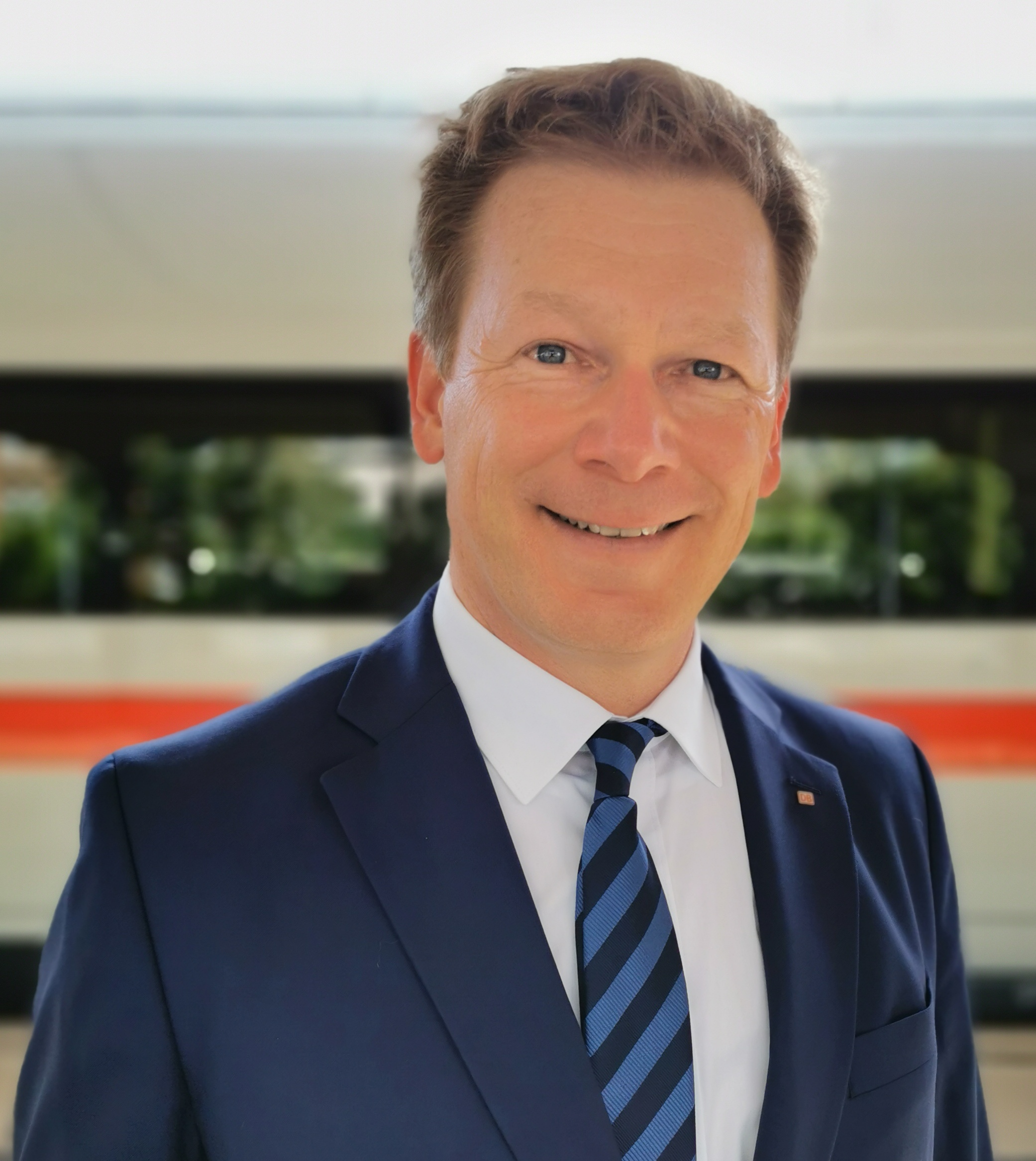
Richard Lutz

- 06. Mai: Richard Lutz, deutscher Betriebswirt und Manager
- 06. Mai: Boban Marković, serbischer Trompeter und Flügelhornist
- 06. Mai: Arild Midthun, norwegischer Comiczeichner, Illustrator und Karikaturist
- 06. Mai: Lars Mikkelsen, dänischer Schauspieler
- 06. Mai: Martina Oertzen, deutsche Kommunalpolitikerin
- 06. Mai: Roland Pfeifer, österreichischer Skirennläufer und Alpinskitrainer
- 06. Mai: Franziska Pigulla, deutsche Schauspielerin und Synchronsprecherin († 2019)
- 06. Mai: Celeste Saulo, argentinische Meteorologin und Hochschullehrerin
- 06. Mai: Frédérique Vidal, französische Biochemikerin, Hochschulmanagerin und Politikerin
- 06. Mai: Werner Winkler, deutscher Autor, Berater und Kalligraf
- 07. Mai: Mercy Addy, ghanaische Leichtathletin
- 07. Mai: Sandro Bertaggia, Schweizer Eishockeyspieler
- 07. Mai: Dominique Brun, französische Judoka
- 07. Mai: Patrick Faber, niederländischer Hockeyspieler
- 07. Mai: Guido Fleige, deutscher Fußballspieler
- 07. Mai: István Hiller, ungarischer Politiker und Historiker
- 07. Mai: Guido Hinterseer, österreichischer Skirennläufer
- 07. Mai: Giuseppe Iachini, italienischer Fußballspieler und -trainer
- 07. Mai: Brian Kilmeade, US-amerikanischer Fernsehmoderator und Sachbuchautor
- 07. Mai: Vera Klee, deutsche Schriftstellerin
- 07. Mai: Peter Kuttler, deutscher Journalist und Moderator
- 07. Mai: Nicki Pawlow, deutsche Schriftstellerin
- 07. Mai: Elliot Perlman, australischer Schriftsteller
- 07. Mai: Claudio Peverani, san-marinesischer Fußballspieler und Spielerberater
- 07. Mai: Petra Stanat, deutsche Psychologin und Bildungsforscherin
- 07. Mai: Pjer Žalica, bosnischer Filmregisseur
- 07. Mai: Mirko Švenda Žiga, kroatischer Sänger
- 07. Mai: Jan Zopfs, deutscher Strafrechtler und Hochschulprofessor
- 08. Mai: Päivi Alafrantti, finnische Leichtathletin
- 08. Mai: Krista Errickson, US-amerikanische Journalistin und Schauspielerin
- 08. Mai: Pat Fritz, deutscher Musiker
- 08. Mai: Melissa Gilbert, US-amerikanische Schauspielerin
- 08. Mai: Waleri Pawlowitsch Gopin, russischer Handballspieler
- 08. Mai: Ralf Gustke, deutscher Schlagzeuger
- 08. Mai: Jon-Erik Kellso, US-amerikanischer Jazztrompeter und Kornettist
- 08. Mai: Thomas Kurscheid, deutscher Buchautor und Moderator
- 08. Mai: Talal Mansour, katarischer Leichtathlet
- 08. Mai: Torsten Meireis, deutscher Theologe
- 08. Mai: Maren Niemeyer, deutsche Journalistin, Dokumentarfilmregisseurin und Kulturmanagerin
- 08. Mai: Isabelle Paque, französische Judoka
- 08. Mai: Metin Tekin, türkischer Fußballspieler, -trainer und -experte
- 09. Mai: Thierry Bouüaert alias Wilbur Duquesnoy, belgischer Comiczeichner
- 09. Mai: Flavio Giupponi, italienischer Radrennfahrer
- 09. Mai: Dietwald Gruehn, deutscher Landschaftsökologe und Landschaftsplaner
- 09. Mai: Plamen Jurukow, bulgarischer Politiker und Geschäftsmann
- 09. Mai: Peter M. Lenkov, kanadisch-US-amerikanischer Film-, Fernsehproduzent und Drehbuchautor
- 09. Mai: Frank Oehler, deutscher Koch und Gastronom
- 09. Mai: Frank Pingel, dänischer Fußballspieler
- 09. Mai: Richard Pramotton, italienischer Skirennläufer
- 09. Mai: Bernhard Rudisch, österreichischer Rechtswissenschaftler
- 09. Mai: Paul Schmeing, deutscher Volleyballspieler
- 09. Mai: Sonja Sohn, US-amerikanische Schauspielerin
- 09. Mai: Srđan Stanković, montenegrinischer Ingenieurwissenschaftler
- 09. Mai: Alexander Warbanow, bulgarischer Gewichtheber
- 09. Mai: Matthias Wemhoff, deutscher Mittelalterarchäologe und Hochschullehrer
- 09. Mai: Stefan Zimkeit, deutscher Politiker
- 10. Mai: Mark Andre, deutsch-französischer Komponist
- 10. Mai: Rafael Ball, deutscher Bibliothekar
- 10. Mai: Ulrike Beimpold, österreichische Schauspielerin, Regisseurin, Synchronsprecherin und Buchautorin
- 10. Mai: Sarah Calburn, südafrikanische Architektin
- 10. Mai: Yves Castagnet, französischer Organist
- 10. Mai: Gitta Connemann, deutsche Politikerin und Rechtsanwältin
- 10. Mai: Leopold Decloedt, belgischer Germanist und Unternehmer
- 10. Mai: Ulrike Denk, deutsche Hürdenläuferin
- 10. Mai: Emmanuelle Devos, französische Schauspielerin
- 10. Mai: Sarah Docter, US-amerikanische Eisschnellläuferin
- 10. Mai: Wolfgang Feindt, deutscher Redakteur, Executive Producer und Filmproduzent († 2024)
- 10. Mai: Jozef Haľko, slowakischer Geistlicher
- 10. Mai: Karen Hallberg, argentinische Professorin
- 10. Mai: Freya Hoffmeister, deutsche Geschäftsfrau und Kanusportlerin
- 10. Mai: Ulrich Lemmer, deutscher Professor und Elektrotechniker
- 10. Mai: Roland Luder, Schweizer Journalist, Fernsehmoderator und Redaktor
- 10. Mai: Mats Malm, schwedischer Skandinavist, Literaturhistoriker, Professor und Übersetzer
- 10. Mai: Peter Marhofer, österreichischer Anästhesist und Intensivmediziner
- 10. Mai: Mario Panzeri, italienischer Bergsteiger und Bergführer
- 10. Mai: Ulrich Reineke, deutscher Flottillenadmiral
- 10. Mai: Carsten Schäfer, deutscher Rechtswissenschaftler und Professor
- 11. Mai: Efstratios Apostolakis, griechischer Fußballspieler
- 11. Mai: Billy Bean, US-amerikanischer Baseballspieler († 2024)
- 11. Mai: Andreas Brand, deutscher Kommunalpolitiker
- 11. Mai: Eugen Ovidiu Chirovici, rumänischer Ökonom, Schriftsteller und Journalist
- 11. Mai: Michele Camillo Ferrari, schweizerischer mittellateinischer Philologe
- 11. Mai: Tina Hassel, deutsche Journalistin und Fernsehmoderatorin
- 11. Mai: John Letts, US-amerikanischer Tennisspieler
- 11. Mai: Tim Blake Nelson, US-amerikanischer Film- und Theaterschauspieler, Filmregisseur, Drehbuchautor und Filmproduzent
- 11. Mai: John Parrott, englischer Snooker-Spieler
- 11. Mai: Katja Werthmann, deutsche Ethnologin und Afrikawissenschaftlerin
- 12. Mai: Horst von Allwörden, deutscher Autor († 2023)
- 12. Mai: Beatrice Babin, deutsche Filmeditorin
- 12. Mai: Julius Maada Bio, sierra-leonischer Politiker
- 12. Mai: Raimond Burgman, niederländischer Karambolagespieler und Weltmeister
- 12. Mai: Hazim Delić, bosniakischer Kommandeur
- 12. Mai: Przemysław Gosiewski, polnischer Politiker († 2010)
- 12. Mai: Axel Heidenreich, deutscher Arzt und Professor
- 12. Mai: Manfred Höberl, österreichischer Bodybuilder und Strongman
- 12. Mai: Suzanne King, US-amerikanische Skilangläuferin
- 12. Mai: Joy Kitzmiller, US-amerikanische Badmintonspielerin
- 12. Mai: Kolja Kleeberg, deutscher Fernsehkoch und Moderator
- 12. Mai: Aljona Walerjewna Ledenjowa, russische Politikwissenschaftlerin und Professorin
- 12. Mai: Pierre Morel, französischer Filmregisseur und Kameramann
- 12. Mai: Ralf Nettelstroth, deutscher Politiker
- 12. Mai: Ferdinand von Schirach, deutscher Strafverteidiger und Schriftsteller
- 12. Mai: Peter Schmidt, deutscher Kunsthistoriker, Mediävist und Hochschullehrer
- 12. Mai: Stefan Schostok, deutscher Politiker
- 12. Mai: Tobias Schröter, deutscher Eiskunstläufer
- 12. Mai: Csaba Sógor, rumänischer Politiker
- 12. Mai: Bart Somers, belgischer Politiker
- 12. Mai: Jürgen Wagner, deutscher Aussteiger und Vertreter der „Schenkerbewegung“
- 13. Mai: Mark Barry, britischer Radrennfahrer
- 13. Mai: Stephen Colbert, US-amerikanischer Satiriker und Moderator
- 13. Mai: Ronnie Coleman, US-amerikanischer Bodybuilder
- 13. Mai: Katia Fox, deutsche Autorin
- 13. Mai: Sara Gomer, britische Tennisspielerin
- 13. Mai: Stefan Groh, österreichischer Archäologe
- 13. Mai: Marcus Gröttrup, deutscher Immunologe, Forscher und Hochschullehrer († 2022)
- 13. Mai: Kim Bong-jun, südkoreanischer Boxer
- 13. Mai: Zdenko Kosanović, jugoslawisch-kroatischer Fußballspieler
- 13. Mai: Akasaka Mari, japanische Schriftstellerin
- 13. Mai: Robert Marland, kanadischer Ruderer
- 13. Mai: Jörg Matysik, deutscher Chemiker und Professor
- 13. Mai: Aliki Panayides, Schweizer Politikerin
- 13. Mai: Ämirschan Qossanow, kasachischer Politiker
- 13. Mai: Erko Sturm, deutscher Pfarrer, Buchautor, Musiker und Musikwissenschaftler
- 13. Mai: Christopher Tambling, britischer Komponist, Organist und Chorleiter († 2015)
- 13. Mai: Tom Turtschi, Schweizer Autor, Gestalter und Szenograf
- 13. Mai: Tom Verica, US-amerikanischer Schauspieler, Filmregisseur und -produzent
- 13. Mai: Jörg Wawrzyniak, deutscher Fußballspieler
- 14. Mai: Peter Bamler, deutscher Schauspieler
- 14. Mai: Andreas Bordan, deutscher Fußballspieler
- 14. Mai: David Chotjewitz, deutscher Schriftsteller und Theaterregisseur
- 14. Mai: Andreas Dietrich, Schweizer Journalist und Chefredaktor
- 14. Mai: Gordon Duncan, schottischer Dudelsackspieler († 2005)
- 14. Mai: Rainer Emig, deutscher Anglist
- 14. Mai: Rupert Fuchs, österreichischer Politiker und Energieberater
- 14. Mai: Néstor Gorosito, argentinischer Fußballspieler und -trainer
- 14. Mai: Barbara Gysi, Schweizer Politikerin
- 14. Mai: Andrea Händler, österreichische Kabarettistin und Schauspielerin
- 14. Mai: Uwe Kischel, deutscher Rechtswissenschaftler und Lehrstuhlinhaber
- 14. Mai: Esther von Krosigk, deutsche Journalistin, Schriftstellerin und Herausgeberin
- 14. Mai: Daniela Lager, Schweizer Moderatorin und Journalistin
- 14. Mai: James McNeal Kelly, US-amerikanischer Astronaut
- 14. Mai: Reijo Mikkolainen, finnischer Eishockeyspieler
- 14. Mai: Eric Peterson, US-amerikanischer Gitarrist
- 14. Mai: Rossen Plewneliew, bulgarischer Unternehmer und Politiker
- 14. Mai: Oliver Reinhard, deutscher Schauspieler und Synchronsprecher
- 14. Mai: Jörg Schneider, deutscher Politiker
- 15. Mai: Christian Armbrüster, deutscher Jurist
- 15. Mai: Arno Brandlhuber, deutscher Architekt, Stadtplaner und Universitätsprofessor
- 15. Mai: Sulejman Demollari, albanischer Fußballspieler und -trainer
- 15. Mai: Christoph Dohr, deutscher Musikwissenschaftler und -verleger
- 15. Mai: Pam Dukes, US-amerikanische Kugelstoßerin und Diskuswerferin
- 15. Mai: Audrius Klišonis, litauischer Politiker
- 15. Mai: Michael Lentz, deutscher Schriftsteller, Lautpoet, Literaturwissenschaftler und Musiker
- 15. Mai: Philipp Murmann, deutscher Unternehmer und Politiker
- 15. Mai: Frank Nägele, deutscher Politiker

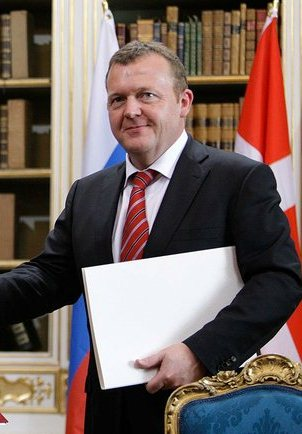
Lars Løkke Rasmussen

- 15. Mai: Lars Løkke Rasmussen, dänischer Politiker
- 15. Mai: Dave Reid, kanadischer Eishockeyspieler und -funktionär
- 15. Mai: Wendy J. Schiller, US-amerikanische Politikwissenschaftlerin und Professorin
- 15. Mai: Günter Schumacher, deutscher Radrennfahrer
- 15. Mai: Leo Stopfer, österreichischer Maler
- 15. Mai: Wolodymyr Struk, ukrainischer Politiker († 2022)
- 15. Mai: António Maria Nobre Amaral Tilman, osttimoresischer Politiker
- 15. Mai: Michael Tumpel, österreichischer Wirtschaftswissenschaftler und Professor
- 15. Mai: Sijue Wu, US-amerikanische Mathematikerin
- 16. Mai: Stefan Brönneke, deutscher Synchronsprecher und Filmregisseur
- 16. Mai: Michael Cerny, deutscher Politiker
- 16. Mai: Joseph DeSimone, US-amerikanischer Chemiker
- 16. Mai: Rebecca Front, britische Schauspielerin und Drehbuchautorin
- 16. Mai: Berel Lazar, russischer Rabbiner
- 16. Mai: Klaus Mindrup, deutscher Politiker
- 16. Mai: John Salley, US-amerikanischer Basketballspieler und Schauspieler
- 16. Mai: Martin Skovgaard, dänischer Badmintonspieler
- 17. Mai: Michiel Braam, niederländischer Jazzpianist und Komponist
- 17. Mai: Andreas Delp, deutscher Brigadegeneral
- 17. Mai: David Eigenberg, US-amerikanischer Schauspieler
- 17. Mai: Detlef Esslinger, deutscher Journalist
- 17. Mai: Antoine Fillon, französischer Schlagzeuger
- 17. Mai: Alfons Groenendijk, niederländischer Fußballtrainer
- 17. Mai: Mauro Martini, italienischer Automobilrennfahrer
- 17. Mai: Menno Oosting, niederländischer Tennisspieler († 1999)
- 17. Mai: Julius Reiter, deutscher Rechtsanwalt, Autor und Professor
- 17. Mai: Pascual Benjamín Rivera Montoya, mexikanischer Geistlicher
- 17. Mai: Jörg Vogelsänger, deutscher Politiker
- 18. Mai: Karsten Dörr, deutscher Schauspieler
- 18. Mai: Susanne Grützmann, deutsche Pianistin und Hochschullehrerin
- 18. Mai: Ignasi Guardans Cambó, spanischer Politiker
- 18. Mai: Tobias Ineichen, Schweizer Filmregisseur
- 18. Mai: Claude Meier, Schweizer Berufsoffizier
- 18. Mai: Satoru Mochizuki, japanischer Fußballspieler
- 18. Mai: Tim Moore, britischer Autor und Journalist
- 18. Mai: Nadja Reichardt, deutsche Schauspielerin und Synchronsprecherin
- 18. Mai: Michael Robert Rhein, Künstlername Das letzte Einhorn, deutscher Sänger und Musiker
- 18. Mai: Per Sætersdal, norwegischer Ruderer
- 18. Mai: Saskia Schüler, deutsche Künstlerin
- 18. Mai: Edward Smyth-Osbourne, britischer Lieutenant General
- 18. Mai: Andrei Alexandrowitsch Sujew, russischer Eishockeytorwart und -trainer
- 18. Mai: Paolo Vallesi, italienischer Cantautore
- 18. Mai: Alfons Weindorf, deutscher Musikproduzent, Komponist, Sänger, Verleger und Inhaber eines Musiklabels
- 19. Mai: Beibit Atamqulow, kasachischer Politiker
- 19. Mai: Michael Blake, kanadischer Jazzmusiker
- 19. Mai: Almedin Fetahović, jugoslawischer und bosnischer Boxer
- 19. Mai: Miloslav Mečíř, slowakischer Tennisspieler
- 19. Mai: Vincent Mennie, schottischer Fußballspieler
- 19. Mai: Gitanas Nausėda, litauischer Ökonom, Politiker und Professor
- 19. Mai: Ralf Nolten, deutscher Politiker
- 19. Mai: Samuel Okwaraji, nigerianischer Fußballspieler († 1989)
- 19. Mai: Timo Parvela, finnischer Schriftsteller
- 19. Mai: Anthony Vogel, deutsch-kanadischer Eishockeyspieler
- 19. Mai: Sean Whalen, US-amerikanischer Schauspieler
- 20. Mai: Miodrag Belodedici, rumänischer Fußballspieler und -funktionär
- 20. Mai: Marcel Bergmann, deutscher Sportredakteur und Autor
- 20. Mai: Olga Jurjewna Bogoslowskaja, russische Leichtathletin
- 20. Mai: Nicholas Brooks, britischer Spezialeffektkünstler und VFX Supervisor
- 20. Mai: Christine Fuchsloch, deutsche Juristin
- 20. Mai: Kōichirō Gemba, japanischer Politiker
- 20. Mai: Michael Gienger, deutscher Mineralienhändler, Autor und Seminarleiter († 2014)
- 20. Mai: Thomas Karny, österreichischer Schriftsteller und Journalist
- 20. Mai: Petr Kellner, tschechischer Unternehmer († 2021)
- 20. Mai: Wessela Letschewa, bulgarische Sportschützin und Politikerin
- 20. Mai: Lebo M, südafrikanischer Komponist, Produzent und Musiker
- 20. Mai: Michael Nentwich, österreichischer Jurist, Wissenschafts- und Technikforscher
- 20. Mai: Benno Reinhard, deutscher Jazzmusiker
- 20. Mai: Paul William Richards, US-amerikanischer Astronaut
- 20. Mai: Patti Russo, US-amerikanische Sängerin
- 20. Mai: Joachim Seeler, deutscher Politiker
- 20. Mai: Charles Spencer, 9. Earl Spencer, britischer Adliger und Journalist
- 20. Mai: Andreas Storm, deutscher Politiker und Krankenkassenmanager
- 20. Mai: Steffen Teichert, deutscher Physiker, Wissenschaftsmanager und politischer Beamter
- 20. Mai: Wolfgang Strengmann-Kuhn, deutscher Wirtschaftswissenschaftler und Politiker
- 20. Mai: Ansgar Trächtler, deutscher Elektroingenieur und Hochschullehrer
- 20. Mai: Jacinto Viegas Vicente, osttimoresischer Politiker
- 21. Mai: Tommy Albelin, schwedischer Eishockeyspieler und -trainer
- 21. Mai: Oswaldo Enrique Araque Valerio, venezolanischer Geistlicher
- 21. Mai: Rui Maria de Araújo, osttimoresischer Politiker und Arzt
- 21. Mai: Libère Pwongo Bope, kongolesischer Geistlicher
- 21. Mai: Arthur C. Brooks, US-amerikanischer Wirtschaftswissenschaftler, Politikwissenschaftler, Soziologe und Hochschullehrer
- 21. Mai: Elanga Buala, papua-neuguineische Leichtathletin († 2021)
- 21. Mai: Joy-Maria Frederiksen, dänische Schauspielerin
- 21. Mai: Walter Homolka, deutscher Rabbiner und Hochschullehrer
- 21. Mai: Jean-Yves Jason, haitianischer Politiker
- 21. Mai: Costas Kapitanis, zypriotischer Fußballschiedsrichter
- 21. Mai: Rainer Kräuter, deutscher Politiker
- 21. Mai: Christoph Marcinkowski, deutscher Islamwissenschaftler und Iranist
- 21. Mai: Joyce Ndalichako, tansanische Politikerin
- 21. Mai: Maria Semple, US-amerikanische Schriftstellerin und Drehbuchautorin
- 21. Mai: Miriam Toews, kanadische Schriftstellerin und Journalistin
- 21. Mai: Giovanni Xuereb, maltesischer Diplomat
- 22. Mai: Britta Bayer, deutsche Fernseh- und Theaterschauspielerin
- 22. Mai: Paul Cuisset, französischer Spieleentwickler
- 22. Mai: Hossein Ensan, deutsch-iranischer Pokerspieler
- 22. Mai: Riho Grünthal, finnischer Finnougrist
- 22. Mai: Gregor Hoop, liechtensteinischer Skirennläufer († 1990)
- 22. Mai: Alois Kainz, österreichischer Politiker
- 22. Mai: Mark Christopher Lawrence, US-amerikanischer Schauspieler, Stand-up Comedian und Synchronsprecher
- 22. Mai: James Lorinz, US-amerikanischer Schauspieler, Filmregisseur und Drehbuchautor
- 22. Mai: Konstantin Michailow, bulgarischer Eishockeytorwart
- 22. Mai: Nigel Murray, britischer Boccia-Spieler
- 22. Mai: Marius Oprea, rumänischer Historiker, Dichter und Schriftsteller
- 22. Mai: Jim Playfair, kanadischer Eishockeyspieler und -trainer
- 22. Mai: Dieter Pohl, deutscher Historiker
- 22. Mai: Virginia Ramírez, spanische Hockeyspielerin
- 22. Mai: Tatsuya Yanagiya, japanischer Badmintonspieler
- 23. Mai: Angela Kovács, schwedische Schauspielerin
- 23. Mai: Ruth Metzler-Arnold, Schweizer Politikerin, Bundesrätin
- 24. Mai: Maxi Biewer, deutsche Fernsehmoderatorin
- 25. Mai: Ivan Bella, slowakischer Pilot und Kosmonaut
- 25. Mai: Ray Stevenson, britischer Schauspieler († 2023)
- 26. Mai: Patrick Antaki, libanesischer Skeletonsportler
- 26. Mai: İlkay Akkaya, türkische Sängerin
- 26. Mai: Lenny Kravitz, US-amerikanischer Sänger und Musiker

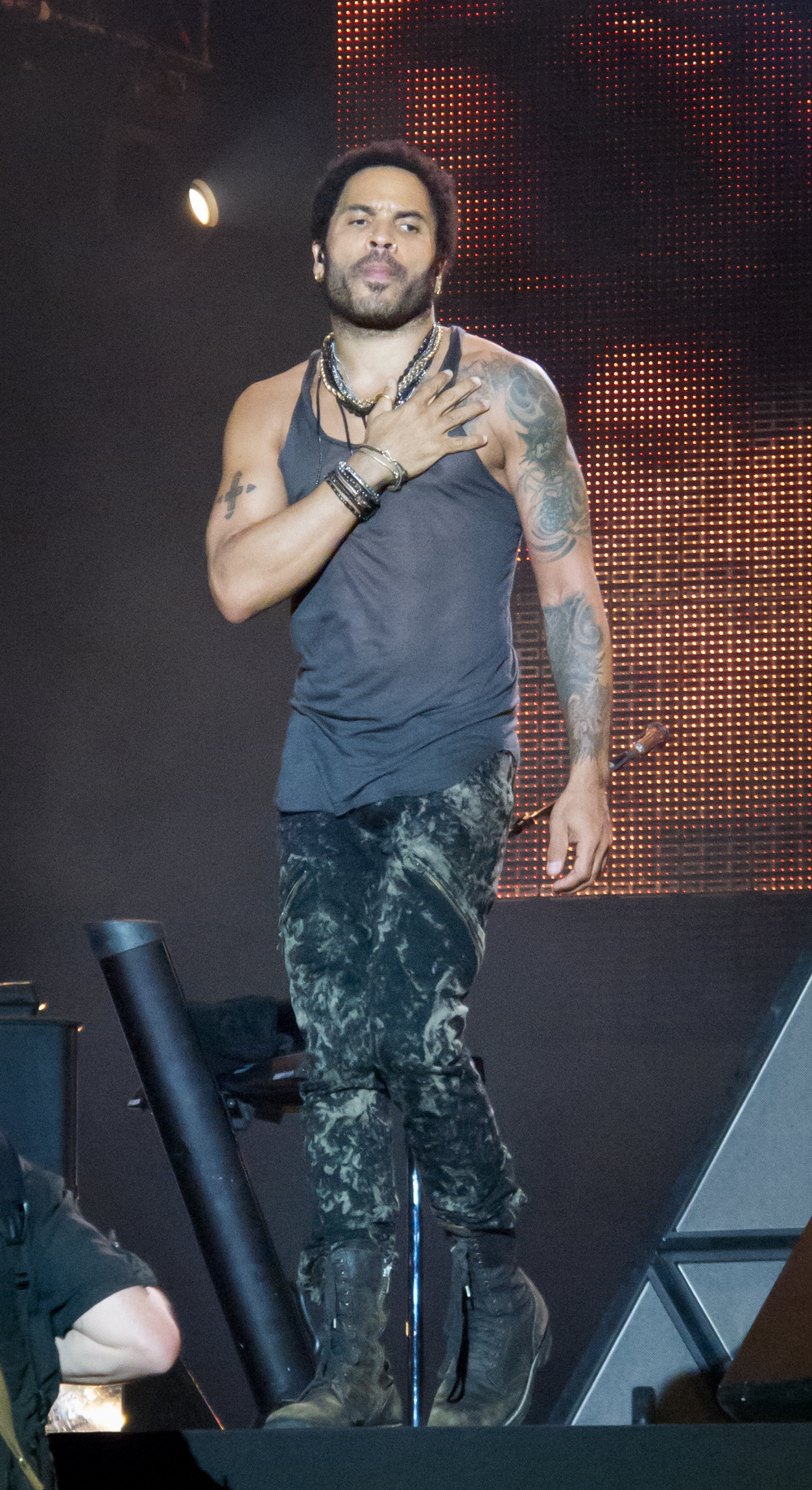
Lenny Kravitz, 2012

- 26. Mai: Waleri Borissowitsch Salow, russischer Schachmeister
- 26. Mai: Alison Wyeth, britische Mittel- und Langstreckenläuferin
- 27. Mai: Volker Abramczik, deutscher Fußballspieler
- 27. Mai: Andreja Schneider, deutsche Sängerin und Schauspielerin
- 28. Mai: Christa Miller, US-amerikanische Schauspielerin
- 28. Mai: Jeff Fenech, australischer Boxer und Boxtrainer
- 28. Mai: Phil Vassar, US-amerikanischer Country-Musiker
- 29. Mai: Albert Frey, deutscher Komponist, Musikproduzent und Lobpreisleiter
- 29. Mai: Emanuele Cisi, italienischer Jazzsaxophonist
- 29. Mai: Oswaldo Negri, brasilianischer Automobilrennfahrer
- 30. Mai: Andrea Montermini, italienischer Automobilrennfahrer
- 30. Mai: Tom Morello, US-amerikanischer Gitarrist
- 30. Mai: Corinne Schmidhauser, Schweizer Skirennläuferin und Politikerin
- 30. Mai: Mark Sheppard, britischer Schauspieler und Musiker
- 31. Mai: Thomas Schwartz, deutscher Theologe, Priester, Honorarprofessor, Autor, Verleger und Fernsehmoderator
- 31. Mai: Kid Frost, US-amerikanischer Rapper
- 00. Mai: Zhang Lijia, chinesische Autorin und Journalistin

### Juni
- 01. Juni: Davy Jones, US-amerikanischer Automobilrennfahrer
- 02. Juni: Sjarhej Kulanin, belarussischer Fußballspieler
- 02. Juni: Caroline Link, deutsche Regisseurin und Drehbuchautorin
- 03. Juni: Kerry King, Gitarrist der Band Slayer
- 03. Juni: Günther Marxer, liechtensteinischer Skirennläufer
- 03. Juni: Doro Pesch, deutsche Rocksängerin
- 03. Juni: James Purefoy, britischer Schauspieler
- 05. Juni: Martin Heuberger, deutscher Handballspieler und -trainer
- 05. Juni: Rick Riordan, US-amerikanischer Schriftsteller
- 06. Juni: Robert Kauffman, US-amerikanischer Unternehmer und Automobilrennfahrer
- 06. Juni: Guru Josh, britischer DJ († 2015)
- 06. Juni: Steven Uhly, deutscher Schriftsteller und Übersetzer
- 07. Juni: Judie Aronson, US-amerikanische Schauspielerin
- 07. Juni: Armin Assinger, österreichischer Skirennläufer und Fernsehmoderator
- 07. Juni: Jeff Danna, kanadischer Komponist
- 07. Juni: Burkard Dregger, deutscher Politiker
- 08. Juni: Rob Pilatus, niederländischer Sänger († 1998)
- 08. Juni: Harry Reynolds, US-amerikanischer Leichtathlet und Olympiasieger
- 09. Juni: Thomas Klauser, deutscher Skispringer
- 09. Juni: Gloria Reuben, kanadische Schauspielerin
- 09. Juni: Jarosław Siwiński, polnischer Komponist und Pianist
- 10. Juni: Ludger Abeln, deutscher Fernsehmoderator
- 10. Juni: Jürgen Augustinowitz, deutscher Politiker und MdB
- 10. Juni: James Joseph Chamberlin, US-amerikanischer Schlagzeuger
- 11. Juni: Gunnar Sauer, deutscher Fußballspieler
- 11. Juni: Jean Alesi, französischer Formel-1-Rennfahrer
- 11. Juni: Kuddel, deutscher Gitarrist (Die Toten Hosen)
- 11. Juni: Kim Gallagher, US-amerikanische Leichtathletin und Olympionikin († 2002)
- 12. Juni: Petra Bläss, deutsche Politikerin, MdB
- 12. Juni: Uwe Kamps, deutscher Fußballspieler
- 12. Juni: Markus Kupferblum, österreichischer Opernregisseur und Clown
- 12. Juni: Jürgen P. Lang, deutscher Politikwissenschaftler
- 12. Juni: Lars Reichow, deutscher Musikkabarettist und Entertainer
- 12. Juni: Vaughan Thomas, britischer Steuermann im Rudern († 2022)
- 13. Juni: Šarūnas Marčiulionis, litauischer Basketball-Spieler
- 13. Juni: Tamara Tichonowa, russische Skilangläuferin
- 14. Juni: Michael Garmer, deutscher Politiker
- 15. Juni: Michael Laudrup, dänischer Fußballspieler
- 15. Juni: Peter Schorowsky, deutscher Musiker
- 15. Juni: Courteney Cox, US-amerikanische Schauspielerin
- 15. Juni: Paul Urbanek, österreichischer Jazzpianist und -komponist
- 16. Juni: Martin Feifel, deutscher Schauspieler
- 16. Juni: Michael Lusch, deutscher Fußballspieler
- 17. Juni: Michael Groß, deutscher Schwimmer Michael Groß

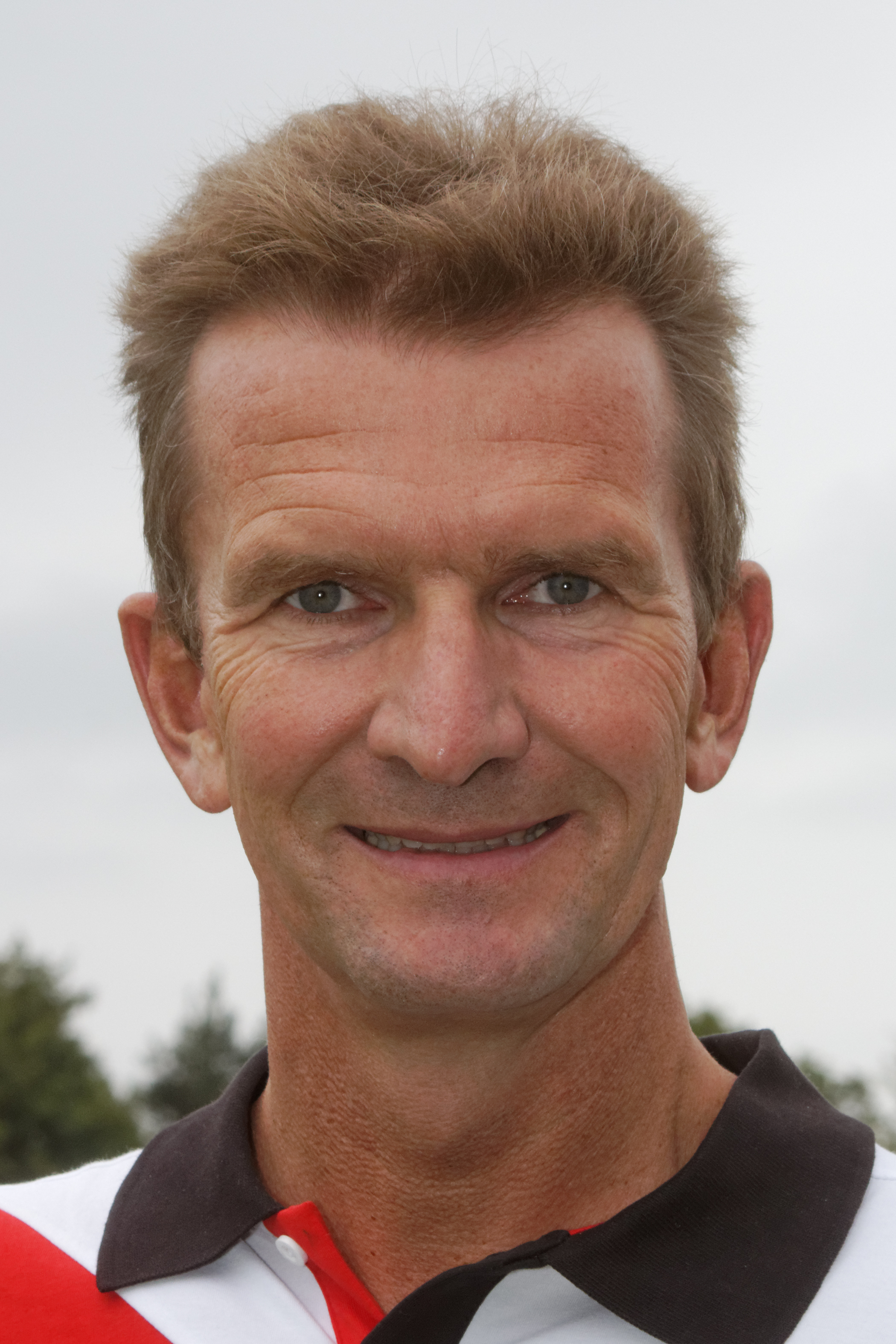
Michael Groß

- 17. Juni: Ricardo Moniz, niederländischer Fußballtrainer
- 17. Juni: Dirk Raudies, deutscher Motorradrennfahrer
- 17. Juni: Mike Shiva, Schweizer Hellseher, Unternehmer und Fernsehmoderator († 2020)
- 18. Juni: Hans Florine, US-amerikanischer Speed-Kletterer
- 18. Juni: Yang Yi, japanische Schriftstellerin chinesischer Herkunft
- 19. Juni: Carsten Hütter, deutscher Unternehmer und Politiker
- 19. Juni: Boris Johnson, britischer Premierminister
- 19. Juni: Andreas Lütkefels, deutscher Ruderer († 2022)
- 19. Juni: Kevin Schwantz, US-amerikanischer Motorradrennfahrer
- 19. Juni: Henk Vogels, niederländischer Bogenschütze
- 20. Juni: Pierfrancesco Chili, italienischer Motorradrennfahrer
- 20. Juni: Silke Möller, deutsche Leichtathletin
- 20. Juni: Stefan Marquard, deutscher Koch
- 20. Juni: Dirk Schoedon, deutscher Schauspieler
- 20. Juni: Olaf Reichmann, deutscher Synchronsprecher
- 21. Juni: Philippe Aerts, belgischer Jazz-Bassist
- 21. Juni: Adrian van Hooydonk, niederländischer Industrie- und Automobildesigner
- 21. Juni: David Morrissey, britischer Schauspieler, Produzent und Regisseur
- 21. Juni: Doug Savant, US-amerikanischer Schauspieler
- 22. Juni: Miroslav Kadlec, tschechischer Fußballspieler
- 22. Juni: Dan Brown, US-amerikanischer Autor

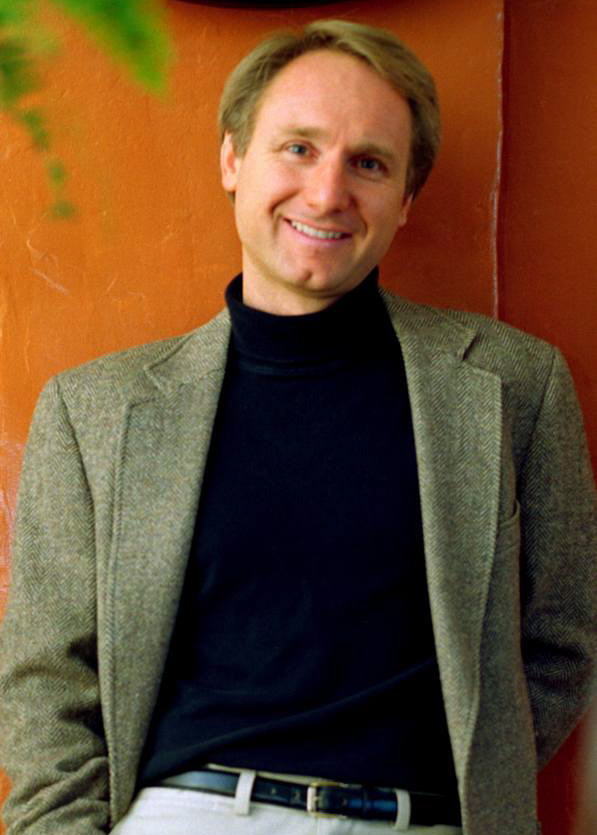
Dan Brown

- 23. Juni: Joss Whedon, US-amerikanischer Regisseur
- 24. Juni: Günther Mader, österreichischer Skirennläufer
- 24. Juni: Adel Massaad, deutsch-ägyptischer Tischtennisspieler
- 24. Juni: Georg Zug, deutscher Fußballspieler
- 24. Juni: Andreas Weigel, deutscher Politiker und MdB
- 25. Juni: Sonia Denoncourt, kanadische Fußballschiedsrichterin
- 25. Juni: Ernst Vettori, österreichischer Skispringer
- 25. Juni: Johnny Herbert, britischer Automobilrennfahrer
- 26. Juni: Harald Ahamer, österreichischer Musiker und Komponist
- 26. Juni: Emilio Cuppini, italienischer Motorradrennfahrer
- 26. Juni: Tommi Mäkinen, finnischer Rallyefahrer
- 26. Juni: Marek Pivovar, tschechischer Schriftsteller, Regisseur und Dramaturg († 2021)
- 26. Juni: Christopher Roth, deutscher Regisseur und Künstler
- 27. Juni: P. T. Usha, indische Leichtathletin
- 27. Juni: Kai Diekmann, deutscher Journalist
- 28. Juni: Sabrina Ferilli, italienische Film- und Theaterschauspielerin
- 28. Juni: Daniel Oscar Giacomino, argentinischer Politiker
- 28. Juni: Dave Walker, kanadischer Freestyle-Skier
- 29. Juni: Paul Zenon, Zauberkünstler und Komiker aus Großbritannien
- 29. Juni: Wendy Kilbourne, US-amerikanische Schauspielerin
- 30. Juni: Prinzessin Alexandra von Dänemark, Ex-Ehefrau von Prinz Joachim
- 30. Juni: Giancarlo Falappa, italienischer Motorradrennfahrer
- 00. Juni: Michael Lott, deutscher Schauspieler

### Juli
- 01. Juli: Giovanna Arbunic Castro, chilenische Schachspielerin
- 01. Juli: Heiko Buhr, deutscher Schriftsteller
- 01. Juli: Augusto Paolo Lojudice, italienischer Erzbischof und Kardinal
- 01. Juli: Ludwig Seuss, deutscher Pianist, Organist und Akkordeonist
- 01. Juli: Franz Wohlfahrt, österreichischer Fußballspieler
- 02. Juli: Dirk Martens, deutscher Schauspieler
- 03. Juli: Sebastian Goder, deutscher Schauspieler
- 03. Juli: Antje Hermenau, deutsche Politikerin
- 03. Juli: Yeardley Smith, US-amerikanische Schauspielerin und Synchronsprecherin
- 04. Juli: Misko Antisin, schweizerisch-kanadischer Eishockeyspieler
- 04. Juli: Rachel Ashley, US-amerikanische Pornodarstellerin
- 04. Juli: Edi Rama, albanischer Politiker und Künstler
- 04. Juli: Elie Saab, libanesischer Modedesigner
- 05. Juli: Filip De Wilde, belgischer Fußballspieler
- 05. Juli: Piotr Nowak, polnischer Fußballspieler
- 06. Juli: Markus Böttcher, deutscher Schauspieler
- 07. Juli: Kōsuke Fujishima, japanischer Mangaka
- 08. Juli: Linda de Mol, niederländische Showmasterin
- 09. Juli: Frank Blanke, deutscher Eishockeytorwart
- 09. Juli: Courtney Love, US-amerikanische Gitarristin, Sängerin und Songwriterin sowie Schauspielerin
- 09. Juli: Stephan Schad, deutscher Schauspieler
- 09. Juli: Gianluca Vialli, italienischer Fußballspieler und -trainer († 2023)
- 10. Juli: Martina Krogmann, deutsche Politikerin
- 10. Juli: Mats Wikström, ehemaliger schwedischer Kinderdarsteller
- 11. Juli: Helmut Krausser, deutscher Schriftsteller, Dichter und Bühnenautor
- 11. Juli: Petar Sografow, bulgarischer Skilangläufer

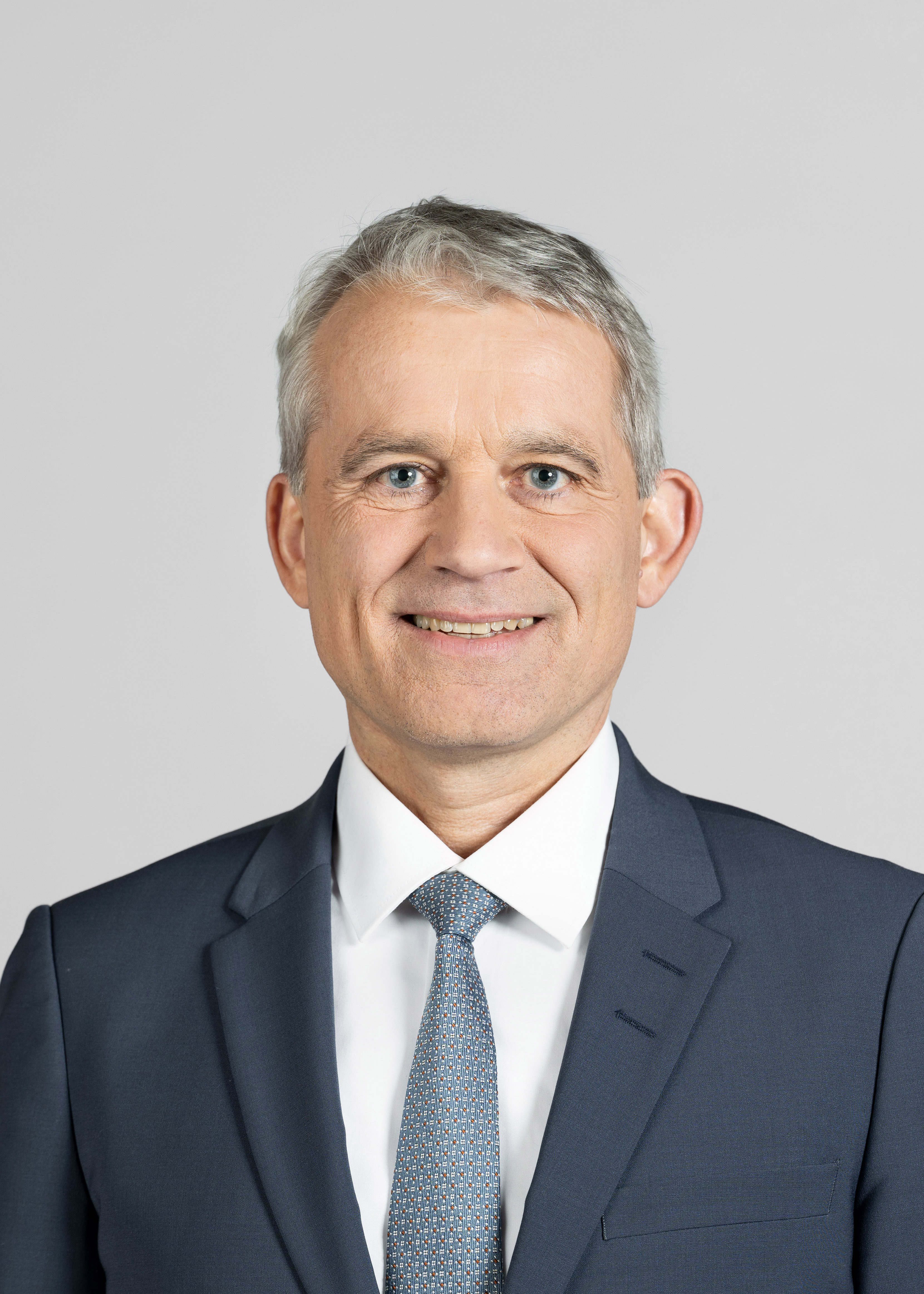
Beat Jans, 2024

- Beat Jans, 202412. Juli: Beat Jans, schweizerischer Politiker und Vorsteher des Eidgenössischen Justiz- und Polizeidepartementes
- 13. Juli: Thomas Ammann, Schweizer Politiker († 2022)
- 13. Juli: Andreas Boltz, deutscher Kirchenmusiker und Komponist
- 13. Juli: Michael Fisch, deutscher Literaturwissenschaftler und Schriftsteller
- 13. Juli: Jörg Remy, deutscher Gitarrist
- 13. Juli: Sonja Bilgeri, deutsche Skilangläuferin
- 14. Juli: Thomy Aigner, österreichischer Radio- und Fernseh-Journalist und -Moderator
- 15. Juli: Rodrigo Amado, portugiesischer Jazz- und Improvisationsmusiker, Musikproduzent, Fotograf und Autor
- 15. Juli: Galyn Görg, US-amerikanische Tänzerin und Schauspielerin († 2020)
- 15. Juli: Shari Headley, US-amerikanische Schauspielerin
- 16. Juli: Aschot Anastassjan, armenischer Schachgroßmeister († 2016)
- 16. Juli: Nino Burdschanadse, georgische Parlaments- und Staatspräsidentin
- 16. Juli: Miguel Induráin, spanischer Radrennfahrer
- 17. Juli: Norbert Dobeleit, deutscher Leichtathlet
- 17. Juli: Heather Langenkamp, US-amerikanische Schauspielerin
- 17. Juli: Benjamin Ziemann, deutscher Historiker
- 18. Juli: Iris Gleicke, deutsche Politikerin

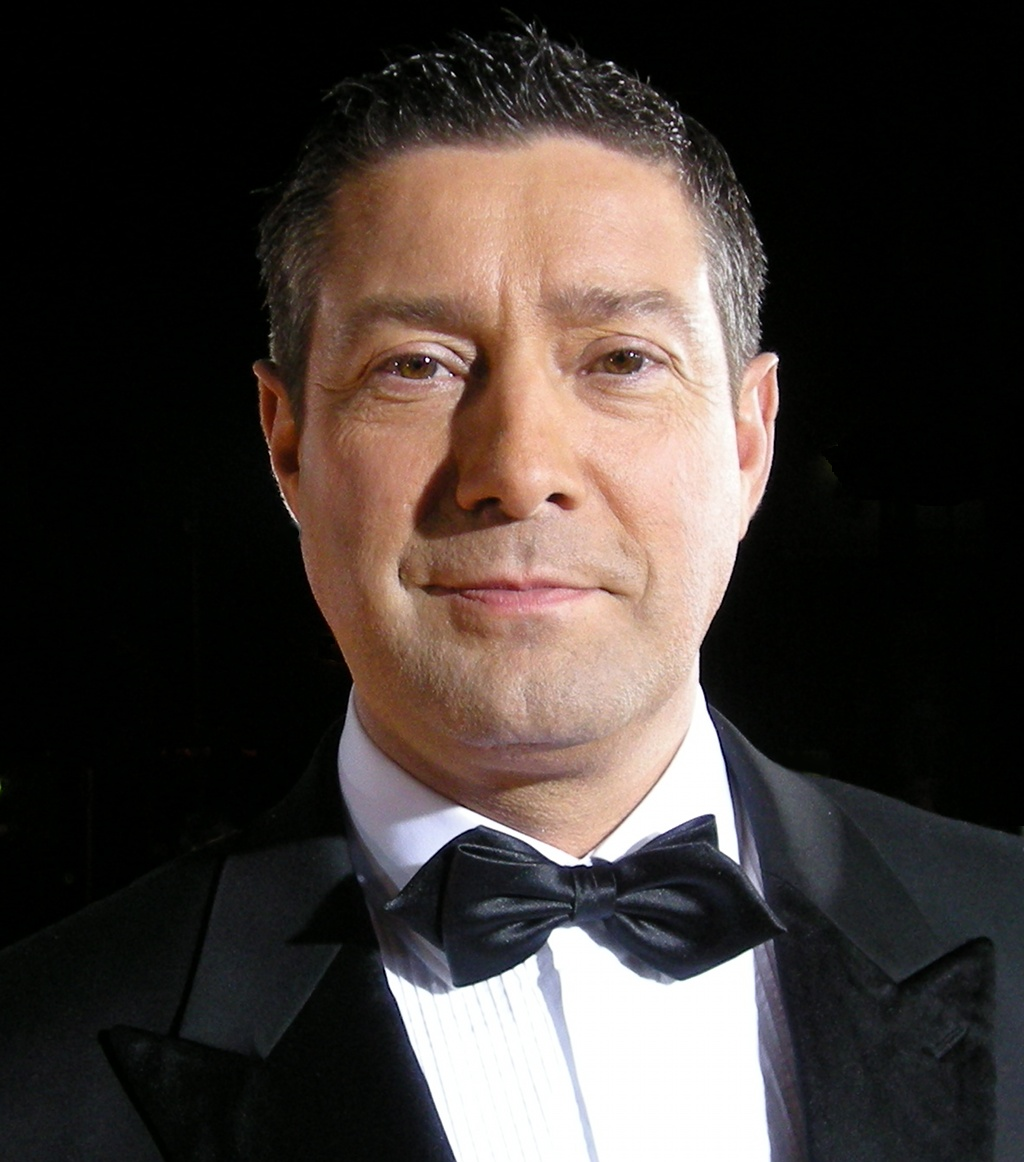
Joachim Llambi

- 18. Juli: Joachim Llambi, spanischer Turniertänzer und -Wertungsrichter
- 19. Juli: Masahiko Kondō, japanischer Sänger, Schauspieler und Automobilrennfahrer
- 19. Juli: Christine Licci, deutsche Bankmanagerin
- 19. Juli: Mauro Ribeiro, brasilianischer Radrennfahrer
- 20. Juli: Michal Lobkowicz, tschechischer Politiker
- 20. Juli: Chris Cornell, US-amerikanischer Sänger († 2017)
- 20. Juli: Lewan Gatschetschiladse, georgischer Unternehmer und Politiker († 2025)
- 20. Juli: Bernd Schneider, deutscher Automobilrennfahrer
- 20. Juli: Bernd Schuhmann, deutscher Gärtnermeister und Politiker
- 20. Juli: Markus Theinert, deutscher Tubist und Dirigent
- 21. Juli: Rike Eckermann, deutsche Schauspielerin und Regisseurin
- 21. Juli: Saskia Valencia, deutsche Schauspielerin

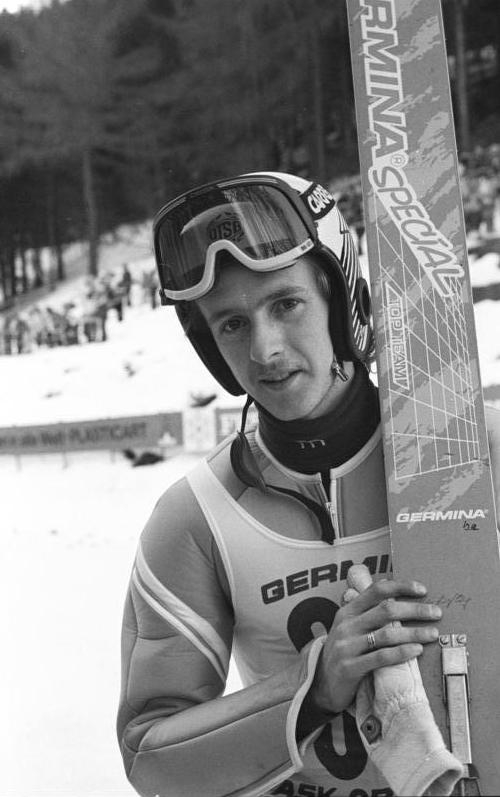
Jens Weißflog.

- 21. Juli: Jens Weißflog, deutscher Skispringer, Olympiasieger
- 22. Juli: Will Calhoun, US-amerikanischer Rock- und Fusion-Schlagzeuger
- 22. Juli: John Leguizamo, kolumbianisch-US-amerikanischer Schauspieler und Komiker
- 22. Juli: Anneke von der Lippe, norwegische Schauspielerin
- 23. Juli: Uwe Barth, deutscher Politiker
- 23. Juli: Manuel Rocheman, französischer Jazzpianist
- 23. Juli: Karsten Stolz, deutscher Kugelstoßer († 2025)
- 24. Juli: Yoshimoto Banana, japanische Schriftstellerin
- 25. Juli: Sharif Sheikh Ahmed, somalischer Politiker
- 25. Juli: Anne Applebaum, polnisch-US-amerikanische Historikerin
- 25. Juli: Meaza Ashenafi, äthiopische Frauenrechtsaktivistin
- 25. Juli: Doug Marrone, US-amerikanischer American-Football-Spieler und -Trainer
- 26. Juli: Faustin Ambassa Ndjodo, kamerunischer Bischof von Batouri

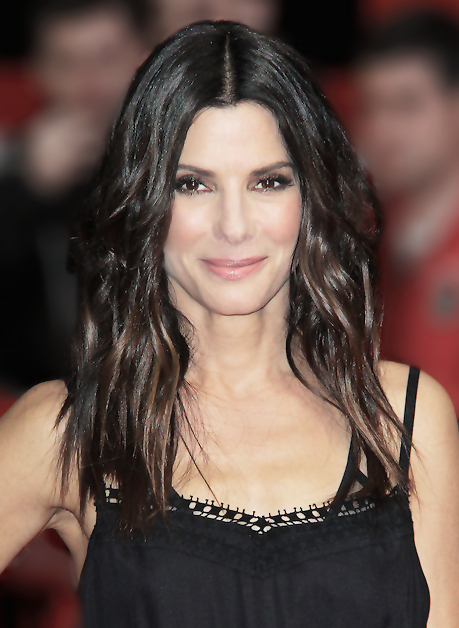
Sandra Bullock, 2013

- 26. Juli: Sandra Bullock, US-amerikanische Schauspielerin
- 26. Juli: Tatjana Mittermayer, deutsche Freestyle-Skisportlerin, Olympionikin
- 26. Juli: Anne Provoost, belgische Schriftstellerin
- 26. Juli: Lars Söderdahl, schwedischer Schauspieler
- 27. Juli: Fernando Carro, spanischer Manager
- 27. Juli: Yvonne Seifert, deutsche Freestyle-Skierin
- 28. Juli: Karin Buder, österreichische Skirennläuferin
- 28. Juli: Lori Loughlin, US-amerikanische Schauspielerin
- 28. Juli: Liane Offermanns, deutsche Politikerin
- 30. Juli: Vivica A. Fox, US-amerikanische Schauspielerin
- 30. Juli: Rainer Furch, deutscher Schauspieler

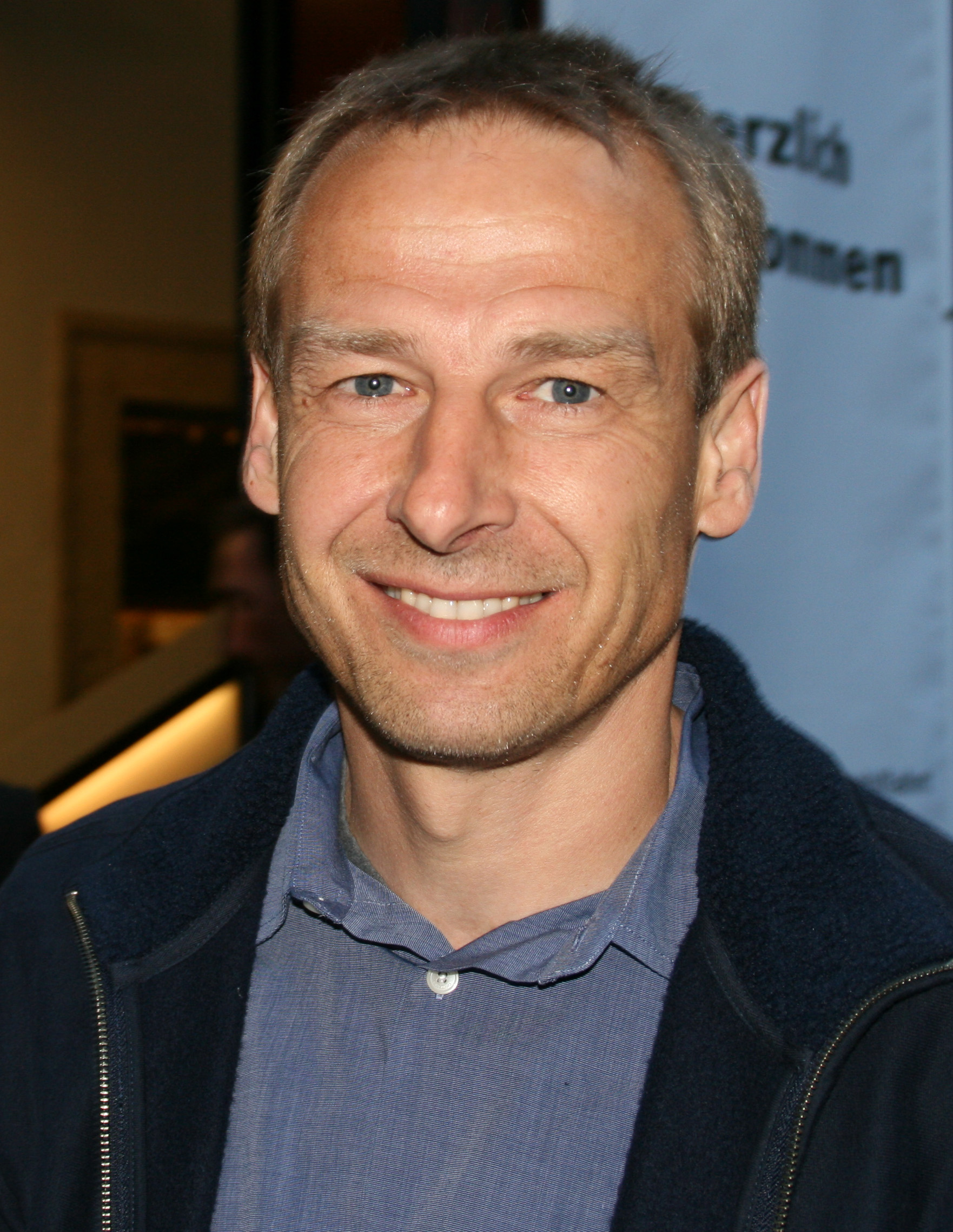
Jürgen Klinsmann

- 30. Juli: Jürgen Klinsmann, deutscher Fußballspieler und Bundestrainer
- 30. Juli: Rune Kristiansen, norwegischer Freestyle-Skier
- 31. Juli: C. C. Catch, deutsche Pop-Sängerin
- 31. Juli: Wendell Alexis, US-amerikanischer Basketballspieler
- 31. Juli: Joja Wendt, Jazz-Pianist und Komponist

### August
- 01. August: Detlef Dezelak, deutscher Fußballspieler
- 01. August: Natallja Schykalenka, sowjetische bzw. belarussische Speerwerferin († 2025)
- 01. August: Maria Usifo, nigerianische Leichtathletin
- 02. August: Henry Aruna, sierra-leonischer Geistlicher, Weihbischof von Kenema
- 02. August: Frank Biela, deutscher Automobilrennfahrer
- 02. August: Ernesto Maguengue, mosambikanischer katholischer Bischof
- 02. August: Mary-Louise Parker, US-amerikanische Schauspielerin
- 02. August: Oleksandr Uschkalenko, sowjetisch-ukrainischer Skilangläufer
- 03. August: Lucky Dube, südafrikanischer Musiker († 2007)
- 03. August: Abhisit Vejjajiva, thailändischer Politiker
- 03. August: Radek Knapp, österreichischer Schriftsteller
- 03. August: Norbert Mauser, österreichischer Mathematiker und Universitätsprofessor
- 05. August: Pia Douwes, niederländische Musicaldarstellerin
- 05. August: Remigijus Merkelys, litauischer Komponist
- 06. August: Monika Fasnacht, Schweizer Fernsehmoderatorin
- 06. August: Anouschka Renzi, deutsch-schweizerische Schauspielerin
- 06. August: Vom Ritchie, britischer Musiker
- 08. August: Giuseppe Conte, italienischer Rechtswissenschaftler und Politiker

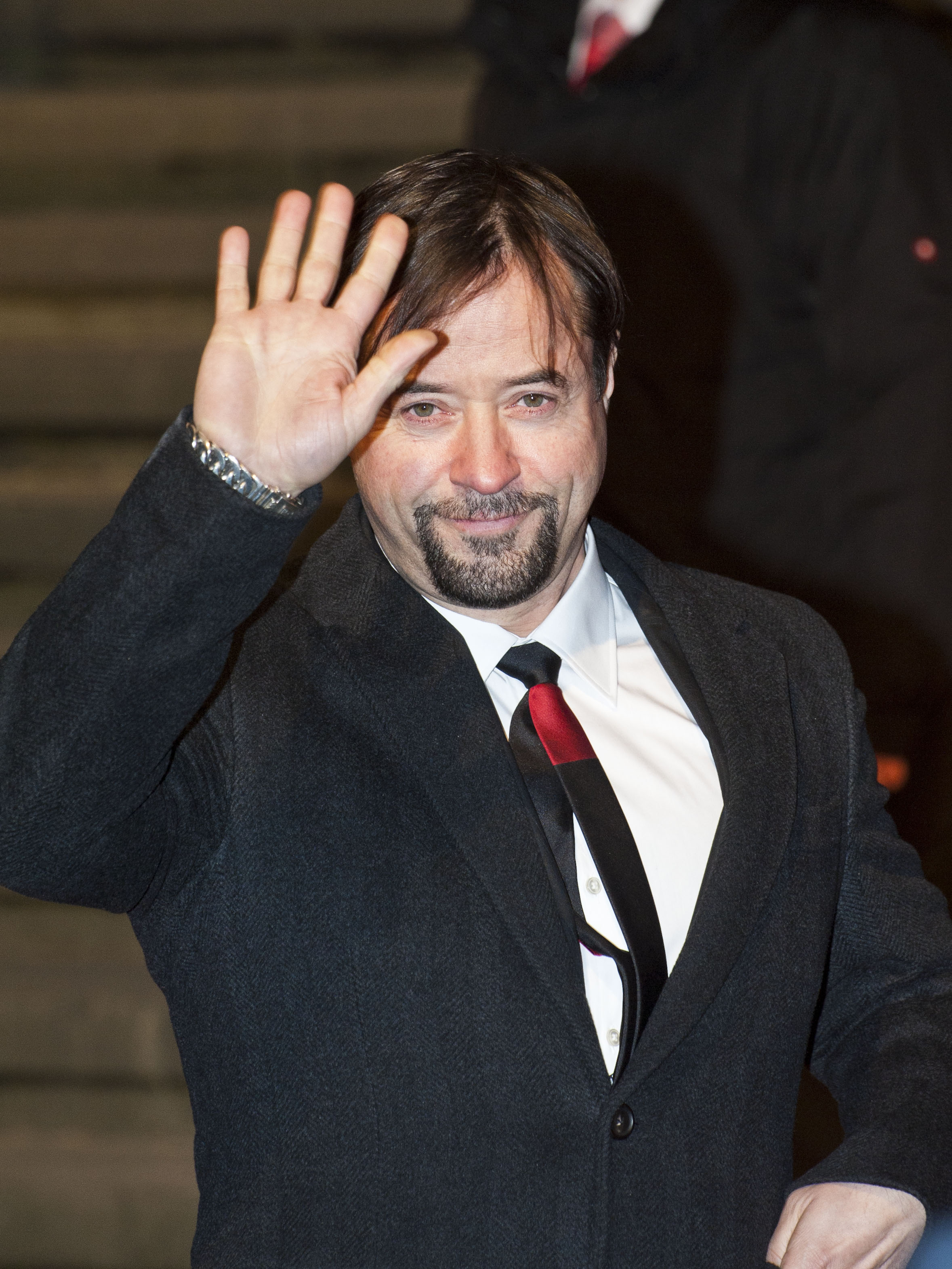
Jan Josef Liefers

- 08. August: Jan Josef Liefers, deutscher Schauspieler und Musiker
- 08. August: Mike Moncsek, deutscher Politiker
- 08. August: Volker Münz, deutscher Politiker
- 08. August: Uwe Schünemann, deutscher Politiker
- 09. August: Brett Hull, kanadisch-US-amerikanischer Eishockeyspieler
- 09. August: Maurizio Vandelli, italienischer Radrennfahrer
- 11. August: Uwe Ampler, deutscher Radrennfahrer
- 12. August: Birgit Malsack-Winkemann, deutsche Juristin und Politikerin
- 13. August: Ian Haugland, schwedischer Schlagzeuger
- 13. August: Otmar Szafnauer, rumänisch-US-amerikanischer Ingenieur und Manager
- 14. August: Martí Rafel, spanischer Freestyle-Skier
- 15. August: Jürg Biner, Schweizer Freestyle-Skier
- 15. August: André Golke, deutscher Fußballspieler
- 15. August: Sam Schmidt, US-amerikanischer Automobilrennfahrer, Rennstallbesitzer und Geschäftsmann
- 16. August: Jimmy Arias, US-amerikanischer Tennisspieler
- 16. August: Kimmo Pohjonen, finnischer Musiker
- 17. August: Felix Falkner, Schweizer Komponist
- 17. August: Christian Immler, Deutscher Sachbuchautor
- 17. August: Jorginho, brasilianischer Fußballspieler und -trainer
- 17. August: Maria McKee, US-amerikanische Sängerin und Songschreiberin
- 17. August: Natascha Ochsenknecht, deutsches Model
- 18. August: Catherine Bernstein, französische Dokumentarfilmerin
- 18. August: Richard Hay, britischer Automobilrennfahrer
- 18. August: Shawn Hendricks, US-amerikanischer Automobilrennfahrer
- 19. August: Axel Roos, deutscher Fußballspieler
- 20. August: Detlef Müller, deutscher Politiker
- 20. August: Giuseppe Giannini, italienischer Fußballspieler und -trainer
- 22. August: Mats Wilander, schwedischer Tennisspieler
- 23. August: Johan Bruyneel, belgischer Radrennfahrer und sportlicher Leiter
- 23. August: Bruno Gerber, Schweizer Bobfahrer
- 24. August: Éric Bernard, französischer Automobilrennfahrer
- 24. August: Carlos Hermosillo, mexikanischer Fußballspieler
- 25. August: Joseph Arshad, pakistanischer Geistlicher, Bischof von Faisalabad
- 27. August: Jelena Batalowa, russische Freestyle-Skierin
- 28. August: Annette Focks, deutsche Musikerin und Komponistin
- 28. August: Antje Tillmann, deutsche Politikerin
- 29. August: Doris Ahnen, deutsche Politikerin
- 29. August: Jordi Arrese, spanischer Tennisspieler
- 29. August: Yuri Bilu, französisch-israelischer Mathematiker
- 29. August: Vladislav Broda, deutscher Tischtennisspieler
- 29. August: Délia Fischer, brasilianische Musikerin, Sängerin, Komponistin und Arrangeurin
- 30. August: Alexander Radwan, deutscher Europaabgeordneter
- 30. August: Kai Ebel, deutscher Redakteur und Reporter

### September
- 02. September: Anja Schüte, deutsche Schauspielerin
- 02. September: Keanu Reeves, kanadischer Schauspieler

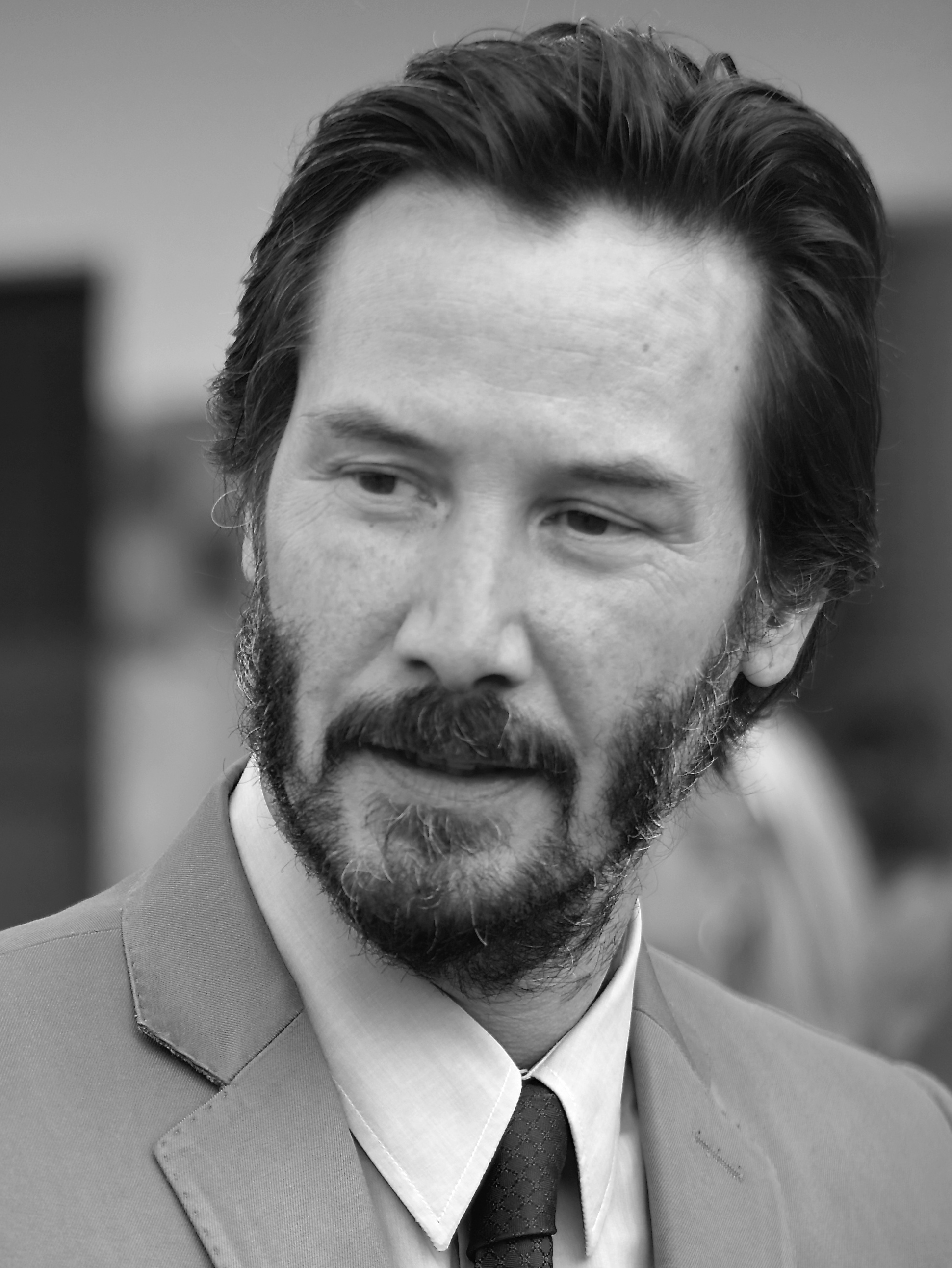
Keanu Reeves (2015)

- 03. September: Adam Curry, US-amerikanisch-niederländischer Radiomoderator
- 04. September: Hubertus Becker, deutscher Fußballspieler
- 04. September: Nadja Engel, deutsche Schauspielerin
- 04. September: René Pape, deutscher Opernsänger, Bass
- 04. September: Robson da Silva, brasilianischer Sprinter und Olympiadritter
- 04. September: María Cecilia Villanueva, argentinische Komponistin und Pianistin
- 05. September: Susanne Engel, deutsche Juristin
- 05. September: Frank Farina, italienisch-australischer Fußballtrainer und Fußballspieler
- 05. September: Kevin Saunderson, US-amerikanischer Techno-Musiker und -DJ
- 05. September: Jörg Schönenborn, deutscher Journalist

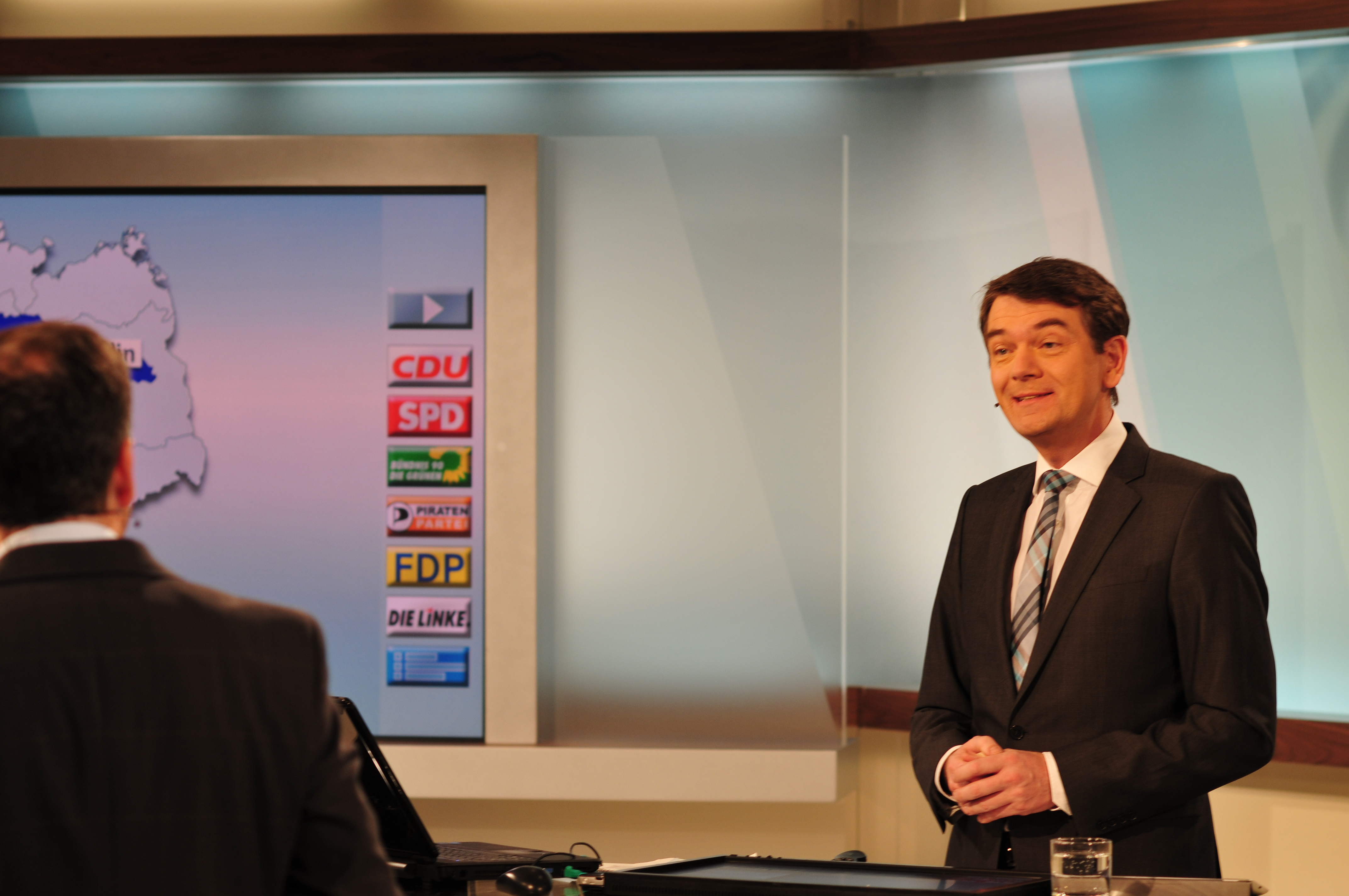
Jörg Schönenborn, 2013

- 05. September: Amanda Ooms, schwedische Filmschauspielerin
- 05. September: Josef Penninger, wissenschaftlicher Direktor am IMBA
- 06. September: Michael Schneider, Schweizer Komponist und Musikwissenschaftler
- 07. September: Sergio Luis Donizetti, brasilianischer Fußballspieler
- 07. September: Eazy-E, US-amerikanischer Musiker († 1995)
- 07. September: Andy Hug, Schweizer Kampfsportler († 2000)
- 09. September: Lance Acord, US-amerikanischer Kameramann
- 09. September: Mike Ashley, britischer Manager
- 09. September: Cæcilie Norby, dänische Sängerin
- 11. September: Mimi Kodheli, albanische Politikerin
- 11. September: Victor Wooten, US-amerikanischer Bassist
- 12. September: Dieter Hecking, deutscher Fußballspieler, Fußball-Trainer
- 13. September: Anthony Wells, britischer Automobilrennfahrer
- 13. September: Rafał Ziemkiewicz, polnischer Schriftsteller
- 13. September: Jun Jeung-hae, südkoreanischer Skilangläufer
- 14. September: Paoletta Magoni, italienische Skirennläuferin
- 14. September: Stephan Mösch, deutscher Musik- und Theaterwissenschaftler
- 15. September: Doyle Wolfgang von Frankenstein, US-amerikanischer Rockmusiker
- 15. September: Robert Fico, slowakischer Politiker
- 16. September: Britta Altenkamp, deutsche Politikerin
- 17. September: Anja Franke, deutsche Schauspielerin
- 17. September: Ursula Karven, deutsche Schauspielerin
- 17. September: Franck Piccard, französischer Skirennläufer und Motorsportler
- 18. September: Franziska Augstein, deutsche Journalistin
- 18. September: Tadeusz Bafia, polnischer Nordischer Kombinierer
- 18. September: Brigitta Tauchner, österreichische Filmeditorin
- 19. September: Enrico Bertaggia, italienischer Automobilrennfahrer
- 19. September: Simon Singh, britischer Wissenschaftsjournalist und Autor
- 20. September: Maggie Cheung, chinesische Filmschauspielerin
- 20. September: Mats Ericson, schwedischer Skirennläufer
- 20. September: Jörg Witte, deutscher Schauspieler
- 21. September: Carlos Alberto Aguilera Nova, uruguayischer Fußballspieler
- 21. September: Giovanni Ferrero, italienischer Unternehmer
- 22. September: Wolfgang Aichholzer, österreichischer Kameramann
- 22. September: Paul Bonhomme, britischer Kunstflugpilot
- 22. September: Ken Vandermark, US-amerikanischer Jazzsaxophonist und Klarinettist
- 23. September: Regine Hentschel, deutsche Schauspielerin
- 24. September: Ralf Husmann, deutscher Drehbuchautor, Produzent und Autor
- 24. September: Jeff Krosnoff, US-amerikanischer Automobilrennfahrer († 1996)
- 25. September: Michael von Au, deutscher Schauspieler
- 25. September: Barbara Dennerlein, deutsche Jazzmusikerin
- 25. September: Graeme English, britischer Ringer († 2021)
- 25. September: Rebecca Gablé, deutsche Schriftstellerin
- 25. September: Ida Jessen, dänische Schriftstellerin
- 25. September: Johan von Koskull, finnischer Regattasegler († 2021)
- 25. September: Carlos Ruiz Zafón, spanischer Schriftsteller († 2020)
- 26. September: Åsa Magnusson, schwedische Freestyle-Skierin
- 28. September: Gregor Fisken, britischer Unternehmer und Automobilrennfahrer
- 28. September: Piotr Turzyński, polnischer römisch-katholischer Weihbischof († 2025)
- 29. September: Enrique Aguerre, uruguayischer Videoregisseur und -Künstler
- 29. September: Petros Tabouris, griechischer Komponist, Musiker und Musikwissenschaftler
- 29. September: Wladimer Tschipaschwili, georgischer Gesundheitsminister
- 30. September: Trey Anastasio, US-amerikanischer Gitarrist
- 30. September: Michael Beleites, Mitbegründer der Umweltbewegung in der DDR
- 30. September: Monica Bellucci, italienische Filmschauspielerin

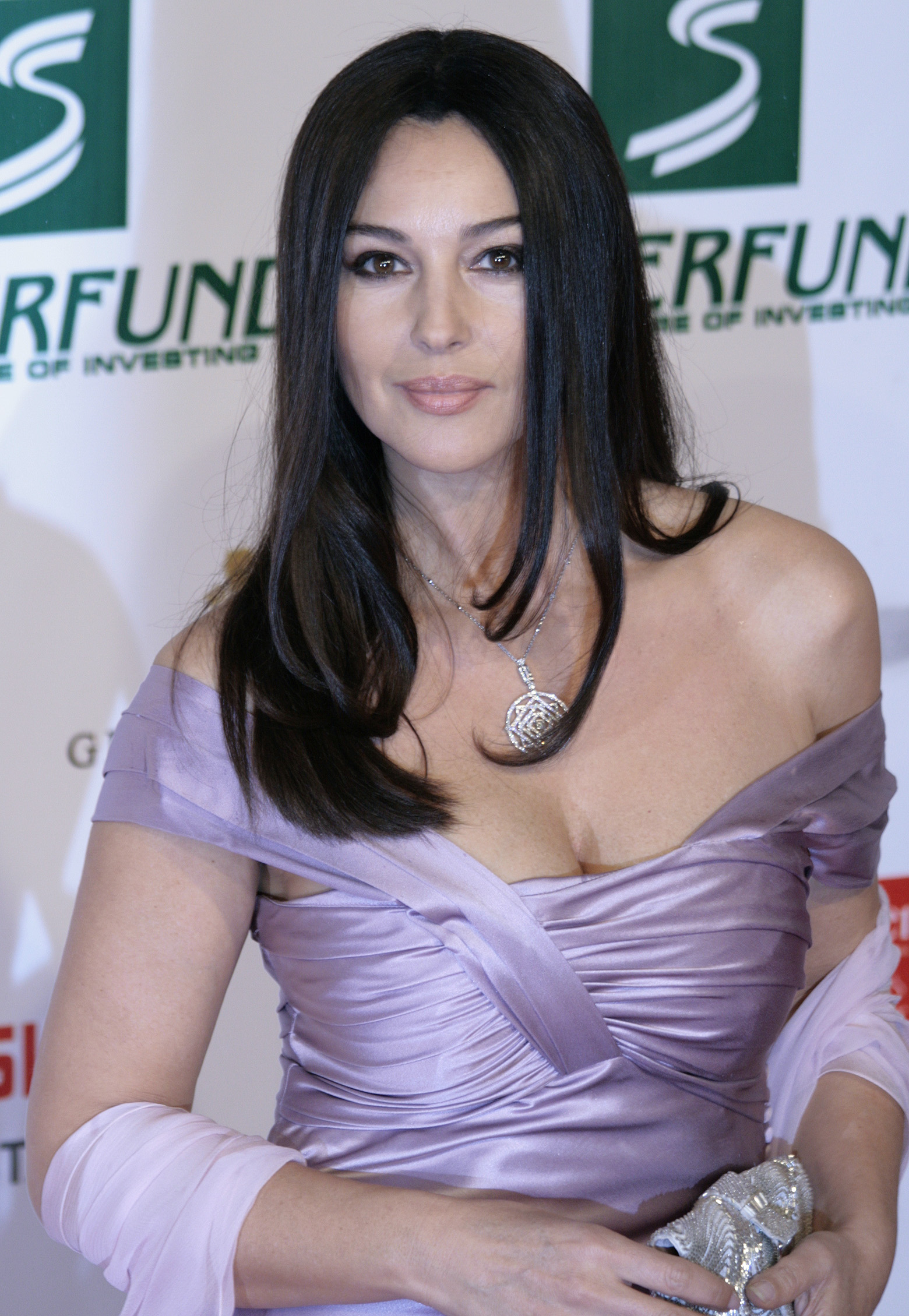
Monica Bellucci, 2009

- 30. September: Damian Davey, englischer Sänger und Schauspieler († 2017)
- 30. September: Jürgen Querengässer, deutscher Handballspieler
- 30. September: Susana Zabaleta, mexikanische Sängerin und Schauspielerin
- 30. September: Zhu Dianfa, chinesischer Skilangläufer

### Oktober
- 01. Oktober: Jérôme Policand, französischer Automobilrennfahrer
- 02. Oktober: Maharbeg Kadarzew, russischer Ringer
- 03. Oktober: Thomas Lawinky, deutscher Schauspieler
- 03. Oktober: Clive Owen, britischer Schauspieler
- 03. Oktober: Carin C. Tietze, deutsche Schauspielerin
- 03. Oktober: Ute Vogt, deutsche Politikerin
- 05. Oktober: Damian Conway, australischer Informatikprofessor
- 05. Oktober: Andrea Gamarnik, argentinische Molekularvirologin
- 05. Oktober: Annette Paulmann, deutsche Schauspielerin
- 06. Oktober: Thorsten Storm, deutscher Handballmanager und -spieler
- 06. Oktober: Alexander Wussow, österreichischer Fernsehschauspieler
- 07. Oktober: Thomas Pradel, deutscher Buchgestalter
- 08. Oktober: Jakob Arjouni, deutscher Schriftsteller († 2013)
- 08. Oktober: Ian Hart, britischer Schauspieler
- 08. Oktober: Fred Poordad, US-amerikanischer Mediziner und Automobilrennfahrer
- 08. Oktober: CeCe Winans, US-amerikanische Gospelsängerin
- 09. Oktober: Martín Jaite, argentinischer Tennisspieler
- 09. Oktober: Guillermo del Toro, US-amerikanischer Regisseur
- 09. Oktober: Dave Valenti, US-amerikanischer Freestyle-Skier
- 10. Oktober: Matthias Arter, schweizerischer Oboist, Komponist und Dozent
- 10. Oktober: Suat Atalık, türkischer Schachmeister
- 10. Oktober: Maxi Gnauck, deutsche Kunstturnerin
- 10. Oktober: Michael Hirte, deutscher Mundharmonikaspieler
- 12. Oktober: Martin Balluch, österreichischer Tierethiker und Tierrechtsaktivist
- 12. Oktober: Urs Remond, Schweizer Schauspieler und Regisseur
- 12. Oktober: Jean Paquet, kanadischer Biathlet
- 12. Oktober: Siggi Mueller, deutscher Filmkomponist, Fotograf, Keyboarder, Akkordeonist und Pianist
- 13. Oktober: Anthony Ademu Adaji, nigerianischer Bischof
- 13. Oktober: Franz-Josef Deiters, deutsch-australischer Literaturwissenschaftler
- 13. Oktober: Attila Egerházi, ungarischer Balletttänzer und Choreograph
- 13. Oktober: Nie Haisheng, chinesischer Taikonaut
- 13. Oktober: Christopher Judge, US-amerikanischer Schauspieler
- 14. Oktober: Ludo Dierckxsens, belgischer Radrennfahrer († 2025)
- 15. Oktober: Roberto Vittori, italienischer Astronaut
- 15. Oktober: Olaf Rieck, deutscher Bergsteiger
- 18. Oktober: Charles Stross, britischer Science-Fiction-Schriftsteller
- 18. Oktober: Song Shiji, chinesische Skilangläuferin
- 19. Oktober: Henrymárcio Bittencourt, brasilianischer Fußballspieler und -trainer
- 19. Oktober: Agnès Jaoui, französische Schauspielerin, Autorin und Regisseurin
- 19. Oktober: Webster Slaughter, US-amerikanischer American-Football-Spieler
- 20. Oktober: Kamala Harris, US-amerikanische Juristin, Politikerin und erste weibliche Vizepräsidentin der Vereinigten Staaten
- 20. Oktober: Wolfgang Wiehle, deutscher Informatiker und Politiker
- 21. Oktober: Levent Yüksel, Künstler der türkischen Popmusik
- 21. Oktober: Klaus Holetschek, deutscher Politiker
- 21. Oktober: Erja Kuivalainen, finnische Skilangläuferin
- 22. Oktober: Lionel Abelanski, französischer Schauspieler
- 22. Oktober: Burkhard Beins, deutscher Perkussionist
- 22. Oktober: Craig Levein, schottischer Fußballspieler und -trainer
- 22. Oktober: Surab Nogaideli, georgischer Politiker, Premierminister
- 22. Oktober: Dražen Petrović, kroatischer Basketballspieler († 1993)
- 23. Oktober: Robert Trujillo, US-amerikanischer Musiker
- 23. Oktober: Franziska Matthus, deutsche Schauspielerin
- 23. Oktober: Victor Sifton, kanadischer Automobilrennfahrer
- 24. Oktober: Frode Grodås, norwegischer Fußballtrainer
- 24. Oktober: Jana Grzimek, deutsche Bildhauerin
- 24. Oktober: Frank Mentrup, deutscher Politiker (SPD), Oberbürgermeister von Karlsruhe

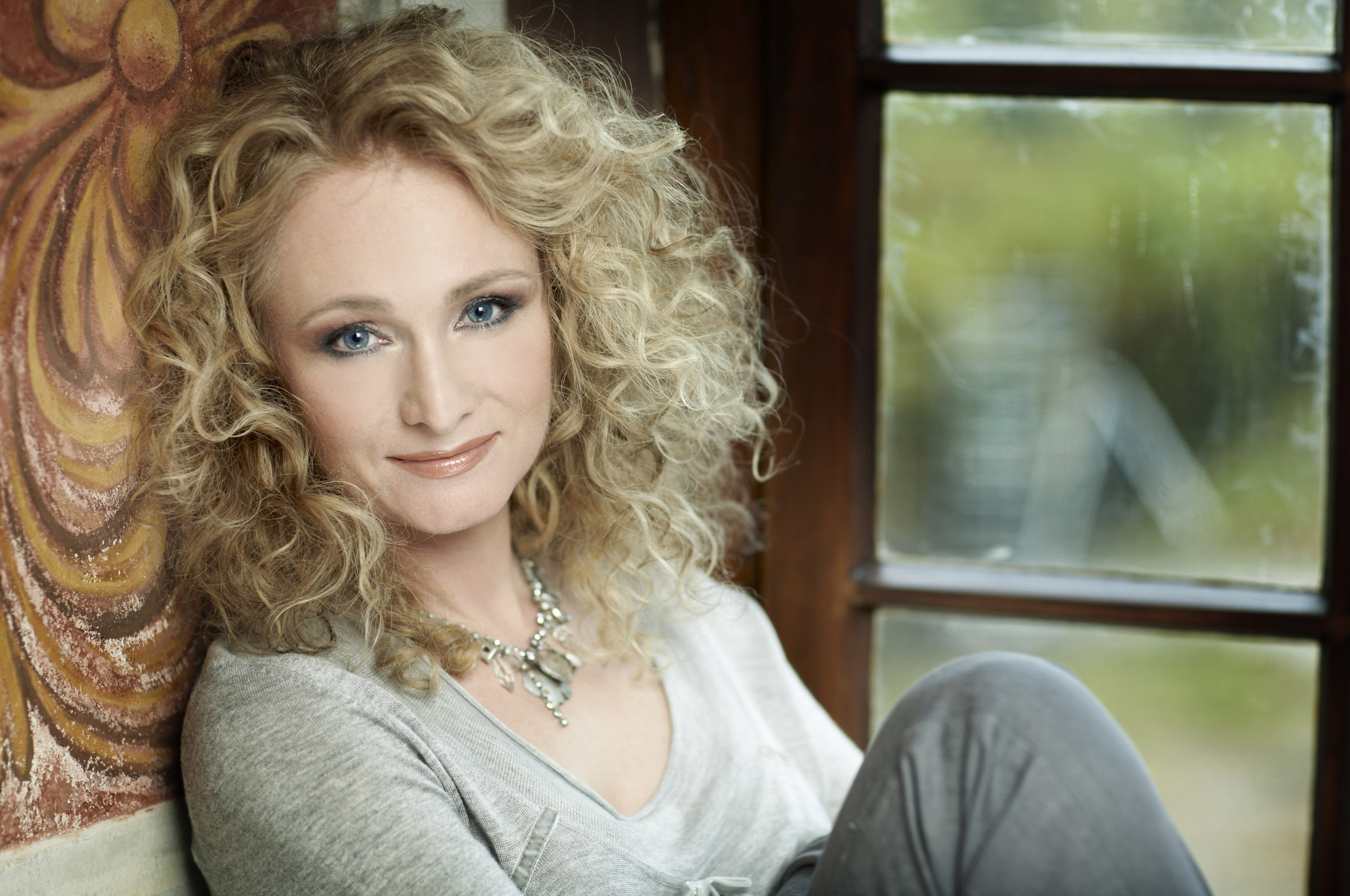
Nicole, 2008

- 25. Oktober: Nicole Seibert, deutsche Schlagersängerin, Gewinnerin des ESC 1982
- 26. Oktober: Sven Väth, DJ, Label-Betreiber und Musiker
- 26. Oktober: Irving São Paulo, brasilianischer Schauspieler († 2006)
- 27. Oktober: Andreas Gielchen, deutscher Fußballspieler († 2023)
- 28. Oktober: Scott Russell, US-amerikanischer Motorradrennfahrer
- 29. Oktober: Anthony Mosse, neuseeländischer Schwimmer
- 29. Oktober: Germar Rudolf, deutscher verurteilter Holocaustleugner
- 30. Oktober: Steven Andskär, schwedischer Automobilrennfahrer
- 30. Oktober: Jean-Marc Bosman, belgischer Profi-Fußballspieler
- 30. Oktober: Ma Xiangjun, chinesische Bogenschützin
- 30. Oktober: Abdel latif Moubarak, Ägyptischer Dichter
- 31. Oktober: Claudia Androsch, österreichische Schauspielerin
- 31. Oktober: Marco van Basten, niederländischer Fußballspieler
- 31. Oktober: Eduard Dschabejewitsch Kokoity, südossetischer Präsident

### November
- 01. November: Timothy J. Jansen, US-amerikanischer Komponist, Organist, Pianist und Musikpädagoge
- 01. November: Sophie B. Hawkins, US-amerikanische Sängerin
- 02. November: Desmond Armstrong, US-amerikanischer Fußballspieler
- 02. November: Lauren Vélez, US-amerikanische Schauspielerin
- 03. November: Werner Aisslinger, deutscher Designer
- 03. November: Timo Ben Schöfer, deutscher Schauspieler
- 04. November: Örnólfur Valdimarsson, isländischer Skirennläufer
- 05. November: Hamad Amar, israelischer Politiker
- 05. November: Stefan Richard Angehrn, schweizerischer Boxer
- 05. November: Sabine Bobert, deutsche evangelische Theologin, Hochschullehrerin und Autorin
- 05. November: Eeva Fleig, Schweizer Kamerafrau
- 05. November: Famke Janssen, niederländische Schauspielerin und Fotomodell
- 05. November: Michael White, jamaikanischer Bobfahrer
- 06. November: Arne Duncan, US-amerikanischer Politiker und Bildungsminister
- 06. November: Greg Graffin, US-amerikanischer Sänger und Songwriter
- 07. November: Peter Flinth, dänischer Regisseur
- 08. November: Simon Borowiak, deutscher Schriftsteller und Satiriker
- 08. November: Lars Harms, deutscher Politiker
- 08. November: Hilde Gjermundshaug Pedersen, norwegische Skilangläuferin
- 09. November: Sonja Kirchberger, österreichische Schauspielerin
- 09. November: Robert Duncan McNeill, US-amerikanischer Schauspieler
- 10. November: Ralph Kunz, Schweizer evangelisch-reformierter Pfarrer und Professor für praktische Theologie
- 10. November: Waleri Babanow, russischer Bergsteiger
- 11. November: Peter Veselovský, slowakischer Eishockeyspieler († 2025)
- 12. November: Thomas Berthold, deutscher Fußballspieler
- 12. November: Jakob Hlasek, Schweizer Tennisspieler
- 12. November: David Ellefson, US-amerikanischer Musiker
- 12. November: Barbara Stühlmeyer, deutsche Autorin und Wissenschaftlerin Barbara Stühlmeyer

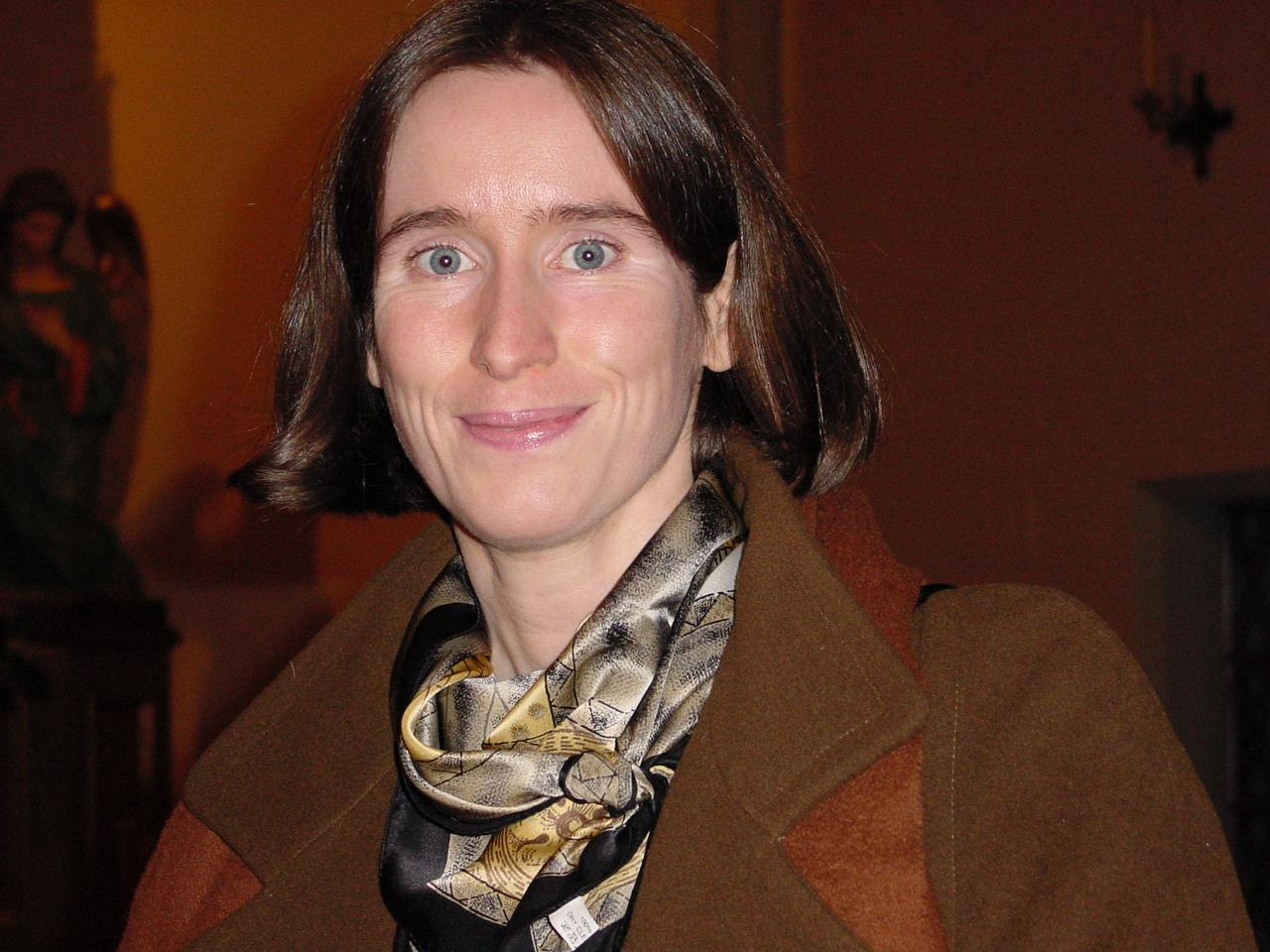
Barbara Stühlmeyer

- 13. November: Ronald Agénor, haitianisch-US-amerikanischer Tennisspieler
- 13. November: Karin Svingstedt, schwedische Skilangläuferin
- 15. November: Johannes Wohlwend, liechtensteinischer Judoka
- 16. November: Paul Christensen, dänischer Sänger und Gitarrist
- 16. November: Dwight Gooden, US-amerikanischer Baseballspieler
- 16. November: Diana Krall, kanadische Jazzpianistin und Sängerin
- 16. November: Angelika Sedlmeier, deutsche Schauspielerin und Kabarettistin
- 16. November: Renato Tosio, Schweizer Eishockeytorhüter
- 17. November: Dekha Ibrahim Abdi, kenianische Friedensaktivistin († 2011)
- 17. November: Susan E. Rice, US-amerikanische Politikerin
- 17. November: Ralph Garman, US-amerikanischer Schauspieler
- 18. November: Daniel Aceves Villagran, mexikanischer Ringer
- 18. November: Jan-Friedrich Conrad, deutscher Komponist, Publizist und Heilpraktiker für Psychotherapie
- 18. November: Peter Segler, deutscher Schriftsteller, Herausgeber und Verleger
- 19. November: Beatrice Gafner, Schweizer Skirennläuferin
- 19. November: Hanne Malmberg, dänische Radsportlerin
- 20. November: Linda William’, französische Popsängerin († 2010)
- 21. November: Yvette Clarke, US-amerikanische Politikerin
- 21. November: Fernando Lopes, angolanischer Schwimmer († 2020)
- 21. November: Andreas P. Pittler, österreichischer Schriftsteller
- 22. November: Henning Ahrens, deutscher Schriftsteller
- 22. November: Robert „Robbie“ Slater, australischer Fußballspieler
- 23. November: Daniela Strigl, österreichische Germanistin
- 24. November: Ulrike Auga, deutsche Religionsphilosophin, Genderexpertin und evangelische Theologin
- 24. November: Heiko Triebener, deutscher Tubist
- 24. November: Park Ki-ho, südkoreanischer Skilangläufer
- 25. November: Mark Davis, US-amerikanischer Baseballspieler
- 25. November: Mark Lanegan, US-amerikanischer Sänger und Songwriter († 2022)
- 25. November: Robert Kurtzman, US-amerikanischer Special-Effects-Künstler
- 26. November: Vreni Schneider, Schweizer Skirennläuferin
- 27. November: Wessell Anderson, US-amerikanischer Jazzmusiker
- 27. November: Jörg Blauert, deutscher Schachspieler
- 27. November: Roberto Mancini, italienischer Fußballspieler und -trainer
- 28. November: Susanne Eisenmann, deutsche Politikerin
- 28. November: Sherko Fatah, deutscher Schriftsteller
- 28. November: Armin Bittner, deutscher Skirennläufer
- 29. November: Don Cheadle, US-amerikanischer Schauspieler
- 29. November: Sarah Lewis, britische Skirennläuferin und Sportfunktionärin
- 30. November: Carlo Gerosa, italienischer Skirennläufer
- 30. November: Thomas Hettche, deutscher Schriftsteller
- 00. November: Susa Bobke, deutsche Kraftfahrzeugmechanikerin, Pannenhelferin und Sachbuchautorin

### Dezember
- 01. Dezember: Tim Renner, deutscher Musikproduzent, Journalist und Autor
- 01. Dezember: Salvatore Schillaci, italienischer Fußballspieler († 2024)
- 02. Dezember: Vanessa O’Brien, britisch-amerikanische Bergsteigerin
- 03. Dezember: Sabine Kehm, deutsche Journalistin und Sportmanagerin
- 03. Dezember: Gisela Piltz, deutsche Politikerin und MdB
- 04. Dezember: Thomas Danielsson, schwedischer Automobilrennfahrer
- 04. Dezember: Sertab Erener, türkische Sängerin, Gewinnerin des ESC 2003
- 04. Dezember: Uwe Kröger, deutscher Musical-Darsteller
- 04. Dezember: Marisa Tomei, US-amerikanische Schauspielerin
- 04. Dezember: Feridun Zaimoglu, deutscher Schriftsteller und bildender Künstler
- 05. Dezember: Arve Furset, norwegischer Jazzpianist und -keyboarder, Komponist und Musikproduzent
- 05. Dezember: Aiman Nur, ägyptischer Politiker
- 05. Dezember: Marcin Pałys, polnischer Chemiker
- 06. Dezember: Martin Bell, britischer Skirennläufer
- 06. Dezember: Burkhard Körner, deutscher Jurist und Präsident des Bayerischen Landesamtes für Verfassungsschutz
- 06. Dezember: Meli’sa Morgan, US-amerikanische Sängerin
- 07. Dezember: Ilse Aigner, deutsche Politikerin
- 07. Dezember: Wladimir Nikolajewitsch Artjomow, russischer Kunstturner
- 08. Dezember: Armin Eck, deutscher Fußballspieler
- 08. Dezember: Teri Hatcher, US-amerikanische Schauspielerin
- 08. Dezember: Richard David Precht, deutscher Philosoph
- 09. Dezember: Damase Zinga Atangana, kamerunischer Bischof

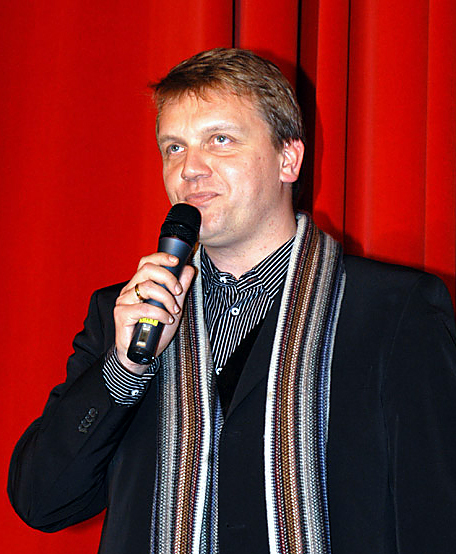
Hape Kerkeling, 2004

- 09. Dezember: Hape Kerkeling, deutscher Schauspieler und Kabarettist

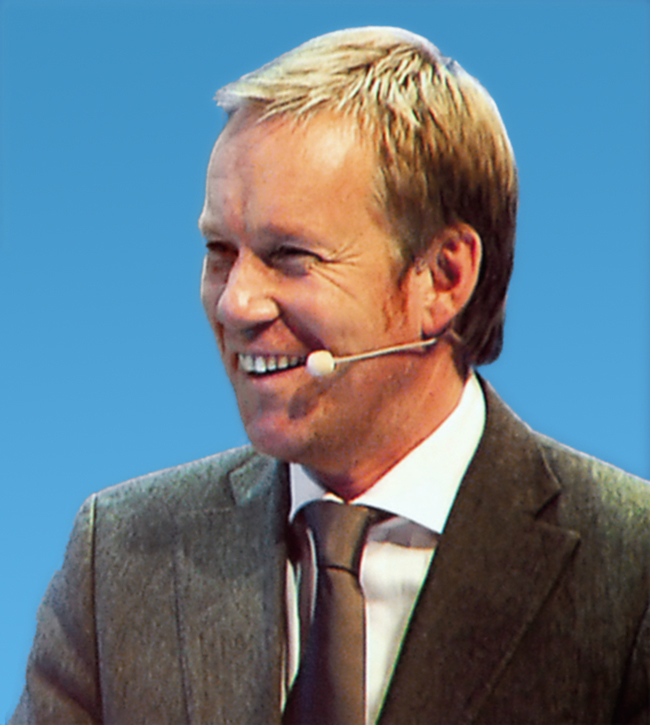
Johannes B. Kerner, 2007

- 09. Dezember: Johannes B. Kerner, deutscher Fernsehmoderator
- 09. Dezember: Jörg Kretzschmar, deutscher Fußballspieler
- 09. Dezember: Paul Landers, deutscher Musiker; Gitarrist der Band Rammstein
- 09. Dezember: Michael Müller, deutscher Politiker
- 10. Dezember: Thomas Stühlmeyer, deutscher Pastoraltheologe
- 11. Dezember: Olivia Augustinski, deutsche Schauspielerin
- 11. Dezember: Franco Ballerini, italienischer Radrennfahrer († 2010)
- 12. Dezember: Karsten Hilse, deutscher Politiker
- 12. Dezember: Sabu, US-amerikanischer Wrestler († 2025)
- 12. Dezember: Wolfram Spyra, deutscher Klangkünstler und Musiker
- 13. Dezember: Dieter Eilts, deutscher Fußballspieler und -trainer
- 13. Dezember: Hideto Matsumoto, japanischer Musiker († 1998)
- 14. Dezember: Jurij Luzenko, ukrainischer Politiker, Innenminister
- 14. Dezember: Rebecca Gibney, neuseeländische Schauspielerin
- 14. Dezember: Jon Flemming Olsen, deutscher Musiker und Schauspieler
- 15. Dezember: Denis Scheck, deutscher Literaturkritiker und Journalist
- 15. Dezember: Carol Gibson, kanadische Skilangläuferin
- 16. Dezember: Sabine Akkermann, deutsche Politikerin
- 16. Dezember: Roberto Conti, italienischer Radrennfahrer

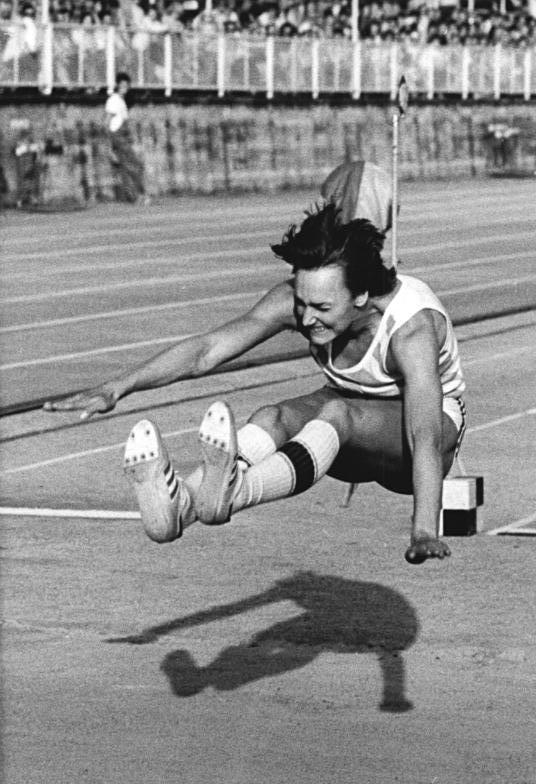
Heike Drechsler, 1984

- 16. Dezember: Heike Drechsler, deutsche Leichtathletin
- 16. Dezember: Thorsten Nindel, deutscher Schauspieler
- 16. Dezember: Anfissa Reszowa, russische Skilangläuferin und Biathletin († 2023)
- 17. Dezember: Ivan Korade, kroatischer General († 2008)
- 17. Dezember: Tyrone Braxton, US-amerikanischer American-Football-Spieler
- 17. Dezember: Peter Nagy, slowakischer Kanute († 2021)
- 17. Dezember: Peter Trawny, deutscher Philosoph
- 18. Dezember: Steve Austin, US-amerikanischer Wrestler
- 18. Dezember: Pierre Nkurunziza, burundischer Politiker († 2020)
- 18. Dezember: Frank Rennicke, deutscher Liedermacher
- 19. Dezember: Dietmar Arnold, deutscher Autor

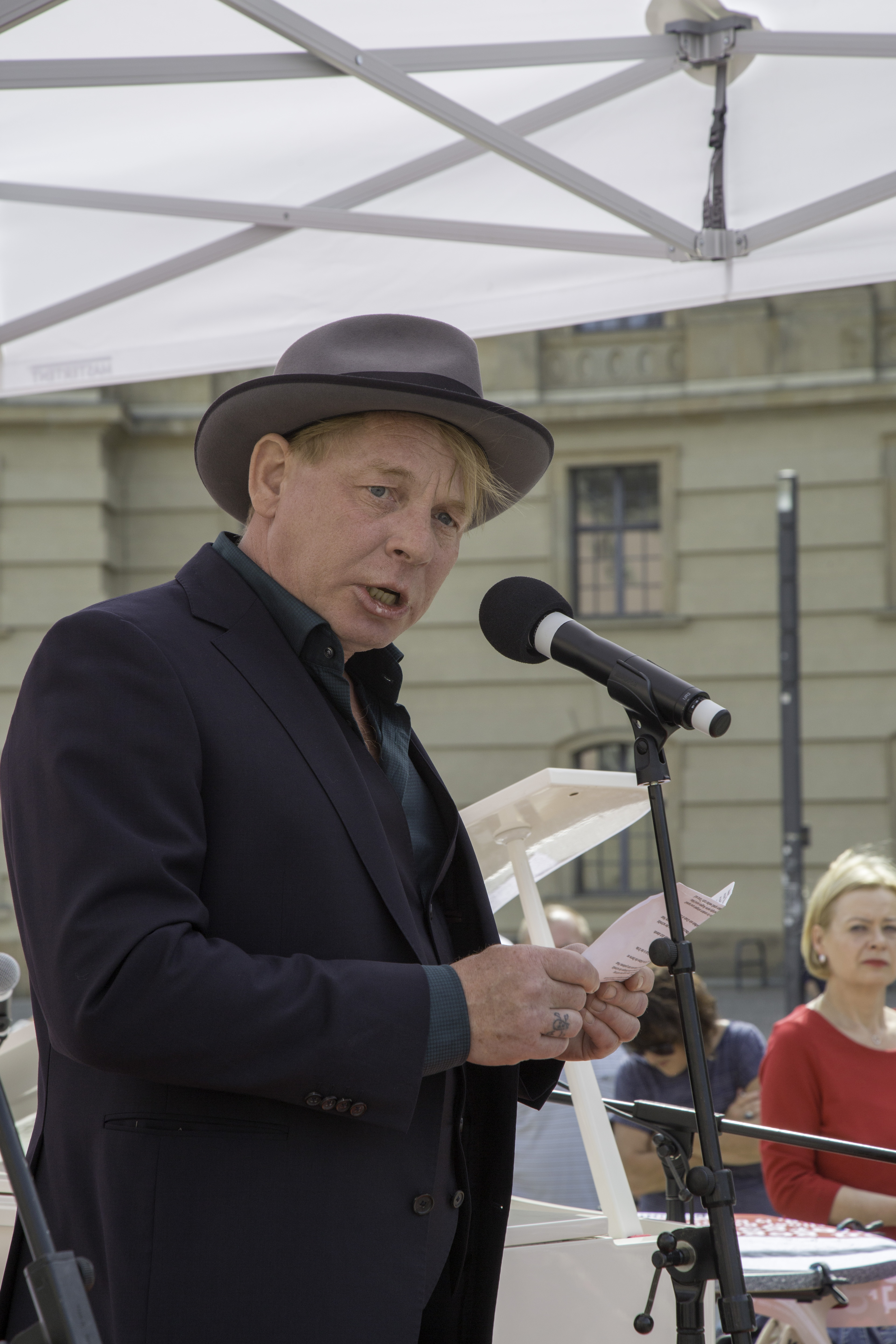
Ben Becker, 2008

- 19. Dezember: Ben Becker, deutscher Schauspieler
- 19. Dezember: Thomas Brussig, deutscher Schriftsteller und Drehbuchautor
- 19. Dezember: Béatrice Dalle, französische Schauspielerin
- 19. Dezember: Randall McDaniel, American-Football-Spieler
- 19. Dezember: Arvydas Sabonis, litauischer Basketballspieler
- 20. Dezember: Carolin Hecht, deutsche Drehbuchautorin
- 20. Dezember: Gabriela Ortiz, mexikanische Komponistin
- 21. Dezember: Fabiana Udenio, argentinische Schauspielerin
- 23. Dezember: Amy Dunker, US-amerikanische Komponistin, Musikpädagogin und Trompeterin
- 23. Dezember: Jens Heppner, deutscher Radrennfahrer
- 23. Dezember: Manuela Kempf, deutsche Filmeditorin
- 23. Dezember: Eddie Vedder, US-amerikanischer Rockmusiker
- 24. Dezember: Jean-Paul Civeyrac, französischer Filmregisseur
- 24. Dezember: Bernd Michael Lade, deutsche Schauspieler und Regisseur
- 25. Dezember: Devon Harris, jamaikanischer Bobfahrer
- 26. Dezember: Absalon, israelischer Installationskünstler, Videokünstler und Bildhauer († 1993)
- 26. Dezember: Lydia de Vega, philippinische Leichtathletin († 2022)
- 26. Dezember: Ulf S. Graupner, deutscher Comiczeichner
- 26. Dezember: Anthony Peaks, US-amerikanischer Hip-Hop-Musiker († 2010)
- 26. Dezember: Giuseppe Puliè, italienischer Skilangläufer
- 28. Dezember: Werner Benecke, deutscher Historiker
- 28. Dezember: Martin Fiala, österreichischer Komponist
- 30. Dezember: Hans-Georg Dreßen, deutscher Fußballspieler
- 30. Dezember: Hans Kitzbichler, deutscher Schauspieler
- 31. Dezember: Fljura Chassanowa, kasachische Schachspielerin
- 00. Dezember: Michel Goemans, belgisch-US-amerikanischer Mathematiker

### Tag unbekannt
- Leila Aboulela, sudanesische Autorin
- Rotimi Adebari, irisch-nigerianischer Politiker
- Hartmut Aden, deutscher Rechts- und Politikwissenschaftler
- Afeosemime Unuose Adogame, nigerianischer Religionswissenschaftler
- Sophie Agnel, französische Pianistin
- Nader Ahriman, iranischer Maler
- Monica Akihary, niederländische Sängerin
- Marco Ambrosini, italienischer Musiker, Komponist und Arrangeur
- Rafael Schlaterowitsch Ampar, abchasischer Politiker
- Brad Anderson, US-amerikanischer Filmregisseur und Drehbuchautor
- Susanne Andreae, deutsche Ärztin und Fachbuchautorin
- Michael Angele, deutsch-schweizerischer Journalist und Literaturwissenschaftler
- Louis Anschel, deutscher Autor
- Wolfram Apprich, deutscher Theaterregisseur
- Matthias Arfmann, deutscher Musiker und Musikproduzent
- Vüqar Aslanov, aserbaidschanischer Schriftsteller und Journalist
- Shaker Assem, ägyptisch-österreichischer Maschinenbauingenieur
- Sefi Atta, nigerianische Schriftstellerin
- Stéphane Audeguy, französischer Schriftsteller, Literaturwissenschaftler und Lehrer
- Christian Aumer, deutscher Schauspieler
- Brigitte Baetz, deutsche Journalistin und Moderatorin
- Stephan Benson, deutscher Schauspieler, Bühnenautor, Synchron-, Hörspiel- und Hörbuchsprecher
- Rainer Bartesch, deutscher Hornist, Alphornspieler und Komponist
- Moritz Berg, deutscher Schauspieler und Komiker
- Marco Bertolaso, leitender Nachrichtenredakteur und Journalist
- Rainer Bielfeldt, deutscher Sänger und Komponist
- Jörg-Andreas Bötticher, Schweizer Cembalist und Organist
- Natascha Borowsky, deutsche Fotografin
- Susanne Böwe, deutsche Schauspielerin und Sprecherin
- Manon Briand, kanadische Regisseurin und Drehbuchautorin
- Carlos Buschini, argentinischer Jazz- und Tangomusiker
- Romy Camerun, deutsche Jazzsängerin und Pianistin
- Christiane Cantauw (Christiane Cantauw-Groschek), deutsche Volkskundlerin
- Andrés Díaz, US-amerikanischer Cellist und Musikpädagoge
- Gisela Eichardt, deutsche Bildhauerin
- Volker Ellenberger, deutscher Kirchenmusiker und Organist
- Julián Espina, argentinischer christlicher Fundamentalist und Priester
- Ellen Fährmann, deutsche Politikerin
- Bernd Fischer, deutscher Kameramann und Filmregisseur
- Piet Fuchs, deutscher Schauspieler
- Mathias von Gersdorff deutscher Aktivist der Lebensrechtsbewegung
- Kai-Peter Gläser, deutscher Schauspieler
- Heike Götz, deutsche Fernsehmoderatorin und Journalistin
- Gernot Gricksch, deutscher Autor
- Anne-Kathrin Gummich, deutsche Schauspielerin und Theaterregisseurin
- Bernhard Haas, deutscher Organist und Musiktheoretiker
- Uwe Heimowski, deutscher Theologe und Autor
- Johannes Hitzblech, deutscher Schauspieler und Regisseur
- Marcus Jeroch, deutscher Kabarettist, Clown und Jongleur
- Ursula Keller, deutsche Autorin und Übersetzerin
- Alexander Kobylinski, DDR-Bürgerrechtler und Journalist († 2017)
- Otto Maria Krämer, deutscher Kirchenmusiker
- Christian Kuchenbuch, deutscher Schauspieler
- Peter Kuhn, deutscher Dirigent
- Jens Kuphal, deutscher Musikproduzent, Musiker, Komponist und Schauspieler
- Jim Lambie, schottischer Künstler, DJ und Musiker
- Suzanne Latour, deutsche Schriftstellerin
- Guillermo Lema, argentinischer Schriftsteller
- Annelies Lengacher, Schweizer Skilangläuferin
- Alexander Lutz, österreichischer Schauspieler
- Karola Meeder, deutsche Filmregisseurin
- Daniel Morgenroth, deutscher Schauspieler
- Steffen Münster, deutscher Schauspieler
- Kyoko Nozaki, japanische Chemikerin
- Kristian Nyquist, US-amerikanischer Cembalist und Pianist
- Rahraw Omarzad, afghanischer Schriftsteller, Künstler, Dozent und Experte für moderne Persische Kunst
- Armin Petras, deutscher Intendant, Theaterregisseur und Dramatiker
- Javier del Pino, spanischer Journalist
- Muntasir al-Qaffasch, ägyptischer Schriftsteller und Romancier
- Franz Raml, deutscher Organist, Cembalist, Dozent für Alte Musik und historische Aufführungspraxis und Dirigent
- Ulf Röller, deutscher Fernsehjournalist
- Astrid Ruppert, deutsche Filmproduzentin und Schriftstellerin
- Alihan Samedov, aserbaidschanischer Musiker
- Stephan Schill, deutscher Schauspieler
- Gregor Schnitzler, deutscher Regisseur
- Simone Schröder, deutsche Opernsängerin
- Astrid Schween, US-amerikanische Cellistin und Musikpädagogin
- Marcus Signer, Schweizer Schauspieler
- Albert Villaró, andorranischer Schriftsteller
- Jan Vogler, deutscher Cellist
- Horst Weidenmüller, deutscher Musikproduzent († 2025)
- Susanne Wittekind, deutsche Kunsthistorikerin und Hochschullehrerin
- Gerhard Wittmann, deutscher Schauspieler
- Hayley Wolff, US-amerikanische Freestyle-Skierin
- David Wolfson, US-amerikanischer Komponist
- Paul van Zelm, niederländischer Hornist und Professor
- Esther Zschieschow, deutsche Schauspielerin und Schauspieldozentin

## Gestorben

### Januar

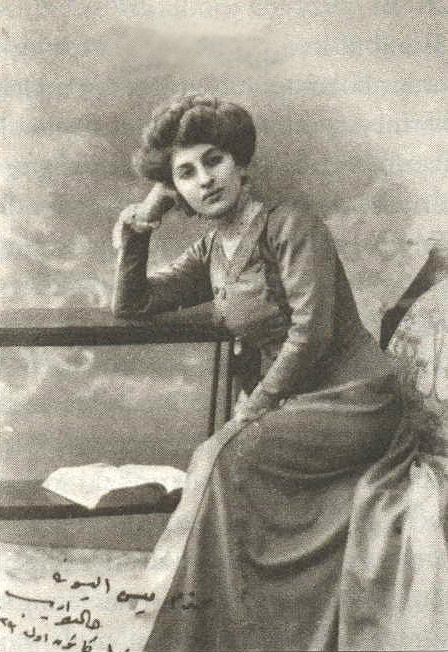
Halide Edip Adivar

- 01. Januar: Ernst Zündorf, deutscher Motorradrennfahrer (* 1897)
- 03. Januar: Rowland Pack, kanadischer Cellist, Organist und Chorleiter (* 1927)
- 04. Januar: Siegfried Thomas Bok, niederländischer Neurologe (* 1892)
- 06. Januar: Edgar W. A. Maass, deutscher Chemiker und Schriftsteller (* 1896)
- 07. Januar: Cyril Davies, britischer Musiker (* 1932)
- 07. Januar: Colin McPhee, kanadischer Komponist (* 1900)
- 07. Januar: Reg Parnell, englischer Formel-1-Rennfahrer (* 1911)
- 07. Januar: Ingeborg Steffensen, dänische Opernsängerin (Mezzosopran) (* 1888)
- 08. Januar: Karekin Deveciyan, türkischer Funktionär (* 1867 oder 1868)

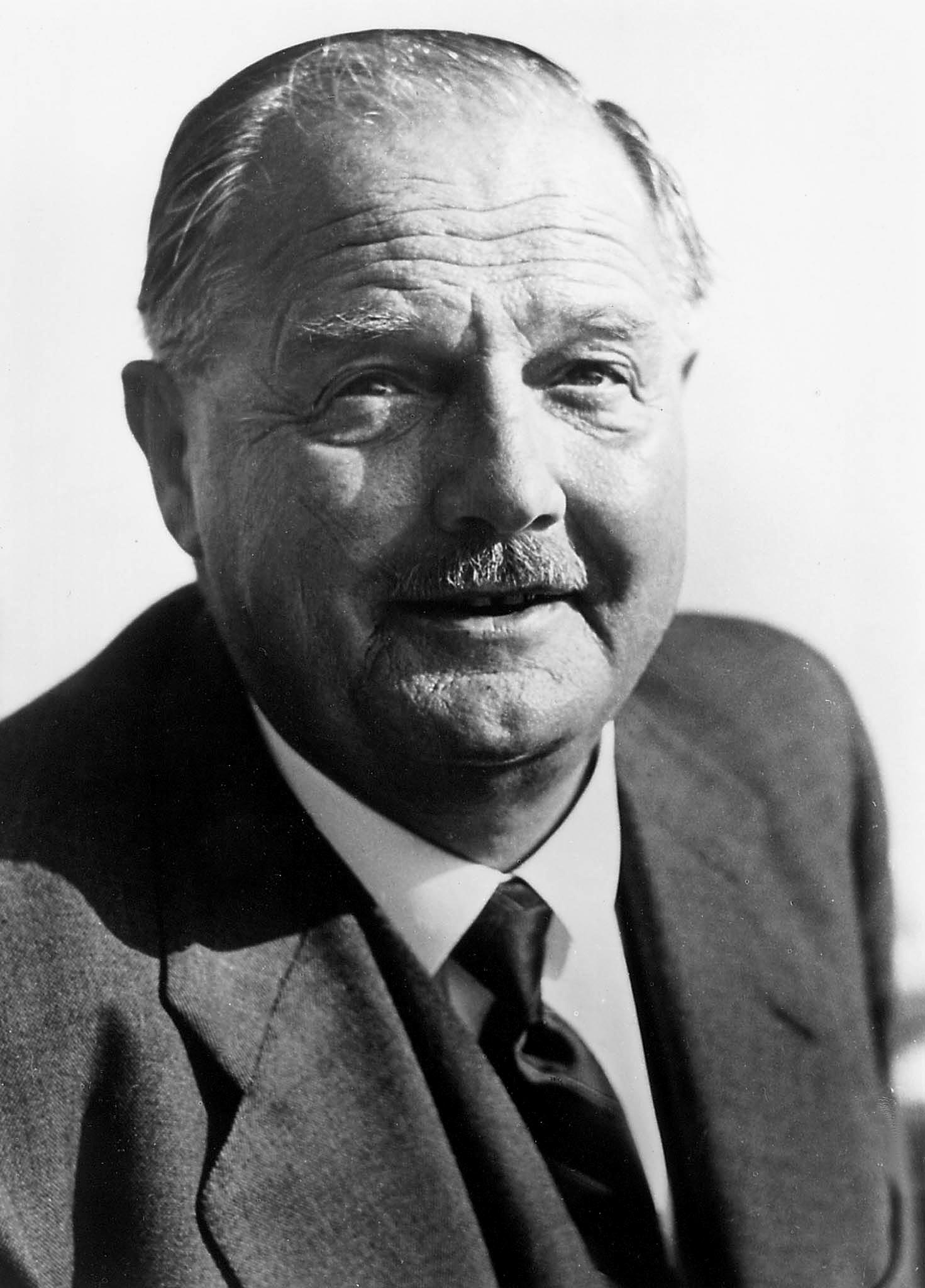
Julius Raab, 1961

- 08. Januar: Julius Raab, österreichischer Politiker (* 1891)
- 08. Januar: Paul Sixt, deutscher Kapellmeister (* 1908)
- 09. Januar: Halide Edip Adivar, türkische Schriftstellerin und Feministin (* 1884)
- 10. Januar: Johannes Hagge, deutscher Politiker (* 1893)
- 11. Januar: John Arnold, US-amerikanischer Kameramann (* 1889)
- 11. Januar: André-Damien-Ferdinand Jullien, Kardinal der römisch-katholischen Kirche (* 1882)
- 11. Januar: Heinz Renner, deutscher Politiker (* 1892)
- 12. Januar: Michael Amlacher, österreichischer Politiker (* 1882)
- 12. Januar: Stewart Hoffman Appleby, US-amerikanischer Politiker (* 1890)
- 12. Januar: Byron Ingemar Johnson, kanadischer Politiker (* 1890)
- 14. Januar: Felix Aber, deutsch-amerikanischer Rabbiner (* 1895)
- 14. Januar: Hans Reingruber, Minister für Verkehr der DDR (* 1888)
- 15. Januar: Jack Teagarden, Posaunist des frühen Jazz (* 1905)
- 16. Januar: Slavko Čuković, jugoslawischer Ökonom (* unbekannt)
- 16. Januar: Noro Morales, puerto-ricanischer Mambo- und Rumbamusiker (* 1911)
- 17. Januar: T. H. White, britischer Schriftsteller (* 1906)
- 18. Januar: Thomas Wimmer, deutscher Politiker (* 1887)
- 19. Januar: Firmin Lambot, belgischer Radrennfahrer (* 1886)
- 19. Januar: Friedrich Karl Arnold Schwassmann, deutscher Astronom (* 1870)
- 20. Januar: George Docking, US-amerikanischer Politiker (* 1904)
- 20. Januar: Jan Rychlík, tschechischer Komponist (* 1916)
- 21. Januar: Joseph Baumgartner, deutscher Volkswirt und Politiker (* 1904)
- 21. Januar: Carlo Chiarlo, Kardinal der römisch-katholischen Kirche (* 1881)
- 22. Januar: Lissy Arna, deutsche Schauspielerin (* 1900)
- 22. Januar: Marc Blitzstein, US-amerikanischer Komponist (* 1905)
- 22. Januar: Erna Gersinski, deutsche Widerstandskämpferin gegen den Nationalsozialismus (* 1896)
- 24. Januar: Bertha Dörflein-Kahlke, deutsche Malerin (* 1875)
- 26. Januar: Bastiampillai Anthonipillai, sri-lankischer Ordensgeistlicher (* 1886)
- 27. Januar: Alexander Schenk Graf von Stauffenberg, deutscher Althistoriker (* 1905)
- 28. Januar: Karl Abetz, deutscher Forstwissenschaftler und Hochschullehrer (* 1896)

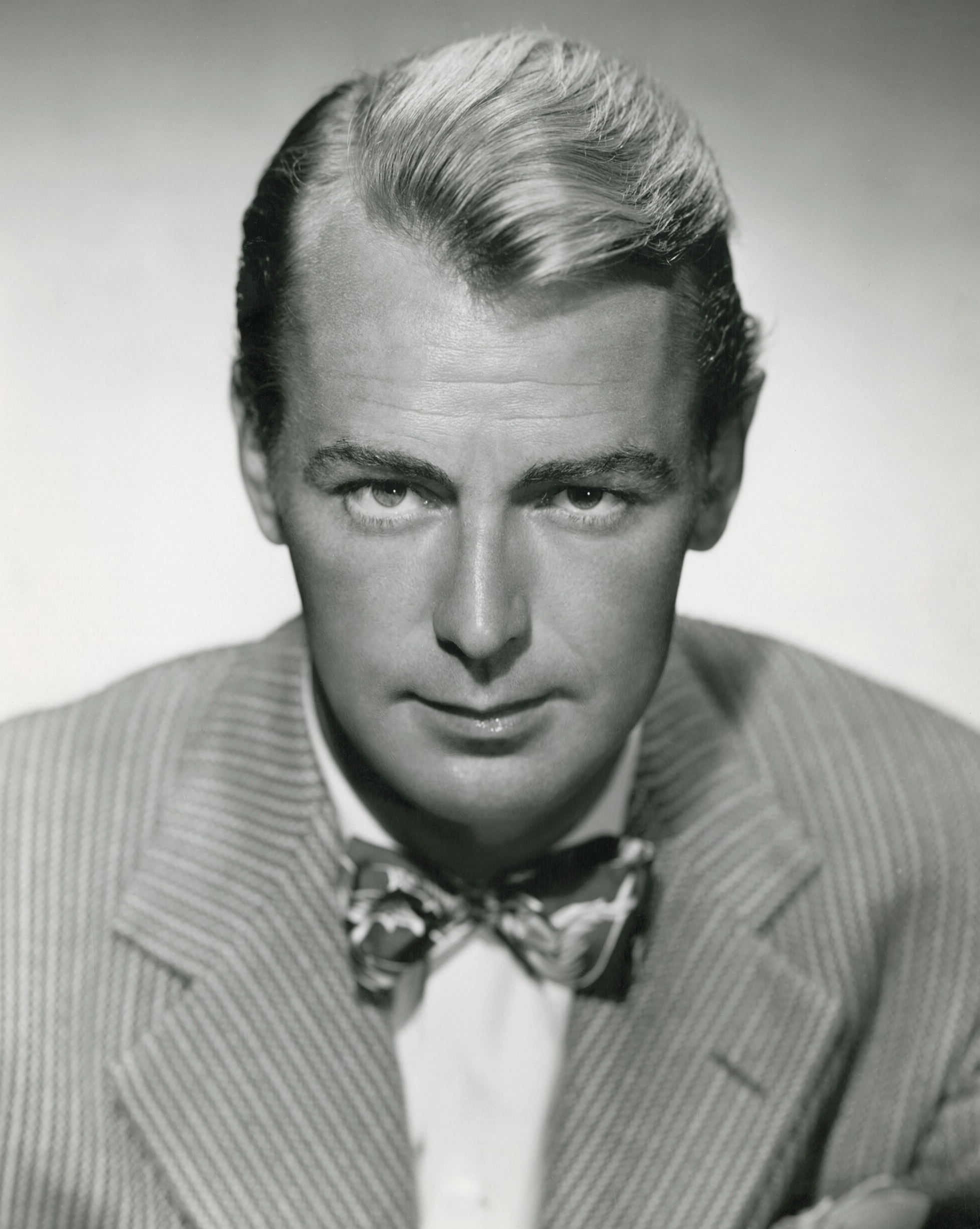
Alan Ladd

- 29. Januar: Alan Ladd, US-amerikanischer Filmschauspieler (* 1913)
- 31. Januar: Walther Adam, deutscher Industrieller und Kunstsammler (* 1881)

### Februar
- 02. Februar: Carl Buchheister, deutscher Maler (* 1890)
- 03. Februar: Giuseppe Amato, italienischer Filmproduzent und -regisseur (* 1899)
- 03. Februar: Frank R. Strayer US-amerikanischer Filmregisseur und -produzent (* 1891)
- 05. Februar: Max Sailer, deutscher Automobilrennfahrer und Ingenieur (* 1882)
- 06. Februar: Emilio Aguinaldo, philippinischer General, Politiker und Staatspräsident (* 1869)
- 07. Februar: Flaminio Bertoni, italienischer Designer, Bildhauer und Architekt (* 1903)
- 07. Februar: Hermann Kees, deutscher Ägyptologe (* 1886)
- 08. Februar: Ernst Kretschmer, deutscher Psychiater (* 1888)
- 09. Februar: Ary Barroso, brasilianischer Komponist und Sänger (* 1903)
- 09. Februar: Marek Weber, deutscher Violinist und Orchesterleiter (* 1888)
- 10. Februar: Franz Honner, österreichischer Politiker (* 1893)
- 10. Februar: Eugen Sänger, österreichischer Ingenieur (* 1905)
- 10. Februar: John Vivian, US-amerikanischer Politiker (* 1887)
- 12. Februar: Willy Schmidt-Gentner, deutscher Filmkomponist (* 1894)
- 13. Februar: Hans Zöberlein, deutscher nationalsozialistischer Schriftsteller (* 1895)
- 13. Februar: Werner Heyde, Professor für Psychiatrie und Neurologie (* 1902)
- 14. Februar: Conrad Gauthier, kanadischer Sänger und Schauspieler (* 1885)
- 18. Februar: Joseph-Armand Bombardier, kanadischer Unternehmer und Erfinder (* 1907)
- 19. Februar: Wilhelm Fraenger, deutscher Kunsthistoriker (* 1890)
- 19. Februar: Ozaki Shirō, japanischer Schriftsteller (* 1898)
- 24. Februar: William Garbutt, englischer Fußballspieler und -trainer (* 1883)
- 25. Februar: Alexander Archipenko, US-amerikanischer Bildhauer (* 1887)
- 25. Februar: Maurice Farman, französischer Bahnradsportler, Automobilrennfahrer, Luftfahrtpionier und Unternehmer (* 1877)
- 25. Februar: Kenneth Lee Spencer, amerikanisch-deutscher Opernsänger (Bass) und Schauspieler (* 1911)
- 26. Februar: Homer Martin Adkins, US-amerikanischer Politiker (* 1890)
- 27. Februar: Carlos Brandt, venezolanischer Schriftsteller, Philosoph und Historiker (* 1875)

### März
- 01. März: Zygmunt Ginter, polnischer Eishockeyspieler (* 1918)

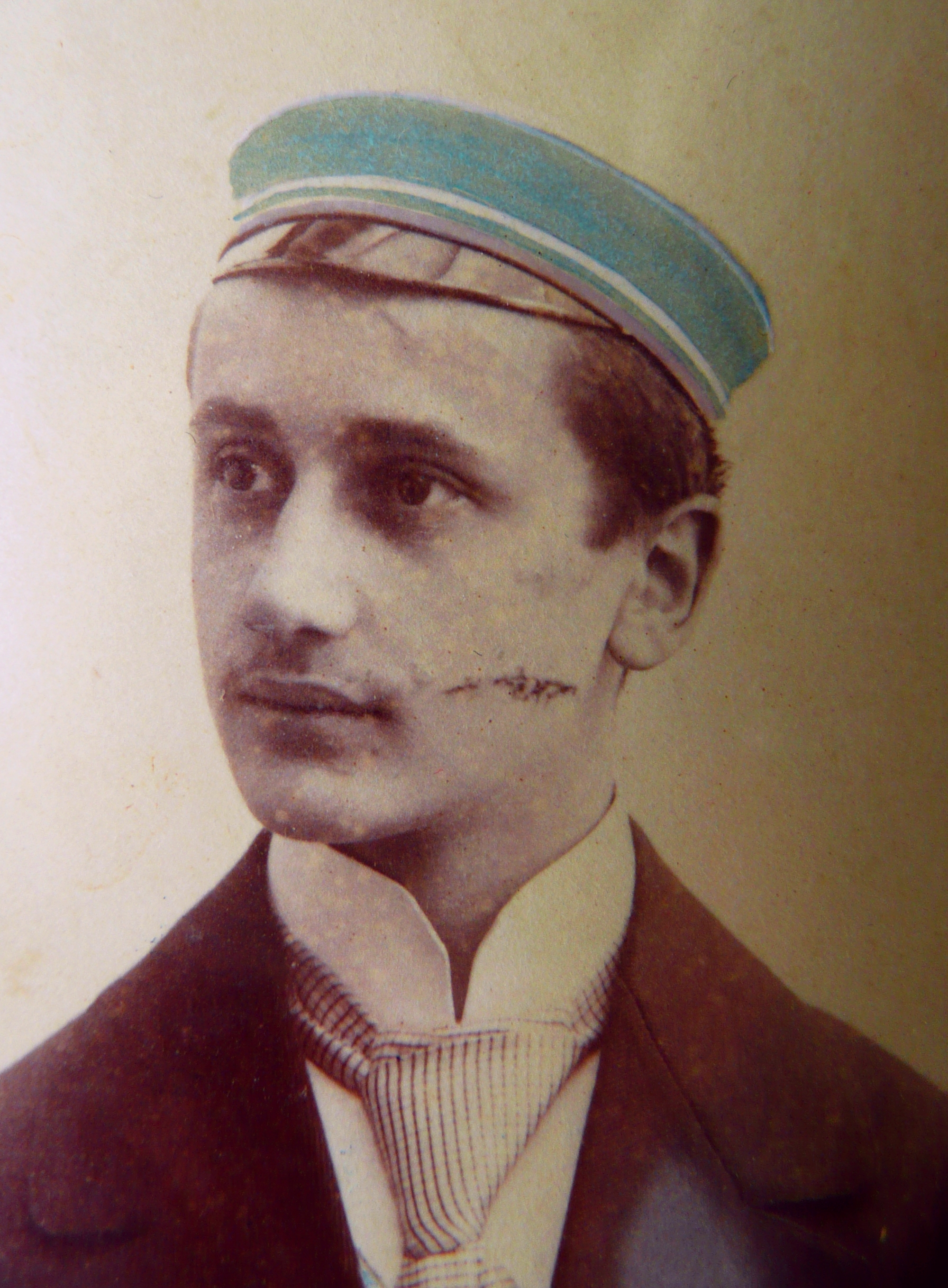
Adolf Hoffmann-Heyden

- 01. März: Adolf Hoffmann-Heyden, deutscher Chirurg und Hochschullehrer (* 1877)
- 01. März: Pjotr Arsenjewitsch Romanowski, russischer Schachspieler und Begründer der Sowjetischen Schachschule (* 1892)
- 01. März: Kurt Szafranski, deutsch-US-amerikanischer Zeichner und Redakteur (* 1890)
- 02. März: Nikolai Nikolajewitsch Alexejew, russischer Jurist und Philosoph (* 1879)
- 02. März: Augustin Krist, tschechoslowakischer Fußballschiedsrichter und Sportfunktionär (* 1894)
- 02. März: Heinrich Kunstmann, deutscher Internist und Politiker (* 1900)
- 02. März: Tonouchi Mishō, japanischer Maler (* 1891)
- 02. März: Joe Rushton, US-amerikanischer Basssaxophonist (* 1907)
- 02. März: Nicolae Vasilescu-Karpen, rumänischer Ingenieur und Physiker (* 1870)
- 03. März: Hans Amschl, österreichischer Jurist und Politiker (* 1896)
- 03. März: Gustav Gugitz, österreichischer Heimatforscher, Volkskundler und Kulturhistoriker (* 1874)
- 03. März: Karl Kastenholz, deutscher Maler (* 1889)
- 03. März: Paul Klemperer, US-amerikanischer Pathologe (* 1887)
- 03. März: Robert Stell Lemmon, US-amerikanischer Sachbuchautor und Naturforscher (* 1885)
- 03. März: Koloman von Pataky, ungarischer Opernsänger (* 1896)
- 03. März: Alfons Scherer, deutscher Verwaltungsjurist und Schriftsteller (* 1885)
- 03. März: Bernhard Skamper, deutscher Schwimmer, Sportjournalist, Trainer und Verbandsfunktionär (* 1898)
- 03. März: Julius Maximilian Vogel, deutscher Politiker (* 1888)
- 04. März: John Adaskin, kanadischer Cellist, Dirigent und Rundfunkproduzent (* 1908)
- 04. März: Hans Flatterich, deutscher Journalist und Politiker (* 1882)
- 04. März: Oskar Hüssy, deutscher Jurist und Politiker (* 1903)
- 04. März: Maximilian Lewels, deutscher Lehrer (* 1879)
- 04. März: Franz Weichsel, deutscher Politiker (* 1887)
- 04. März: Peter Winder, österreichischer Politiker, Maschinist und Versicherungsoberinspektor (* 1896)
- 05. März: Karl Raphael Dorr, österreichischer Geistlicher (* 1905)
- 05. März: Samuel Jackson Holmes, US-amerikanischer Zoologe und Vertreter der Eugenik (* 1868)
- 05. März: Milton Manaki, osmanischer Filmpionier (* 1882)
- 05. März: Hermann Seibel, deutscher Politiker (* 1903)
- 05. März: Carl Maria Splett, Bischof von Danzig, Administrator der polnischen Diözese Kulm (* 1898)
- 06. März: Julius Bartels, deutscher Geophysiker (* 1899)
- 06. März: Philippe de Félice, französischer Geistlicher, Theologe, Religionshistoriker und Massenpsychologe (* 1880)

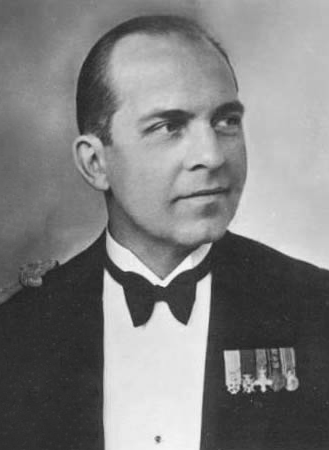
Paul von Griechenland

- 06. März: Paul, König von Griechenland (* 1901)
- 06. März: Anatolij Petryzkyj, ukrainischer Künstler und Bühnenmaler (* 1895)
- 06. März: Edward Van Sloan, US-amerikanischer Schauspieler (* 1882)
- 07. März: Heinrich Deist, deutscher Politiker und MdB (* 1902)
- 07. März: Carlos Gouvêa Coelho, brasilianischer Geistlicher (* 1907)
- 07. März: Samuel Stanley Wilks, US-amerikanischer Statistiker (* 1906)
- 08. März: Marino Bodenmann, Schweizer Politiker (* 1893)
- 08. März: Luigi Burgo, italienischer Elektroingenieur und Unternehmer (* 1876)
- 08. März: Ludwig Finckh, deutscher Schriftsteller (* 1876)
- 08. März: Therese Köstlin, deutsche Lyrikerin und Liedtexterin (* 1877)
- 08. März: Próspero López Buchardo, argentinischer Komponist und Maler (* 1883)
- 09. März: Wilhelm Fabricius, deutscher Diplomat (* 1882)
- 09. März: Josef Hellermann, deutscher Politiker (* 1885)
- 09. März: Alfred Heyl, deutscher Lehrer und Agrarwissenschaftler (* 1882)
- 09. März: Alfred Knox, britischer Offizier und Abgeordneter (* 1870)
- 09. März: Alexander Kraell, deutscher Jurist (* 1894)
- 09. März: Paul von Lettow-Vorbeck, preußischer Generalmajor und Schriftsteller (* 1870)
- 09. März: Edgar Manas, türkischer Komponist, Dirigent und Musikwissenschaftler (* 1875)
- 09. März: Alexander Iwanowitsch Petrunkewitsch, russisch-US-amerikanischer Paläontologe und Arachnologe (* 1875)
- 09. März: Ernst Pohlhausen, deutscher Mathematiker und Hochschullehrer (* 1890)
- 10. März: Egon van Erckelens, deutscher Verwaltungsjurist (* 1885)
- 10. März: Florence Lewis, US-amerikanische Mathematikerin, Astronomin und Hochschullehrerin (* 1877)
- 10. März: Bobby E. Lüthge, deutscher Drehbuchautor (* 1891)
- 10. März: Ludwig Reichling, deutscher Politiker (* 1889)
- 10. März: Horst Schlossar, deutscher Maler (* 1903)
- 10. März: Hermann Troppenz, deutscher Politiker (* 1889)
- 11. März: Felizian Bessmer, Schweizer Theologe und Redaktor (* 1884)
- 11. März: Heinrich Hartung von Hartungen, österreichischer Ingenieur (* 1884)
- 11. März: Olive Willis, englische Lehrerin und Schulleiterin (* 1877)
- 11. März: Helene Johanna Zeller, deutsche Schriftstellerin (* 1878)
- 12. März: ʿAbbās Mahmūd al-ʿAqqād, ägyptischer Schriftsteller, Historiker, Dichter, Philosoph und Journalist (* 1889)
- 12. März: Oskar Rudolf Dengel, deutscher Verwaltungsjurist und Kommunalpolitiker (* 1899)
- 12. März: Hermann Ebner, deutscher Jurist und Politiker (* 1896)
- 12. März: Carin Fahlin, schwedische Romanistin und Mediävistin (* 1900)
- 12. März: Bernhard Paul Mehnert, deutscher Maler (* 1892)
- 12. März: Wilhelm Wosenitz, deutscher Politiker (* 1903)
- 13. März: Friedrich Lahrs, deutscher Architekt und Kunsthistoriker (* 1880)
- 13. März: Donald Linden, kanadischer Geher (* 1877)
- 13. März: Rudolf Stemberger, Professor für Betriebswirtschaftslehre (* 1901?)
- 14. März: John Richard Garland, kanadischer Journalist, Wirtschaftsmanager, Unternehmer und Politiker (* 1918)
- 14. März: Karl Hosaeus, österreichischer Forstrat und Maler (* 1892)
- 14. März: Ludwig Merker, deutscher Offizier (* 1894)
- 15. März: Jeannette Augustus Marks, US-amerikanische Professorin (* 1875)
- 15. März: James M. Mead, US-amerikanischer Politiker (* 1885)
- 15. März: Moshe Tzadok, israelischer Generalmajor (* 1913)
- 15. März: Wolfgang Uthe, deutscher Kapitän und Politiker (* 1906)
- 16. März: Lino Enea Spilimbergo, argentinischer Zeichner und Künstler (* 1896)
- 17. März: Franz Landsberger, deutsch-US-amerikanischer Kunsthistoriker (* 1883)
- 17. März: Egon Riss, britischer Architekt (* 1901)
- 18. März: Helga Ancher, dänische Malerin (* 1883)
- 18. März: Ernst Bardenhewer, deutscher Jurist und Verwaltungsrichter (* 1893)
- 18. März: Otto Dunkelberg, deutscher Organist und Komponist (* 1900)
- 18. März: Sigfrid Edström, schwedischer Unternehmer und Sportfunktionär (* 1870)
- 18. März: René Lafuite, französischer Filmproduzent (* 1901)
- 18. März: Joseph T. O’Callahan, US-amerikanischer Jesuit und Militärgeistlicher (* 1905)
- 18. März: Udo Peters, deutscher Landschaftsmaler (* 1883)
- 18. März: Adolf Stocksmayr, österreichischer Künstler, Lebensreformer und Erfinder (* 1879)
- 18. März: Edward Moffat Weyer, US-amerikanischer Psychologe, Pädagoge und Autor (* 1872)
- 18. März: Norbert Wiener, US-amerikanischer Mathematiker (* 1894)
- 19. März: Fritz Diettrich, deutscher Schriftsteller (* 1902)
- 19. März: Michael Gruber, österreichischer Landwirt und Politiker (* 1877)
- 20. März: Ernst Balser, deutscher Architekt (* 1893)
- 20. März: Brendan Behan, irischer Schriftsteller, Journalist und IRA-Aktivist (* 1923)
- 20. März: Karl Brammer, deutscher Journalist (* 1891)
- 20. März: Otto Marloh, deutscher Offizier und Staatsbeamter (* 1893)
- 20. März: Friedwald Moeller, deutscher Offizier, Kirchenhistoriker und Genealoge (* 1894)
- 20. März: Francis Osborne, britischer Aristokrat und Diplomat (* 1884)
- 20. März: Janez Polda, jugoslawischer Skispringer (* 1924)
- 21. März: Albrecht Bruck, deutscher Radierer, Kupferstecher und Maler (* 1874)
- 21. März: Giovanni Paolucci, italienischer Dokumentarfilmer und Filmregisseur (* 1912)
- 21. März: Alois Weinhandl, österreichischer Politiker (* 1878)
- 22. März: Georges Contenau, französischer Archäologe, Altorientalist und Religionshistoriker (* 1877)
- 22. März: Gregorio Jover, spanischer Anarchist (* 1891)
- 22. März: Addison Richards, US-amerikanischer Schauspieler (* 1902)
- 22. März: Gustav Wimmer, deutscher Maler (* 1877)
- 23. März: Claire Anderson, US-amerikanische Schauspielern (* 1891)
- 23. März: Peter Lorre, österreichisch-US-amerikanischer Filmschauspieler, Drehbuchautor und Filmregisseur (* 1904)
- 23. März: Torstein Raaby, norwegischer Widerstandskämpfer und Abenteurer (* 1920)
- 23. März: Martin Werner, reformierter Theologe (* 1887)
- 24. März: Clara Benson, kanadische Chemikerin und Hochschullehrerin (* 1875)
- 24. März: Manfred Brüning, deutscher Radrennfahrer (* 1939)
- 24. März: Samuel Canan, US-amerikanischer Marineoffizier (* 1898)
- 24. März: Adam Günderoth, deutscher Politiker (* 1893)
- 24. März: Walther Koeniger, deutscher Ingenieur und Hochschullehrer (* 1880)
- 24. März: Josef Miller, deutscher Politiker (* 1883)
- 24. März: Lotte Rose, deutsche Schauspielerin und Schriftstellerin (* 1885)
- 25. März: Willy Arend, deutscher Radrennfahrer (* 1876)
- 25. März: Alfredo Bigatti, argentinischer Bildhauer und Medailleur (* 1898)
- 25. März: Martin Borthen, norwegischer Segler (* 1878)
- 25. März: Ludwig Frege, deutscher Jurist (* 1884)
- 25. März: Eduard Hermann, deutscher Schauspieler und Hörspielregisseur (* 1903)
- 25. März: Benito Nardone, uruguayischer Politiker (* 1906)
- 25. März: Ludwig Neubourg, deutscher Polizeibeamter und Nachrichtendienstler (* 1903)
- 25. März: George Philbrook, US-amerikanischer Leichtathlet (* 1884)
- 26. März: Wilhelm Bader junior, deutscher Orgelbauer (* 1875)
- 26. März: Willy Friedrich Burger, Schweizer Grafiker, Plakat- und Kunstmaler (* 1882)
- 26. März: Wilhelm Otto Dietrich, deutscher Paläontologe (* 1881)
- 26. März: Norman R. Hamilton, US-amerikanischer Politiker (* 1877)
- 26. März: Richard Kürth, österreichischer Politiker und Schlossermeister (* 1875)
- 26. März: Max Lehmer, deutscher Volkswirt und Politiker (* 1885)
- 26. März: Otto Schniewind, deutscher Generaladmiral (* 1887)
- 27. März: Wilhelm Arnoul, deutscher Politiker (* 1893)
- 27. März: Hermann Garrn, deutscher Fußballspieler (* 1888)
- 27. März: Rivers Keith Hicks, kanadischer Romanist und Fremdsprachendidaktiker (* 1878)
- 27. März: Roger Motz, belgischer Politiker (* 1904)
- 27. März: Werner Stocker, Schweizer Jurist und Politiker (* 1904)
- 28. März: Vlastislav Hofman, tschechischer Architekt, Städteplaner, Architekturtheoretiker, Maler, Grafiker und Szenograph (* 1884)
- 28. März: Ernst Speer, deutscher Psychiater (* 1889)
- 29. März: Willem Andriessen, niederländischer Komponist und Professor (* 1887)
- 29. März: Ernst Feder, deutscher Schriftsteller und Journalist (* 1881)
- 29. März: Sophie Charlotte von Oldenburg, deutsche Adelige (* 1879)
- 29. März: Ernst-Adolf Schmorl, deutscher Kinder- und Jugendpsychiater (* 1906)
- 29. März: Ekrem Bey Vlora, albanischer Adliger, Politiker und Autor (* 1885)
- 29. März: Karl August Wietfeldt, deutscher Jurist und Politiker (* 1891)
- 30. März: Birinchi Kumar Barua, indischer Sprach- und Literaturwissenschaftler, Schriftsteller und Wissenschaftsorganisator (* 1908)
- 30. März: Heinz Fiebig, deutscher Offizier (* 1897)
- 30. März: Erich Frey, deutsch-chilenischer Rechtsanwalt und Dramatiker (* 1882)
- 30. März: Ethel Johnson, britische Leichtathletin (* 1908)

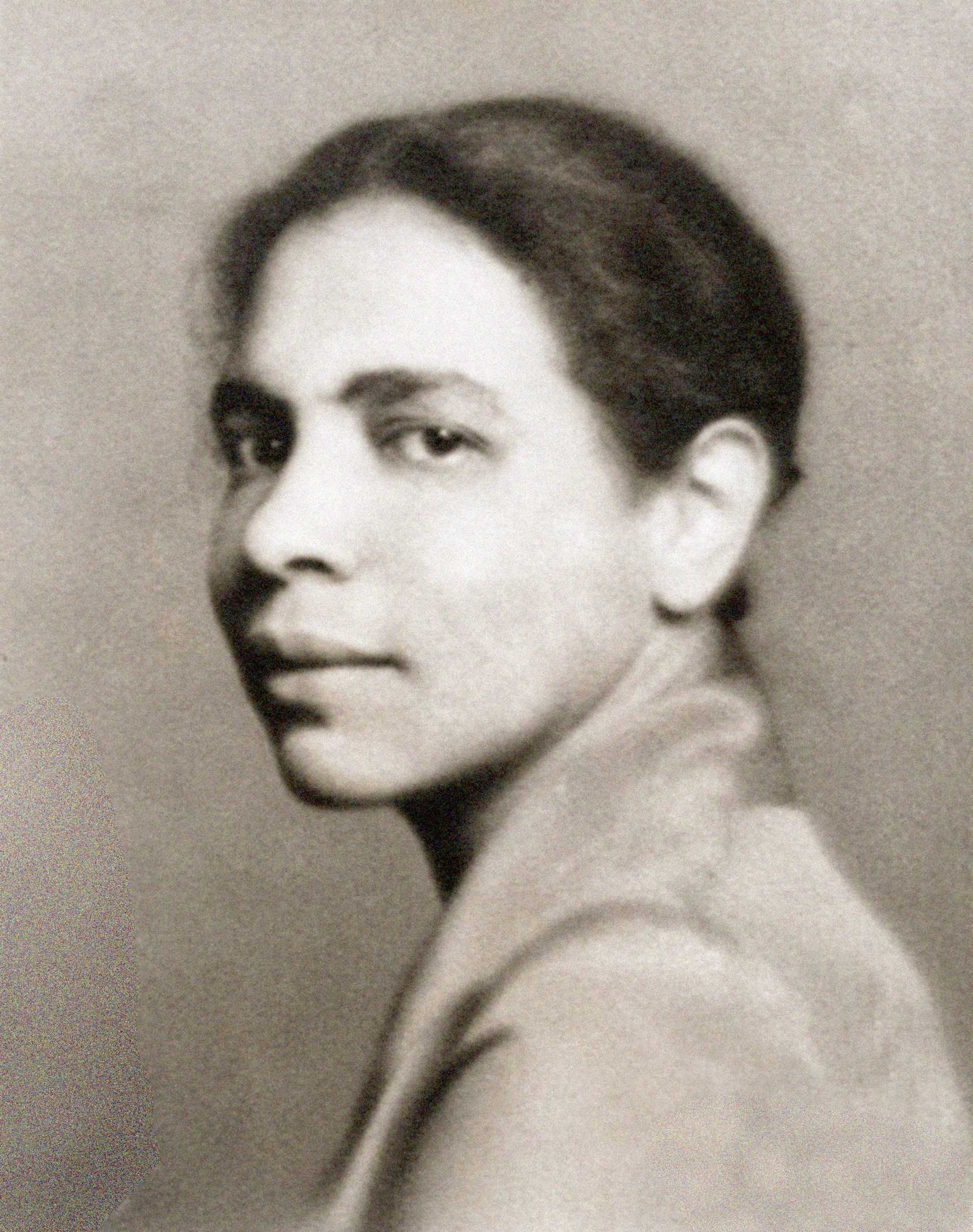
Nella Larsen

- 30. März: Nella Larsen, afro-amerikanische Schriftstellerin (* 1891)
- 30. März: Gino Luzzatto, italienischer Wirtschaftshistoriker (* 1878)
- 31. März: Andor Arató, rumäniendeutscher Kirchenmusiker und Komponist (* 1887)
- 31. März: Nonagase Banka, japanischer Maler (* 1889)
- 31. März: Fritz Schleßmann, deutscher Polizist, SS-Obergruppenführer und Politiker (* 1900)
- 31. März: Otto Schwarz, deutscher Kommunalpolitiker (* 1891)
- 31. März: Margaret Tragett, englische Badmintonspielerin (* 1885)

### April

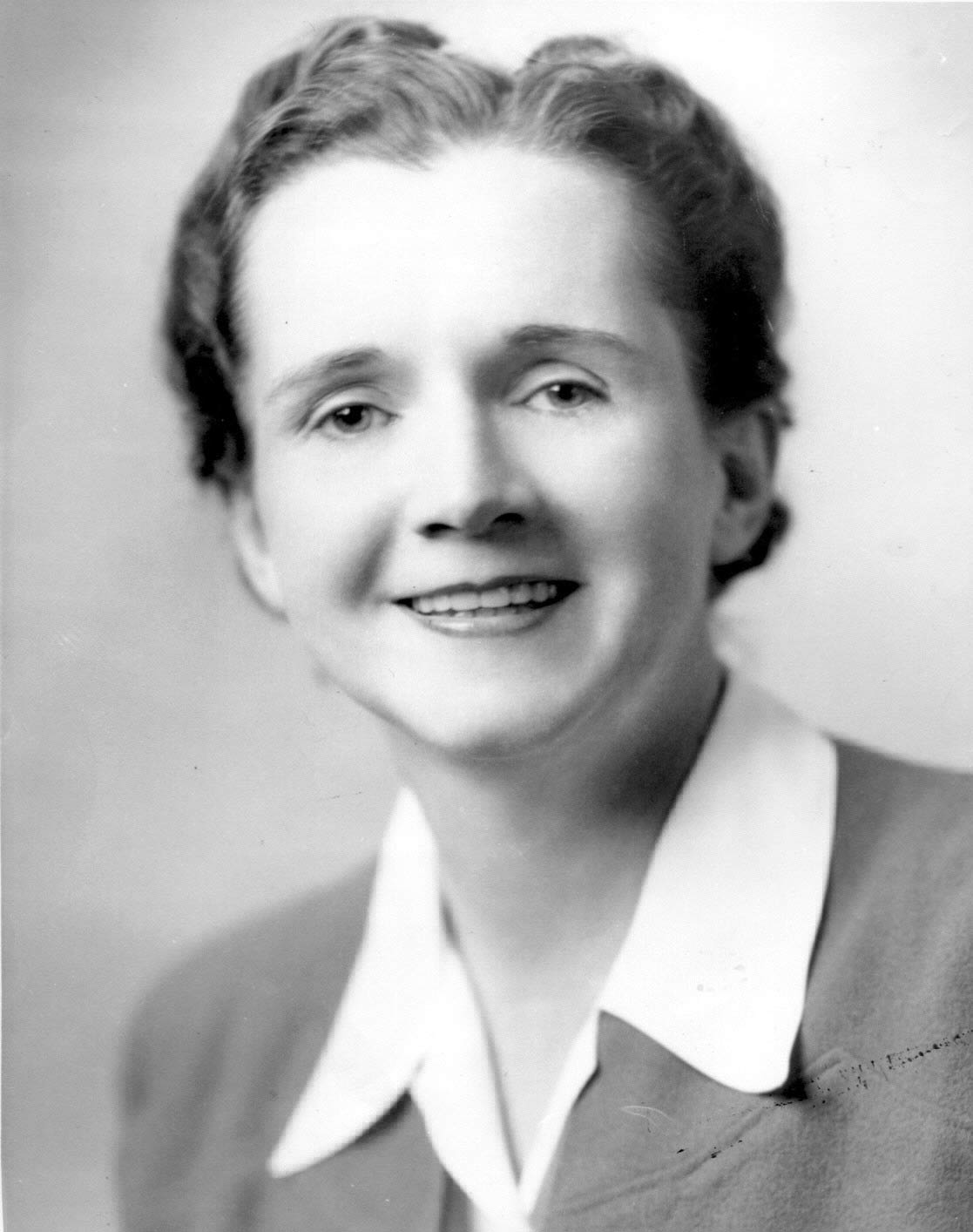
Rachel Carson

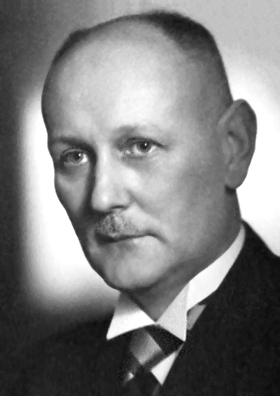
Gerhard Domagk, 1939

- 01. April: Salvatore Aurigemma, italienischer Archäologe (* 1885)
- 01. April: Božidar Kunc, kroatischer Komponist (* 1903)
- 02. April: Franz Auweck, deutscher Politiker (* 1884)
- 03. April: Eduard von der Heydt, Bankier, Kunstsammler und Mäzen (* 1882)
- 03. April: Aniela Szlemińska, polnische Sängerin und Gesangspädagogin (* 1892)
- 04. April: Georg Ackermann, deutscher Politiker (* 1897)
- 05. April: Douglas MacArthur, US-amerikanischer General (* 1880)
- 05. April: Aloïse Corbaz, Schweizer Künstlerin (* 1886)
- 05. April: Isaac Mamott, kanadischer Cellist und Musikpädagoge (* 1907)
- 05. April: Miyoshi Tatsuji, japanischer Lyriker, Übersetzer und Essayist (* 1900)
- 05. April: Hugo Krueger, deutscher Ingenieur und Bergwerksdirektor (* 1887)
- 10. April: Peter van Aubel, deutscher Volkswirt und Verbandsfunktionär (* 1894)
- 10. April: John G. Townsend, US-amerikanischer Politiker (* 1871)
- 11. April: Hans Franck, deutscher Schriftsteller und Dramaturg (* 1879)
- 12. April: Barbara Henneberger, deutsche Skirennläuferin (* 1940)
- 12. April: Evert Willem Beth, niederländischer Logiker (* 1908)
- 13. April: Veit Harlan, Schauspieler und Regisseur (* 1899)
- 14. April: Helge Arthur Auleb, deutscher Offizier (* 1887)
- 14. April: Hans Kayser, deutscher Komponist und Musiktheoretiker (* 1891)
- 14. April: Rachel Carson, US-amerikanische Zoologin und Biologin (* 1907)
- 18. April: Jeanne Mélin, französische Feministin (* 1877)
- 18. April: Karl Müller, deutscher Politiker (* 1884)
- 19. April: Bert Mee, englischer Fußballschiedsrichter (* 1893)
- 23. April: Karl Polanyi, ungarischer Wirtschaftswissenschaftler und Wirtschaftstheoretiker (* 1886)
- 23. April: Hugo Rosendahl, deutscher Politiker (* 1884)
- 24. April: Gerhard Domagk, deutscher Pathologe und Bakteriologe (* 1895)
- 25. April: Luigi Pigarelli, italienischer Jurist und Komponist (* 1875)
- 26. April: E. J. Pratt, kanadischer Schriftsteller, Hochschullehrer und Kritiker (* 1882)
- 27. April: Georg Britting, deutscher Schriftsteller (* 1891)
- 27. April: Hermann Römpp, deutscher Chemiker und Fachautor (* 1901)

### Mai

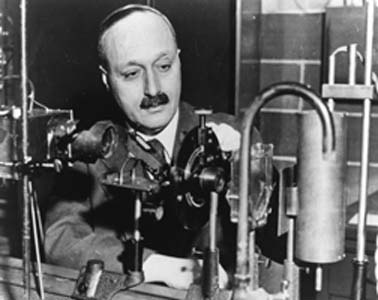
James Franck.

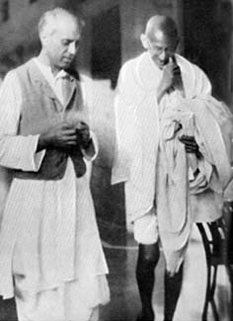
Jawaharlal Nehru und Gandhi, 1929

- 01. Mai: Walter Karl Friedrich Assmann, deutscher Offizier (* 1896)
- 02. Mai: Nancy Astor, britische Politikerin (* 1879)
- 04. Mai: André Lefèbvre, französischer Automobilkonstrukteur und -rennfahrer (* 1894)
- 05. Mai: Alexander Pawlowitz, österreichischer Porträt-, Landschafts- und Kriegsmaler (* 1884)
- 06. Mai: Heinrich Ehmsen, deutscher Maler und Grafiker (* 1886)
- 06. Mai: Satō Haruo, japanischer Lyriker, Erzähler und Essayist (* 1892)
- 08. Mai: Albert Hochleitner, österreichischer Politiker (* 1893)
- 09. Mai: Haimar Cumme, deutscher Mathematiker, Physiker und Hochschullehrer (* 1898)
- 09. Mai: Robert Girod, französischer Automobilrennfahrer (* 1900)
- 09. Mai: Klaus Kammer, deutscher Schauspieler (* 1929)
- 10. Mai: Michail Fjodorowitsch Larionow, russischer Maler (* 1881)
- 10. Mai: Elfriede Jaeger, deutsche Politikerin (* 1899)
- 12. Mai: Wolfgang von Wild, deutscher General (* 1901)
- 14. Mai: Heinz Werner, deutscher Psychologe (* 1890)
- 15. Mai: Vladko Maček, kroatischer Politiker (* 1879)
- 17. Mai: Otto Kuusinen, finnischer und sowjetischer Politiker (* 1881)
- 17. Mai: John Moore-Brabazon, britischer Luftfahrtpionier und konservativer Politiker und Automobilrennfahrer (* 1884)
- 17. Mai: Steve Owen, US-amerikanischer American-Football-Spieler und -Trainer (* 1898)
- 21. Mai: James Franck, deutsch-amerikanischer Physiker (* 1882)
- 25. Mai: Wassili Andrejewitsch Solotarjow, russischer Komponist (* 1872)
- 25. Mai: Heinz Steguweit, deutscher Schriftsteller (* 1897)
- 27. Mai: Jawaharlal Nehru, erster indischer Premierminister (* 1889)
- 28. Mai: Mehboob Khan, indischer Filmregisseur (* 1906)
- 29. Mai: Luise Rehling, deutsche Politikerin (* 1896)
- 30. Mai: Leó Szilárd, ungarischer Physiker und Molekularbiologe (* 1898)
- 31. Mai: Nikolai Andrejewitsch Orlow, russisch-britischer Pianist und Musikpädagoge (* 1892)
- 31. Mai: Franz Schauwecker, deutscher Schriftsteller und Publizist (* 1890)

### Juni
- 01. Juni: Bronisław Rutkowski, polnischer Organist, Musikwissenschaftler und -pädagoge (* 1898)
- 03. Juni: Frans Eemil Sillanpää, finnischer Schriftsteller (* 1888)
- 05. Juni: Ernst Waldow, deutscher Schauspieler (* 1893)
- 07. Juni: William P. Hobby, US-amerikanischer Politiker (* 1878)
- 07. Juni: Meade Lux Lewis, US-amerikanischer Jazz-Musiker (* 1905)
- 09. Juni: William Maxwell Aitken, kanadisch-britischer Verleger und Politiker (* 1879)
- 11. Juni: Ace Harris, US-amerikanischer R&B- und Jazzmusiker (* 1910)
- 11. Juni: Richard Meister, österreichischer Altphilologe und Pädagoge (* 1881)
- 11. Juni: Plaek Phibunsongkhram, thailändischer Ministerpräsident und Feldmarschall (* 1897)
- 16. Juni: Jack Bezzant, britischer Automobilrennfahrer (* 1891)
- 16. Juni: Günther L. Arko, deutscher Kameramann (* 1903)
- 18. Juni: Kurt Latte, klassischer Philologe (* 1891)
- 18. Juni: Giorgio Morandi, italienischer Maler und Grafiker (* 1890)
- 18. Juni: Karl-Wilhelm von Schlieben, deutscher Generalleutnant (* 1894)

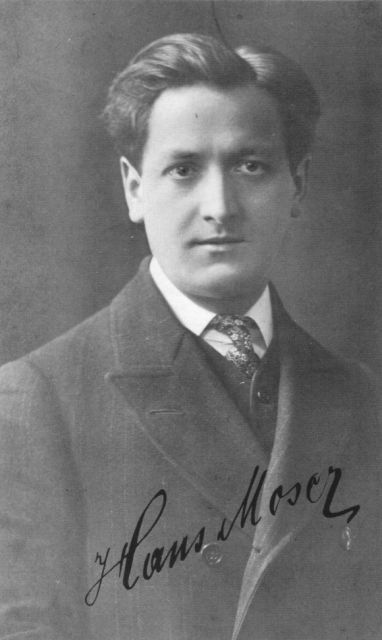
Hans Moser, 1902

- 19. Juni: Hans Moser, österreichischer Schauspieler (* 1880)
- 19. Juni: Heinrich Quiring, deutscher Geologe und Paläontologe (* 1885)
- 21. Juni: James Earl Chaney, US-amerikanischer Bürgerrechtler (* 1943)
- 21. Juni: Andrew Goodman, US-amerikanischer Bürgerrechtler (* 1943)
- 21. Juni: Gaston Manent, französischer Politiker (* 1884)
- 21. Juni: Michael Schwerner, US-amerikanischer Bürgerrechtler (* 1939)
- 23. Juni: Earle Bradford Mayfield, US-amerikanischer Politiker (* 1881)
- 25. Juni: Gerrit Rietveld, niederländischer Architekt (* 1888)
- 26. Juni: Toni Sender, deutsche Politikerin (* 1888)
- 28. Juni: Norberto Bagnalasta, italienischer Automobilrennfahrer (* 1930)
- 29. Juni: Eric Dolphy, US-amerikanischer Jazzmusiker (* 1928)
- 29. Juni: Robert Lévy, französischer Automobilrennfahrer (* 1897)

### Juli
- 01. Juli: Pierre Monteux, französisch-amerikanischer Dirigent (* 1875)
- 04. Juli: Samuil Marschak, russischer Schriftsteller (* 1887)
- 07. Juli: Lillian Copeland, US-amerikanische Leichtathletin und Olympiasiegerin (* 1904)
- 09. Juli: Gordon Hendy, britischer Automobilrennfahrer (* 1904)
- 11. Juli: Maurice Thorez, französischer Politiker (* 1900)
- 13. Juli: Pablo Burchard Eggeling, chilenischer Maler (* 1875)
- 13. Juli: Kurt Diebner, deutscher Atomphysiker (* 1905)
- 13. Juli: Hermann von Beckerath, deutscher Cellist (* 1909)
- 15. Juli: Rudolf Amon, österreichischer Zoologe und Jagdwissenschaftler (* 1891)
- 15. Juli: Josef Lermer, deutscher Politiker (* 1894)
- 15. Juli: Paul Maas, deutsch-jüdischer Altphilologe (* 1880)
- 17. Juli: Camille Rolland, französischer Politiker (* 1875)
- 18. Juli: Anne Dittmer, deutsche Malerin und Buchillustratorin (* 1906)
- 18. Juli: Ludwig Gruber, österreichischer Komponist, Sänger, Schriftsteller und Dirigent (* 1874)
- 19. Juli: Karl Recktenwald, deutscher Motorradrennfahrer (* 1931)
- 19. Juli: Friedrich Sieburg, deutscher Literaturkritiker, Journalist und Schriftsteller (* 1893)
- 22. Juli: Paul Eipper, deutscher Schriftsteller (* 1891)
- 23. Juli: Jan de Vries, niederländischer Germanist und Religionswissenschaftler (* 1890)
- 24. Juli: Erwin Freundlich, Astrophysiker (* 1885)
- 25. Juli: Piero Frescobaldi, italienischer Automobilrennfahrer (* 1935)
- 25. Juli: Hans Felix Husadel, deutscher Komponist und Professor (* 1897)
- 26. Juli: Francis Curzon, 5. Earl Howe, britischer Offizier, Politiker und Automobilrennfahrer (* 1884)
- 27. Juli: Łucjan Kamieński, polnischer Komponist und Musikwissenschaftler (* 1885)
- 29. Juli: Wanda Wasilewska, polnische und sowjetische Politikerin (* 1905)
- 31. Juli: Dorothy Mabel Reed Mendenhall, US-amerikanische Ärztin (* 1874)
- 31. Juli: Jim Reeves, Country-Sänger (* 1923)

### August
- 01. August: Clarence John Abel, US-amerikanischer Eishockeyspieler (* 1900)
- 02. August: Paul Burkhard, Schweizer Bildhauer und Zeichner (* 1888)
- 02. August: José María Castro, argentinischer Komponist (* 1892)
- 02. August: Olga Desmond, Tänzerin und Schauspielerin (* 1890)
- 03. August: Mary Flannery O’Connor, US-amerikanische Schriftstellerin (* 1925)
- 06. August: Cedric Hardwicke, britischer Schauspieler sowie Filmregisseur und Filmproduzent (* 1893)
- 06. August: Bernhard Winter, deutscher Maler (* 1871)
- 08. August: Paul Foucret, französischer Automobilrennfahrer (* 1908)
- 08. August: Rudolf Kohl, deutscher Politiker (* 1895)

Marie Baum

- 08. August: Marie Baum, Sozialpolitikerin der Weimarer Republik (* 1874)
- 12. August: Dmitri Maksutow, russischer Optiker und der Erfinder des Maksutov-Teleskops (* 1896)
- 12. August: Ian Fleming, britischer Schriftsteller (* 1908)
- 12. August: Jørgen Skafte Rasmussen, dänischer Ingenieur und Industrieller (* 1878)
- 14. August: Johnny Burnette, US-amerikanischer Rockabilly-Musiker (* 1934)
- 15. August: Samuel William Becker, US-amerikanischer Dermatologe (* 1894)
- 16. August: Albino Carraro, italienischer Fußballschiedsrichter und -trainer (* 1899)
- 17. August: Fred Barry, kanadischer Schauspieler und Sänger (* 1887)
- 19. August: Ewald Kluge, deutscher Motorradrennfahrer (* 1909)
- 21. August: Edwin Grienauer, österreichischer Bildhauer (* 1893)
- 21. August: Palmiro Togliatti, italienischer Politiker (* 1893)
- 24. August: Otto Korfes, deutscher Historiker und Offizier (* 1889)
- 24. August: Hermann von Wenckstern, deutscher Forst- und Volkswirt (* 1882)
- 25. August: Beppo Afritsch, österreichischer Gartentechniker und Politiker (* 1901)
- 28. August: Ricardo Gilbert, chilenischer Maler (* 1891)

### September

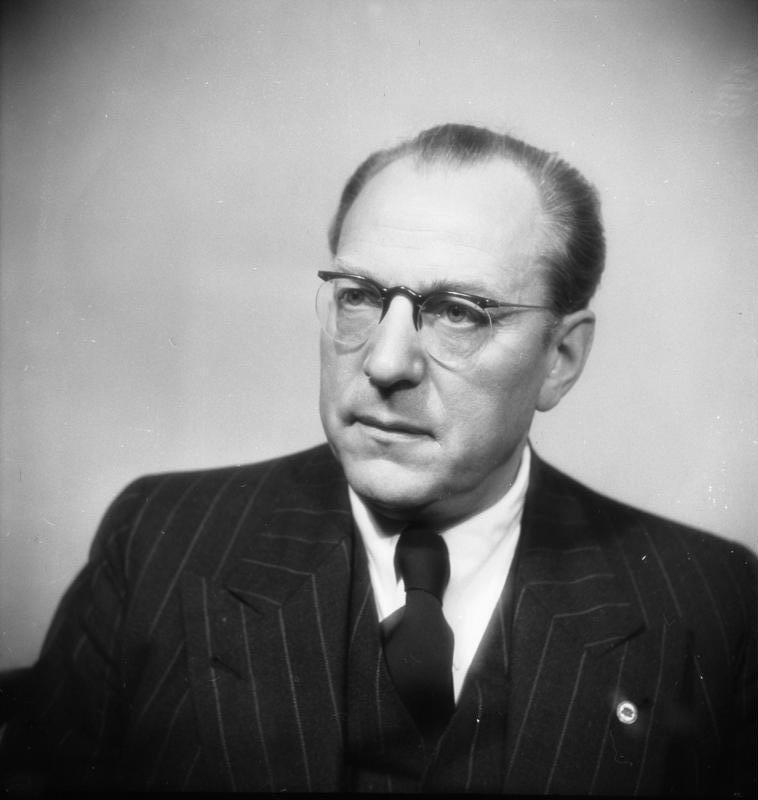
Otto Grotewohl († 21. September)

- 02. September: Herbert Küchler, deutscher Schachproblemkomponist (* 1908)
- 02. September: Alvin C. York, US-amerikanischer Soldat (* 1887)
- 03. September: Christian Kuhlemann, deutscher Politiker (* 1891)
- 03. September: Joseph Marx, österreichischer Komponist (* 1882)
- 03. September: Hans Wellhausen, deutscher Politiker (* 1894)
- 04. September: Werner Bergengruen, deutscher Schriftsteller (* 1892)
- 04. September: Clément-Émile Roques, Erzbischof von Rennes und Kardinal (* 1880)
- 07. September: Luis Amplatz, italienischer Separatist (* 1926)
- 07. September: Herman Jurgens, niederländischer Fußballspieler (* 1884)
- 09. September: Maurice Le Boucher, französischer Komponist, Organist und Musikpädagoge (* 1882)
- 10. September: Ferdinand Andergassen, österreichischer Komponist und Kirchenmusiker (* 1892)
- 13. September: Charles E. Daniel, US-amerikanischer Politiker (* 1895)
- 16. September: Leo Weismantel, deutscher Schriftsteller (* 1888)
- 17. September: Nicolás Casimiro, dominikanischer Sänger (* 1911)
- 18. September: Marguerite Mareuse, französische Automobilrennfahrerin (* 1889)
- 18. September: Sean O’Casey, irischer Schriftsteller und Dramatiker (* 1880)
- 19. September: Levon Madoyan, armenischer Dudukspieler (* 1909)
- 20. September: Lazare Lévy, französischer Pianist, Musikpädagoge und Komponist (* 1882)
- 21. September: Bo Carter, US-amerikanischer Blues-Gitarrist (* 1893)
- 21. September: Otto Grotewohl, deutscher Politiker (* 1894)
- 21. September: Julius von Jan Pfarrer in Oberlenningen, Widerstandskämpfer während der NS-Zeit (* 1897)
- 24. September: Gerhard Ernst Erich Ahnfeldt, deutscher Zeichner und Maler (* 1916)
- 23. September: Fred M. Wilcox, US-amerikanischer Filmregisseur (* 1907)
- 28. September: George Dyson, englischer Komponist (* 1883)
- 28. September: Harpo Marx, US-amerikanischer Komiker (Marx-Brothers) (* 1888)
- 28. September: Franz Ruland, saarländischer Politiker (* 1901)
- 30. September: Cyril de Vère, französischer Automobilrennfahrer (* 1881)
- 30. September: Víctor Saume, venezolanischer Rundfunk- und Fernsehmoderator (* 1907)

### Oktober

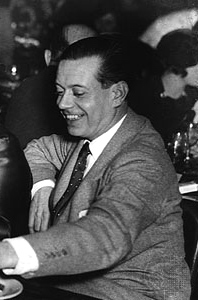
Cole Porter († 15. Oktober)

- 01. Oktober: Stephan Angeloff, bulgarischer Wissenschaftler (* 1878)
- 01. Oktober: Léon Saint-Réquier, französischer Komponist, Organist und Musikpädagoge (* 1872)
- 01. Oktober: Ernst Toch, deutsch-österreichischer Komponist (* 1887)
- 02. Oktober: André Rousseau, französischer Automobilrennfahrer (* 1898)
- 03. Oktober: Erich Friedrich Schmidt, amerikanischer Archäologe deutscher Abstammung (* 1897)
- 04. Oktober: Claus Bergen, deutscher Marinemaler (* 1885)
- 05. Oktober: Katharina Heise, deutsche Malerin und Bildhauerin (* 1891)
- 05. Oktober: Egon Schultz, Unteroffizier der Grenztruppen der DDR (* 1943)
- 06. Oktober: Richard Scheibe, deutscher Bildhauer (* 1879)
- 06. Oktober: Pietro Serantoni, italienischer Fußballspieler und -trainer (* 1906)
- 07. Oktober: Bernhard Goetzke, deutscher Schauspieler (* 1884)
- 07. Oktober: Stephan Westmann, deutscher Mediziner (* 1893)
- 10. Oktober: Heinrich Neuhaus, ukrainischer Pianist (* 1888)
- 10. Oktober: Konrad Bayer, österreichischer Schriftsteller (* 1932)
- 10. Oktober: Guru Dutt, indischer Filmregisseur, Schauspieler und Produzent (* 1925)
- 11. Oktober: Peter Lindner, deutscher Automobilrennfahrer (* 1930)
- 11. Oktober: Franco Patria, italienischer Automobilrennfahrer (* 1943)
- 11. Oktober: Jean Pairard, französischer Automobilrennfahrer und Unternehmer (* 1911)
- 13. Oktober: Madeleine Delbrêl, französische Schriftstellerin (* 1904)
- 13. Oktober: Hilaire Gaignard, französischer Flugpionier und Automobilrennfahrer (* 1884)
- 14. Oktober: Horst Platen, deutscher Komponist, Dirigent und Theaterintendant, sowie Sendeleiter des NORAG-Nebensenders Hannover (* 1884)
- 15. Oktober: Cole Porter, US-amerikanischer Komponist und Liedtexter (* 1891)
- 17. Oktober: Marius Hiller, deutsch-argentinischer Fußballspieler (* 1892)
- 19. Oktober: Edmund Geilenberg, Vertreter der deutschen Rüstungsindustrie im Dritten Reich (* 1902)

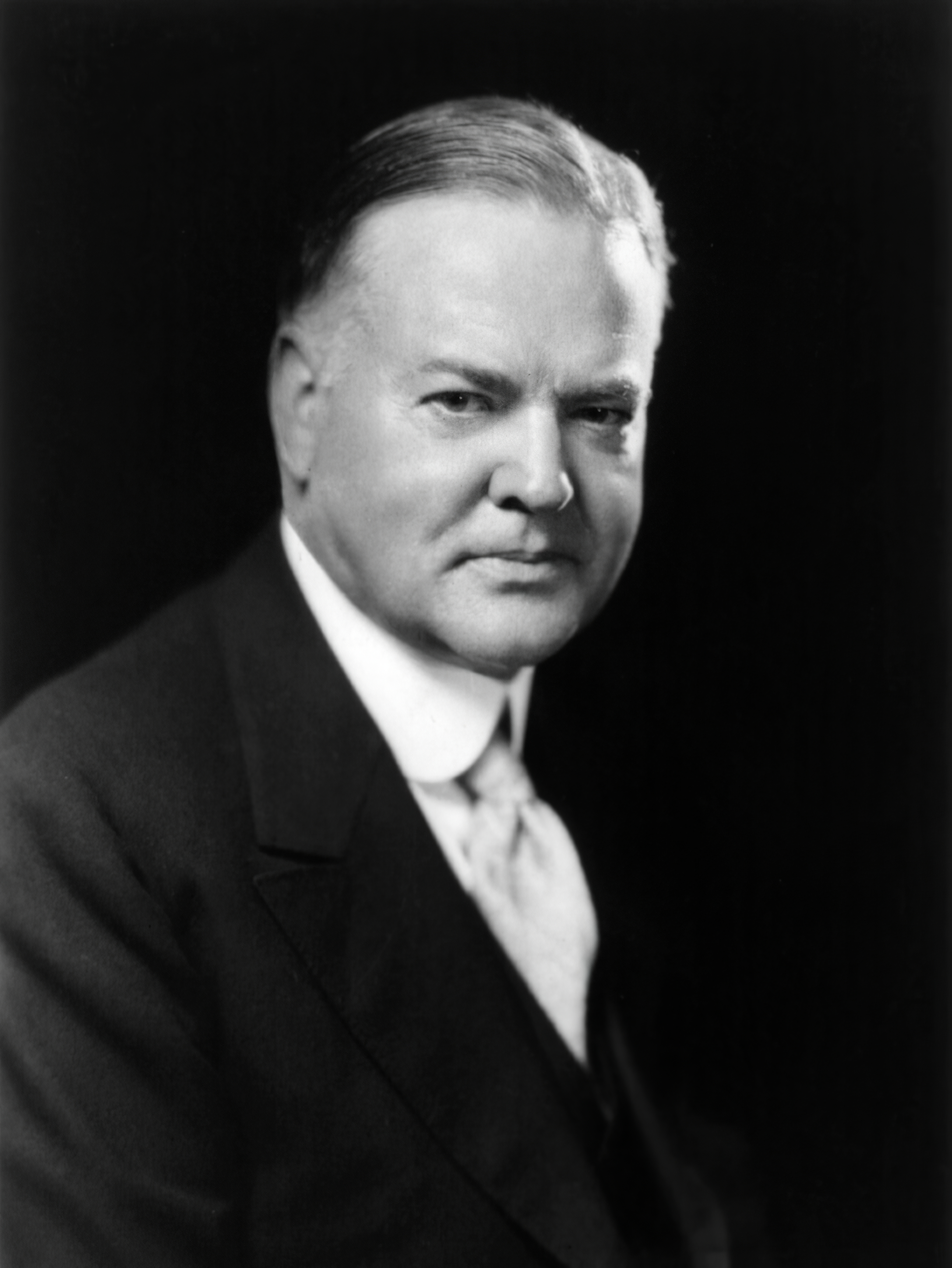
Herbert Hoover, 1928

- 20. Oktober: Herbert Hoover, US-amerikanischer Politiker, 31. Präsident der USA (* 1874)
- 21. Oktober: Andrej Afanassowitsch Babajew, aserbaidschanischer Komponist (* 1923)
- 23. Oktober: Axel Ivers, deutscher Schauspieler, Theaterregisseur, Hörspielsprecher, Bühnenautor und Übersetzer (* 1902)
- 23. Oktober: Marianne Rauze, französische Feministin (* 1875)
- 26. Oktober: Edmund Löns, deutscher Forstmann und Kynologe (* 1880)
- 26. Oktober: Agnes Miegel, deutsche Schriftstellerin, Journalistin und Balladendichterin (* 1879)
- 27. Oktober: Willi Bredel, deutscher Schriftsteller, Präsident der deutschen Akademie der Künste (* 1901)
- 27. Oktober: Vicente T. Mendoza, mexikanischer Musikwissenschaftler und Folkloreforscher (* 1894)
- 28. Oktober: Harold Hitz Burton, US-amerikanischer Richter und Politiker (* 1888)

### November

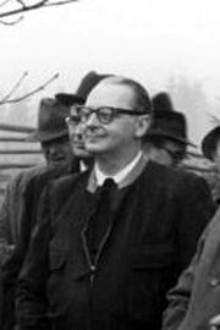
Heinrich von Brentano († 14. November)

- 01. November: Johann Astl, österreichischer Politiker (* 1891)
- 01. November: Pierre Meyer, französischer Forstmann (* 1900)
- 02. November: Ladislaus Winterstein, deutscher Politiker (* 1905)
- 05. November: Alexander Uriah Boskovitch, israelischer Musikpädagoge und Komponist (* 1907)
- 06. November: Hugo Koblet, Schweizer Radrennfahrer (* 1925)
- 08. November: Kurt Hirschfeld, deutscher Dramaturg und Regisseur (* 1902)
- 08. November: Viljo Revell, finnischer Architekt (* 1910)
- 09. November: Cecília Meireles, brasilianische Lyrikerin und Journalistin (* 1901)
- 11. November: Eduard Steuermann, österreichisch-amerikanischer Komponist und Pianist (* 1892)
- 13. November: Oskar Becker, deutscher Philosoph, Logiker und Mathematiker (* 1889)
- 14. November: Heinrich von Brentano, deutscher Politiker (* 1904)
- 15. November: Samuel Isenegger, Schweizer Schachproblemkomponist (* 1899)
- 15. November: Luis Emilio Mena, dominikanischer Komponist und Musiker (* 1895)
- 16. November: Albert Hay Malotte, US-amerikanischer Musiker, Komponist (* 1895)
- 17. November: Karl Arning, deutscher Offizier (* 1892)
- 18. November: Henri Théodore Pigozzi, französisch-italienischer Kaufmann und Industrieller (* 1898)
- 19. November: Leonhard Bauer, Pionier der arabischen Dialektologie (* 1865)
- 21. November: Fritz Harzendorf, deutscher Journalist und Autor (* 1889)
- 23. November: Erwin von Beckerath, deutscher Ökonom und Widerstandskämpfer (* 1889)
- 23. November: Jan Fabricius, niederländischer Dramatiker und Journalist (* 1871)
- 24. November: Johannes Even, deutscher Politiker (* 1903)
- 24. November: Georges-Émile Tanguay, kanadischer Organist, Komponist und Musikpädagoge (* 1893)
- 26. November: Bodil Ipsen, dänische Schauspielerin und Regisseurin (* 1889)
- 26. November: Louis Prével, französischer Ruderer (* 1879)
- 30. November: Hermann Ehren, deutscher Politiker (* 1894)

### Dezember

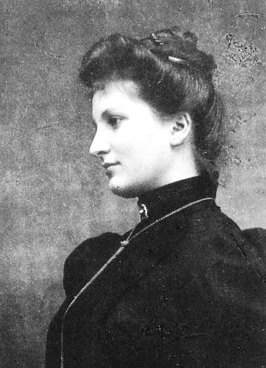
Alma Mahler-Werfel

- 01. Dezember: J. B. S. Haldane, britisch-indischer Genetiker (* 1892)
- 02. Dezember: Roger Bissière, französischer Maler (* 1886)
- 03. Dezember: Ernst Ginsberg, deutscher Schauspieler, Regisseur und Theaterleiter (* 1904)
- 07. Dezember: Nikolai Anitschkow, russischer Pathologe (* 1885)
- 07. Dezember: Richard Brunsich von Brun, sächsischer Bibliothekar und Hofrat (* 1870)
- 07. Dezember: Sepp Kerschbaumer, Leiter des Befreiungsausschusses Südtirol (* 1913)
- 08. Dezember: Wojciech Rychlewicz, polnischer Diplomat (* 1903)
- 08. Dezember: Gladys Willan, kanadische Musikpädagogin und Pianistin (* 1883)
- 08. Dezember: Gustav Wyneken, deutscher Reformpädagoge (* 1875)
- 09. Dezember: Viktor Agartz, deutscher Wirtschaftswissenschaftler (* 1897)
- 09. Dezember: Edith Sitwell, britische Dichterin und Schriftstellerin (* 1887)

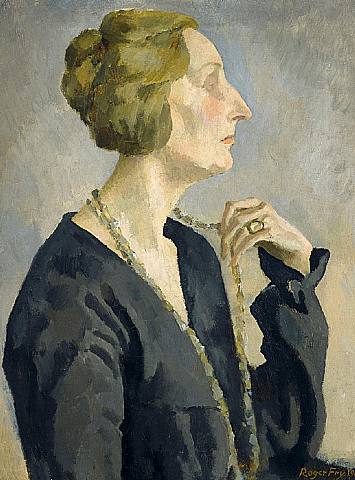
Edith Sitwell

- 11. Dezember: Sam Cooke, US-amerikanischer Sänger (* 1931)
- 11. Dezember: Alma Mahler-Werfel, österreichische Persönlichkeit der Kunst-, Musik- und Literaturszene (* 1879)
- 12. Dezember: Georg Bernhardt, deutscher Schachkomponist (* 1892)
- 12. Dezember: Silviu Dimitrovici, rumänischer Diplomingenieur im Bauwesen (* 1925)
- 14. Dezember: William Bendix, US-amerikanischer Schauspieler (* 1906)
- 14. Dezember: Francisco Canaro, uruguayisch-argentinischer Musiker, Arrangeur, Bandleader und Komponist (* 1888)
- 14. Dezember: Rolland-Georges Gingras, kanadischer Organist, Musikkritiker und Komponist (* 1899)
- 15. Dezember: Carl Joachim Hambro, norwegischer konservativer Politiker und Journalist (* 1885)

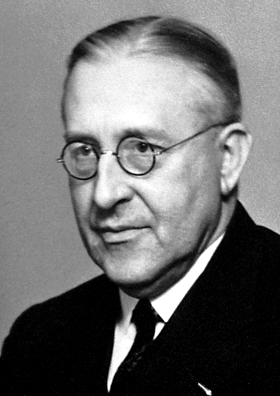
Victor Franz Hess

- 17. Dezember: Victor Franz Hess, österreichischer Physiker (* 1883)
- 21. Dezember: Algernon Kingscote, britischer Tennisspieler (* 1888)
- 21. Dezember: Carl van Vechten, US-amerikanischer Fotograf und Schriftsteller (* 1880)
- 23. Dezember: Nathan Asch, polnisch-US-amerikanischer Schriftsteller (* 1902)
- 23. Dezember: Jean Bourgknecht, Schweizer Politiker (* 1902)
- 27. Dezember: Pierre-Aurèle Asselin, kanadischer Sänger (* 1881)
- 28. Dezember: Kees Bekker, niederländischer Fußballspieler (* 1883)
- 29. Dezember: Wladimir Andrejewitsch Faworski, russischer Künstler (* 1886)
- 29. Dezember: Bernard von Brentano, deutscher Schriftsteller und Journalist (* 1901)
- 29. Dezember: Miki Rofū, japanischer Dichter, Kinderbuchautor und Essayist (* 1889)
- 30. Dezember: Hans-Gerhard Creutzfeldt, deutscher Neurologe (* 1885)

## Nobelpreise
- Physik: Charles H. Townes, Nikolai Gennadijewitsch Bassow und Alexander Michailowitsch Prochorow
- Chemie: Dorothy Crowfoot Hodgkin
- Medizin: Konrad Bloch und Feodor Lynen
- Literatur: Jean-Paul Sartre (abgelehnt)
- Friedensnobelpreis: Martin Luther King

## Musik
- 21. März: Gigliola Cinquetti gewinnt in Kopenhagen mit dem Lied Non ho l’etá für Italien die 9. Auflage des Eurovision Song Contests
- Liste der Nummer-eins-Hits in Deutschland (1964)
- Liste der Nummer-eins-Hits in Österreich (1964)